# Tierra Santa, Siria, Idumea, Arabia, Egipto y Nubia
Tierra Santa, Siria, Idumea, Arabia, Egipto y Nubia es un diario de viaje de la Palestina del siglo XIX y la obra magna del pintor escocés David Roberts. Contiene 250 litografías realizadas por Louis Haghe a partir de los bocetos en acuarela de Roberts. Se publicó por primera vez por suscripción entre 1842 y 1849, en dos publicaciones separadas: Tierra Santa, Siria, Idumea y Arabia y Egipto y Nubia. William Brockedon y George Croly escribieron gran parte del texto, Croly las partes históricas y Brockedon las descriptivas.
Descrito como "una de las sensaciones editoriales de arte de mediados del período victoriano",   superó en escala a todos los demás proyectos litográficos anteriores,  y fue una de las publicaciones más caras del siglo XIX.  Haghe ha sido descrito por el Museo Metropolitano de Arte como "el mejor y más prolífico litógrafo de la época". 
Según la profesora Annabel Wharton, "ha demostrado ser la más omnipresente y duradera de las representaciones de Oriente del siglo XIX que circularon en Occidente ". 

## Viajes y publicación
Roberts inició su viaje a la región en agosto de 1838. Desembarcó en Alejandría y pasó el resto de 1838 en El Cairo. En febrero de 1839 viajó a Palestina pasando por Suez, el monte Sinaí y Petra. Desde Gaza viajó a Jerusalén, y por el resto de la región. Regresó a Gran Bretaña a finales de 1839 tras caer enfermo y después de haber pasado 11 meses en la región. En 1840 compartió un total de 272 bocetos en acuarela con el editor F. G. Moon, que pagó a Roberts 3.000 libras por los derechos de autor de los bocetos. 

## Reacción
El famoso crítico de arte victoriano John Ruskin escribió que la obra era un "verdadero retrato de escenas de interés histórico y religioso. Son fieles y laboriosas más allá de cualquier contorno de la naturaleza que haya visto jamás". 
El historiador de arte John Roland Abbey escribió en su Viaje en aguatinta y litografía, 1770-1860 que "La Tierra Santa de Robert fue una de las empresas editoriales más importantes y elaboradas del siglo XIX, y fue la apoteosis de la litografía tintada". 
John James Moscrop señaló en un trabajo reciente sobre el conocimiento de Palestina en el siglo XIX: "El más conocido de los ilustradores fue David Roberts. Si Robinson produjo la geografía histórica de Tierra Santa en el siglo XIX, le correspondió a un pintor escocés, David Roberts, ilustrarlo." 

## Lista de litografías

### Volumen 1

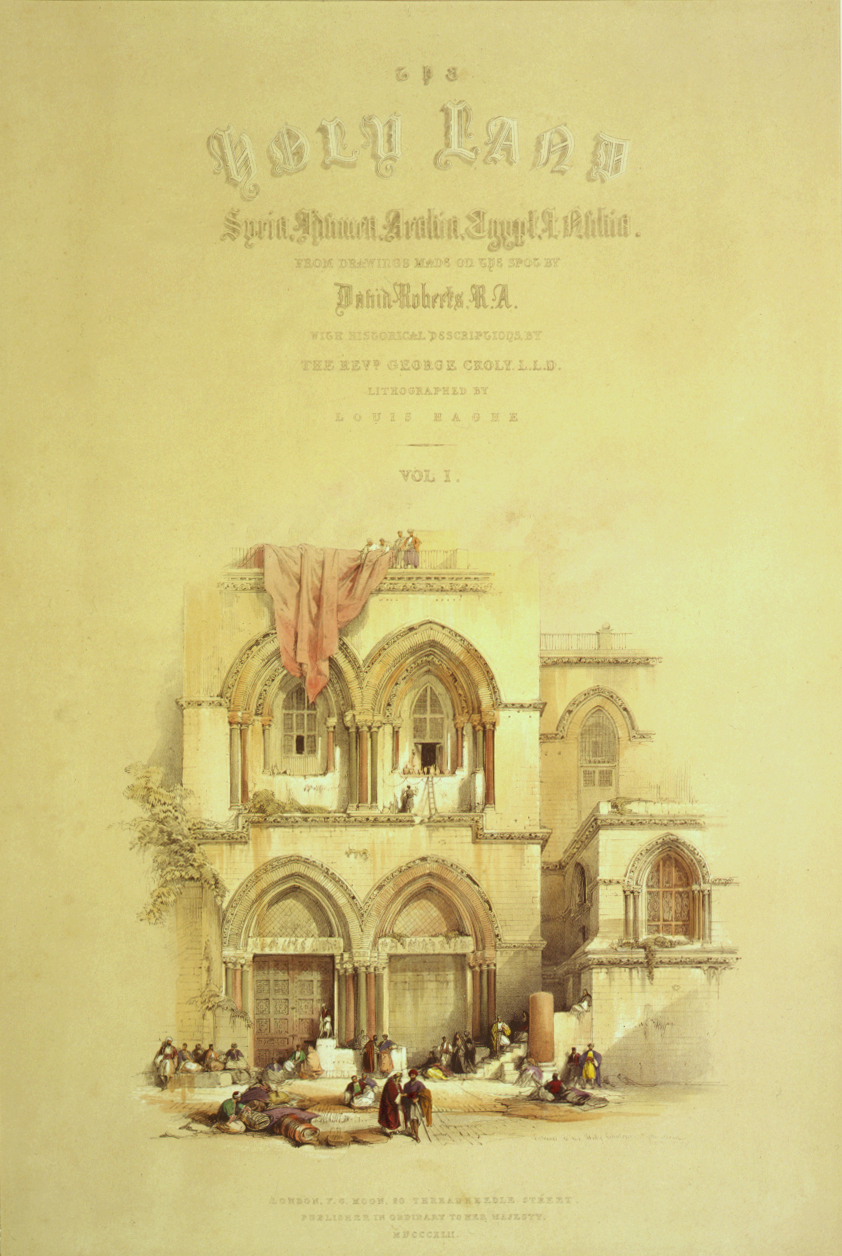
2. Entrada al Santo Sepulcro
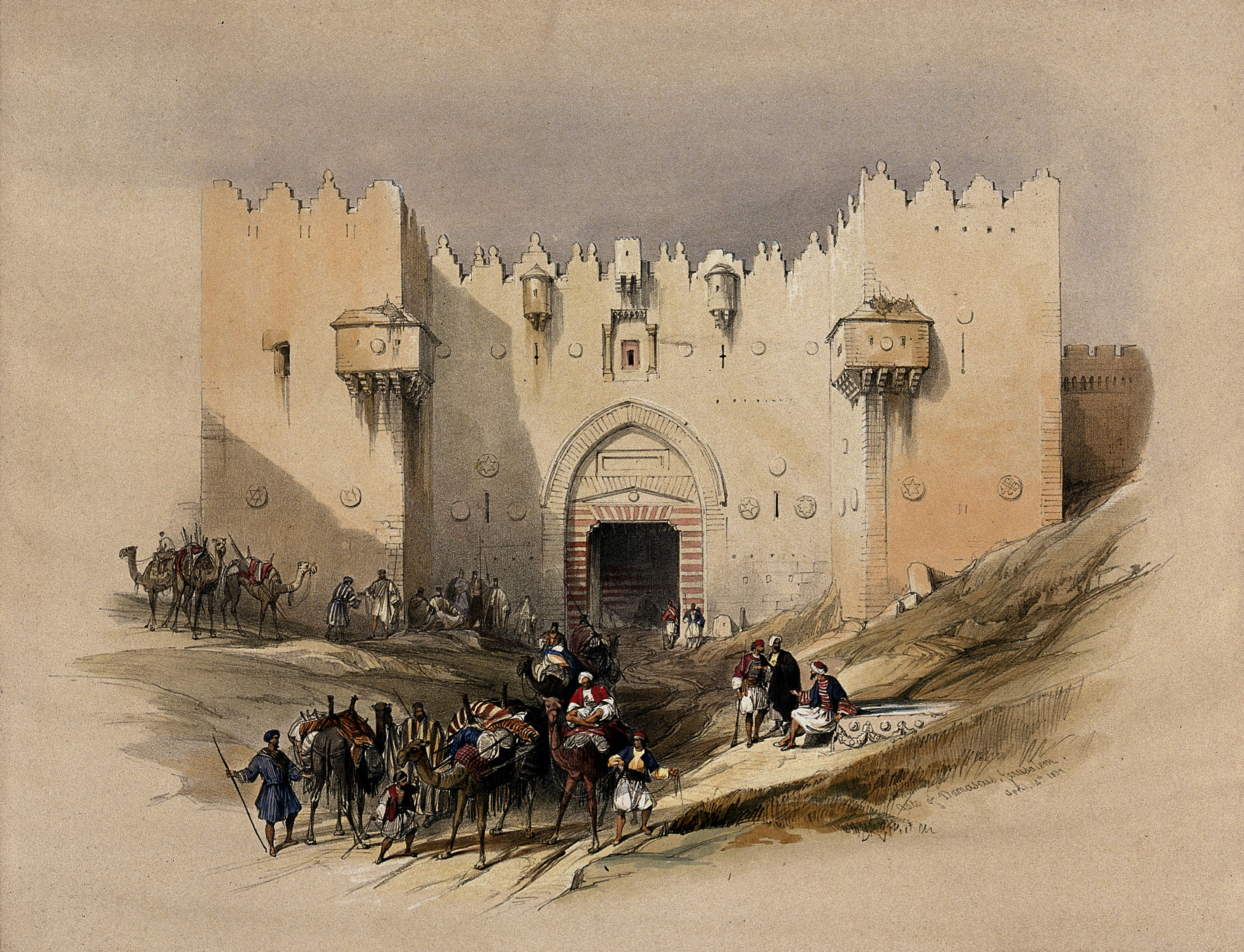
3. Puerta de Damasco
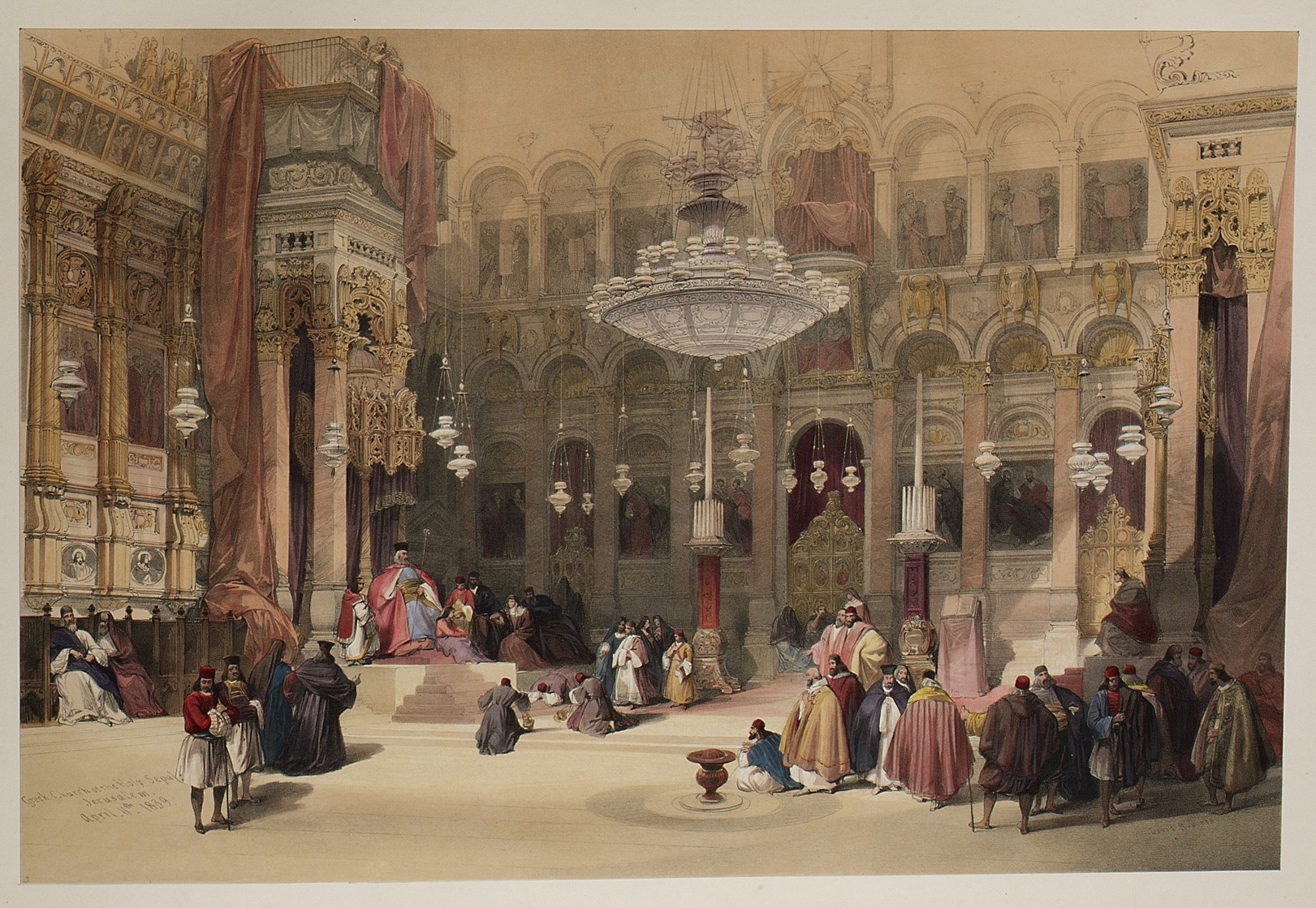
4. Iglesia griega del Santo Sepulcro
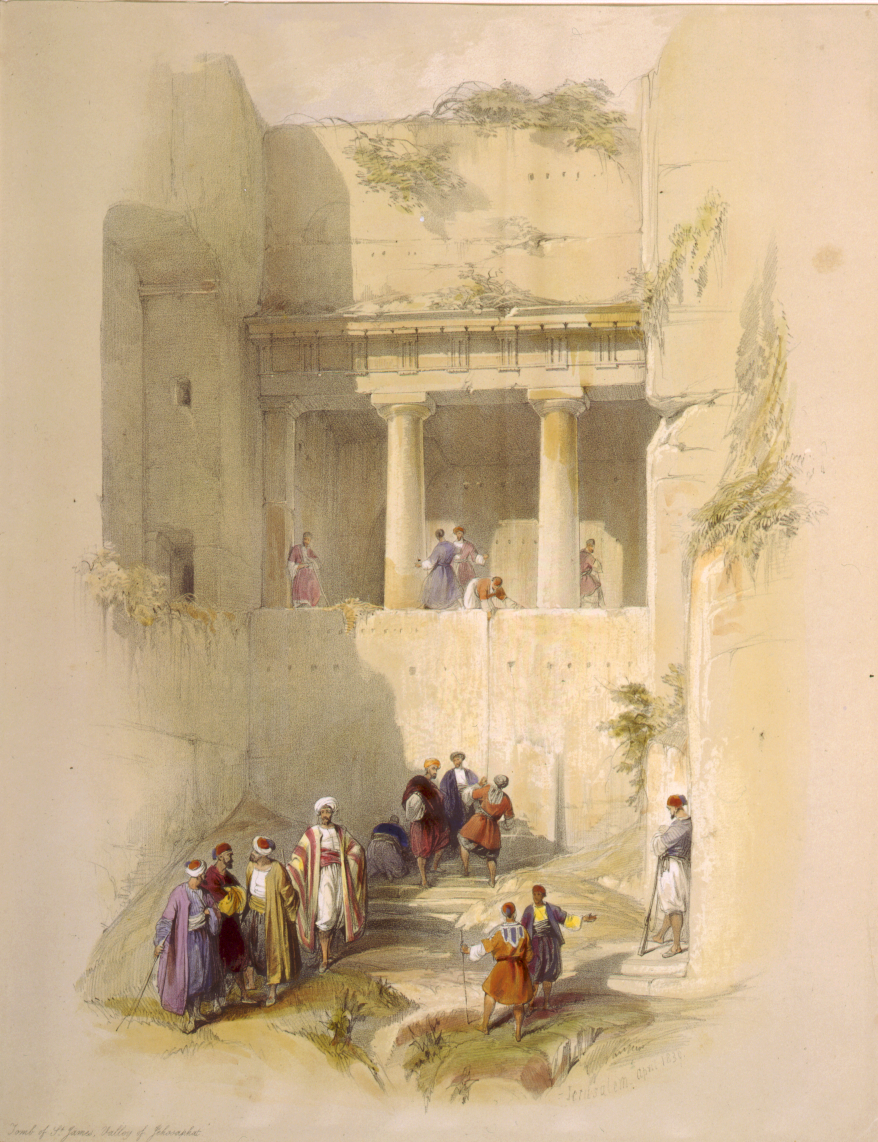
5. Tumba de Santiago
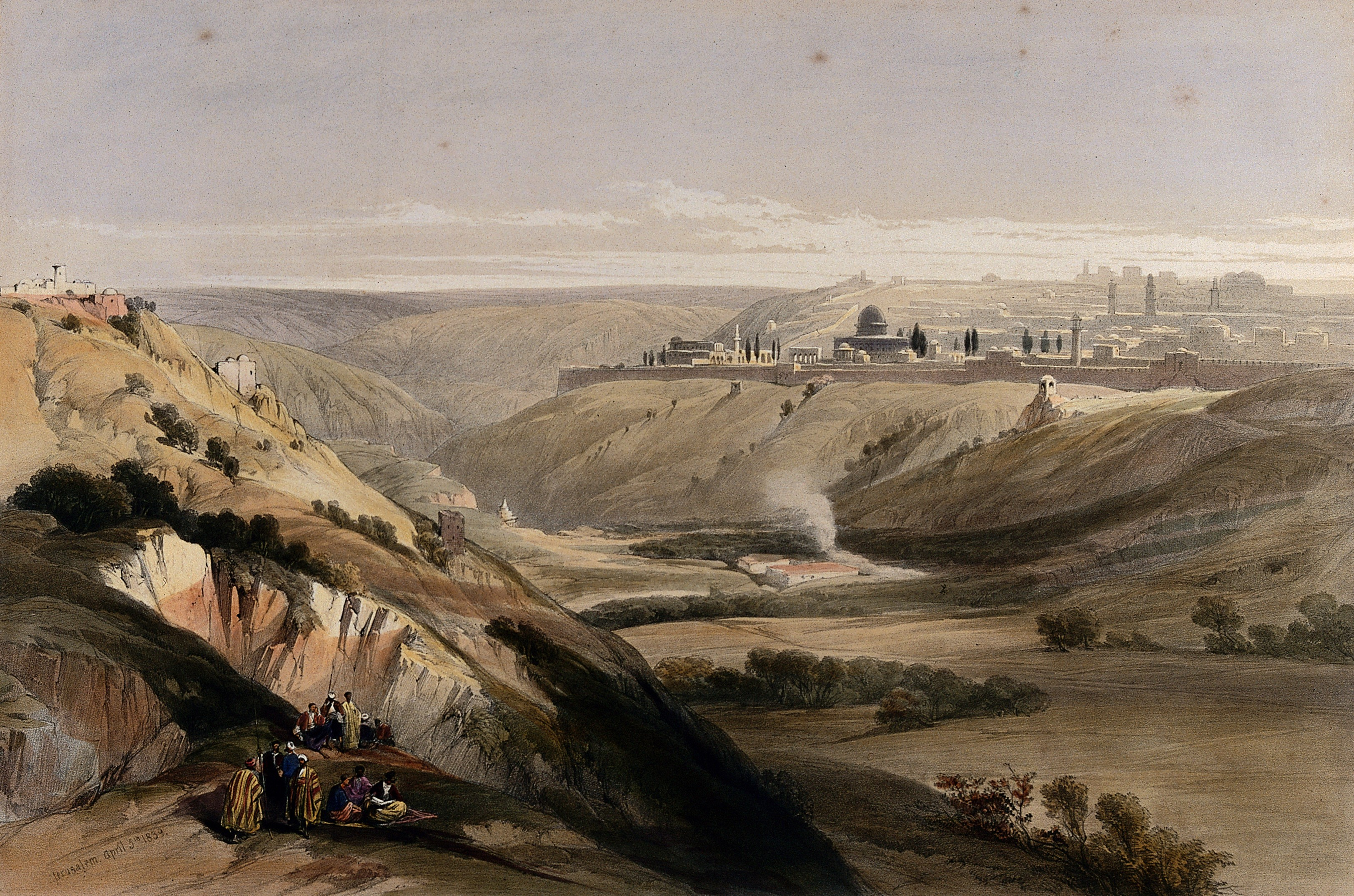
6. Jerusalén desde la carretera que conduce a Betania.
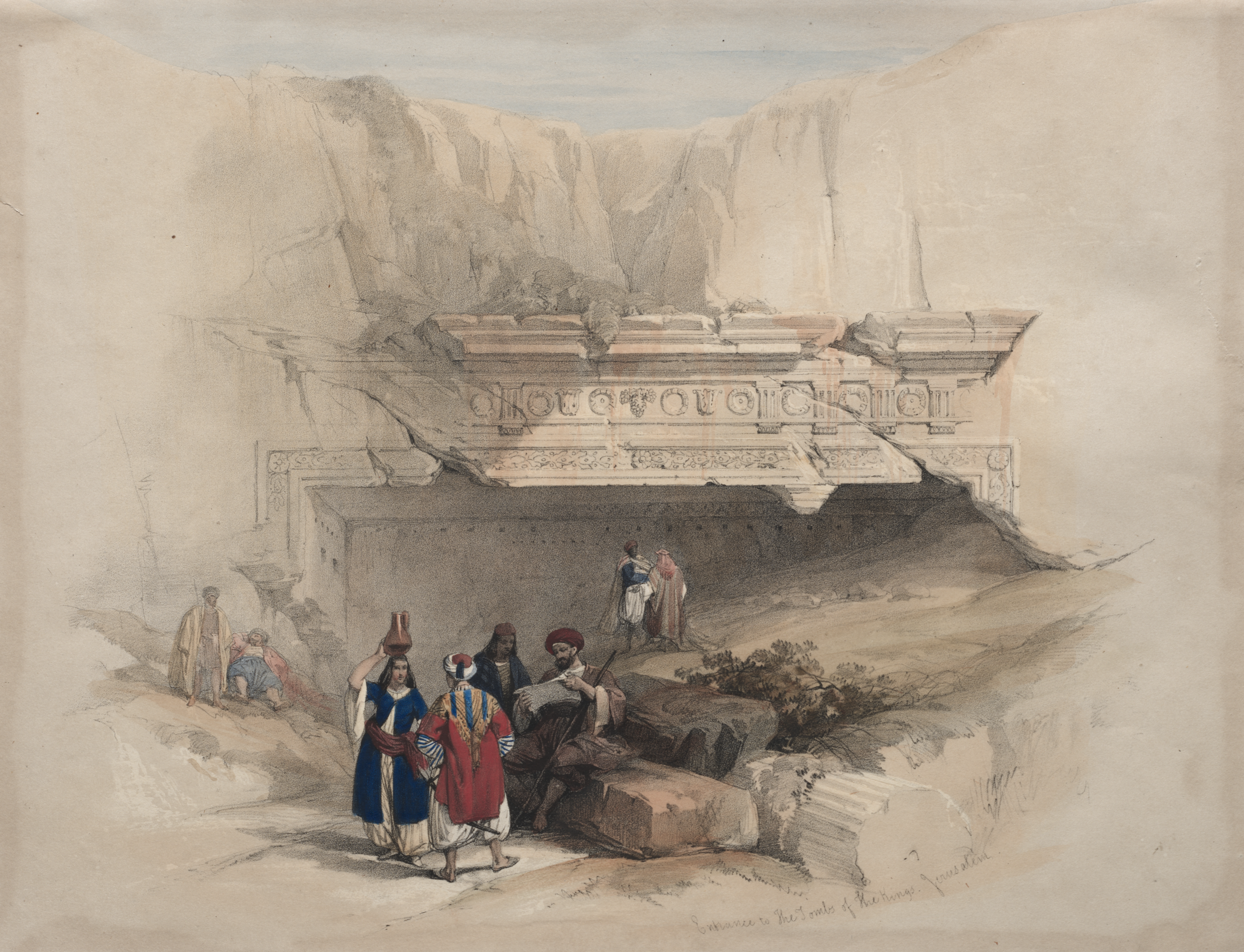
7. Entrada a la Tumba de los Reyes
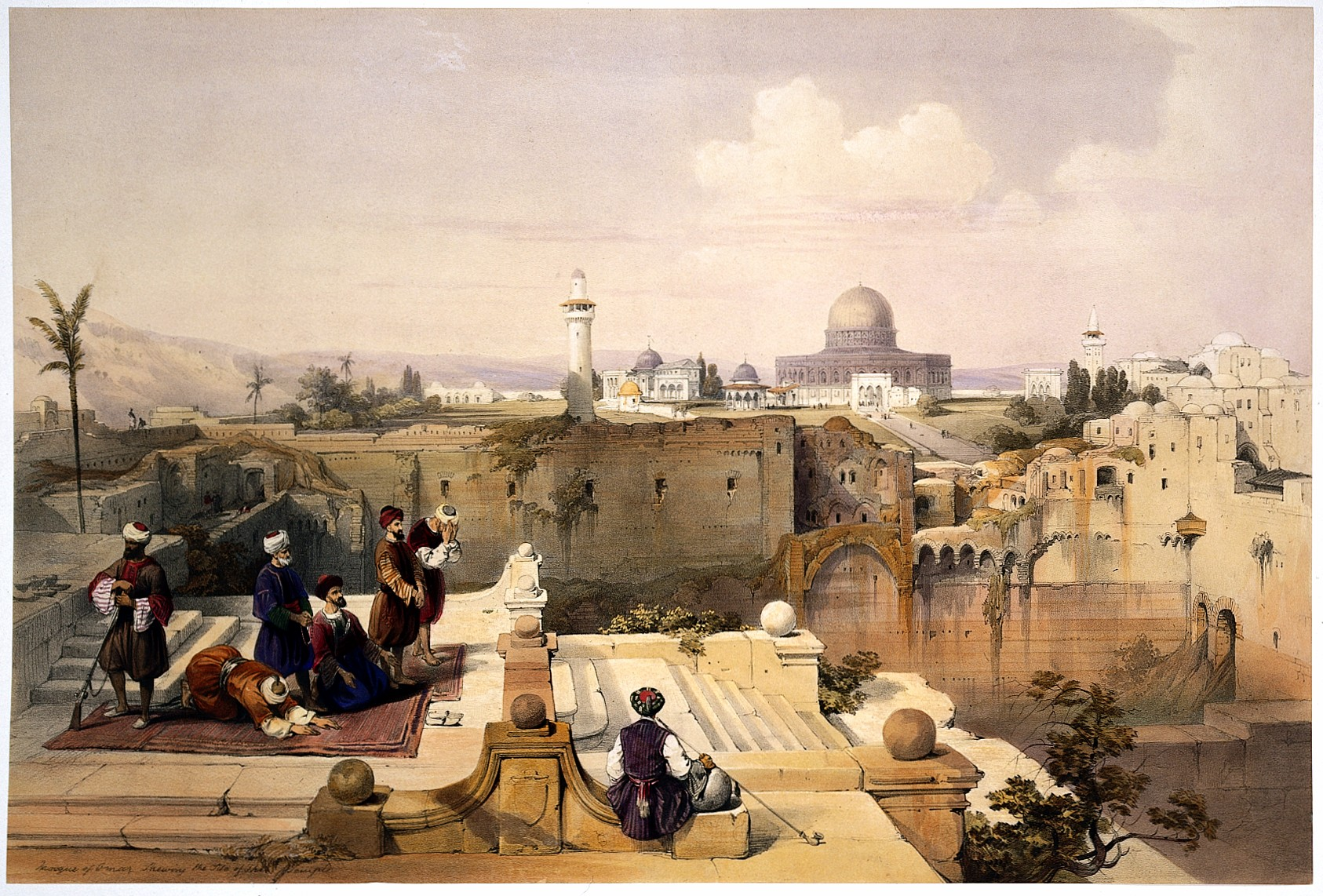
8. Mezquita de Omar, en el antiguo emplazamiento del Templo.
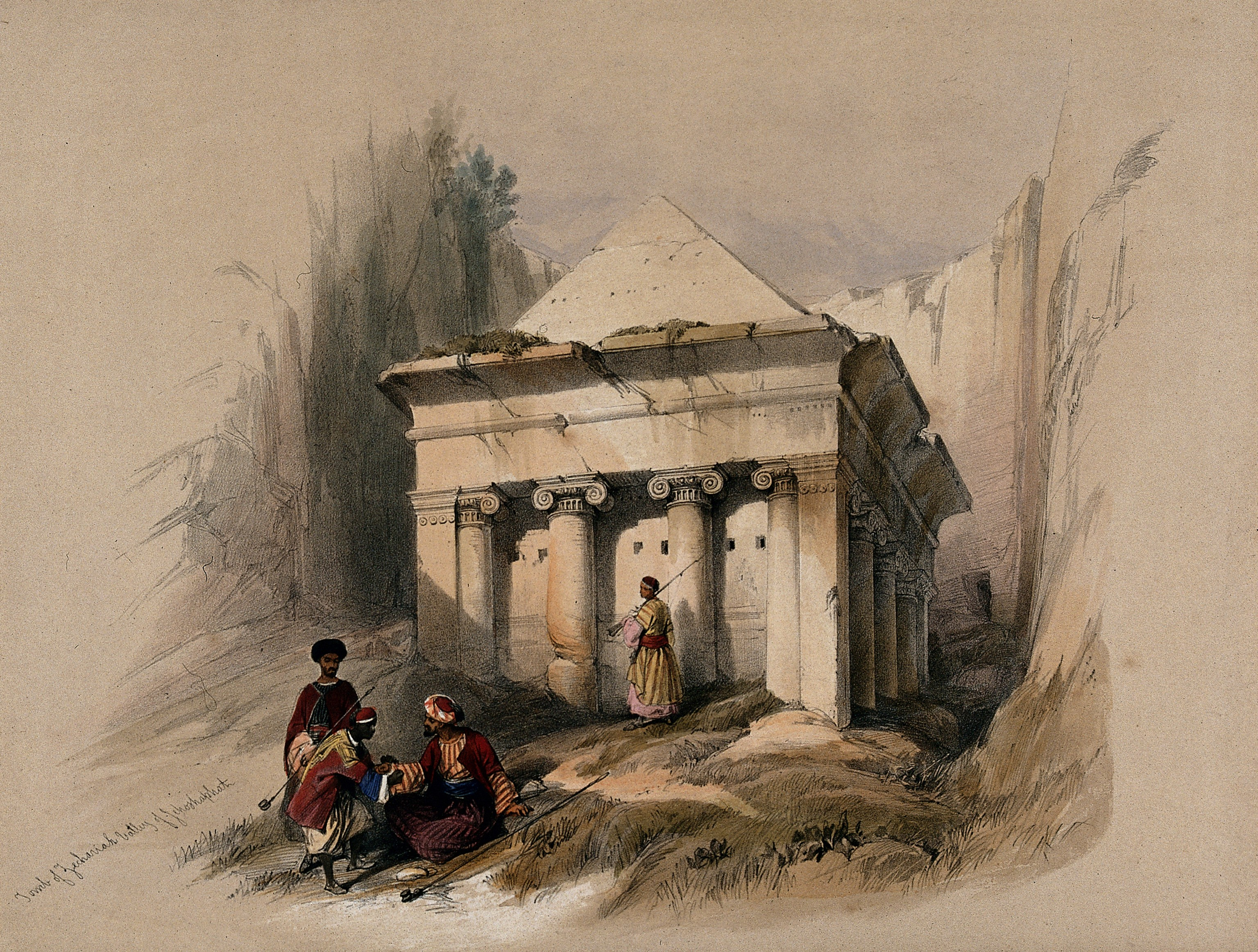
9. Tumba de Zacarías
10. Jerusalén, desde el sur.
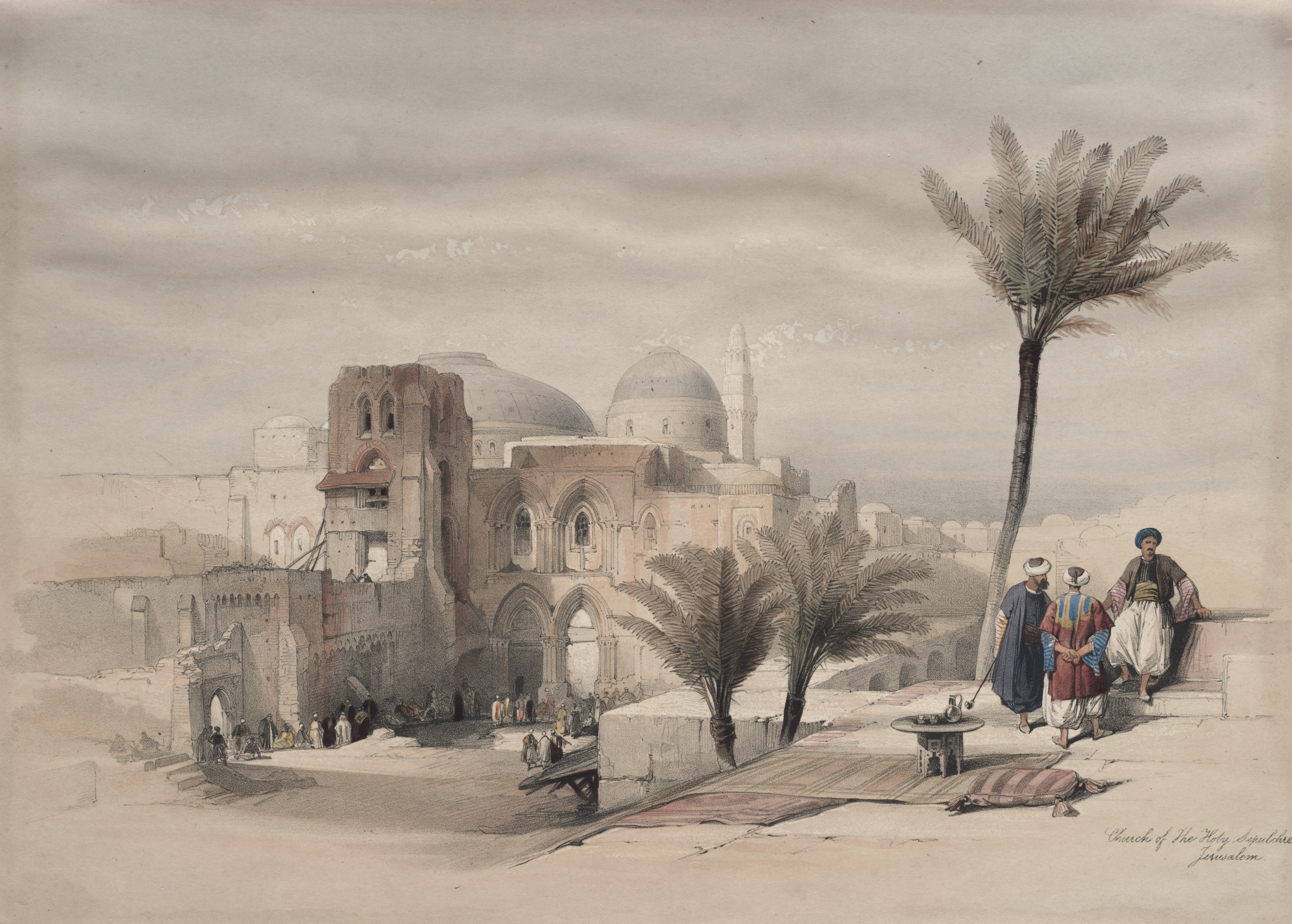
11. Exterior del Santo Sepulcro
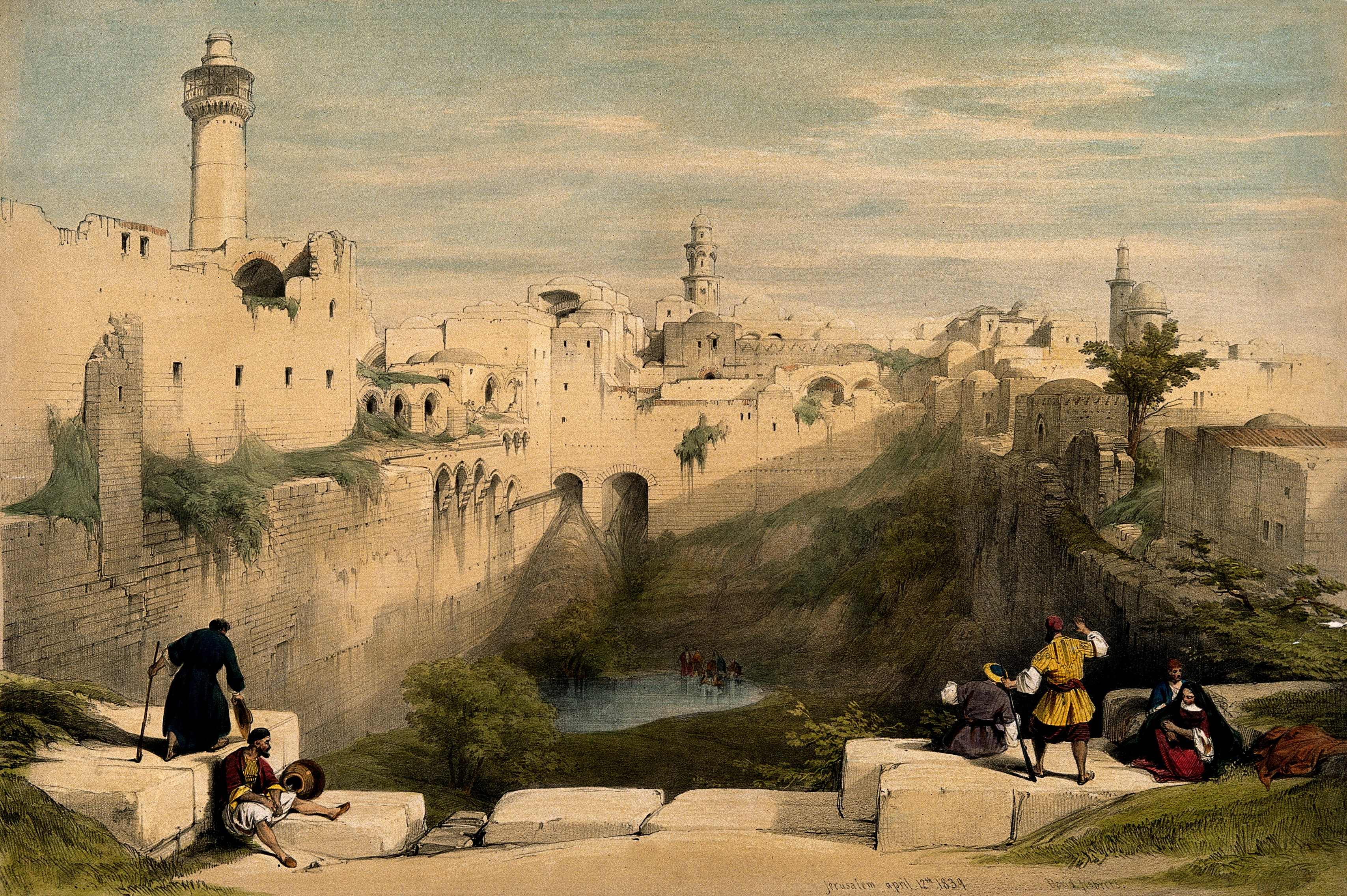
12. El Birket Israel
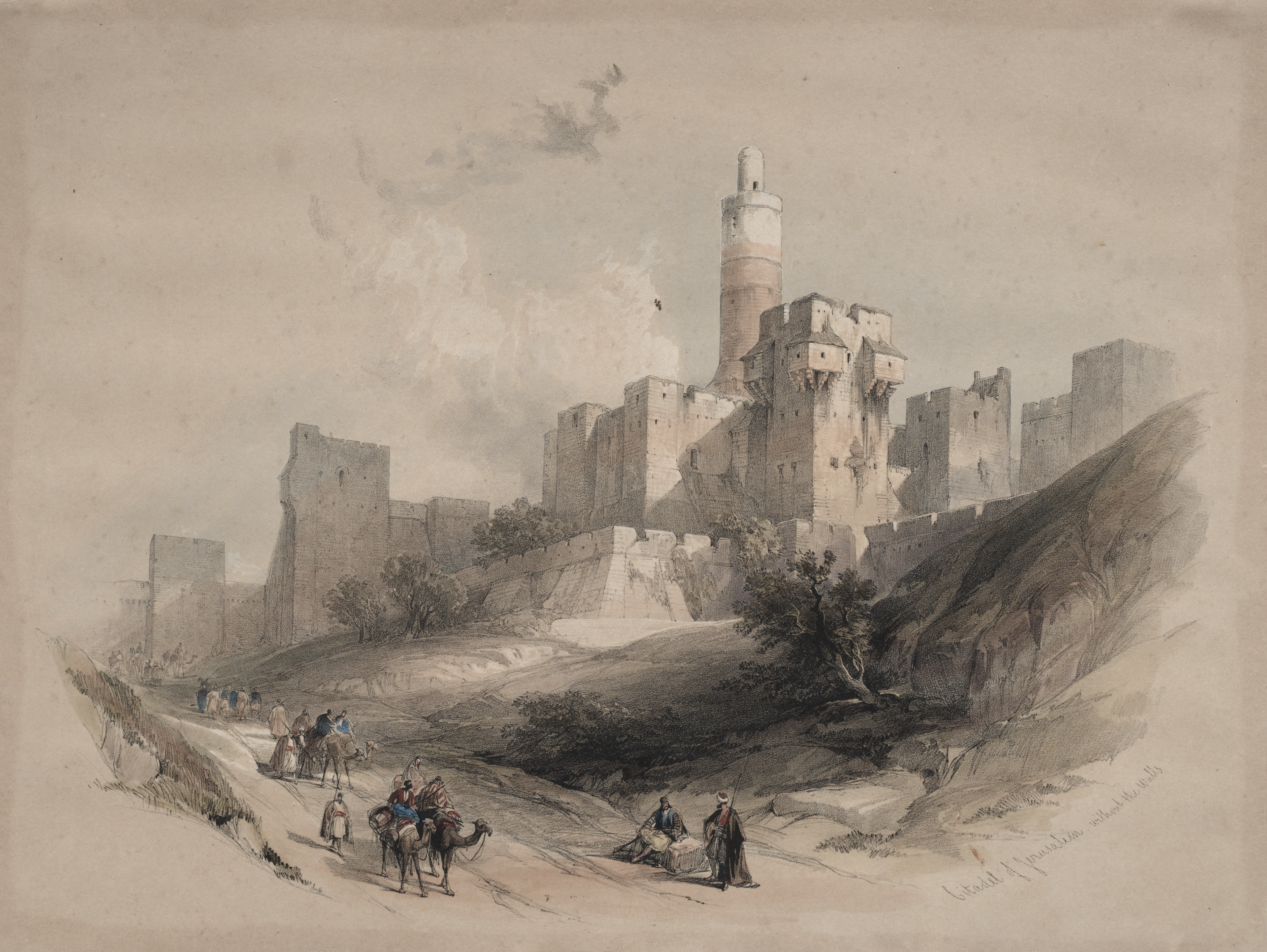
13. La Torre de David
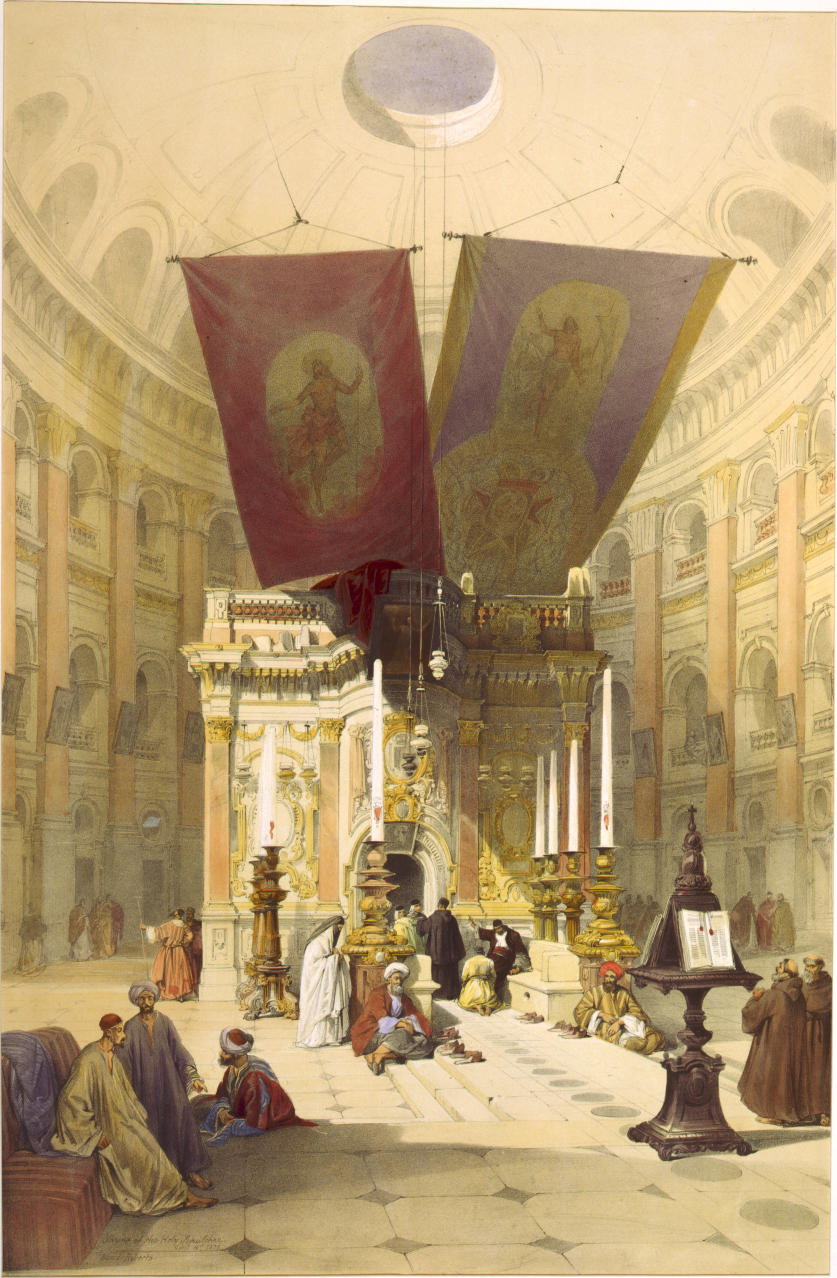
14. Santuario del Santo Sepulcro
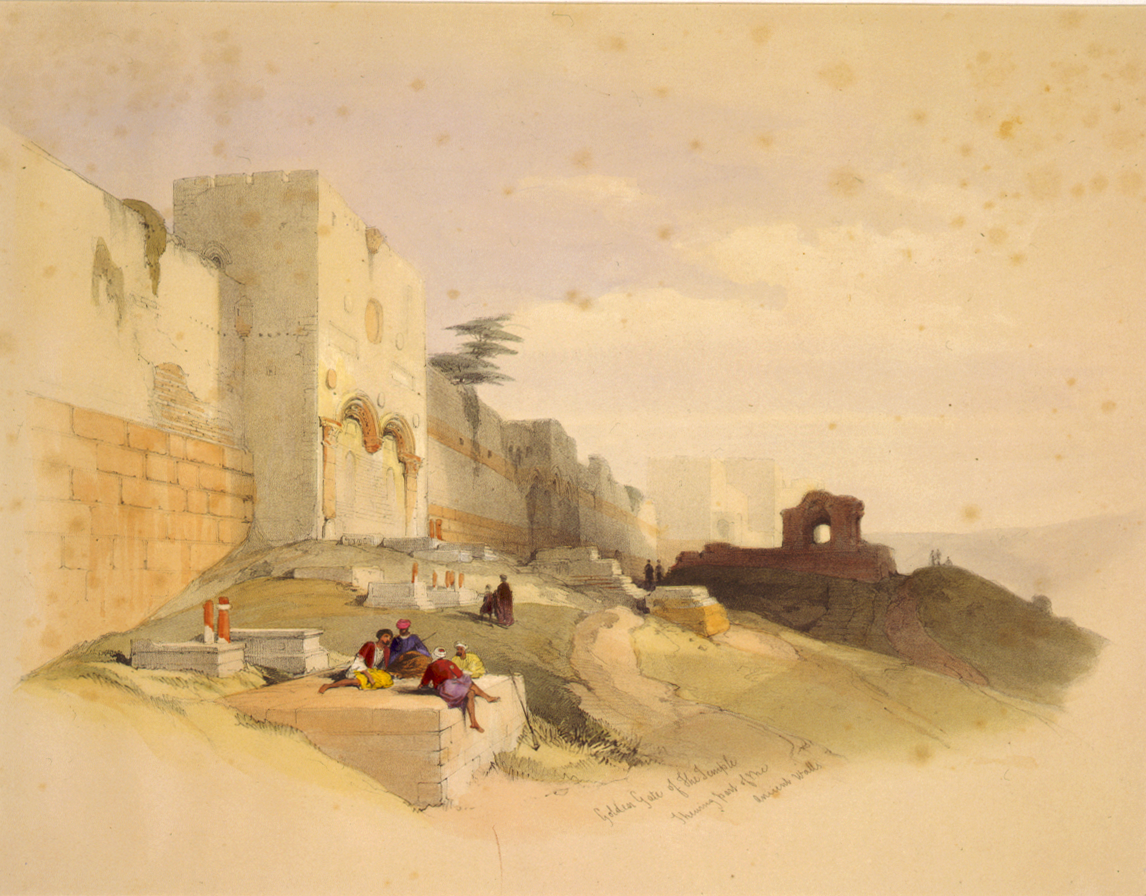
15. La Puerta Dorada
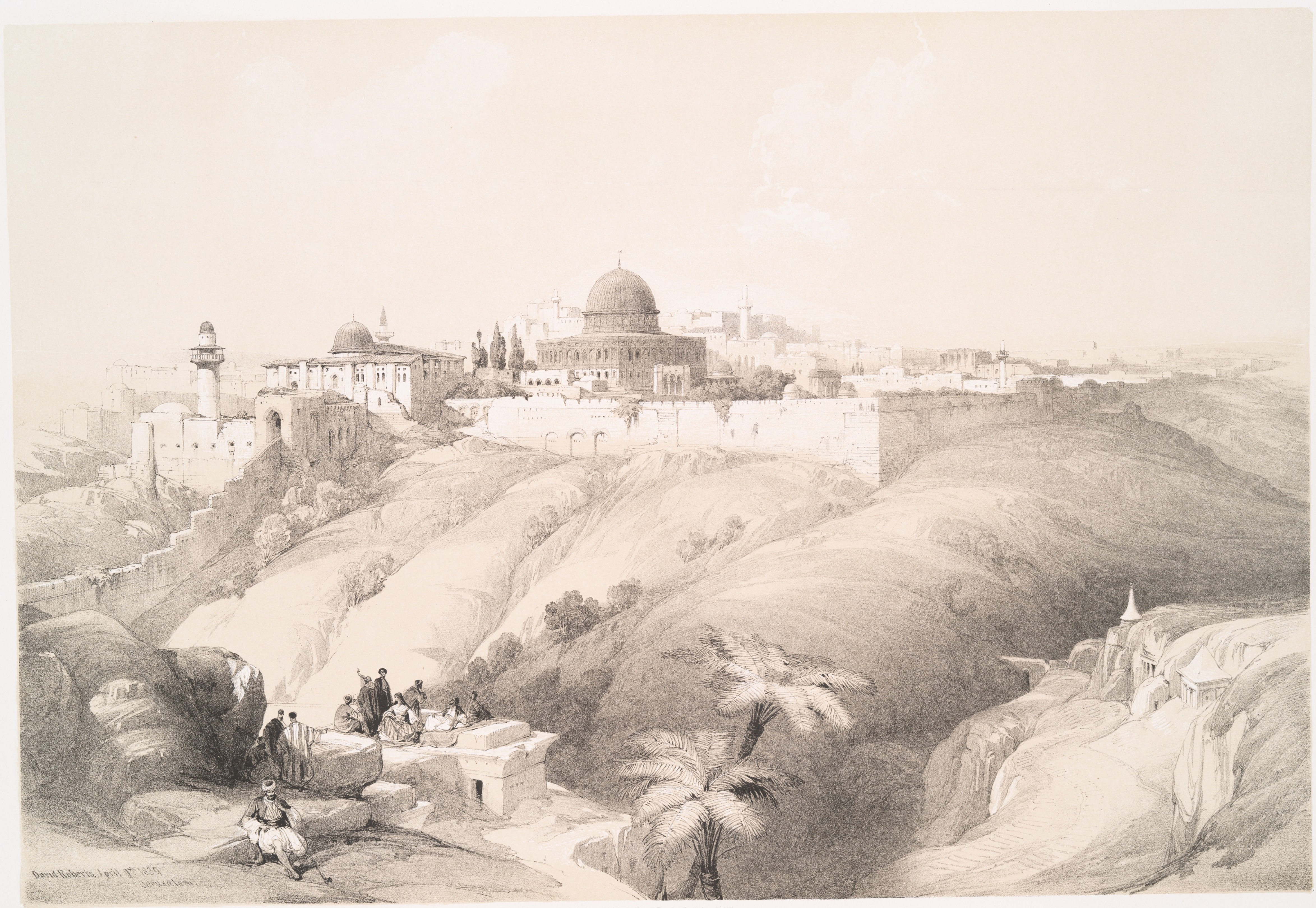
16. Jerusalén. Iglesia de la Purificación.
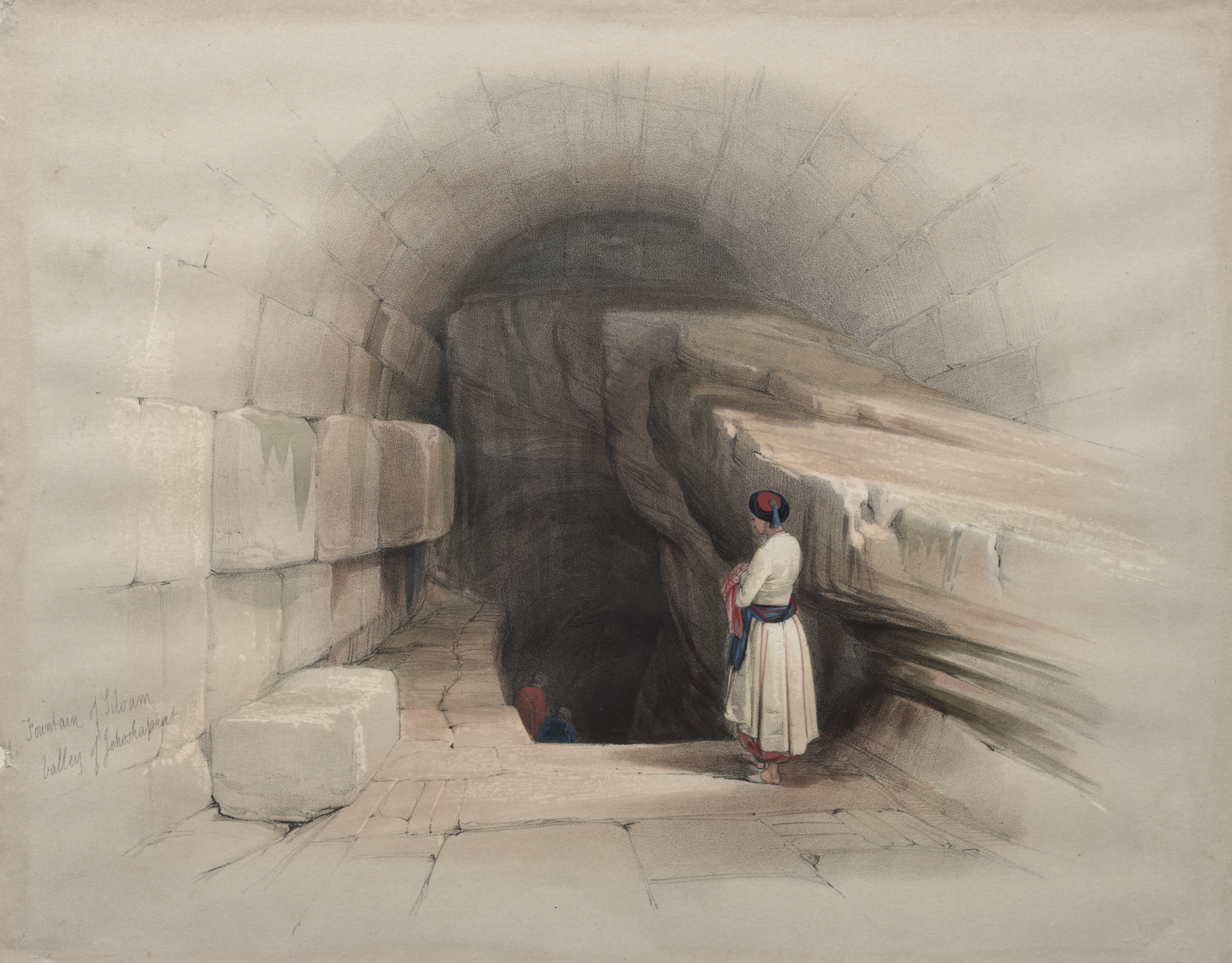
17. Fuente del Gihón
18. Jerusalén, desde el Monte de los Olivos.
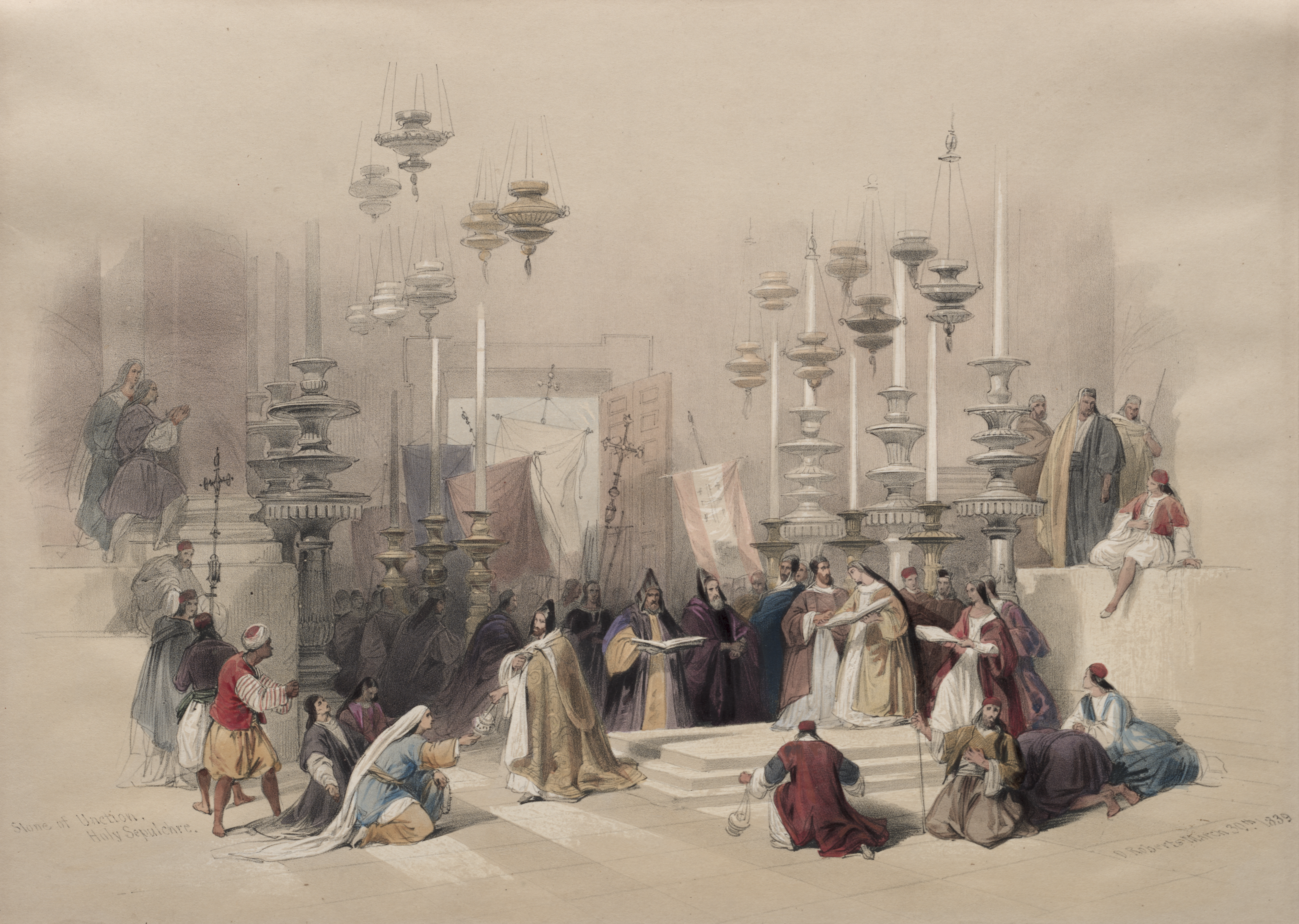
19. La Piedra de la Unción
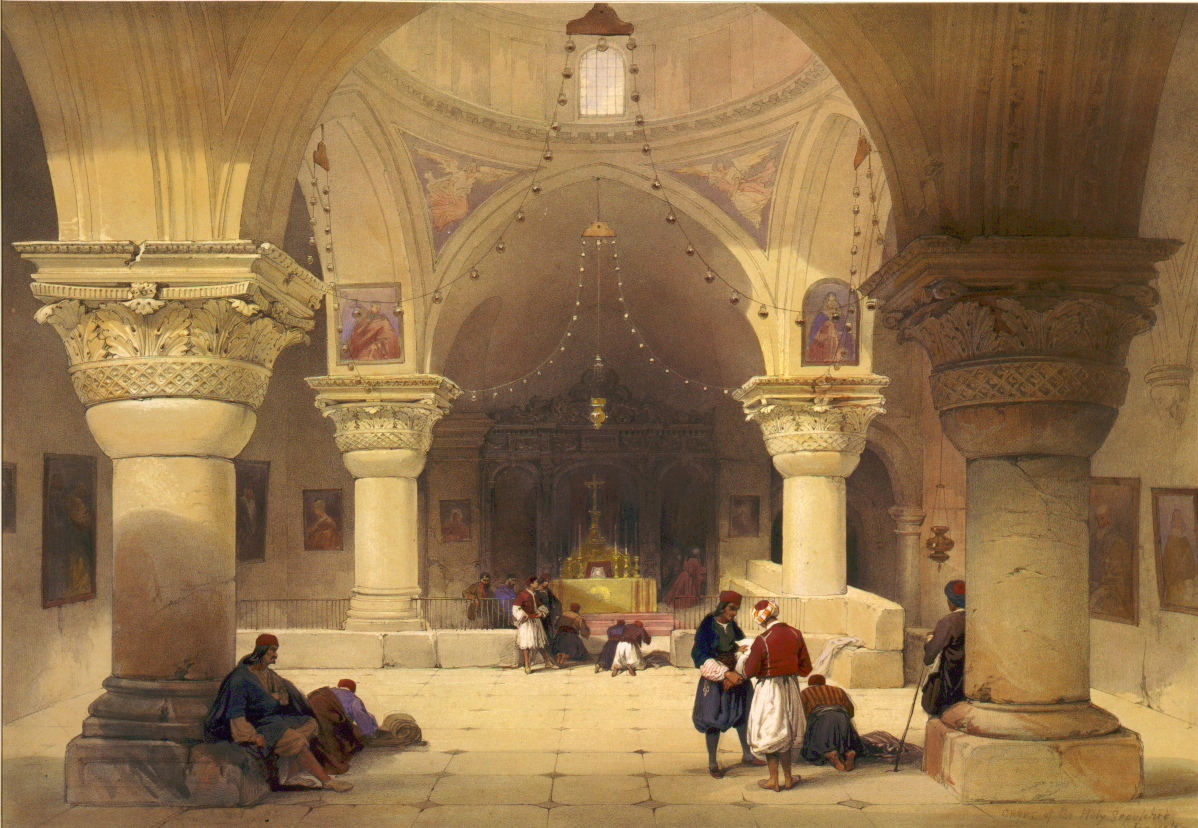
20. Capilla de Santa Elena
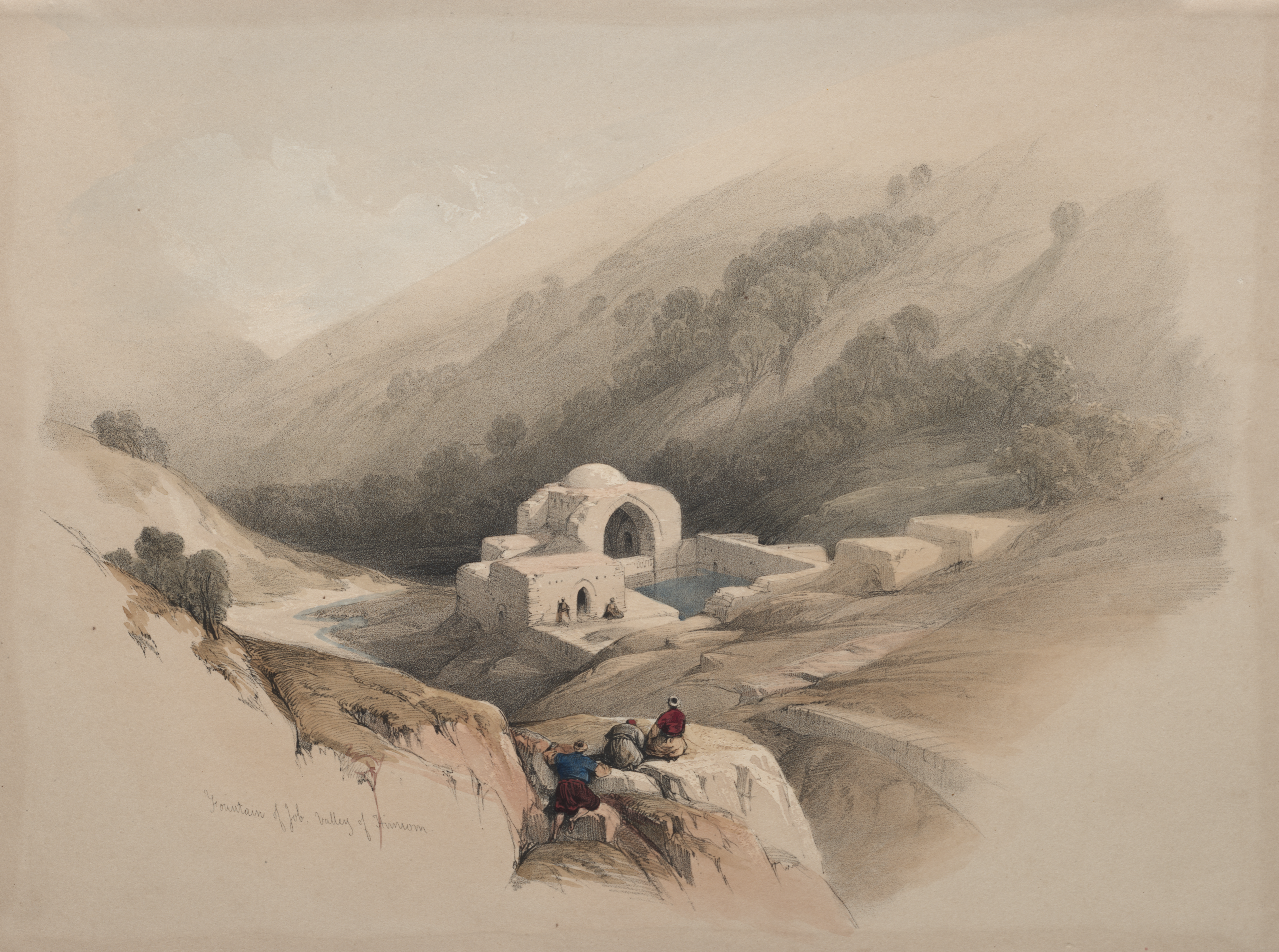
21. La Fuente de Roguel
22. Jerusalén, desde el Norte.
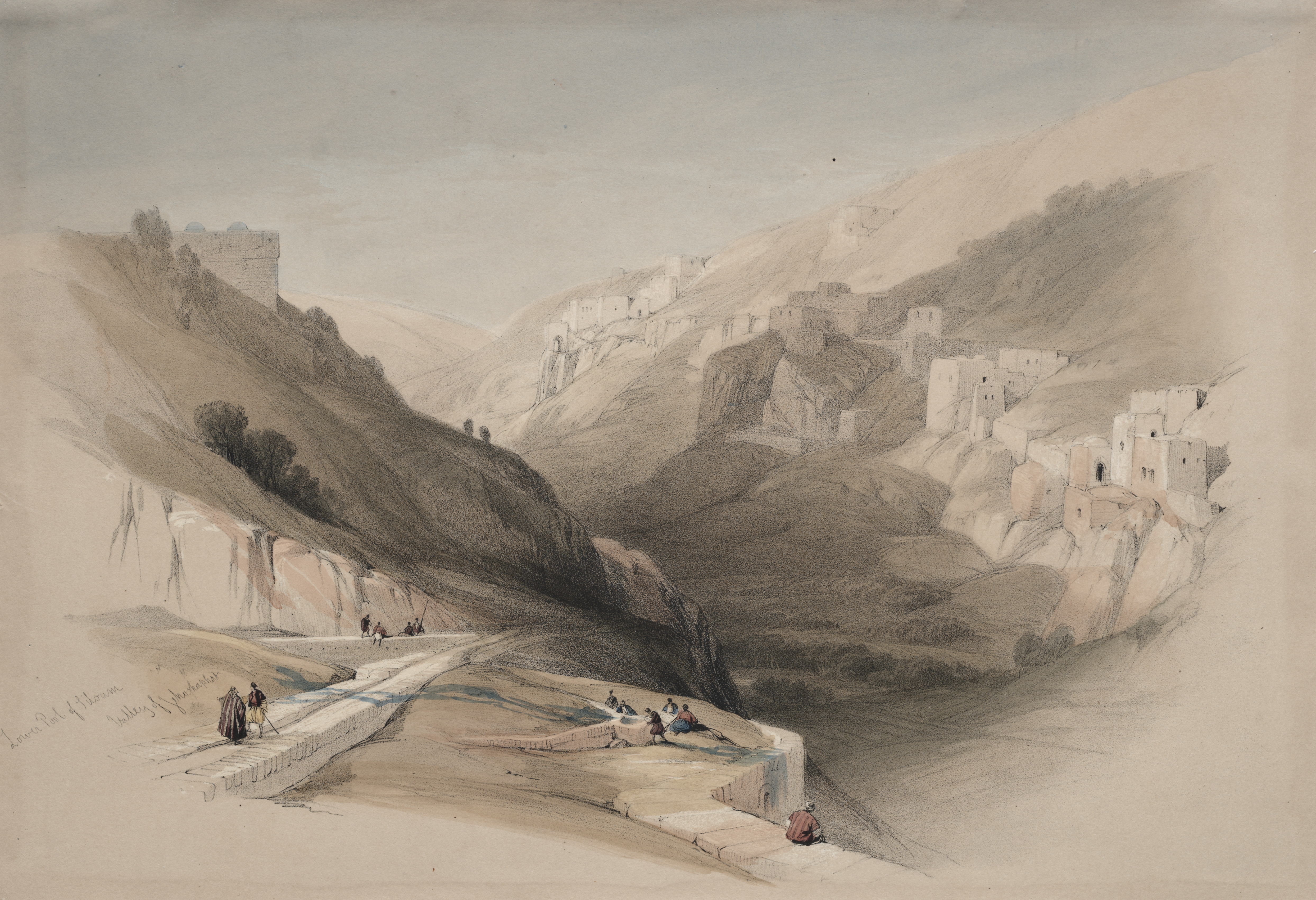
23. estanque de Siloé
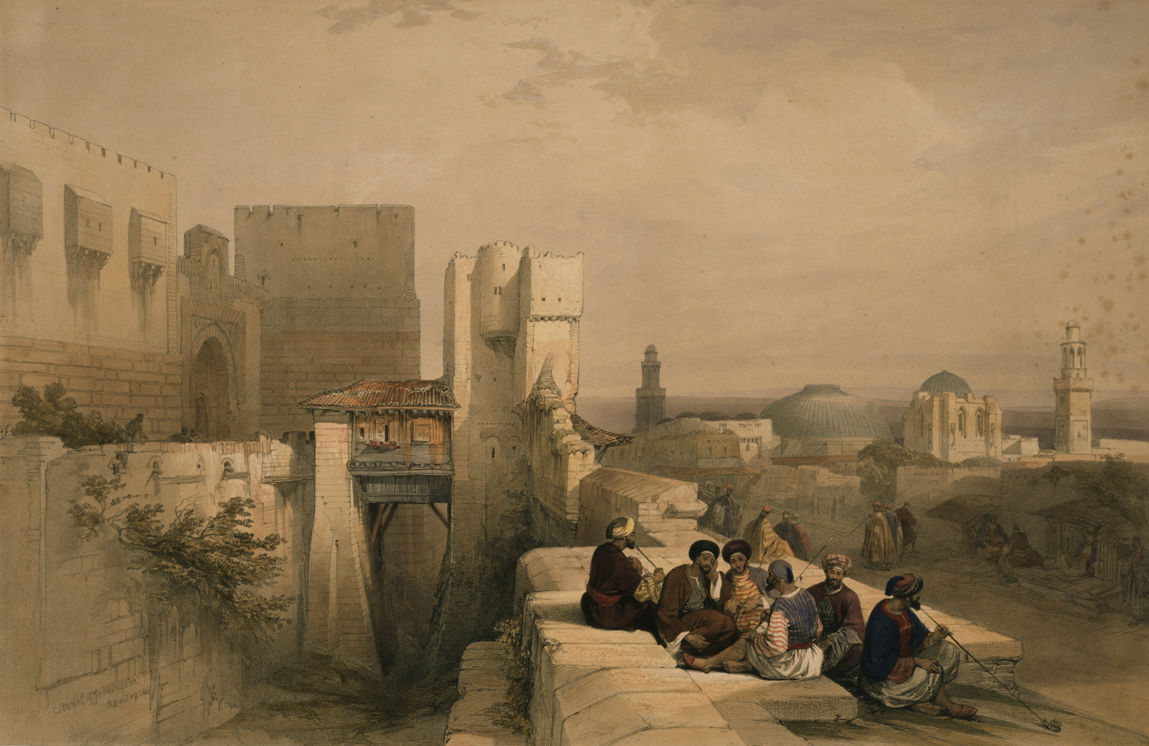
24. Entrada a la Ciudadela de Jerusalén.
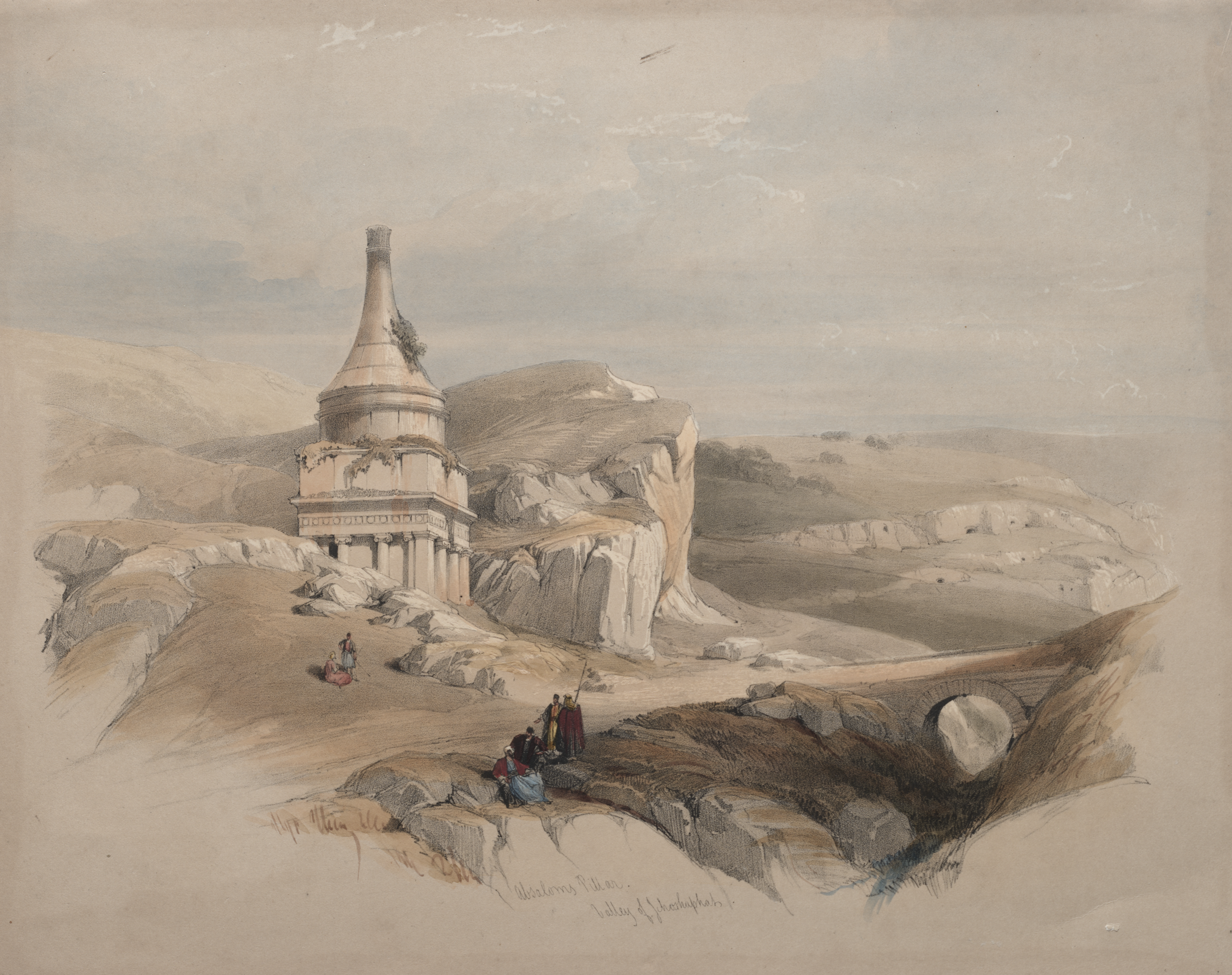
25. El Yad Avshalom
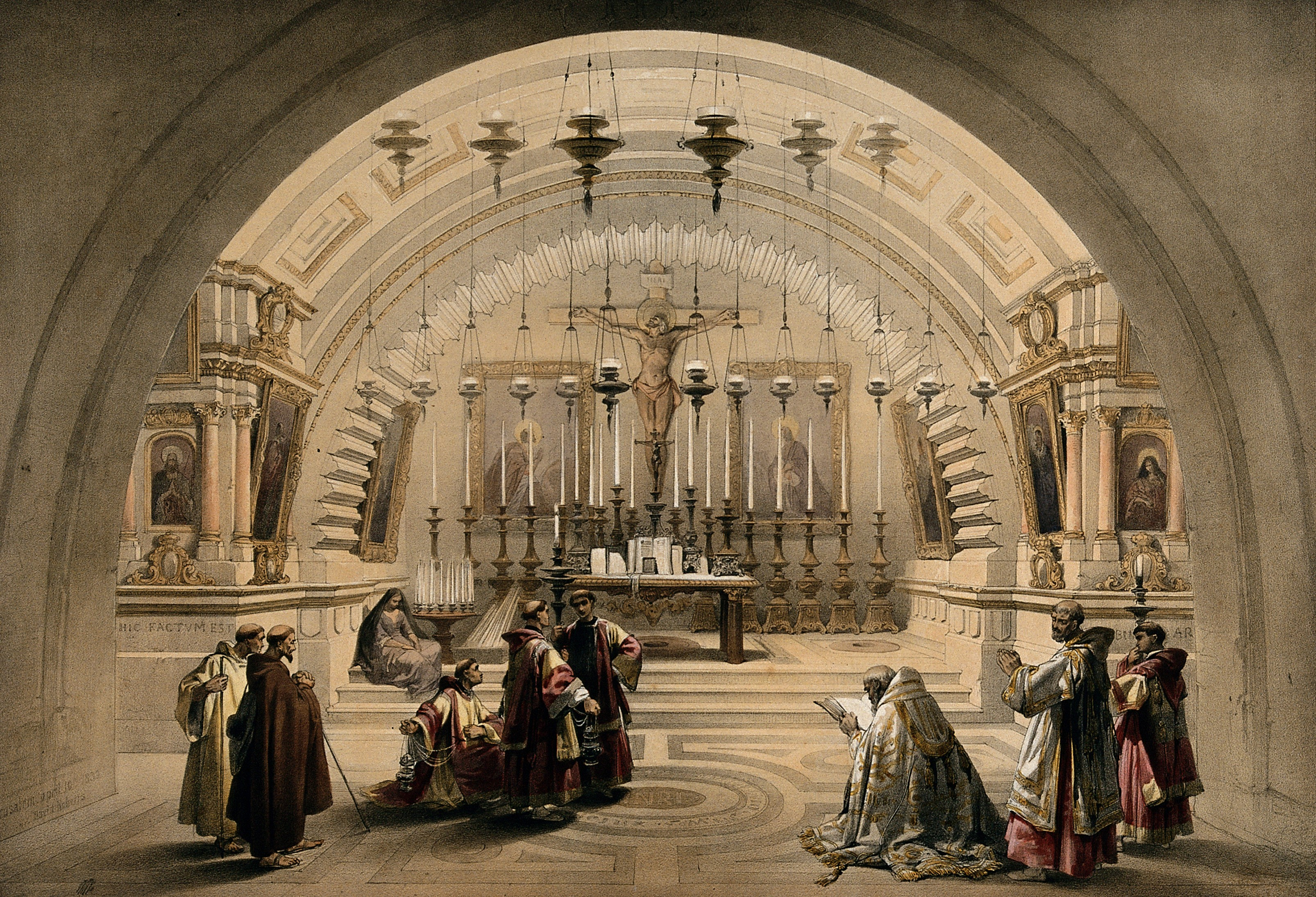
26. Calvario
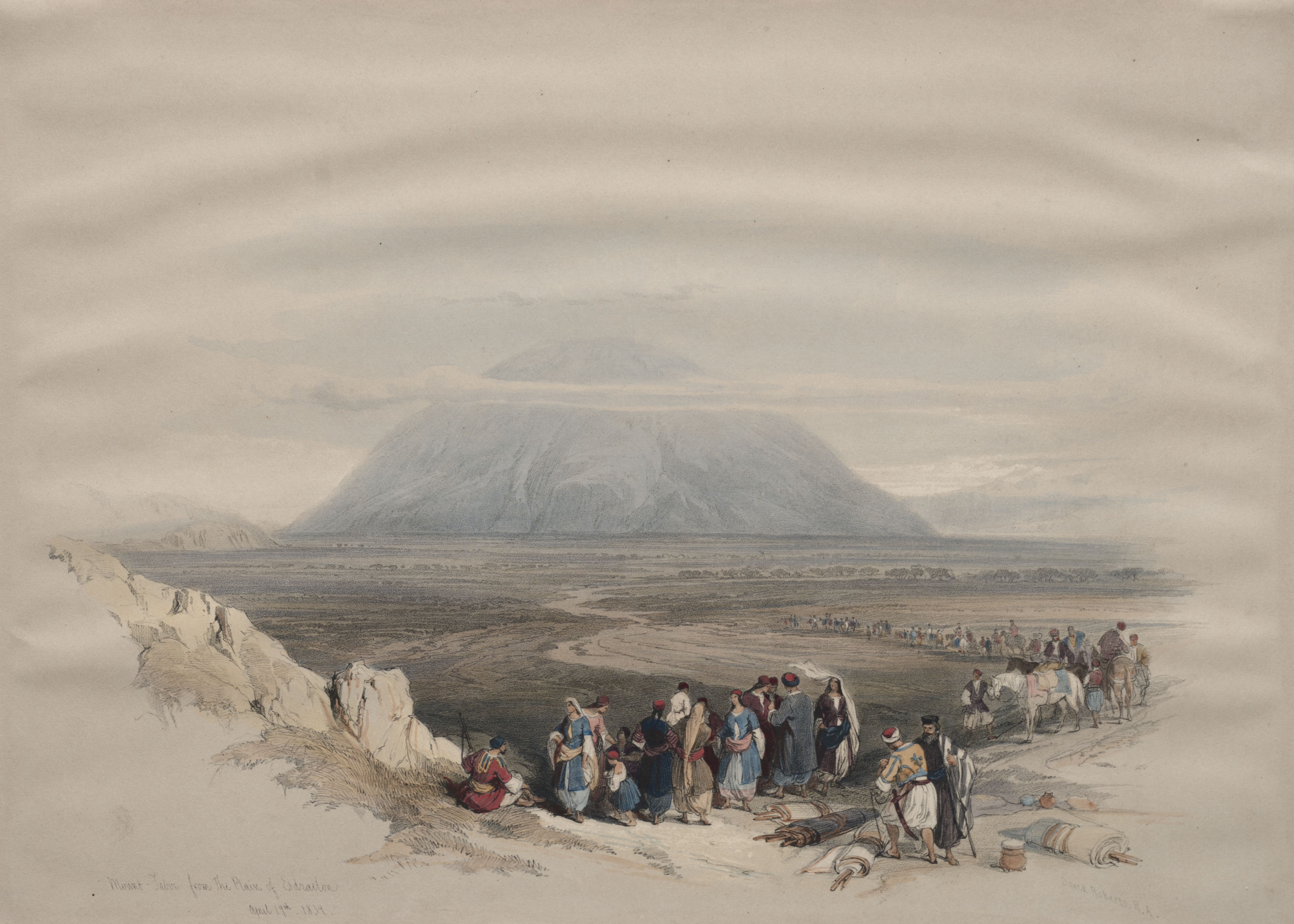
27. Monte Tabor
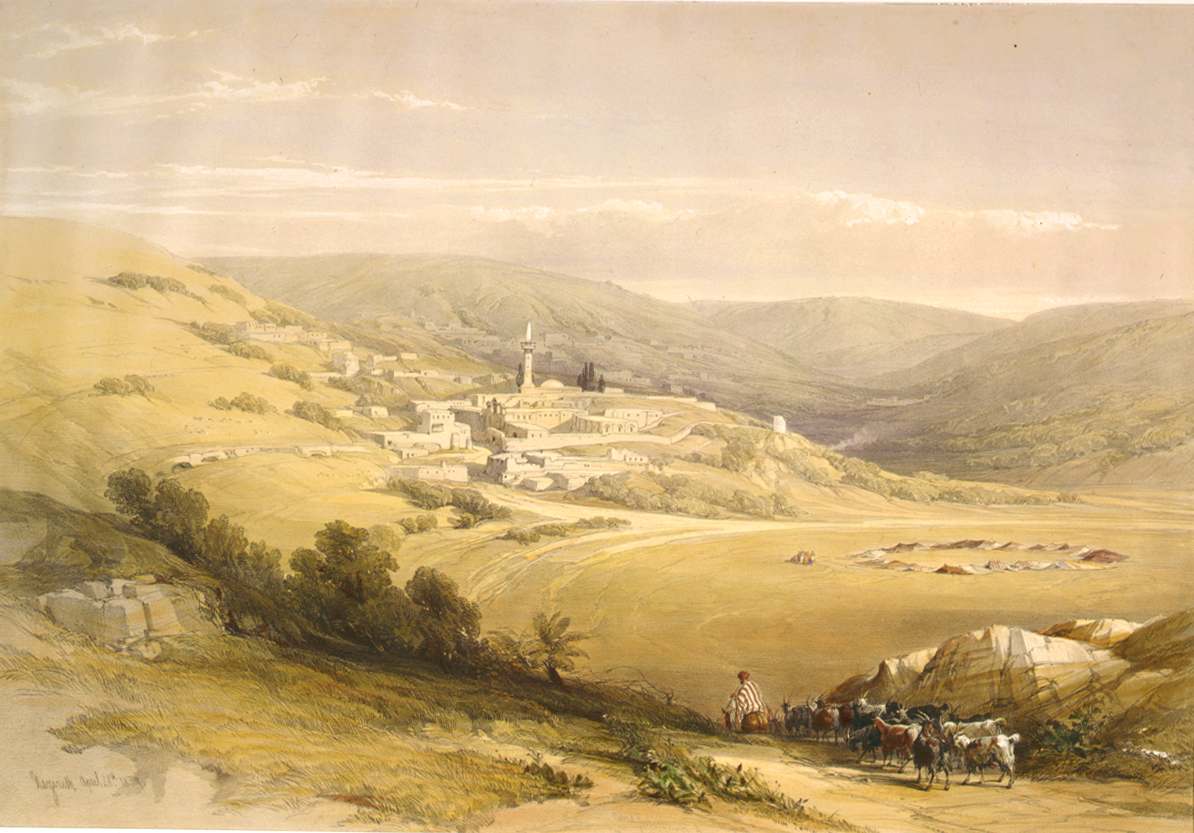
28. Vista general de Nazaret
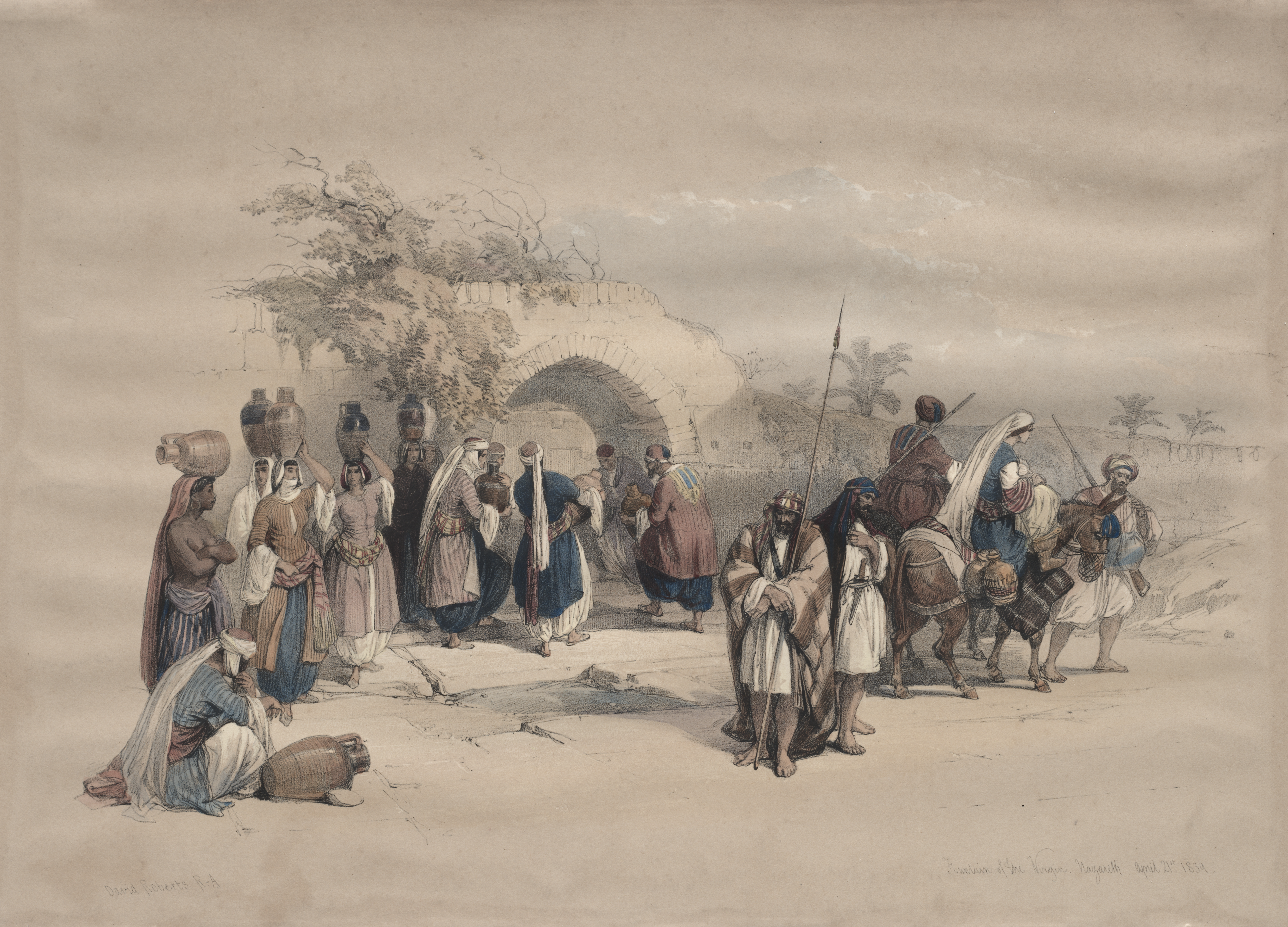
29. Fuente de la Virgen, Nazaret.
30. Convento de la Tierra Santa, Nazaret.
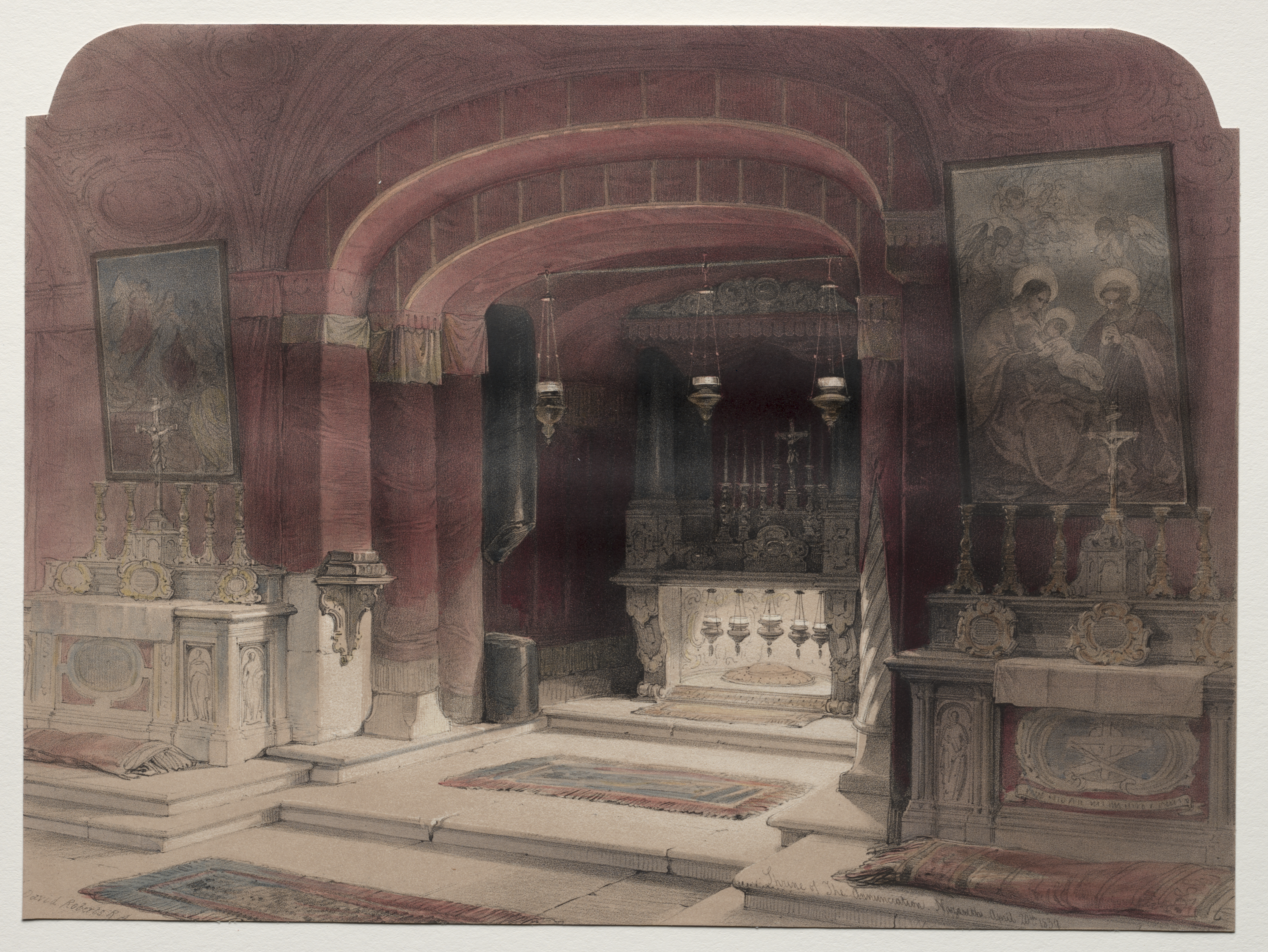
31. Santuario de la Anunciación, Nazaret.
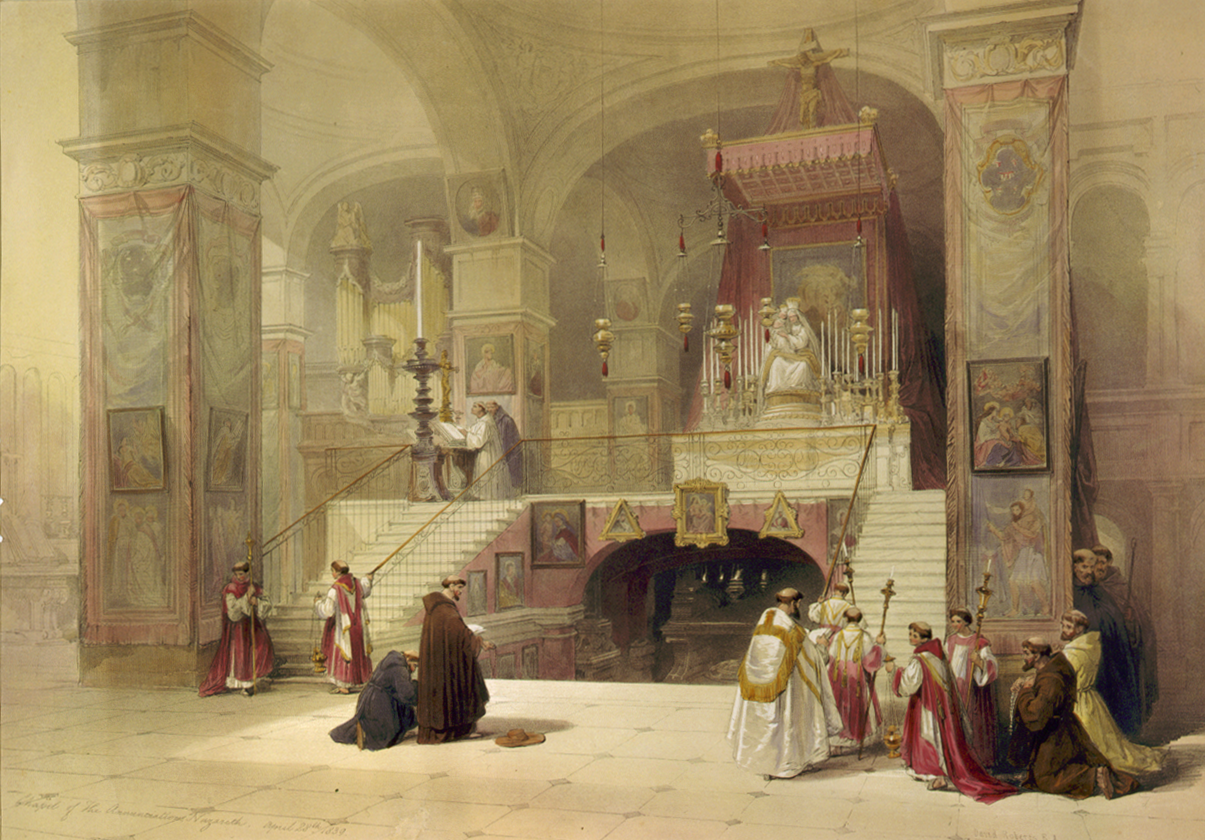
32. Iglesia de la Anunciación, Nazaret.
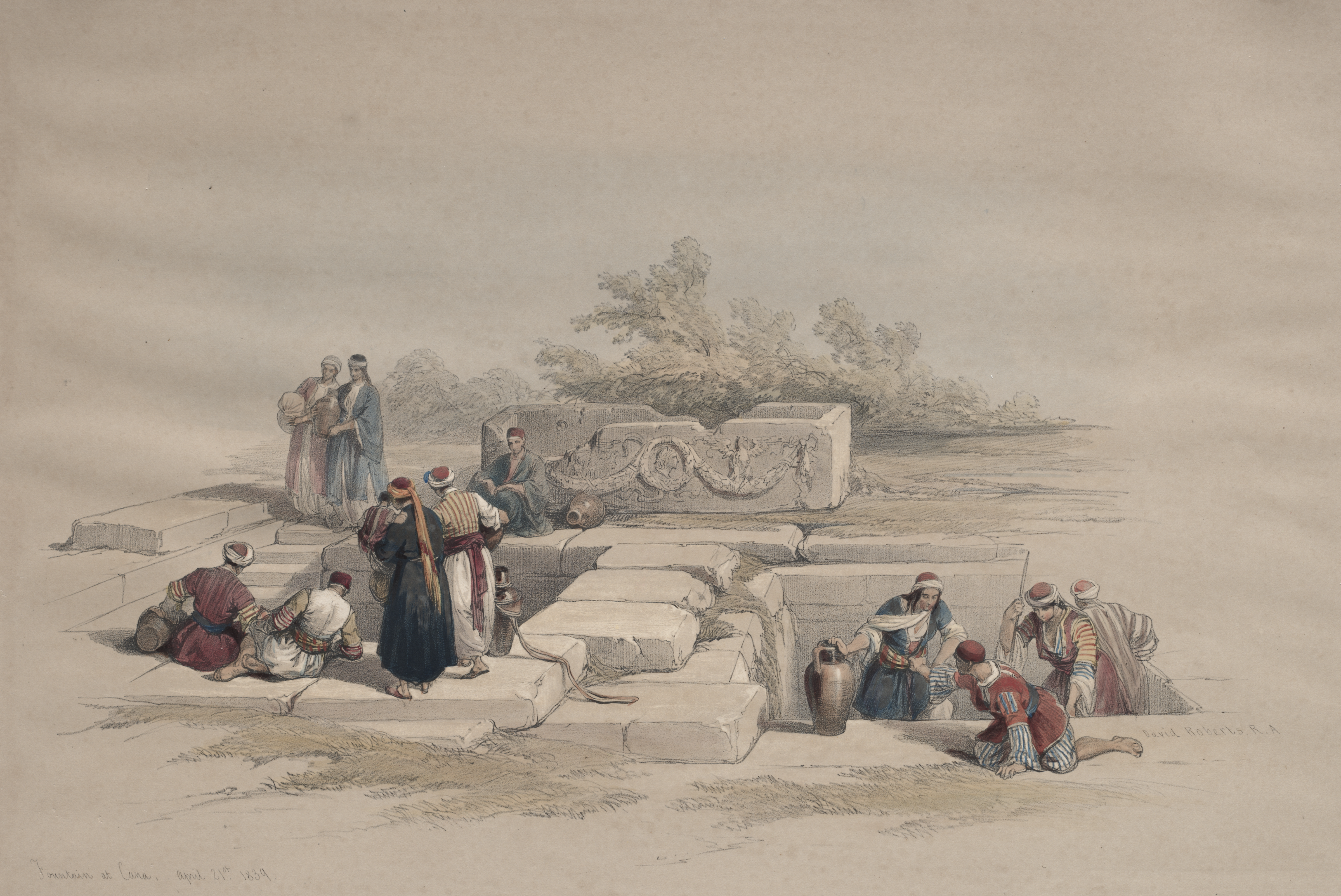
33. La fuente de Kafar Kanna
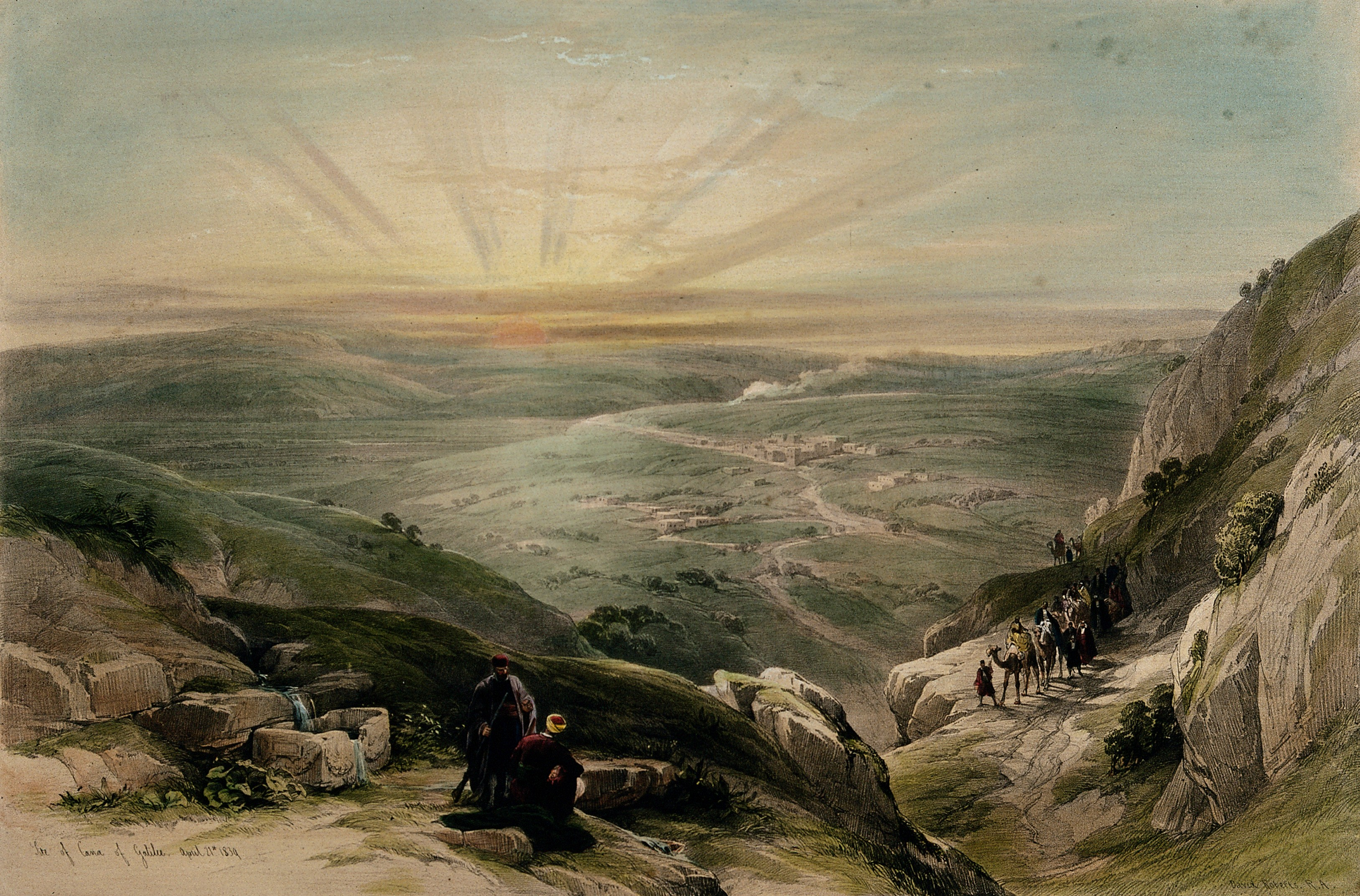
34. Kafar Kanna, vista general.
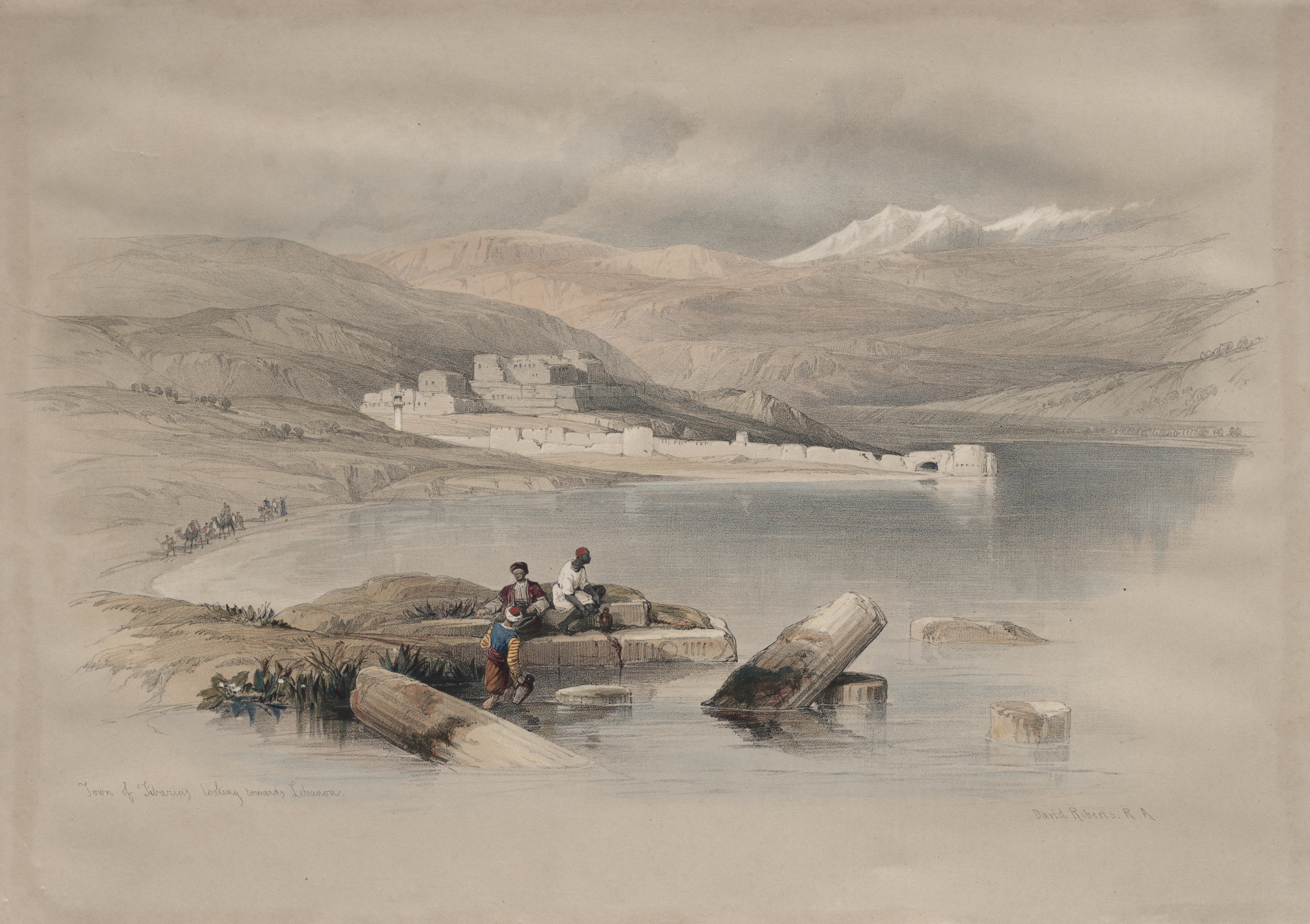
35. Ciudad de Tiberíades, mirando hacia Líbano.
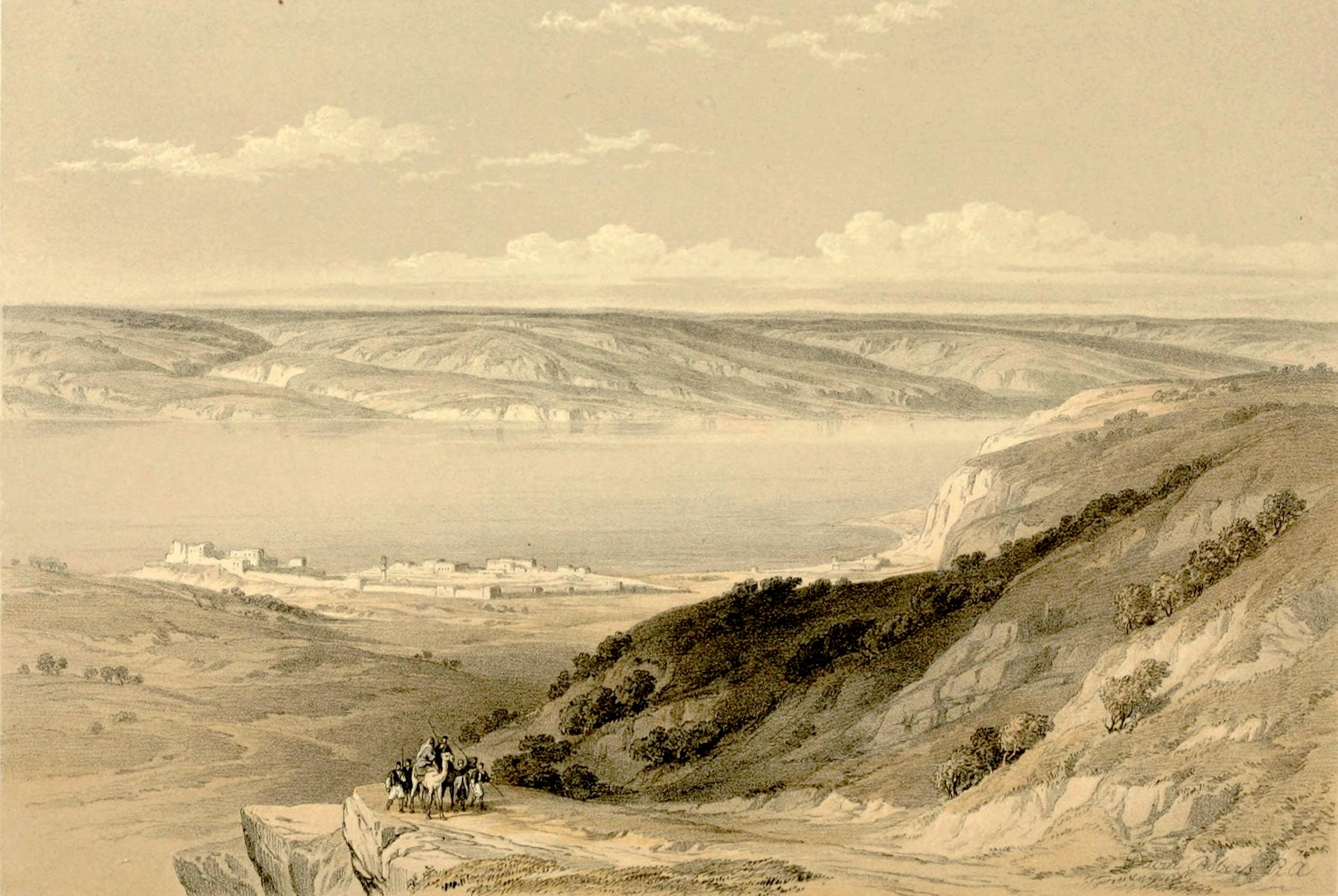
36. El Mar de Tiberíades, mirando hacia Basán.
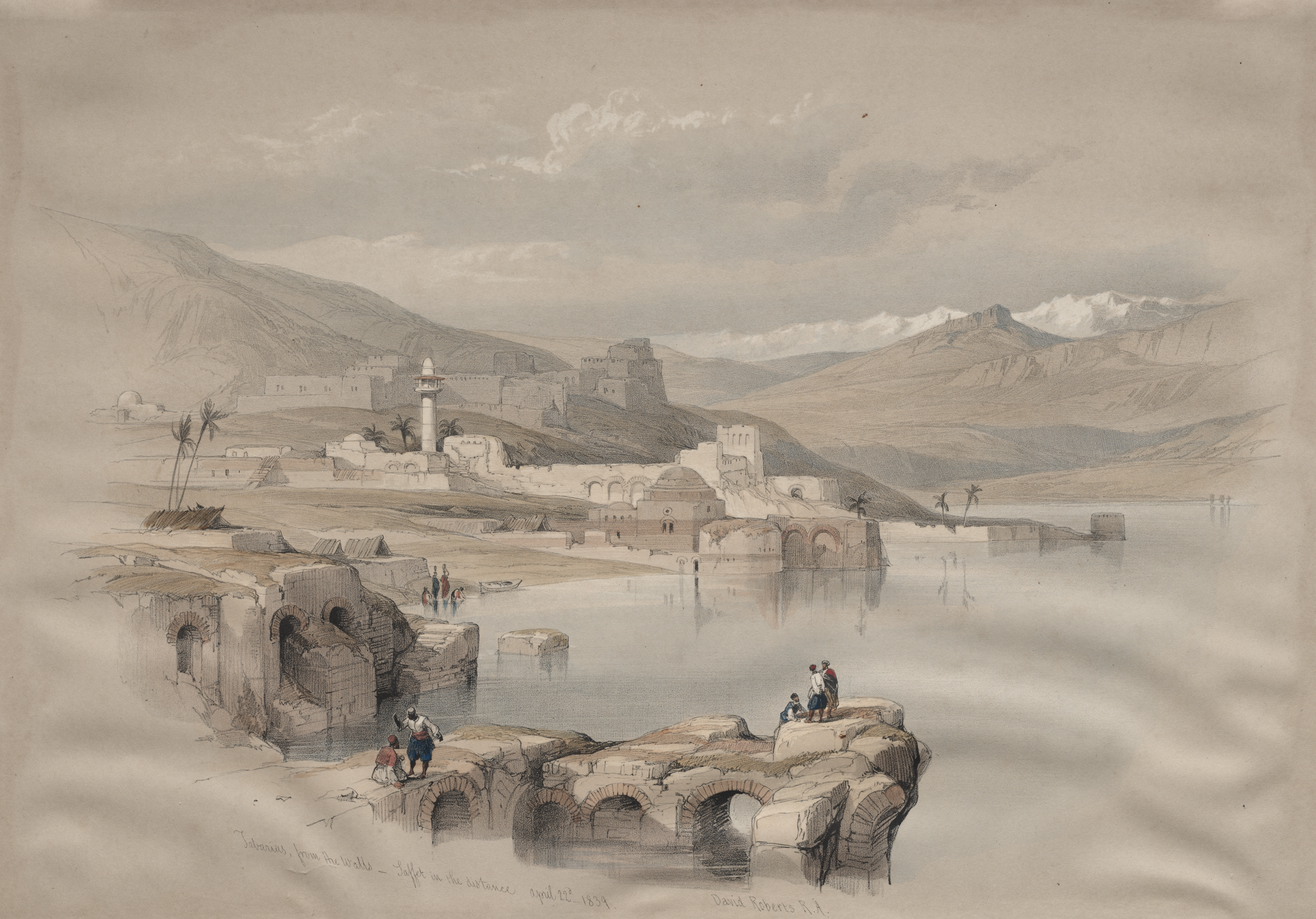
37. Tiberíades, desde las murallas; Safed a lo lejos.
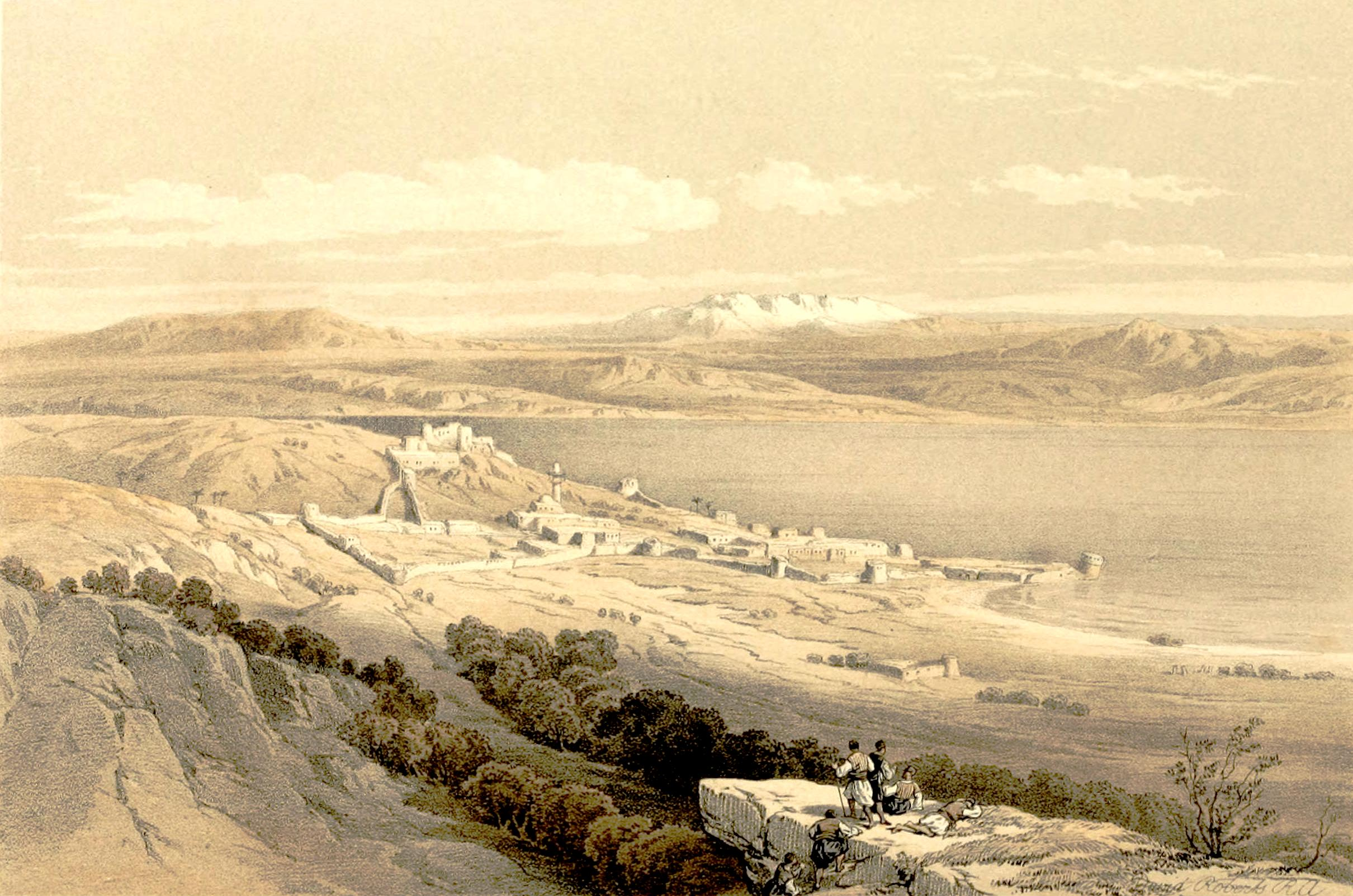
38. Tiberíades, mirando hacia el Monte Hermón.
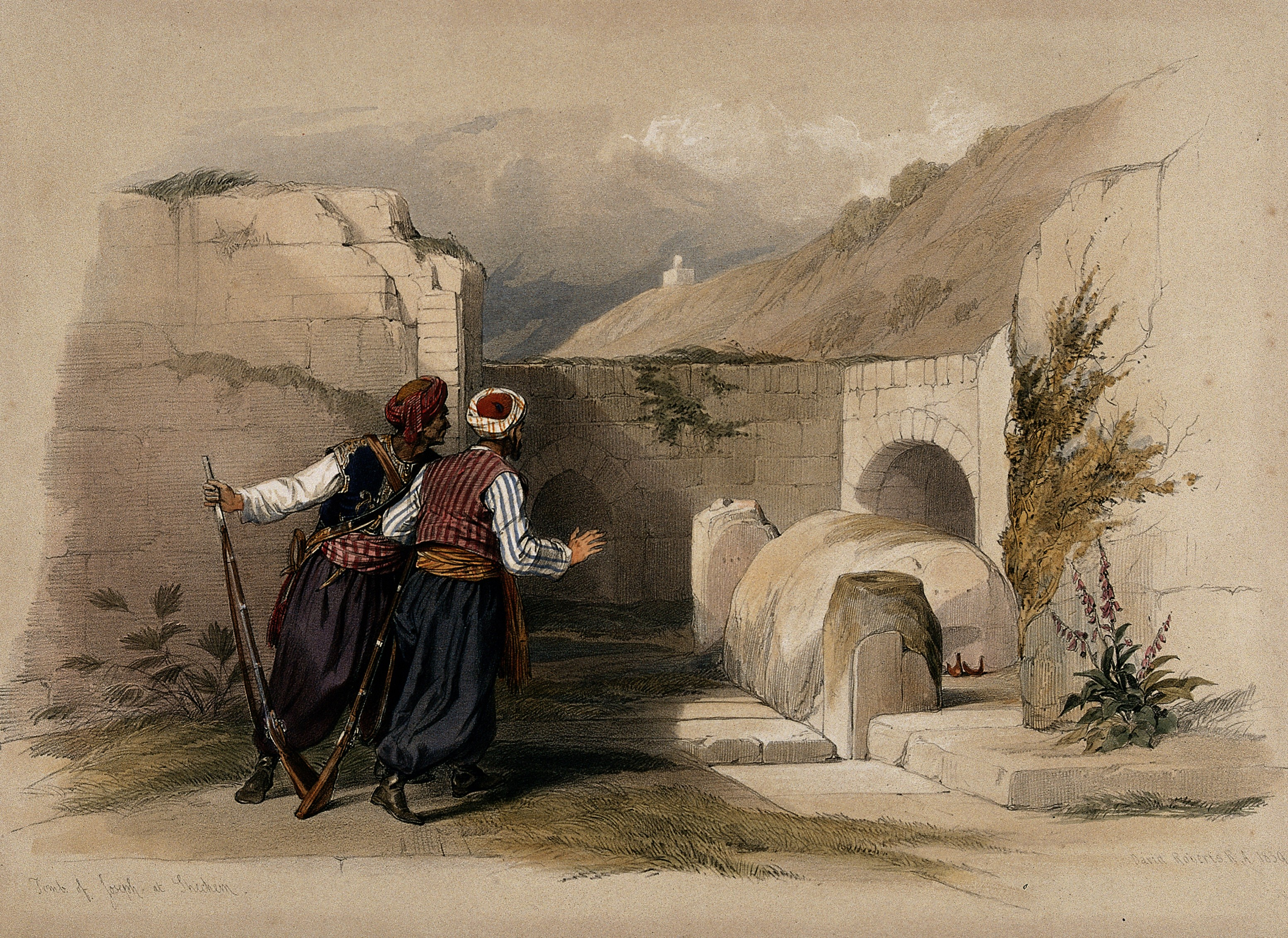
39. La Tumba de José, en Tell Balata.
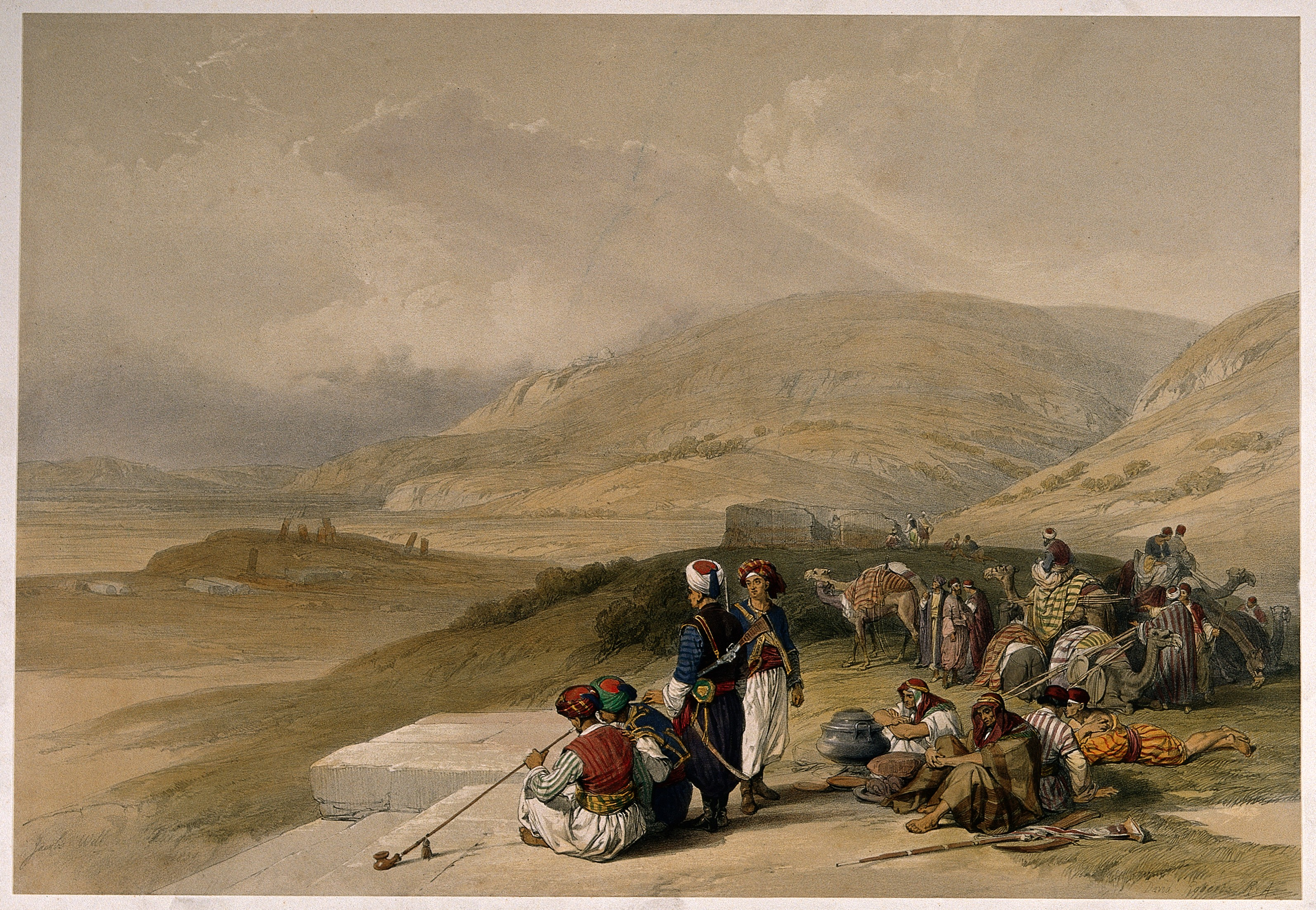
40. Pozo de Jacob en Siquem.
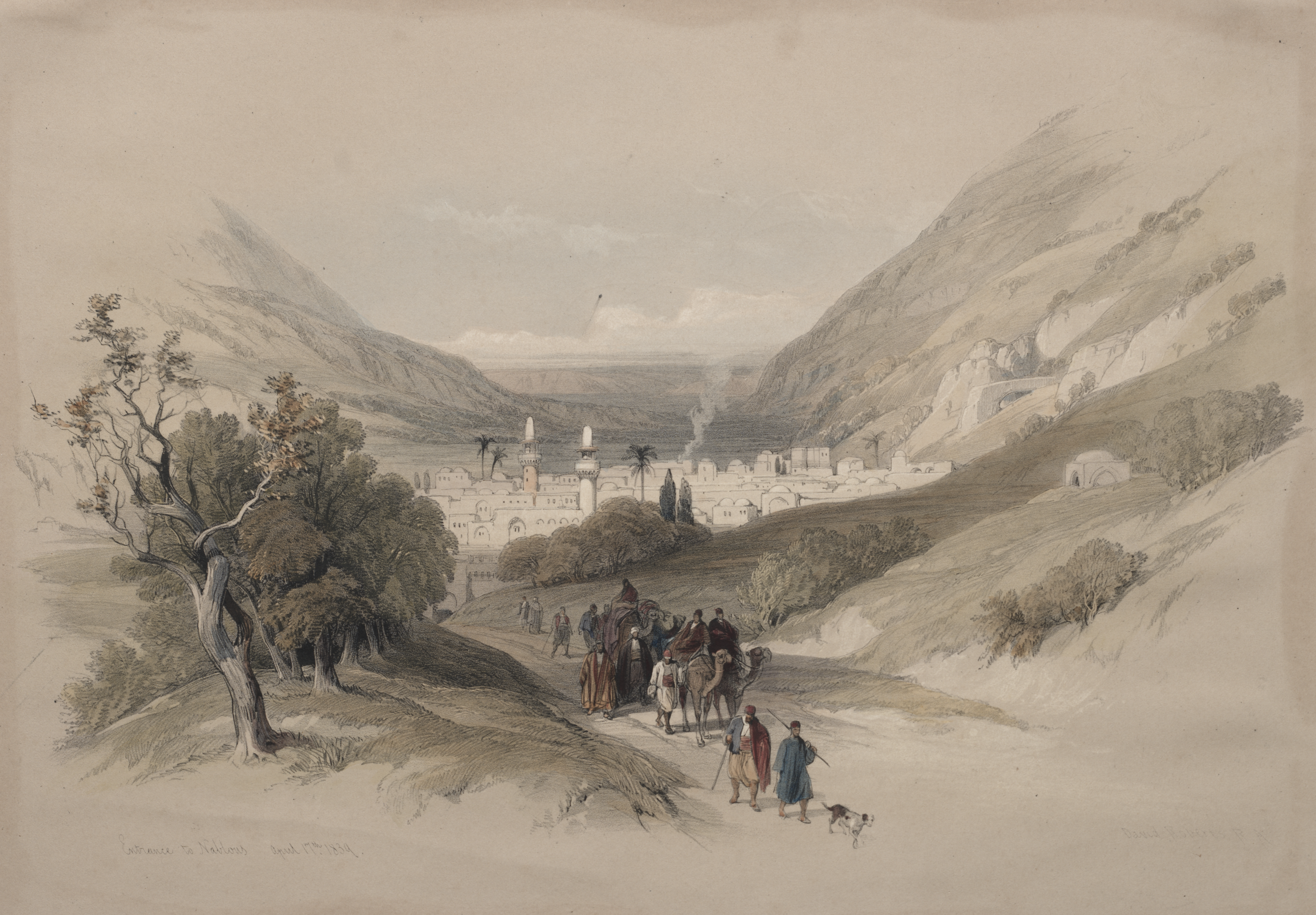
41. Entrada a Nablus.
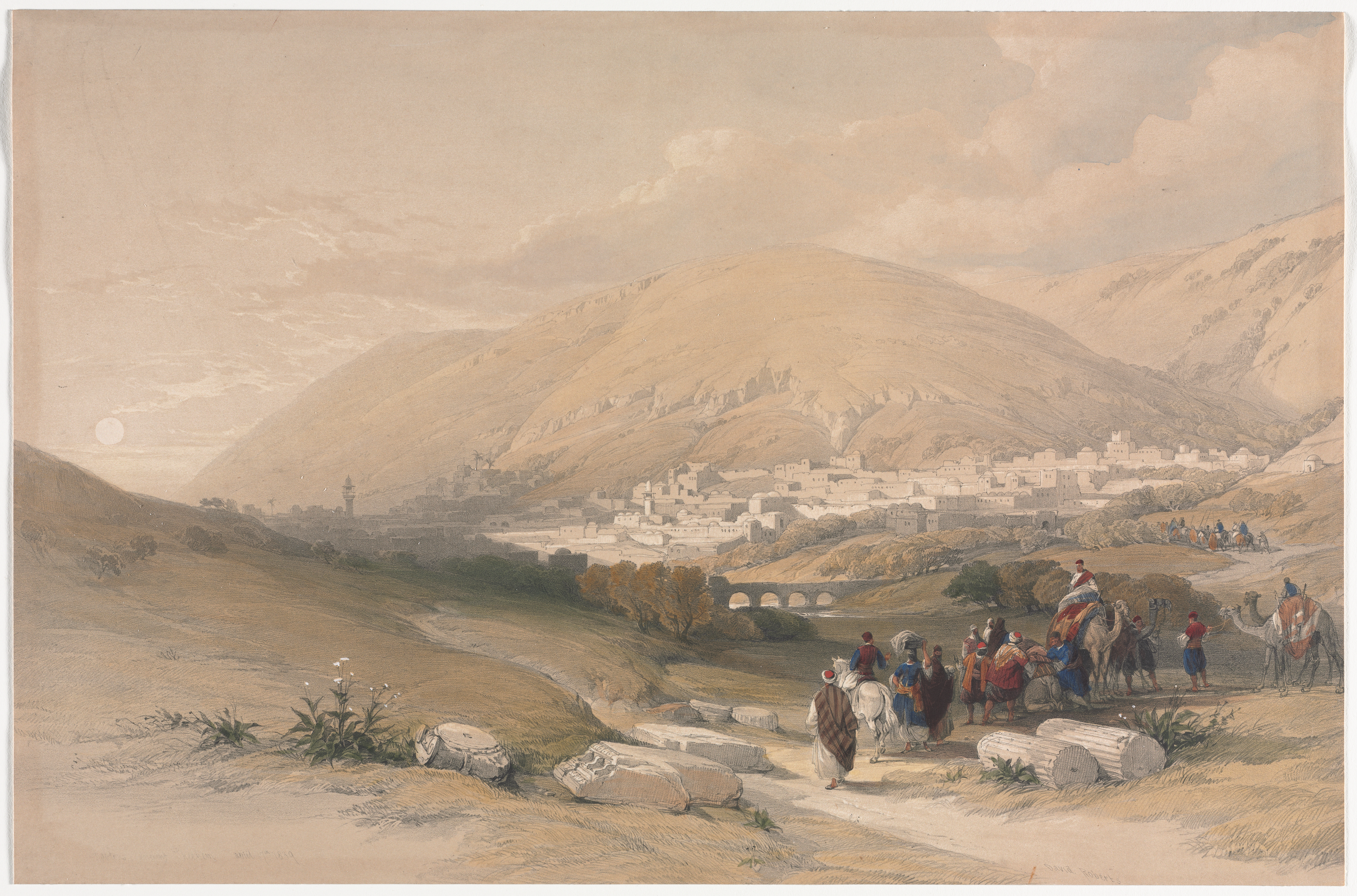
42. Nablus, la antigua Siquem.
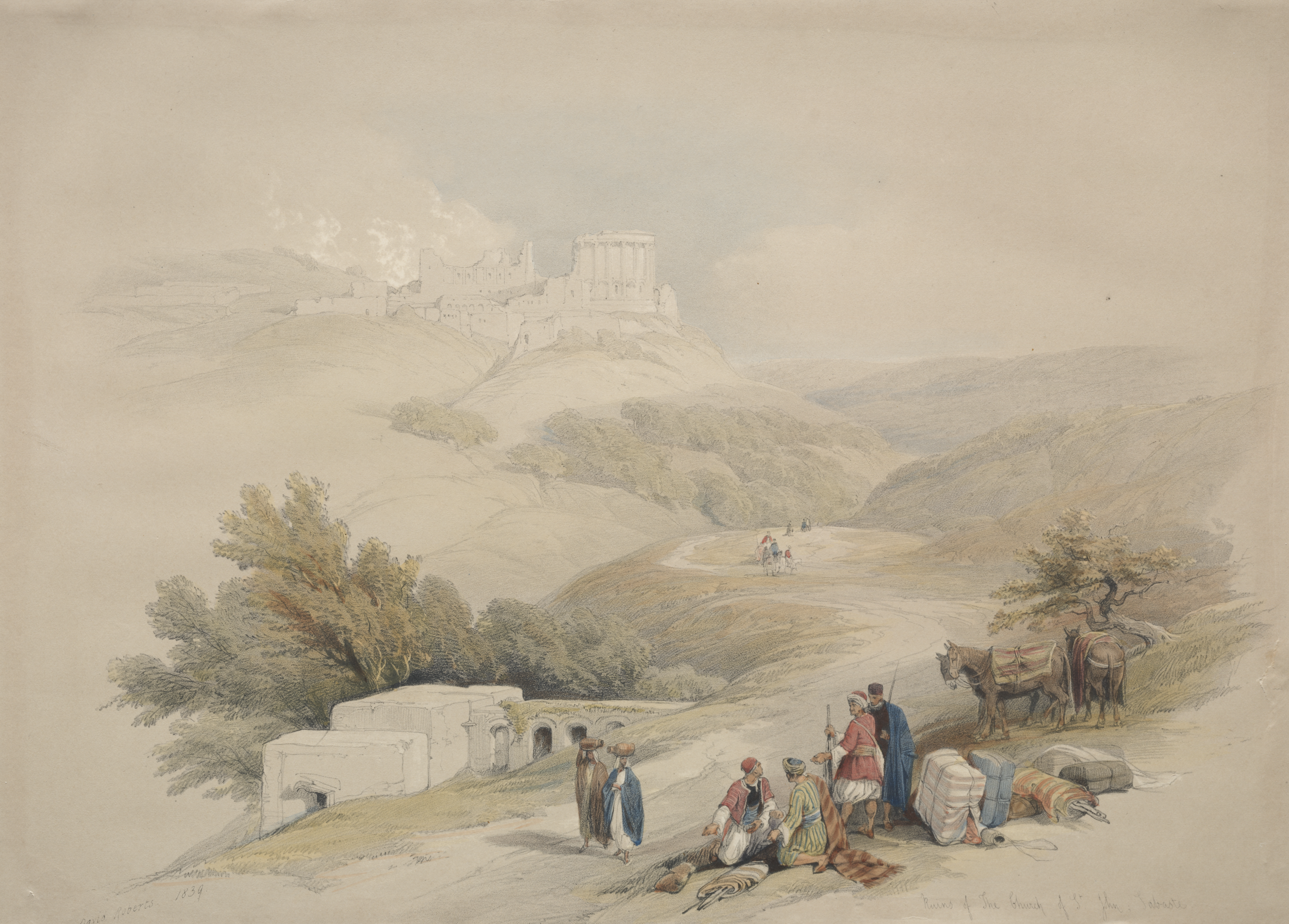
43. Ruinas de la Iglesia de San Juan, Sebaste.
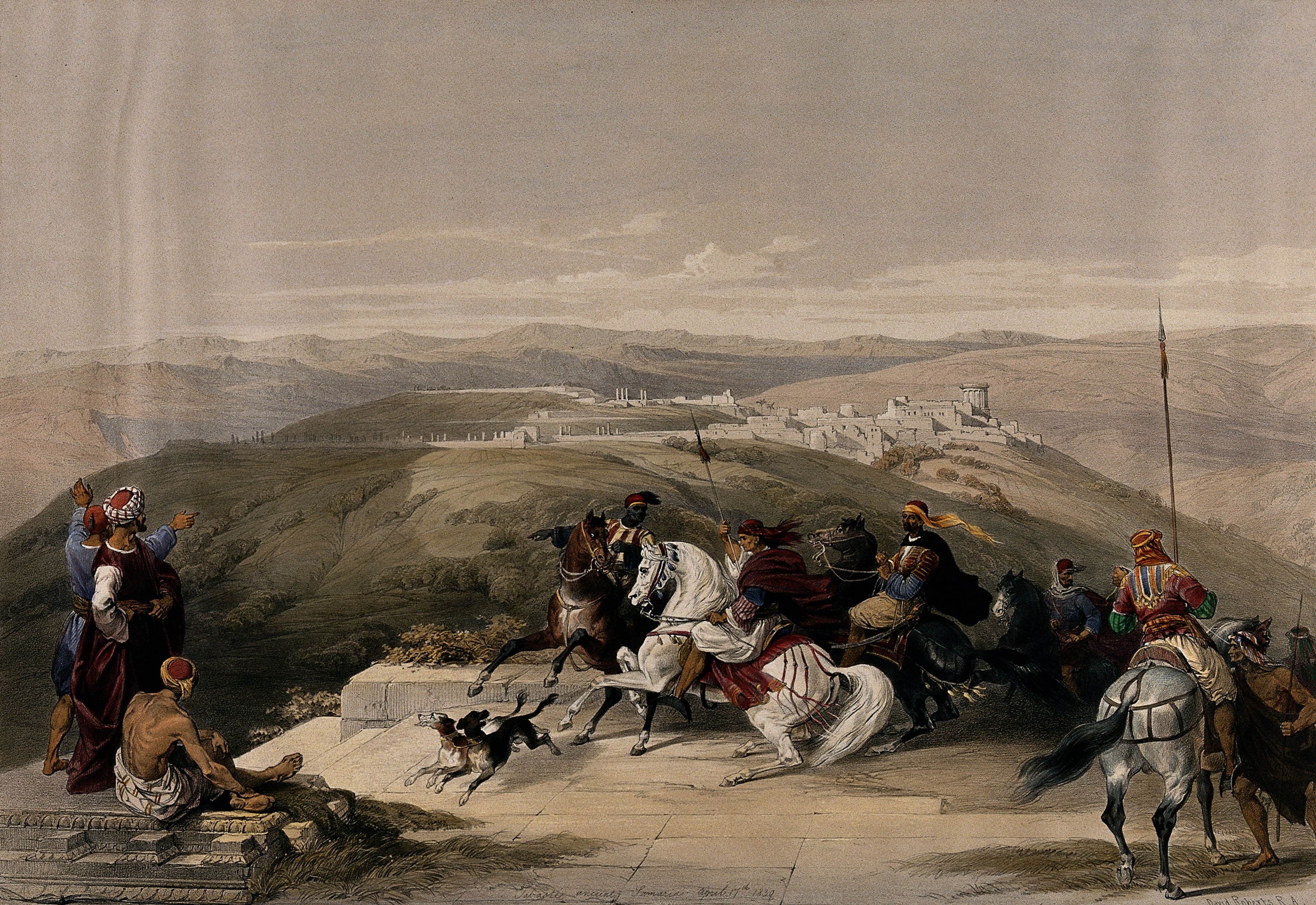
44. Sebastia, antigua Samaria.

### Volumen 2

45. Baalbec, desde la Fuente.
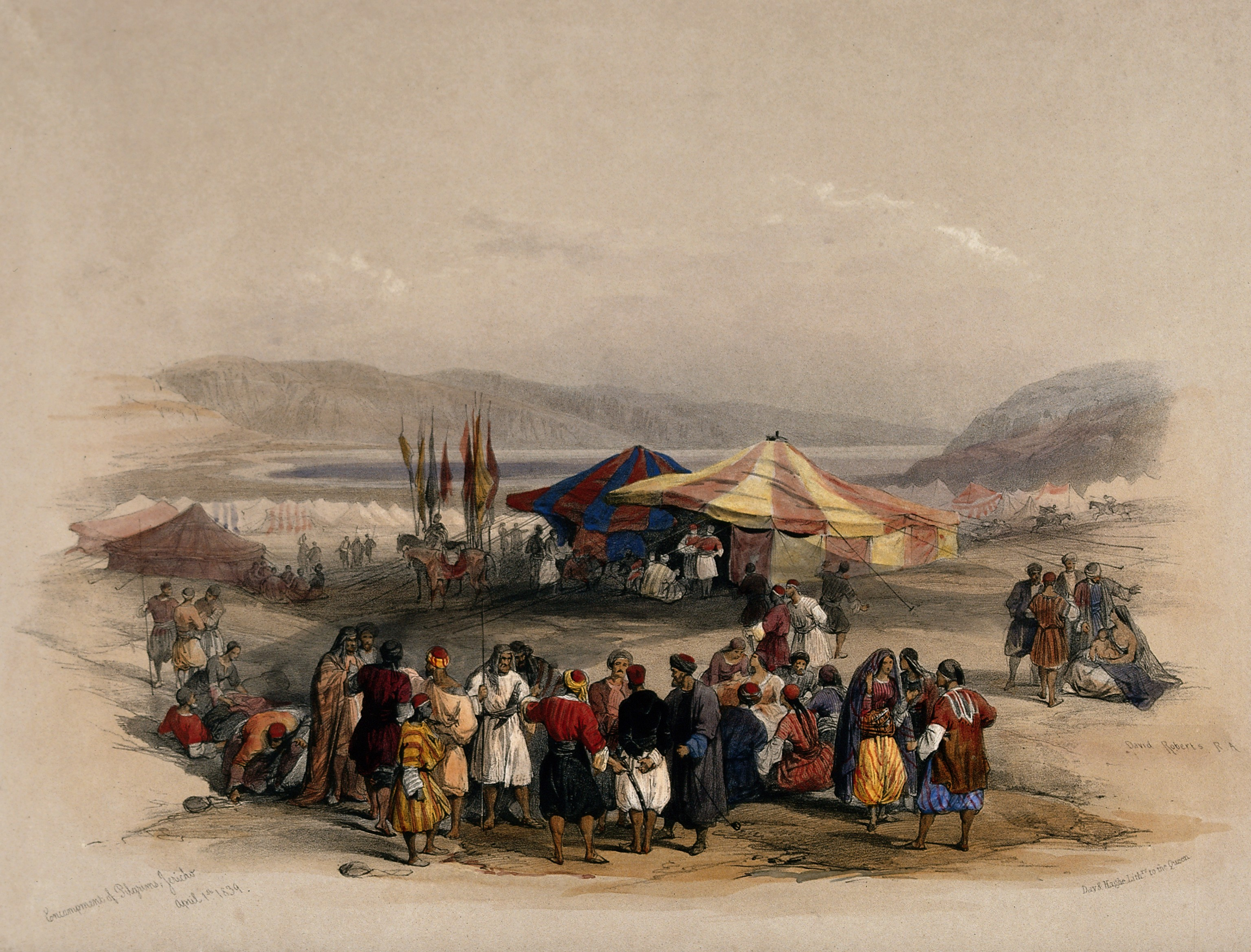
46. Campamento de los peregrinos en Jericó.
47. Descenso sobre el Valle del Jordán.
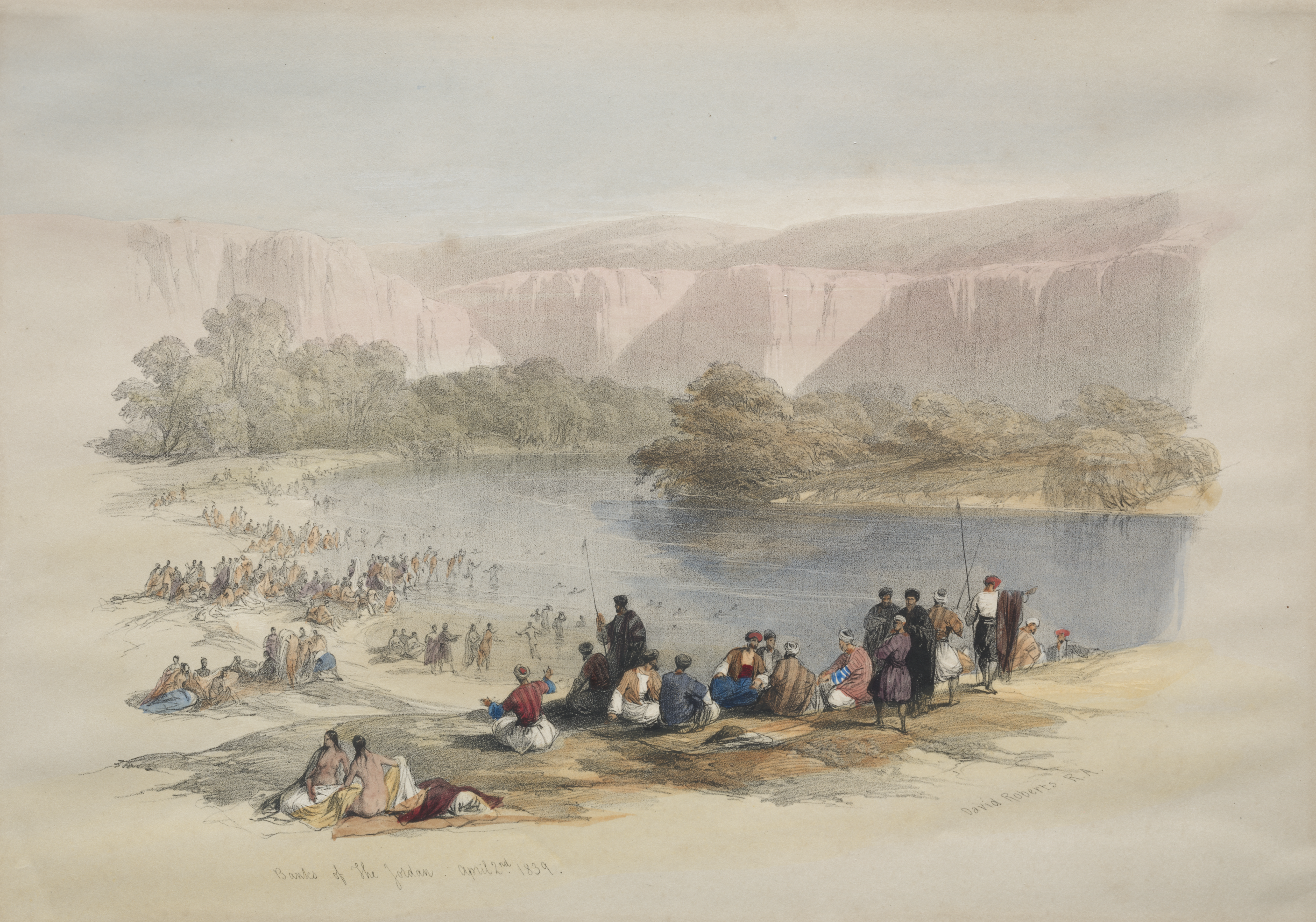
48. La inmersión de los Peregrinos.
49.  Jericó
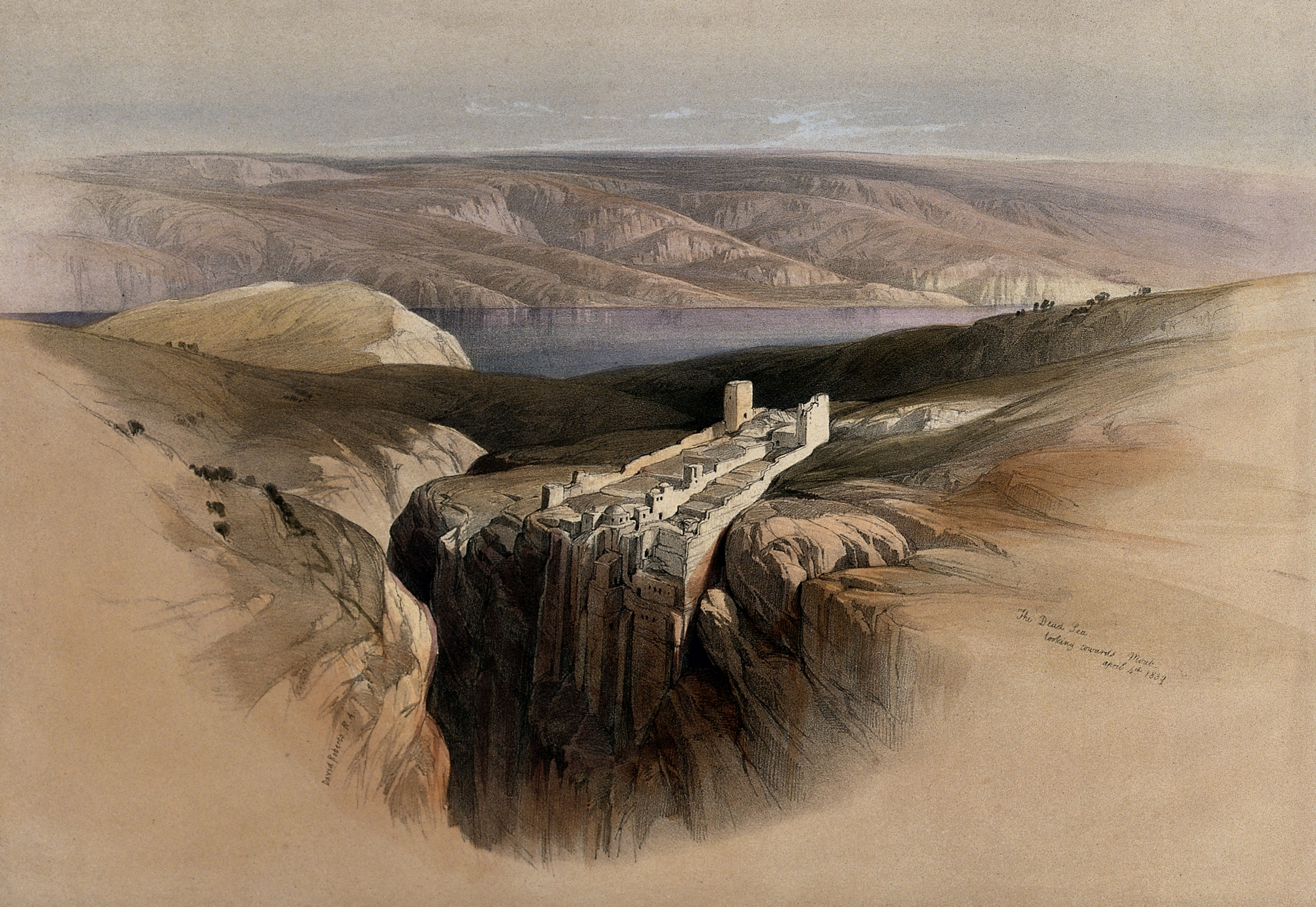
50. El Mar Muerto, mirando hacia Moab.
51. Convento de San Saba
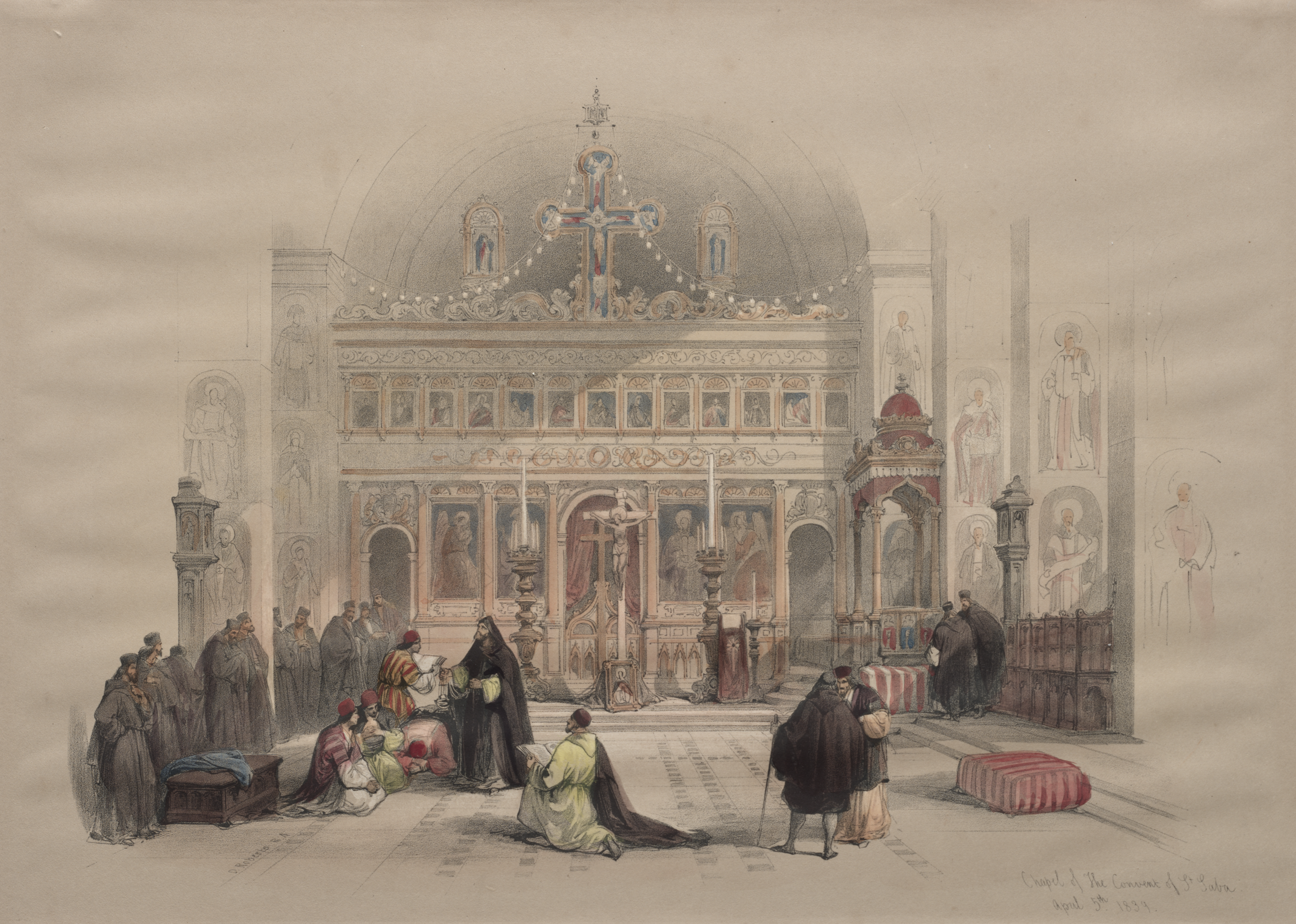
52. La Capilla de San Saba
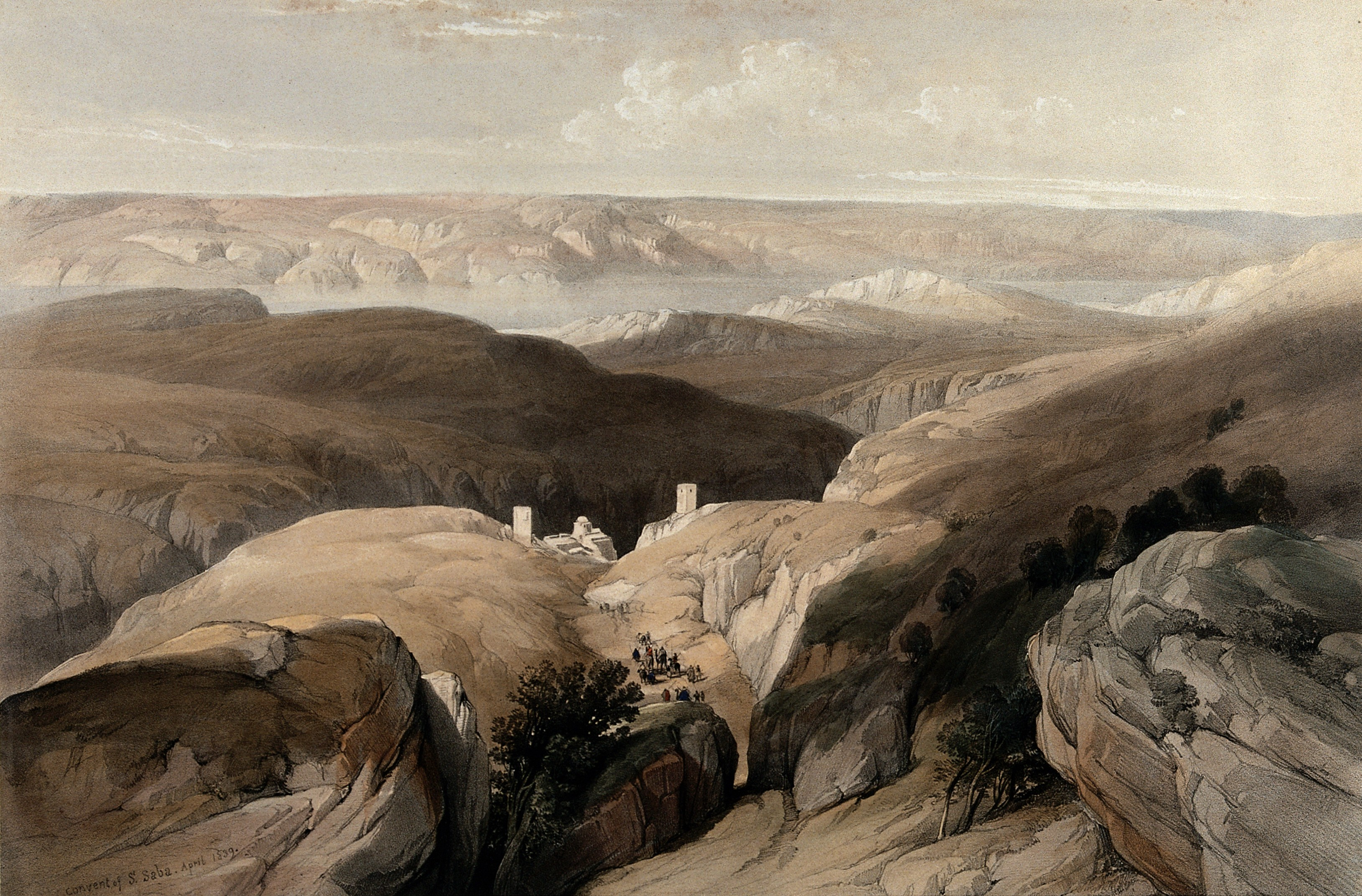
53. Desierto de Engedi, cerca del Convento de San Saba.
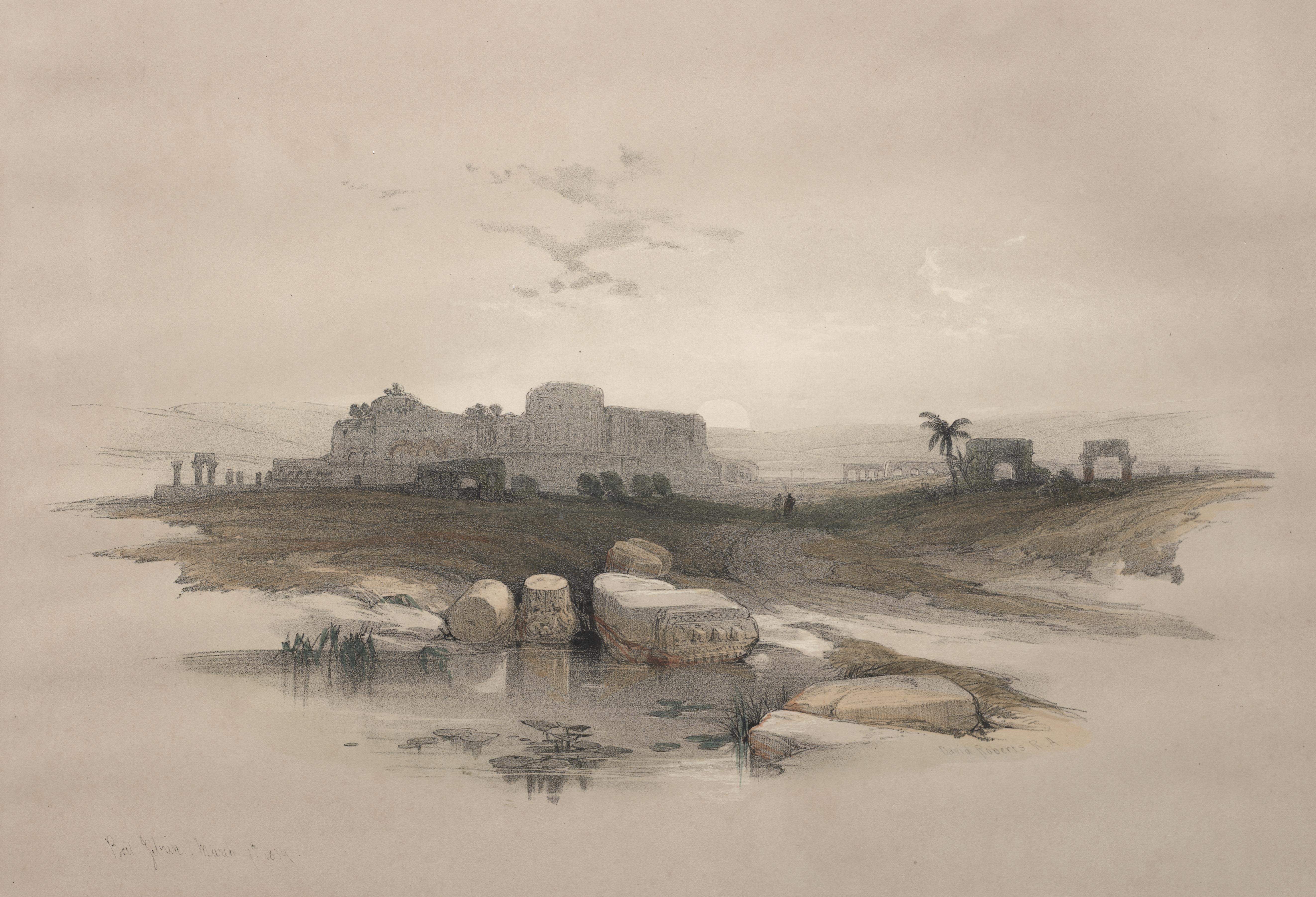
54. Beit Jebrin, o Eleuterópolis.
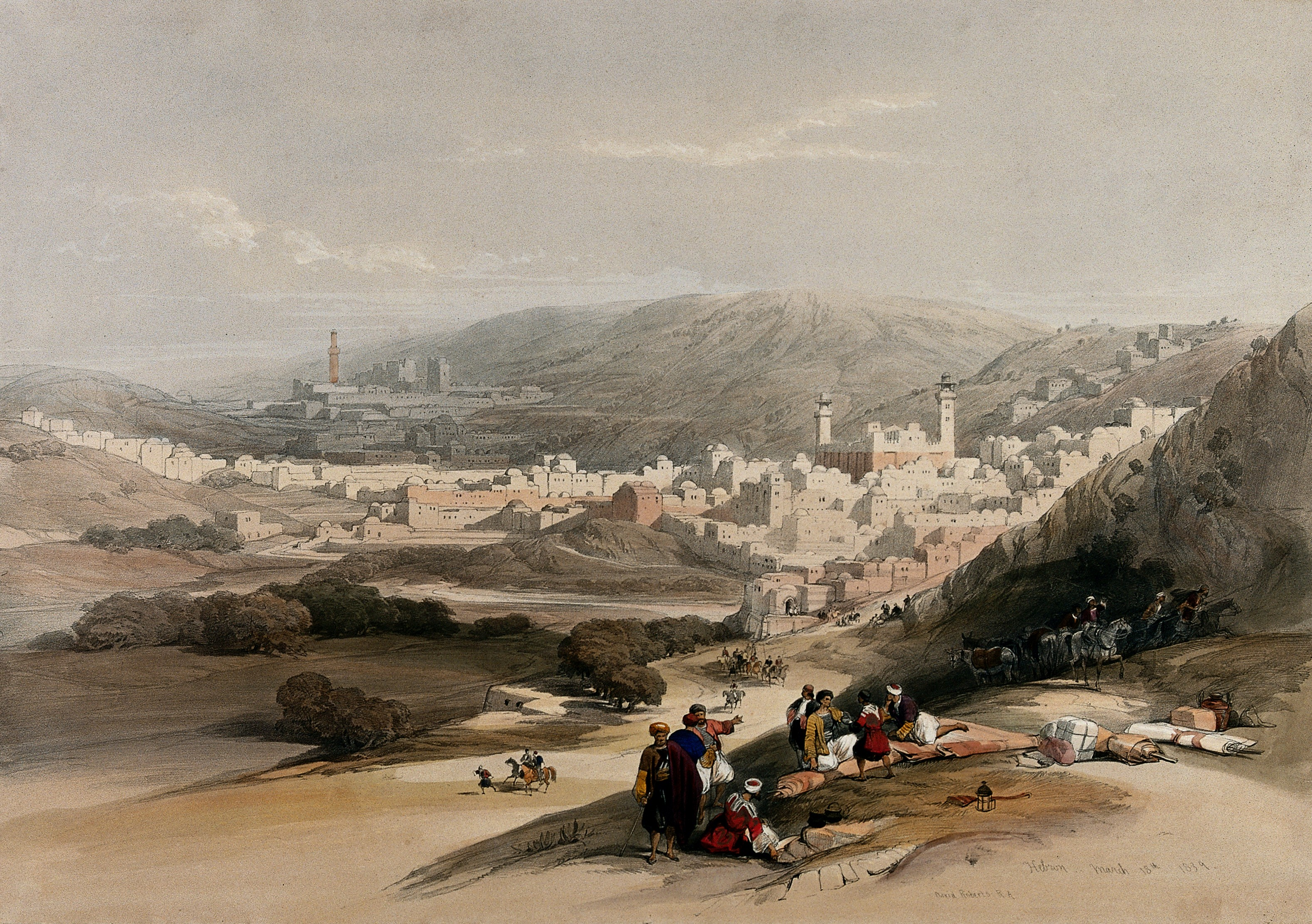
55. Hebrón.
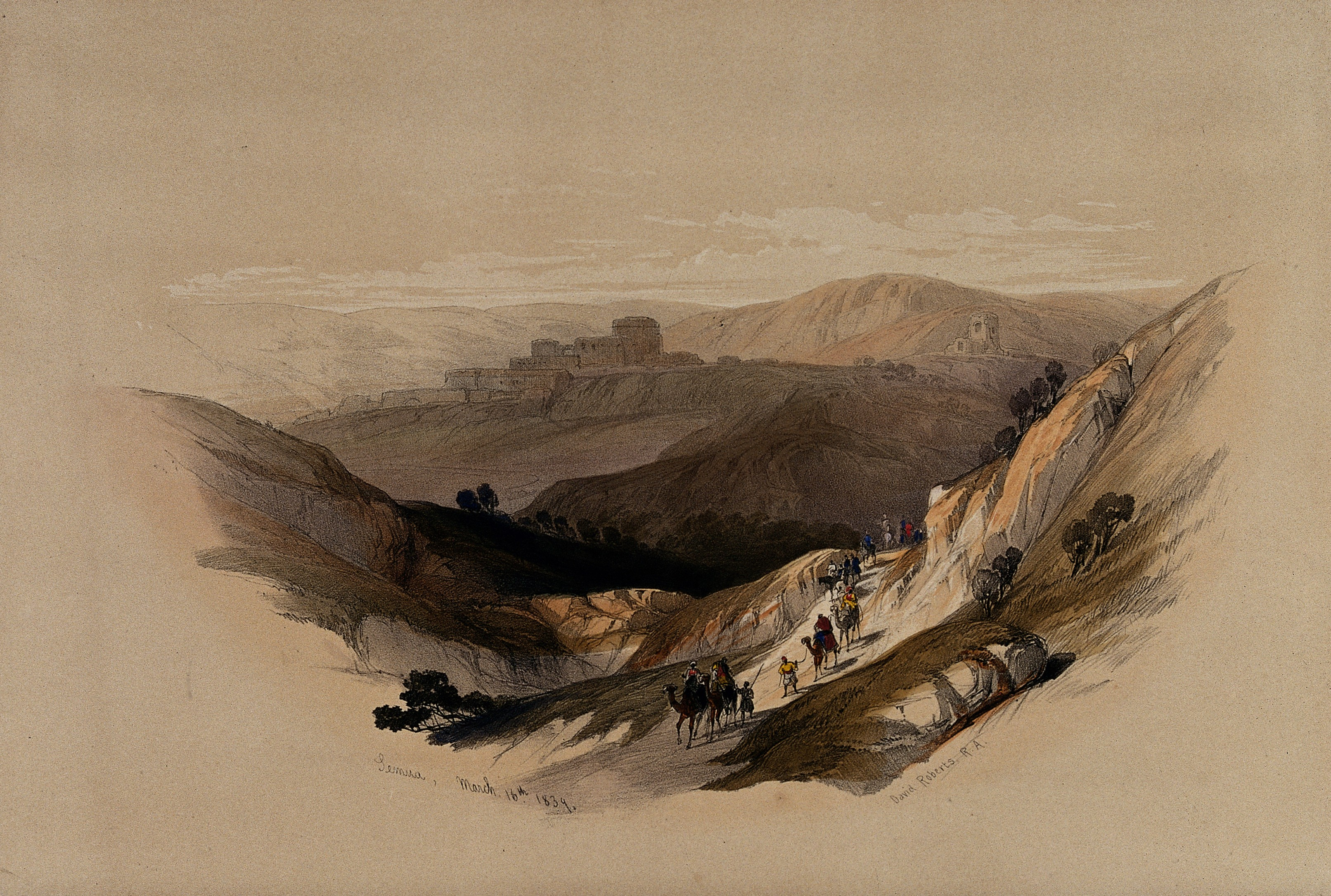
56. Ruinas de Semua.
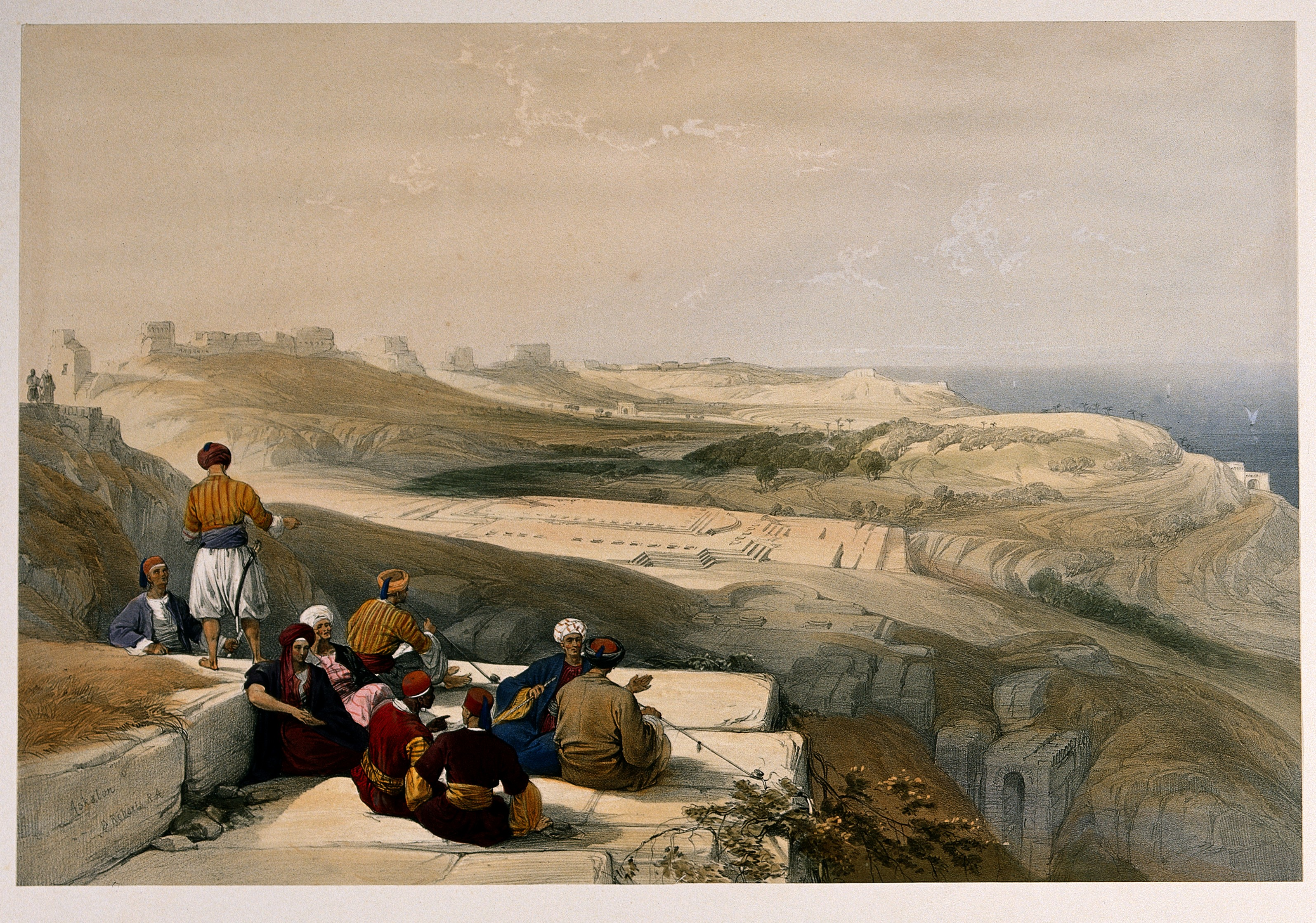
57. Ascalón.
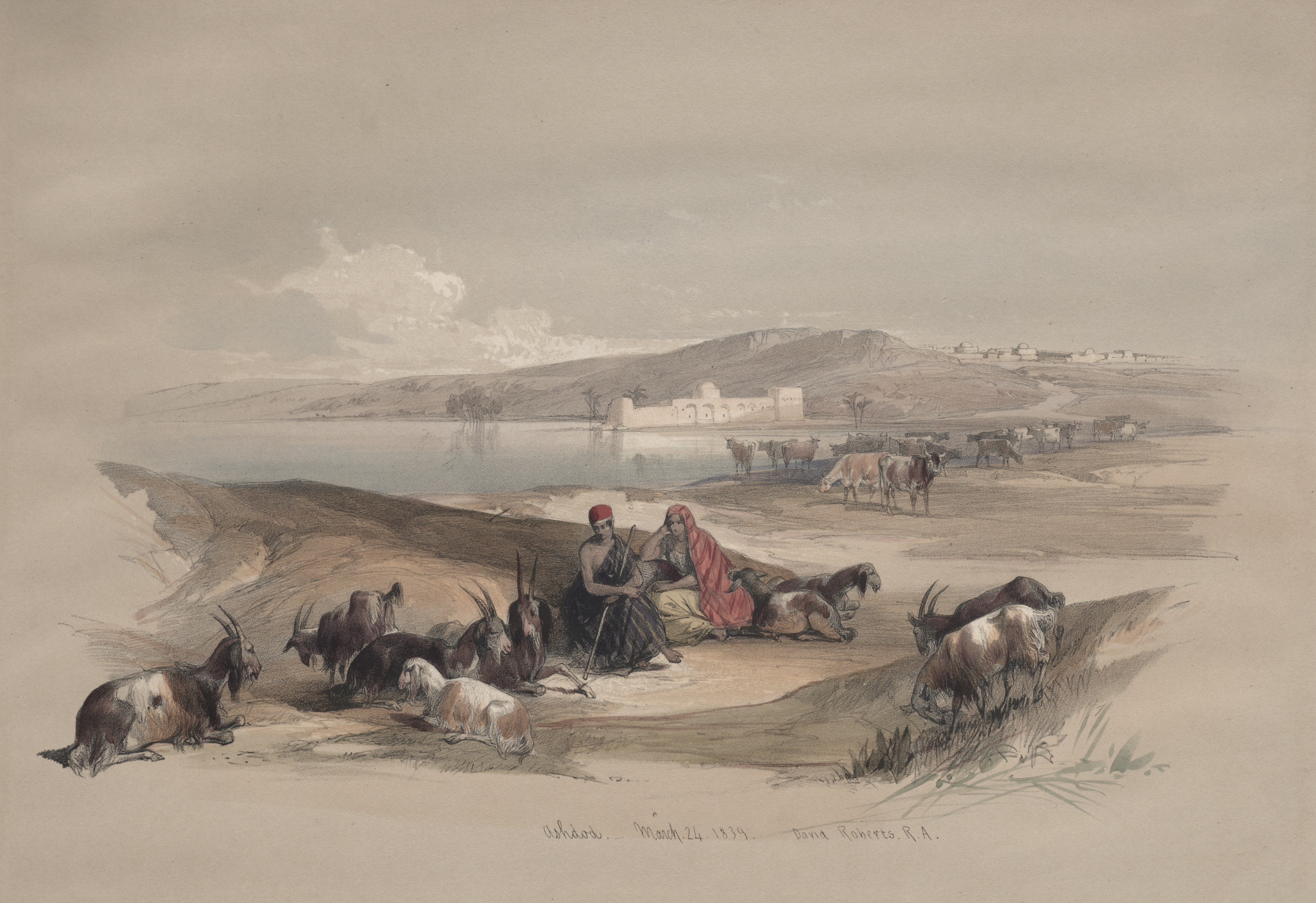
58. Asdod.
59. Gaza.
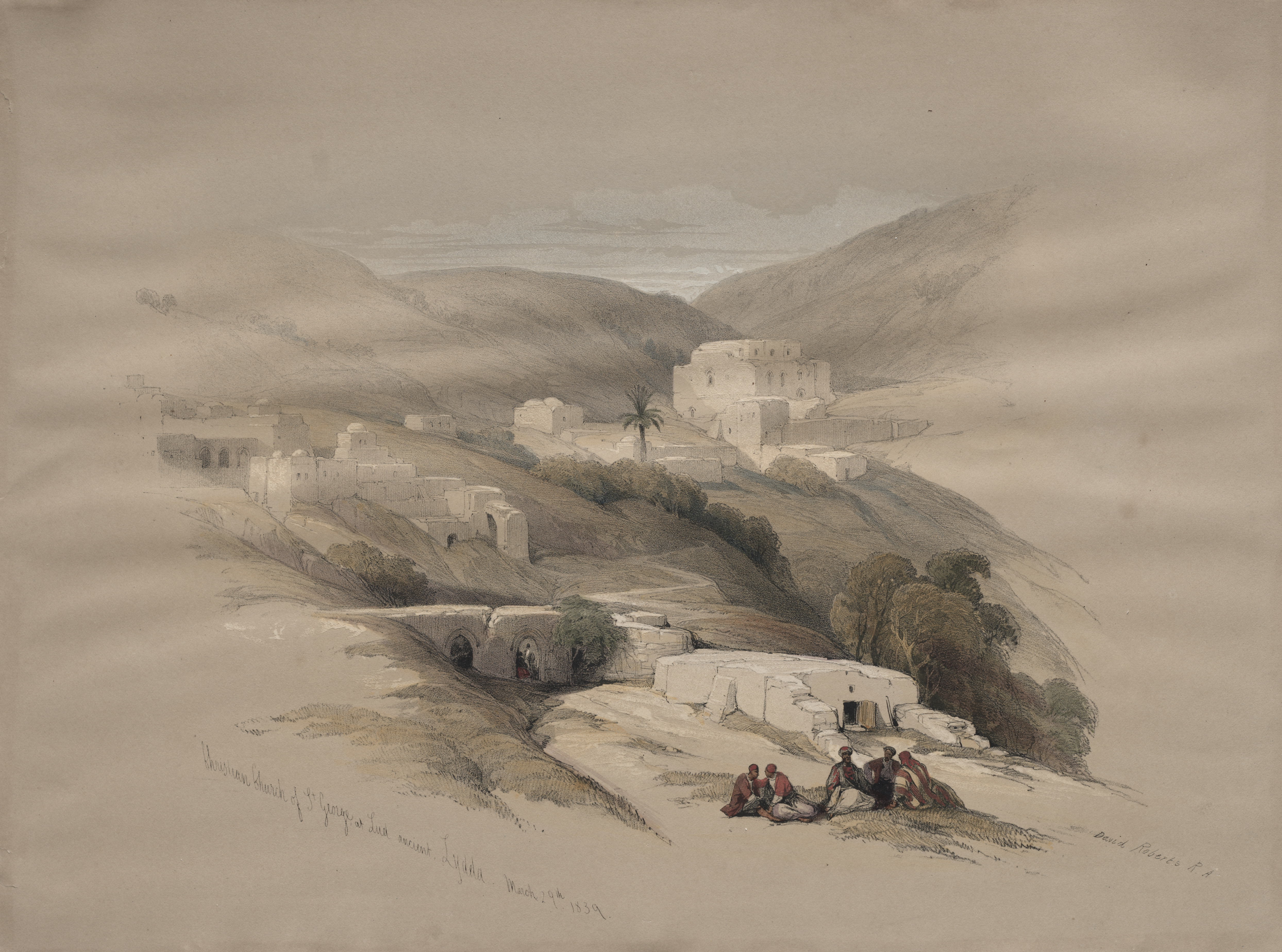
60. Abu Ghosh (etiquetado erróneamente como Lot)
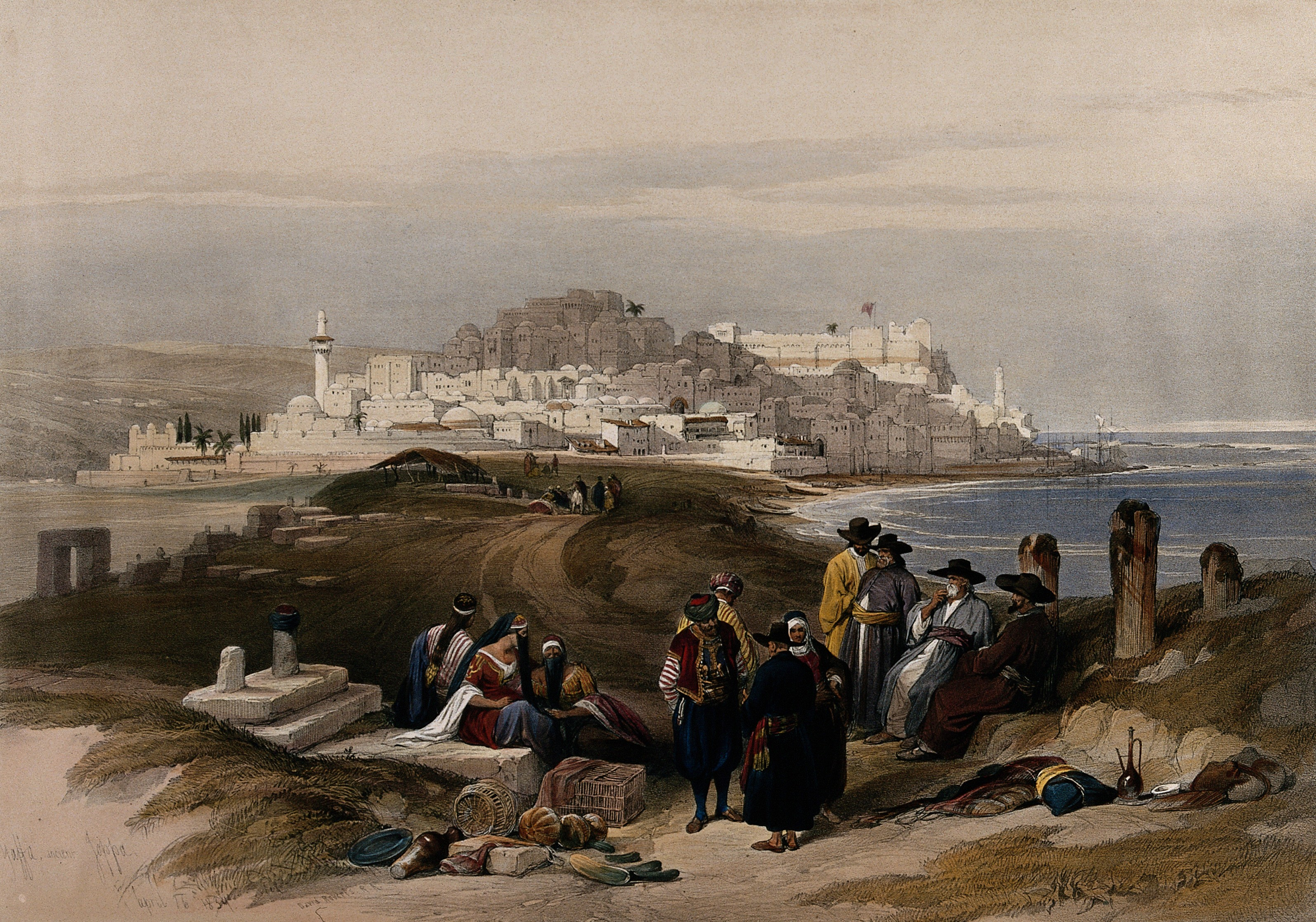
61. Jaffa, mirando al sur.
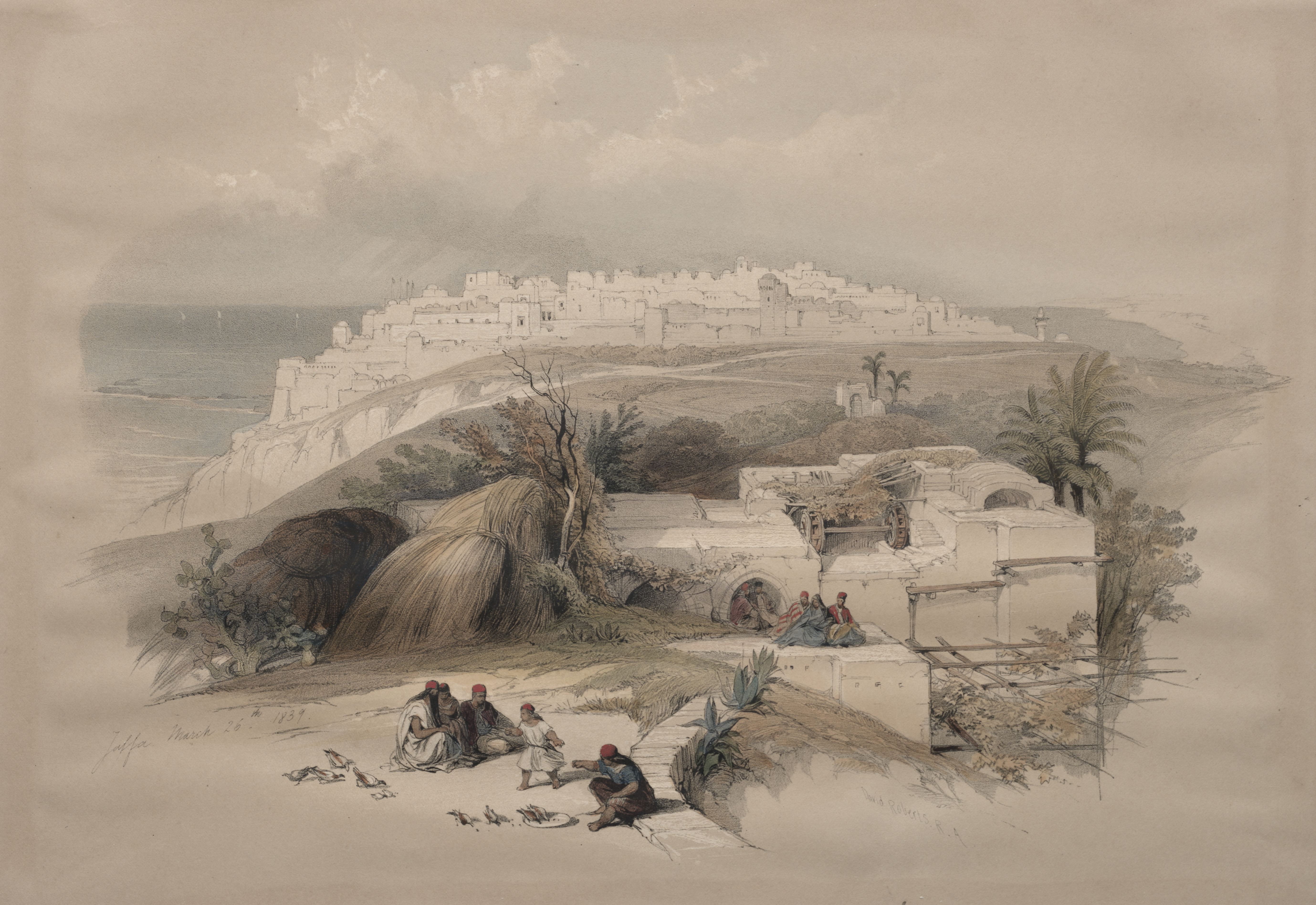
62. Jaffa, mirando al norte.
63. Haifa, mirando hacia el Monte Carmelo.
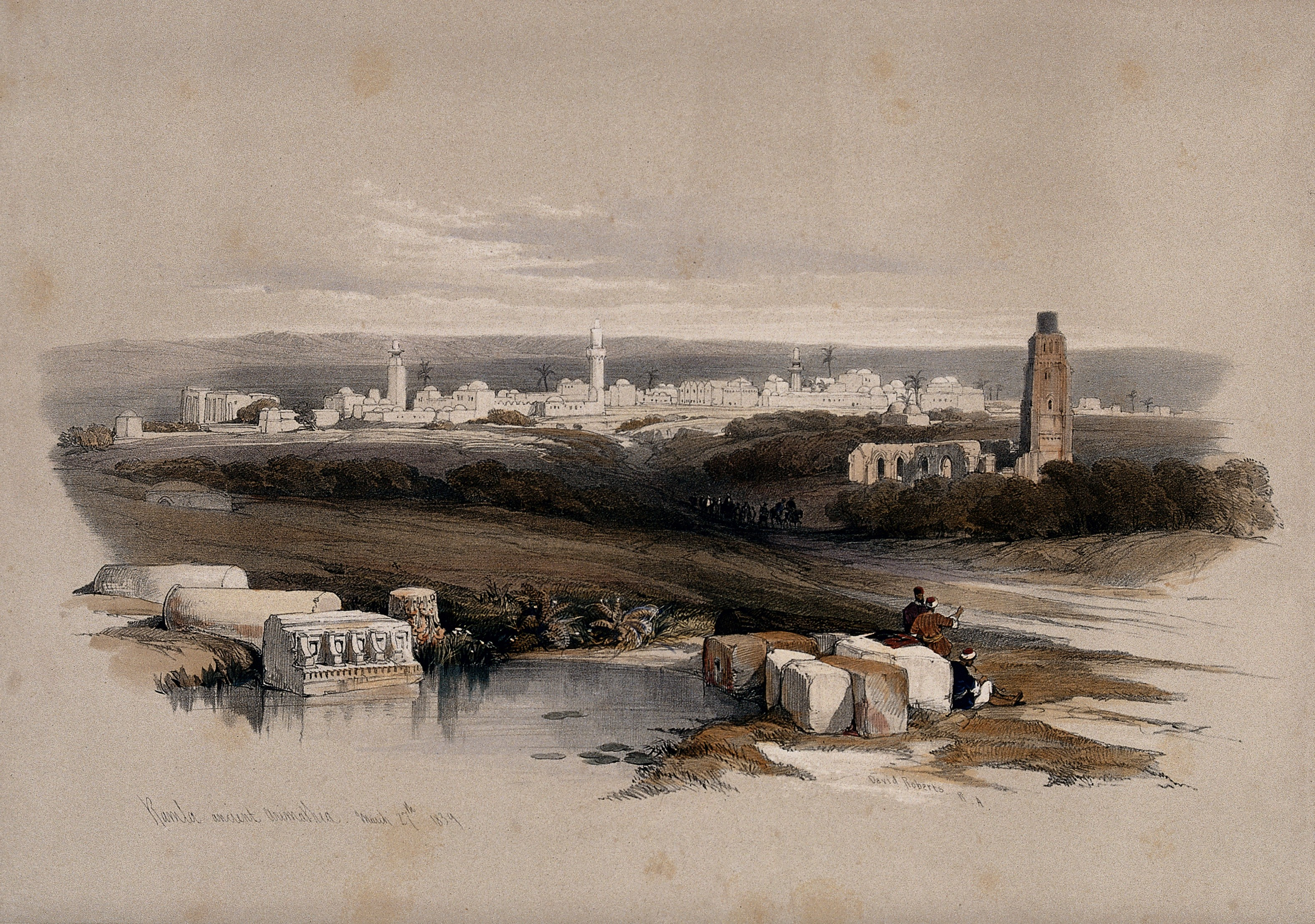
64. Ramala.
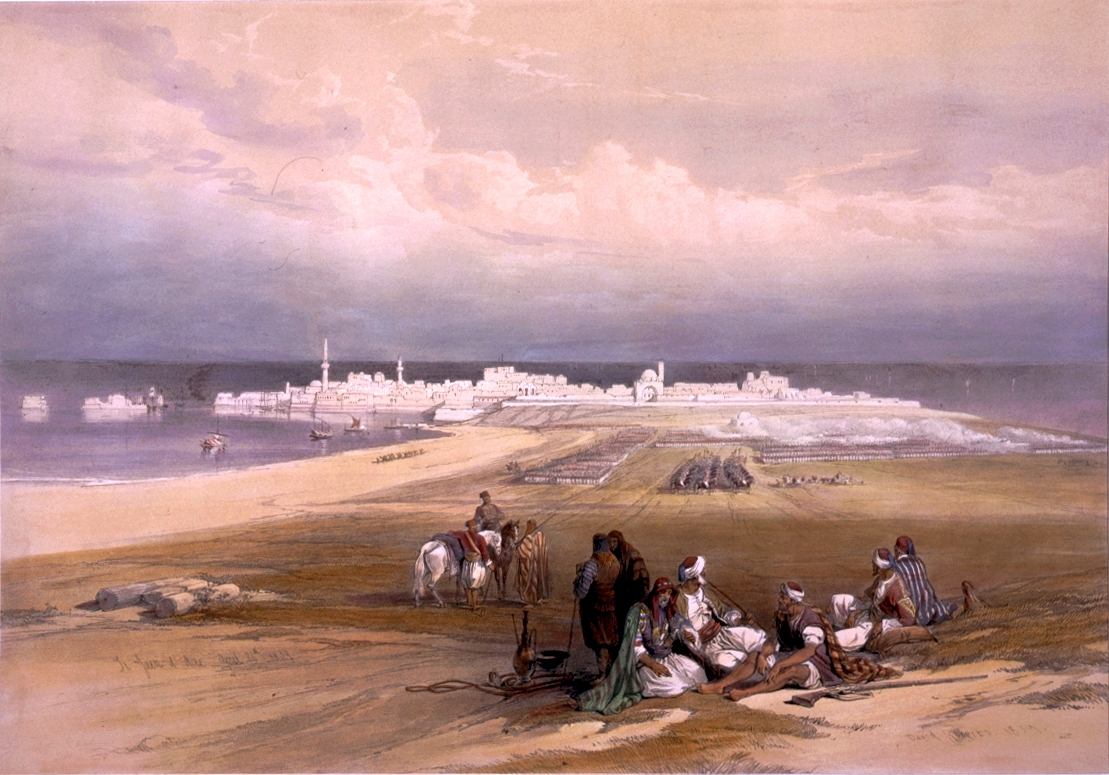
65. St. Juan de Acre, desde tierra.
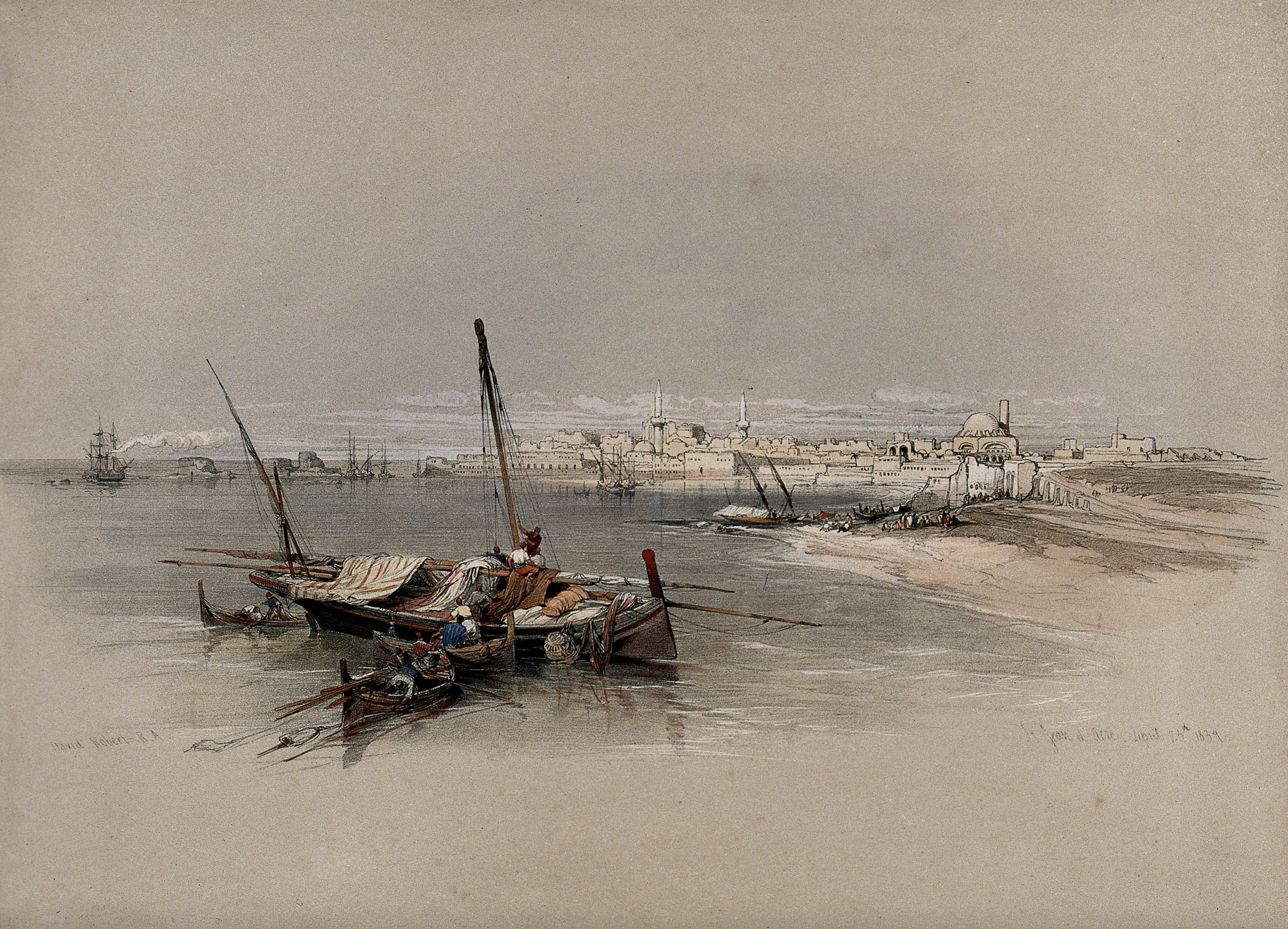
66. St. Juan de Acre desde el mar.
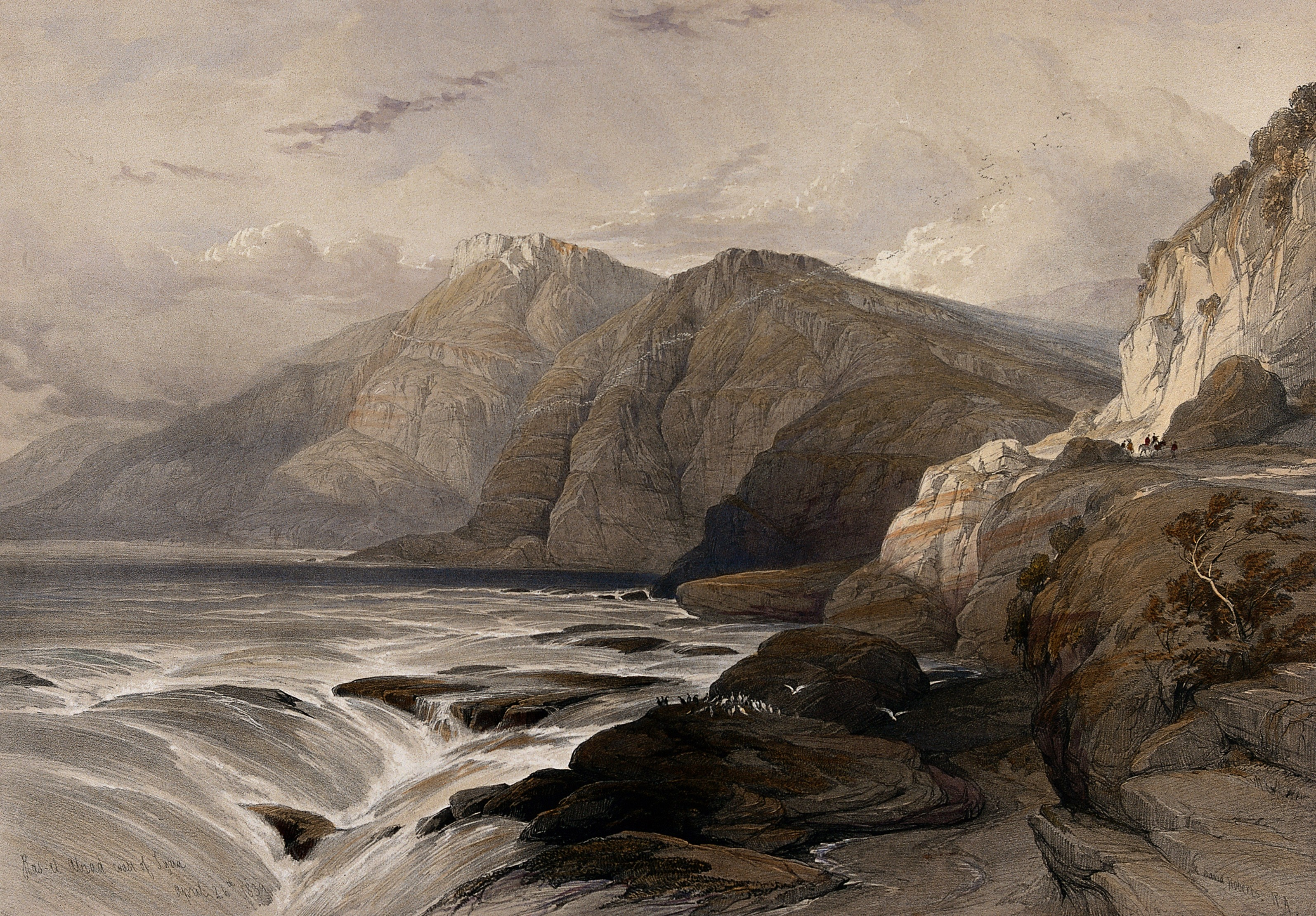
67. Cabo Blanco.
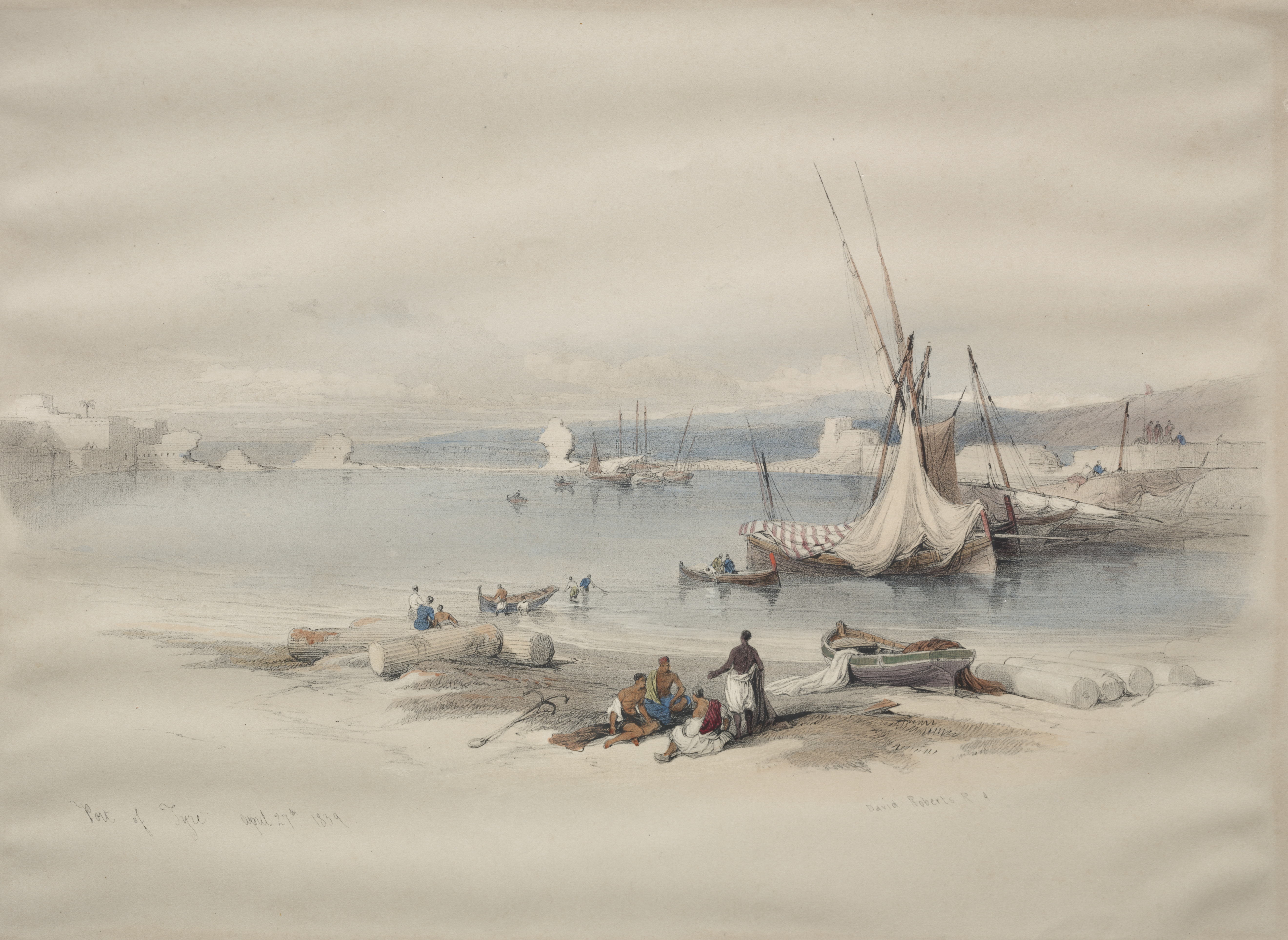
68. Puerto de Tiro.
69. Vista general de Tiro.
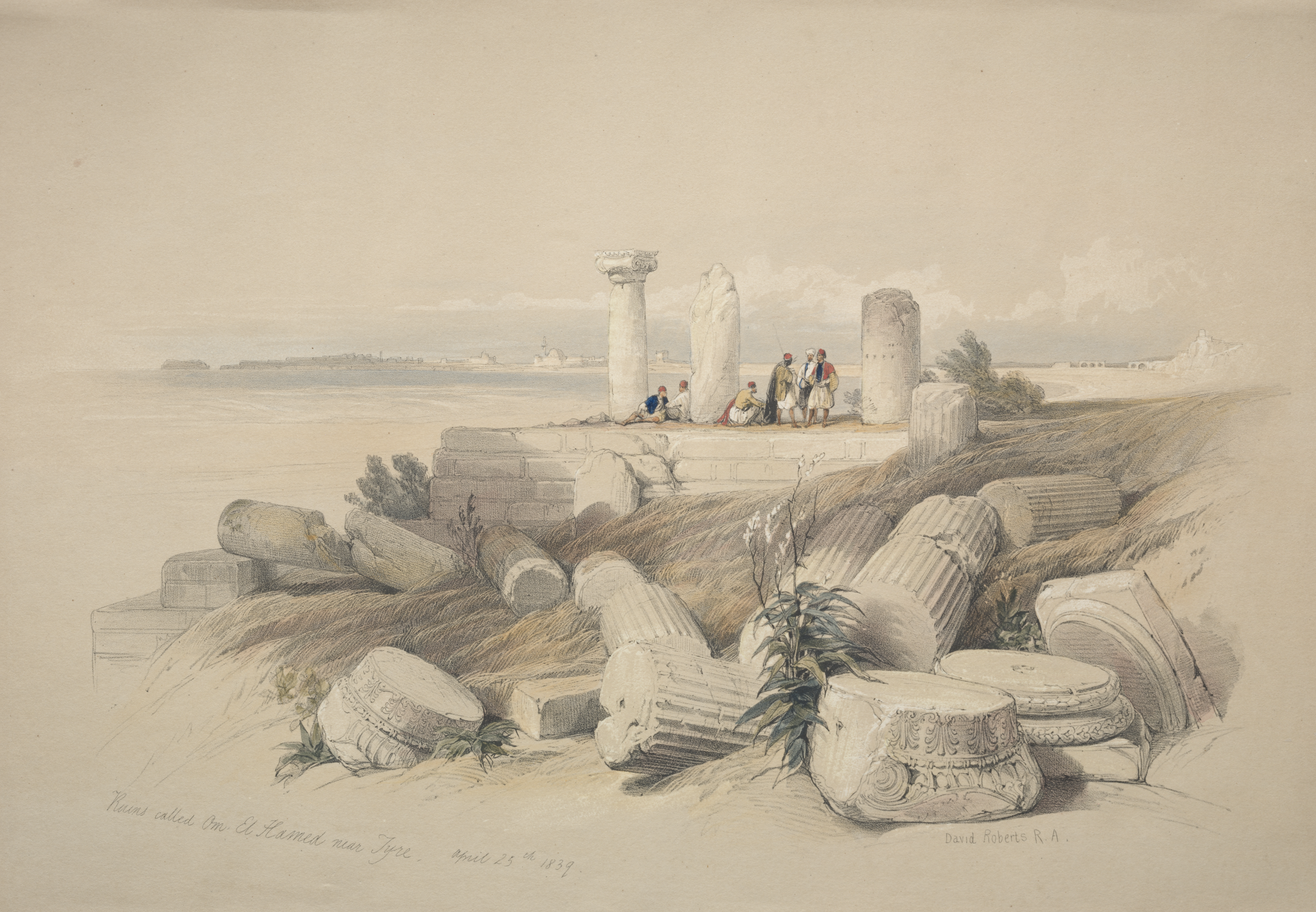
70. Ruinas del templo jónico de Om-el-Hamed, cerca de Tiro
71. Tiro desde el Istmo.
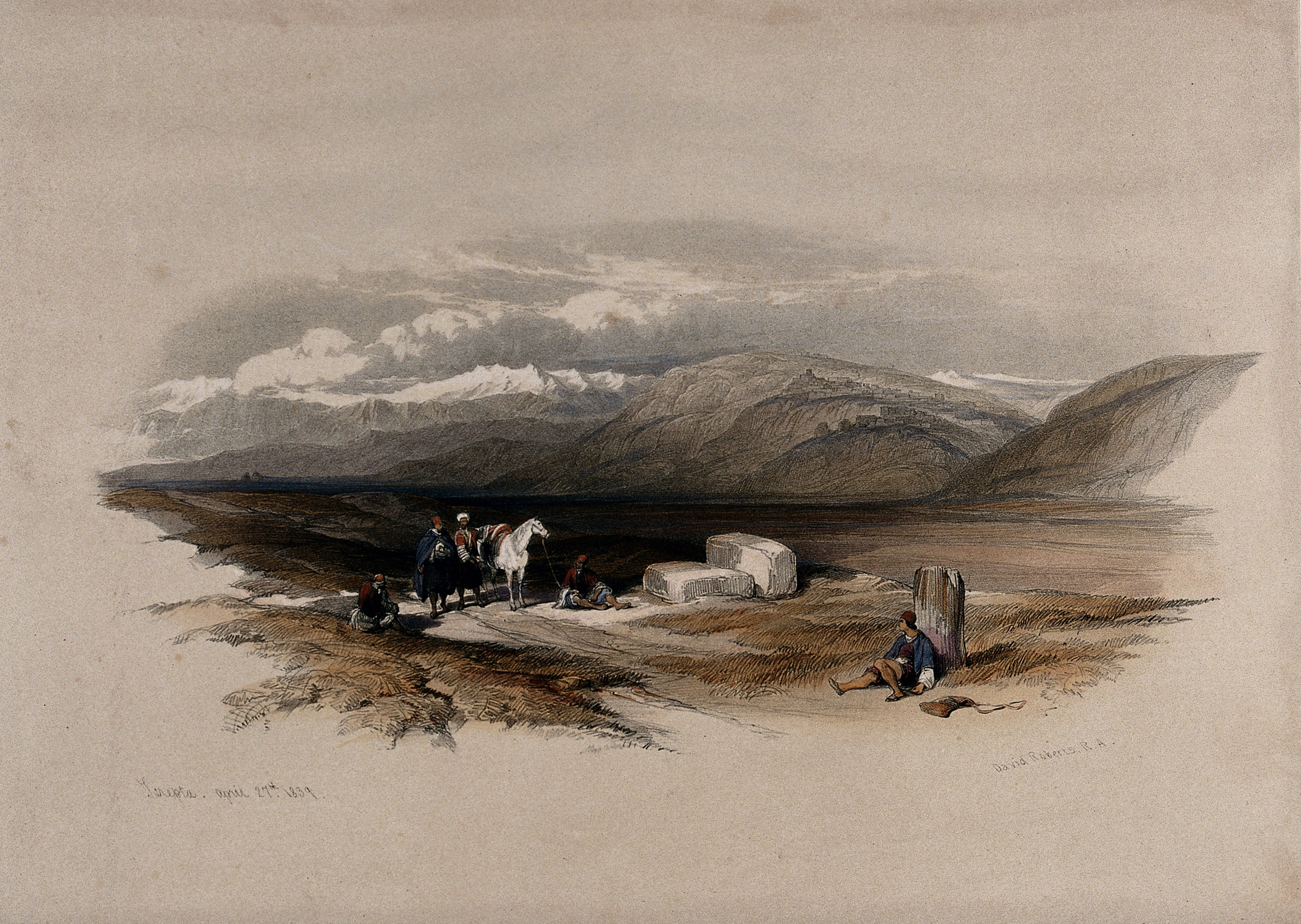
72. Sarepta
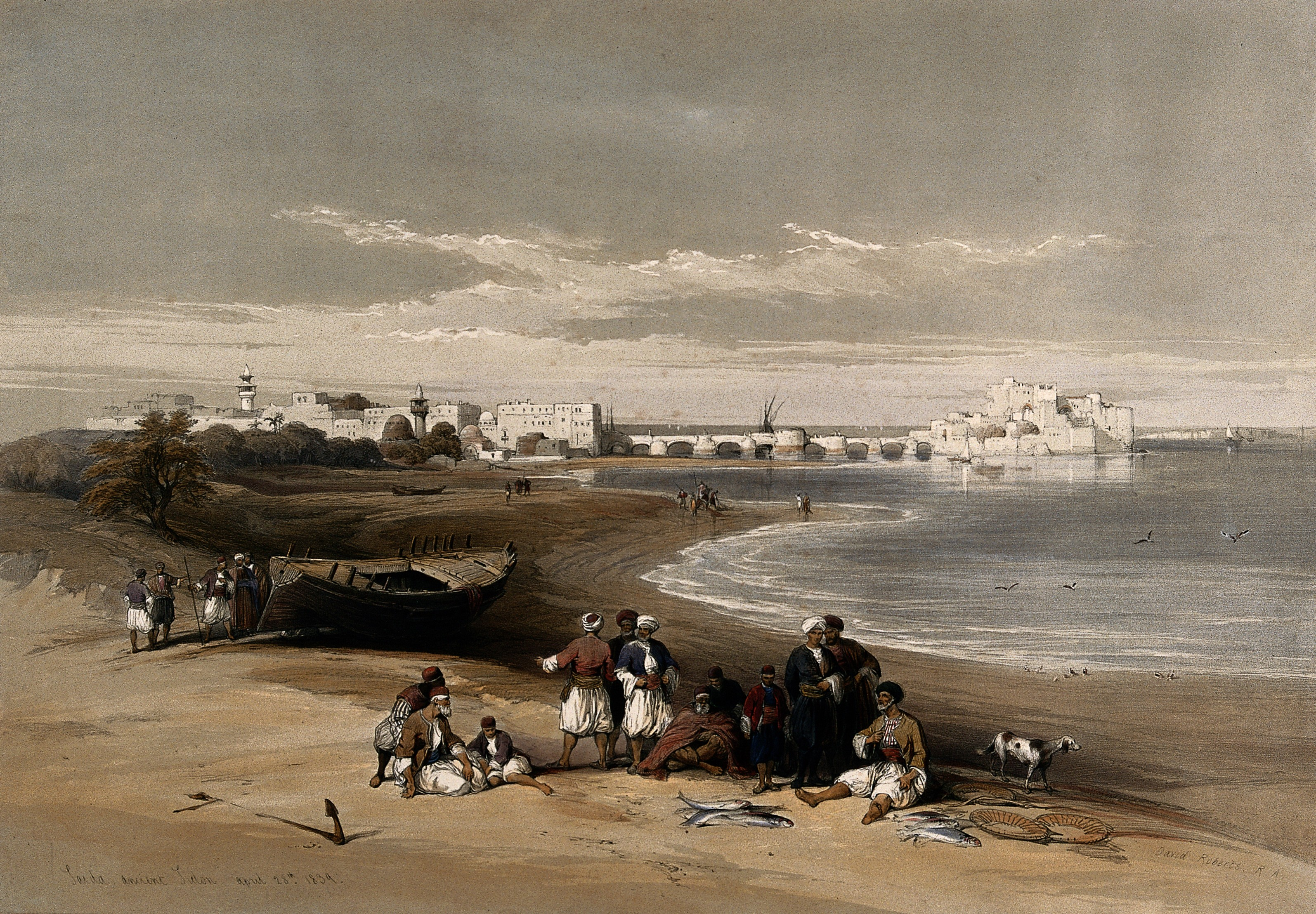
73. Sidón.
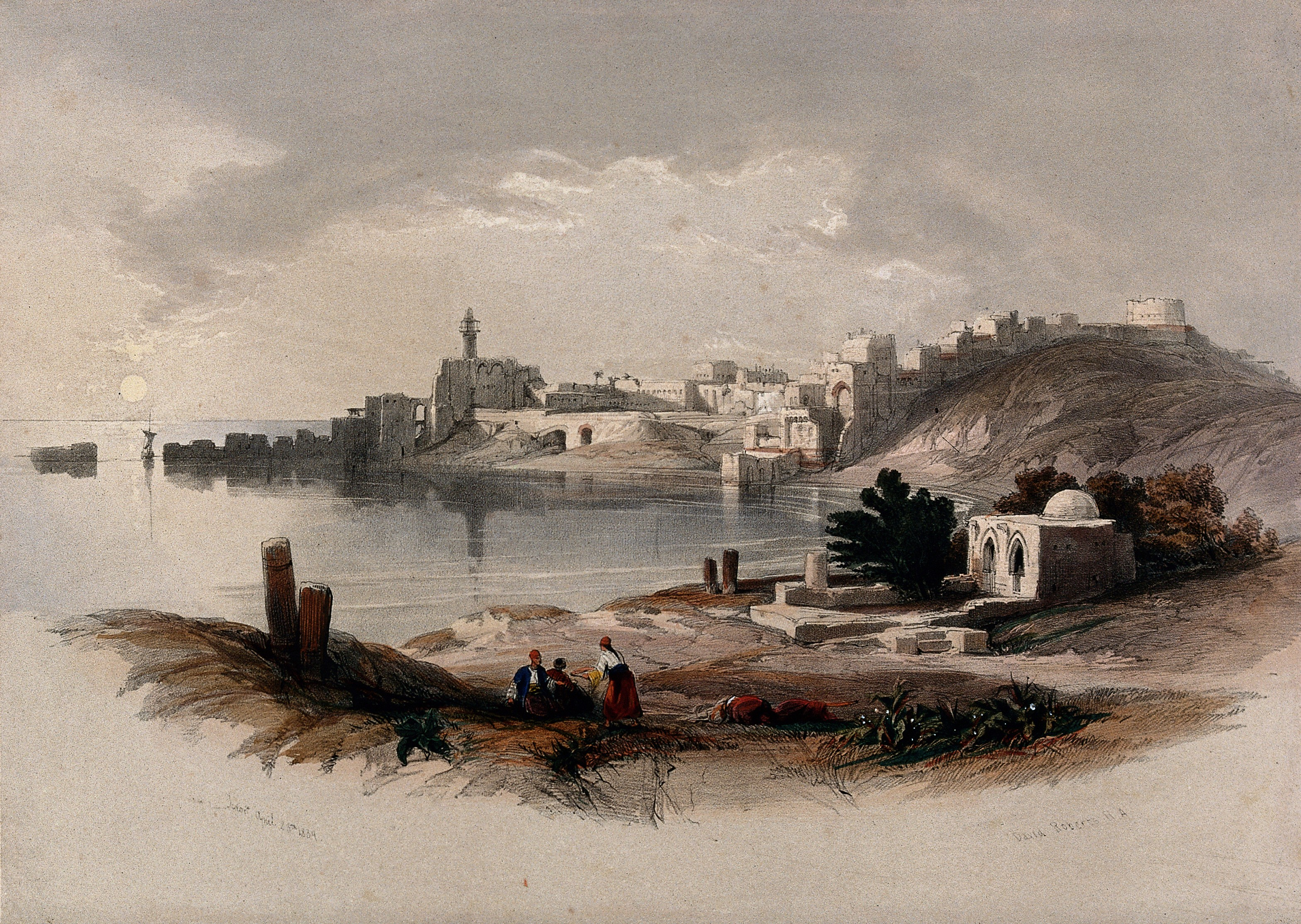
74. Sidón, desde el norte.
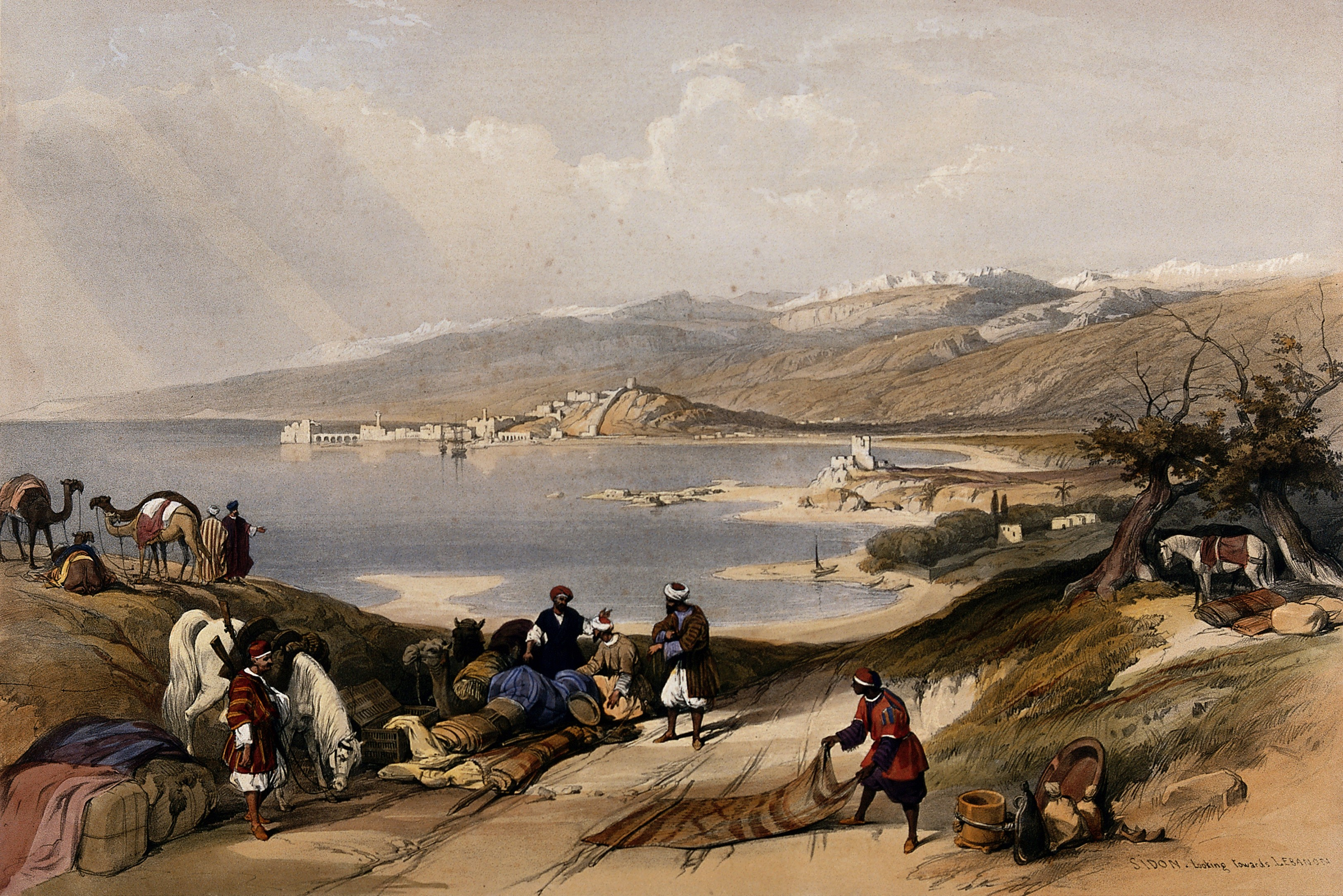
75. Sidón, mirando hacia el Líbano.
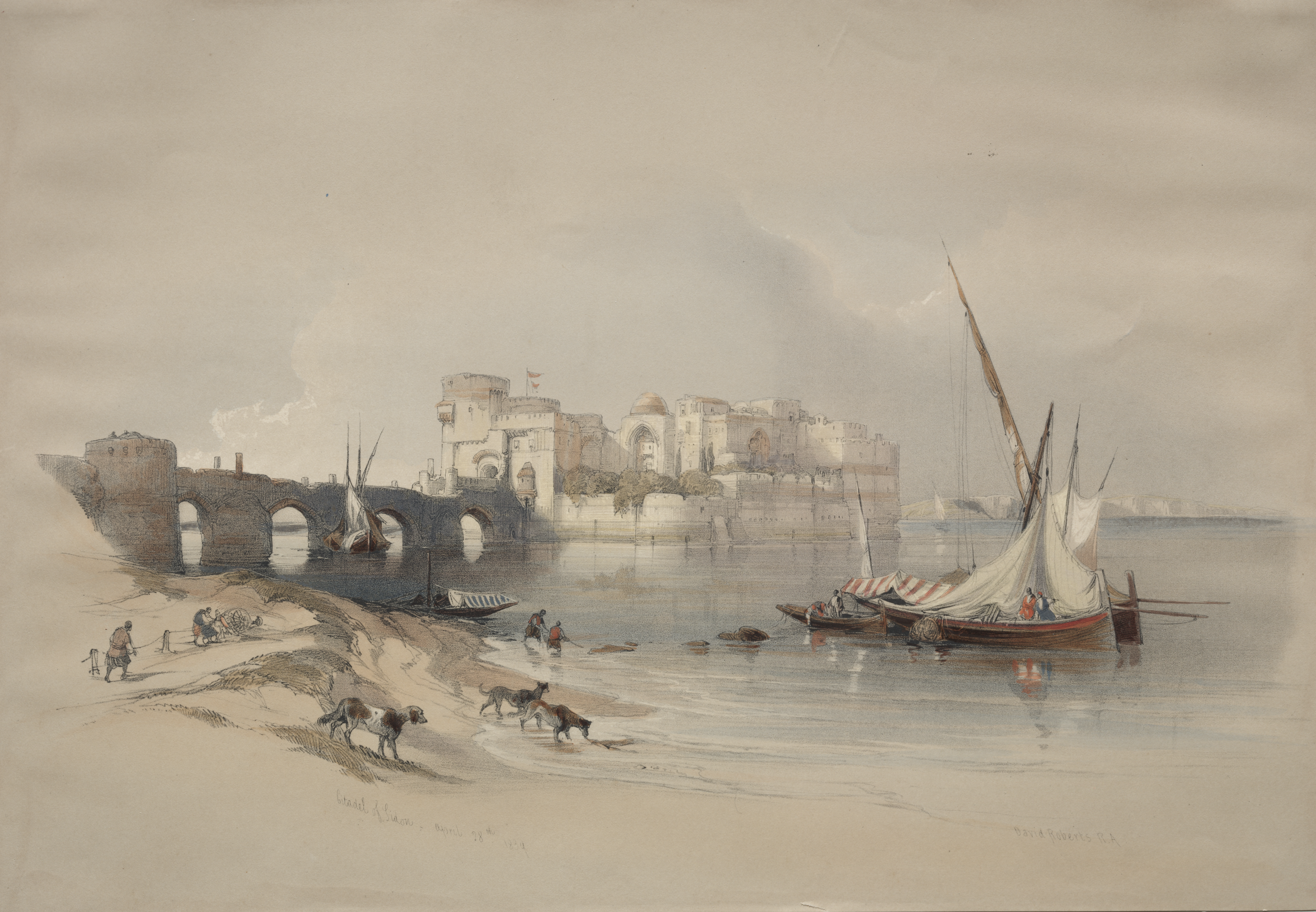
76. La Ciudadela de Sidón.
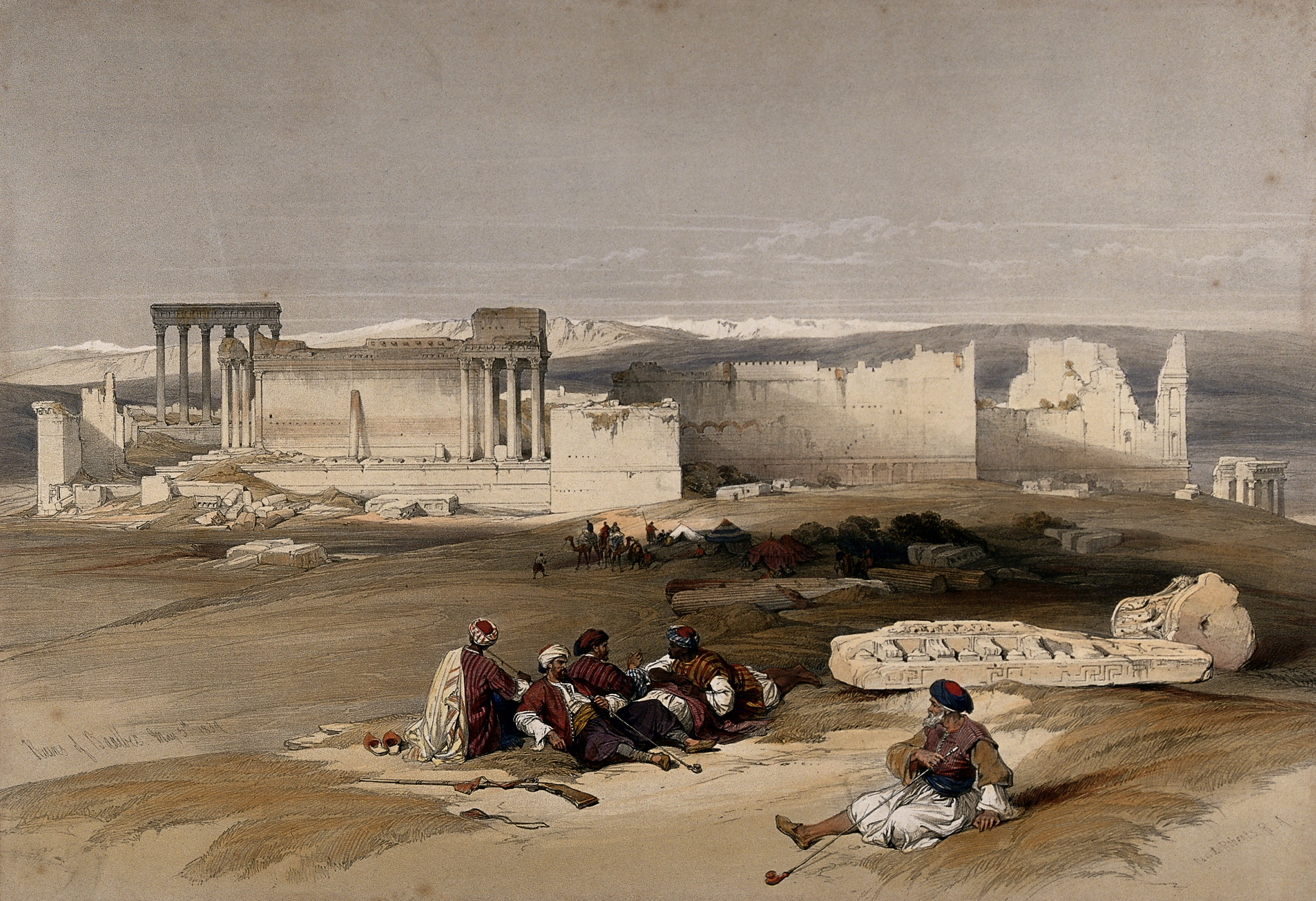
Baalbek, vista general.
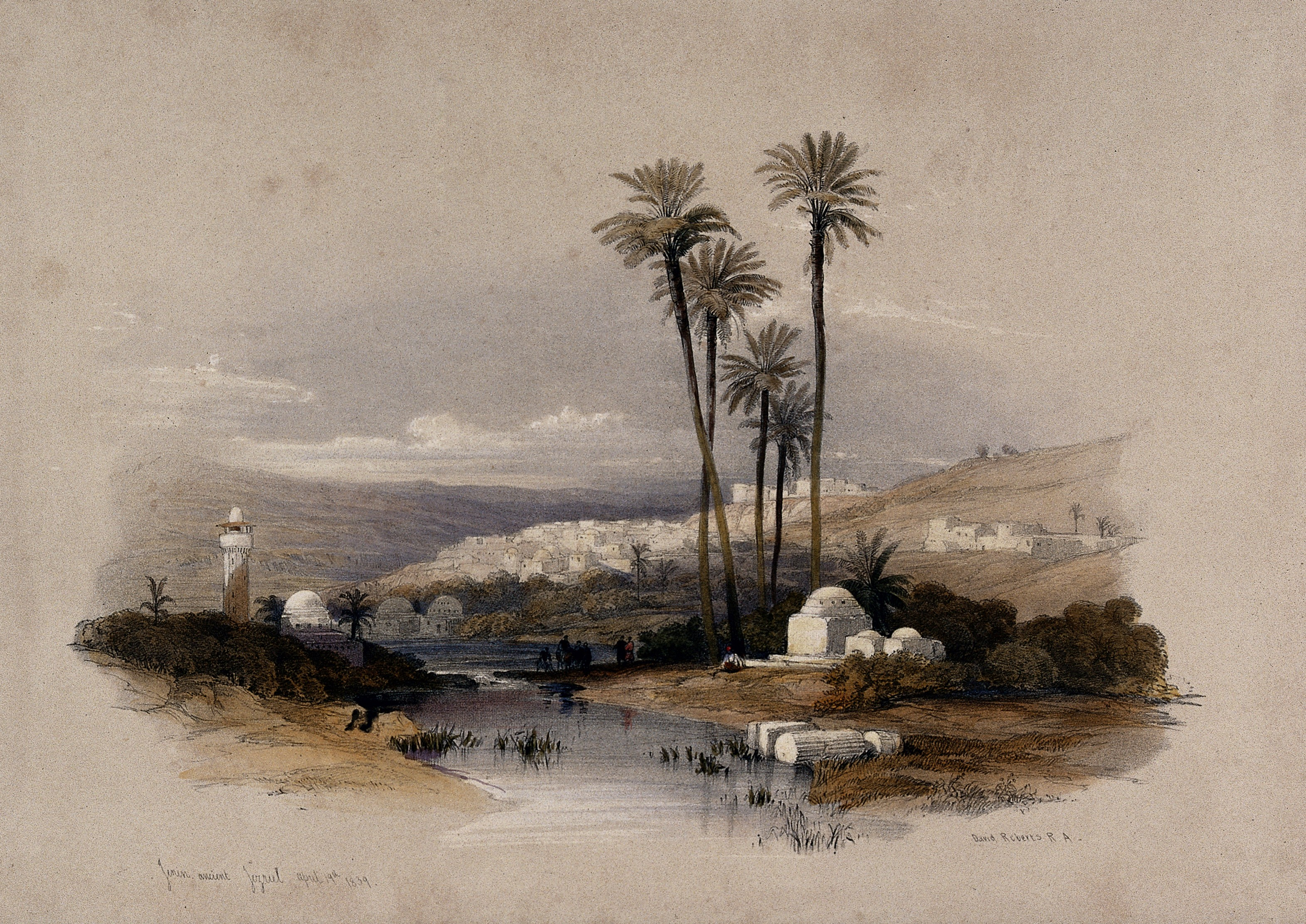
Yenín, antigua Jezreel.
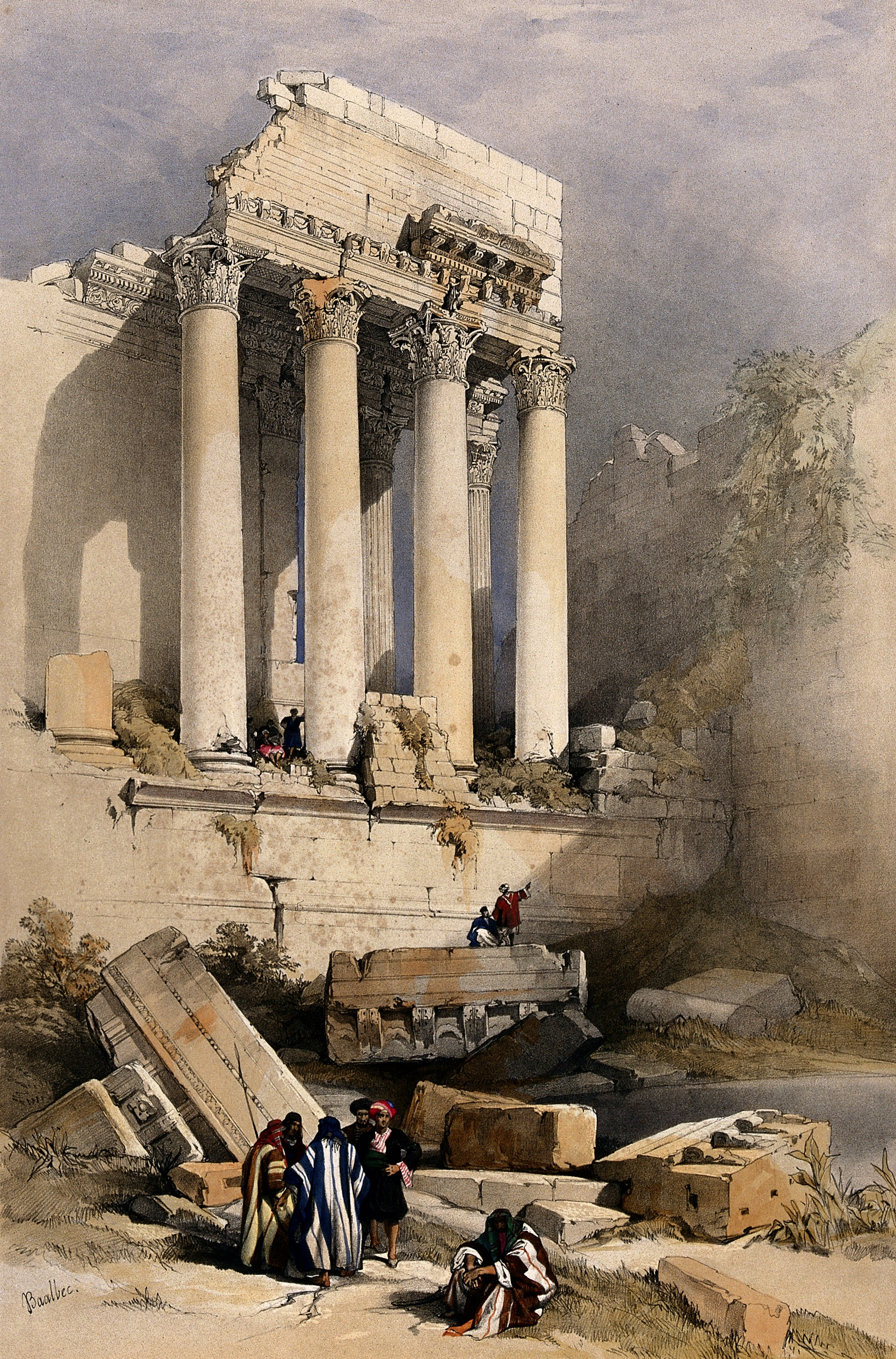
79. Baalbec, Pórtico Occidental.
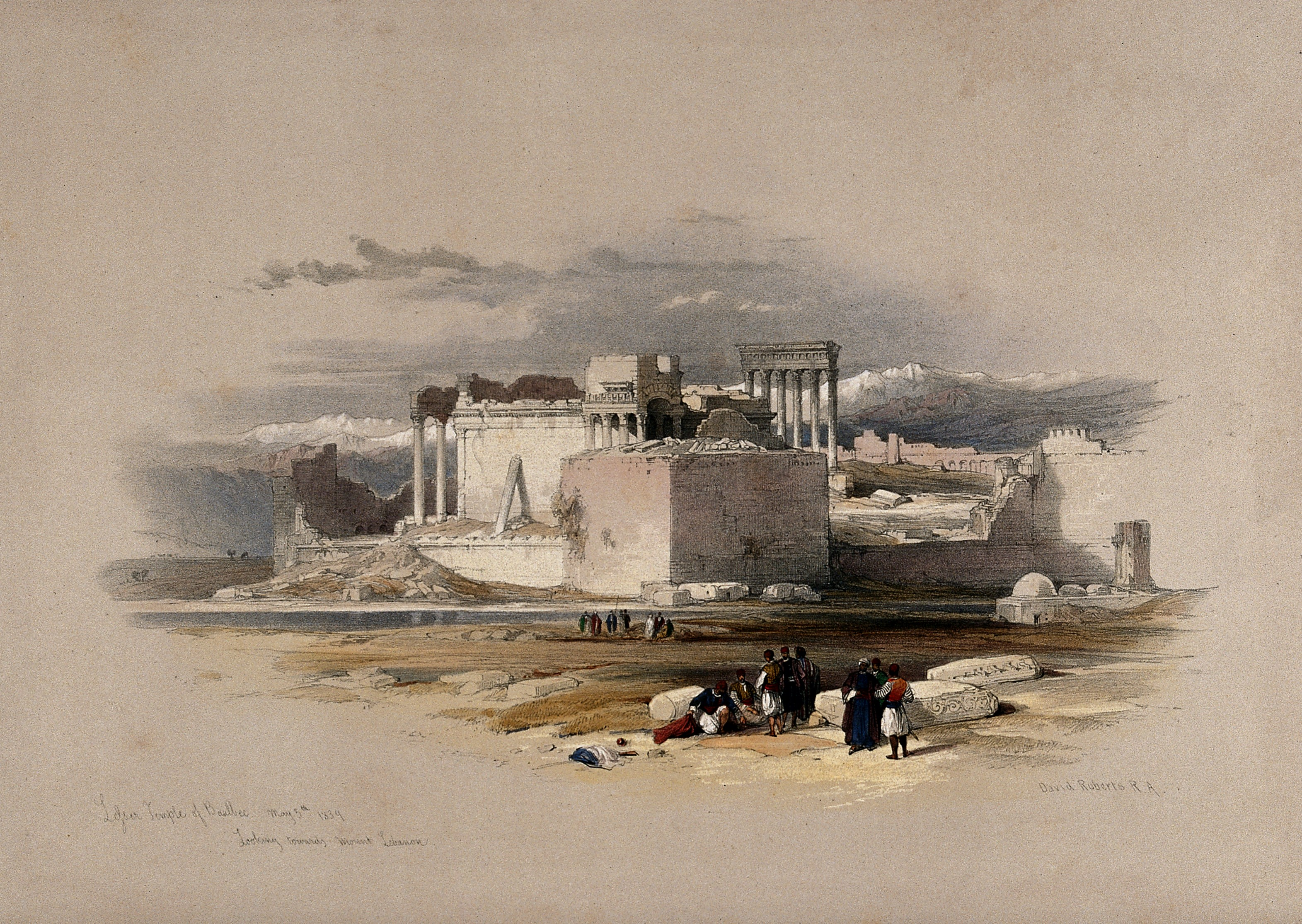
80. Baalbec, mirando hacia el Líbano.
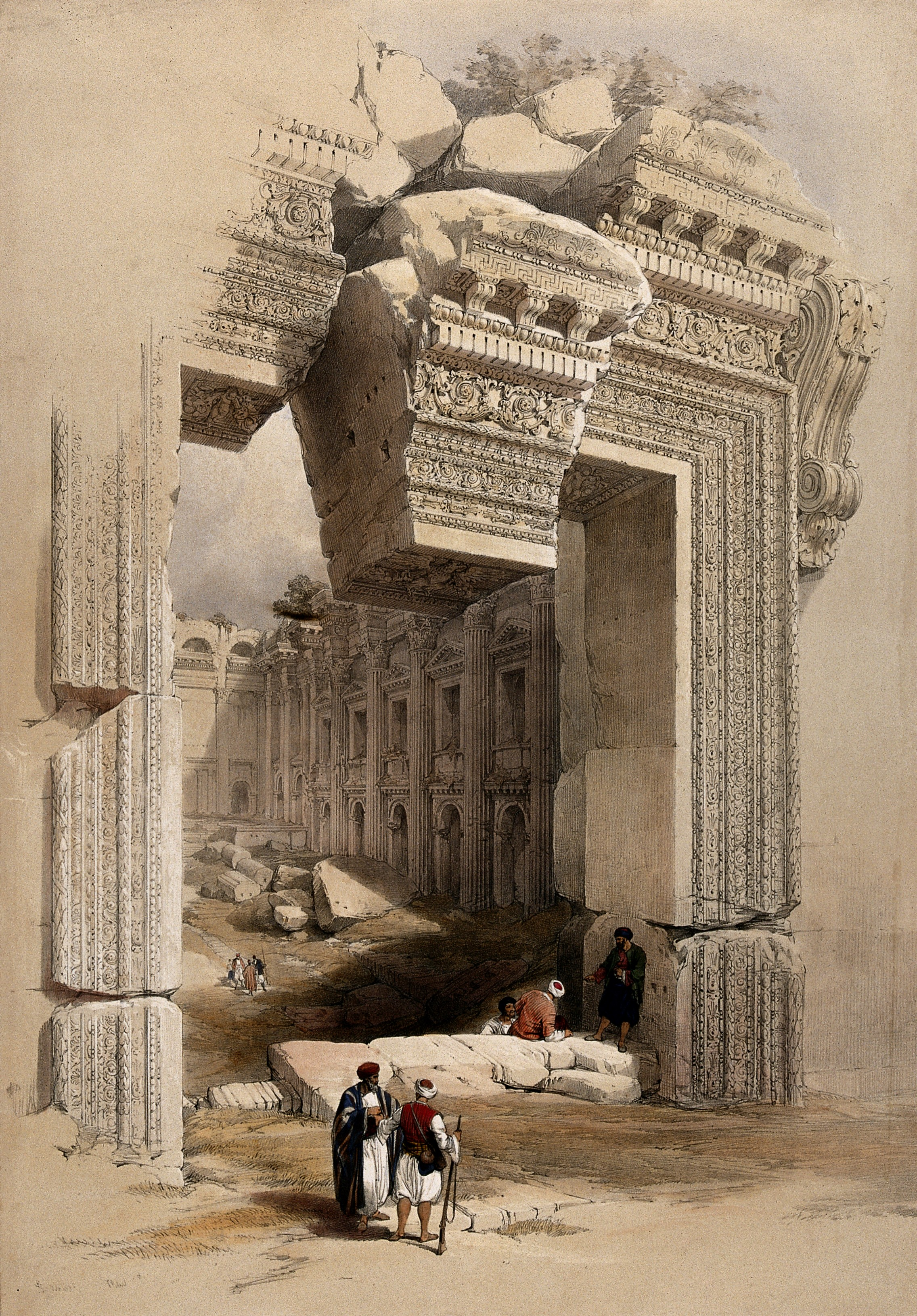
81. La Puerta, Baalbec.
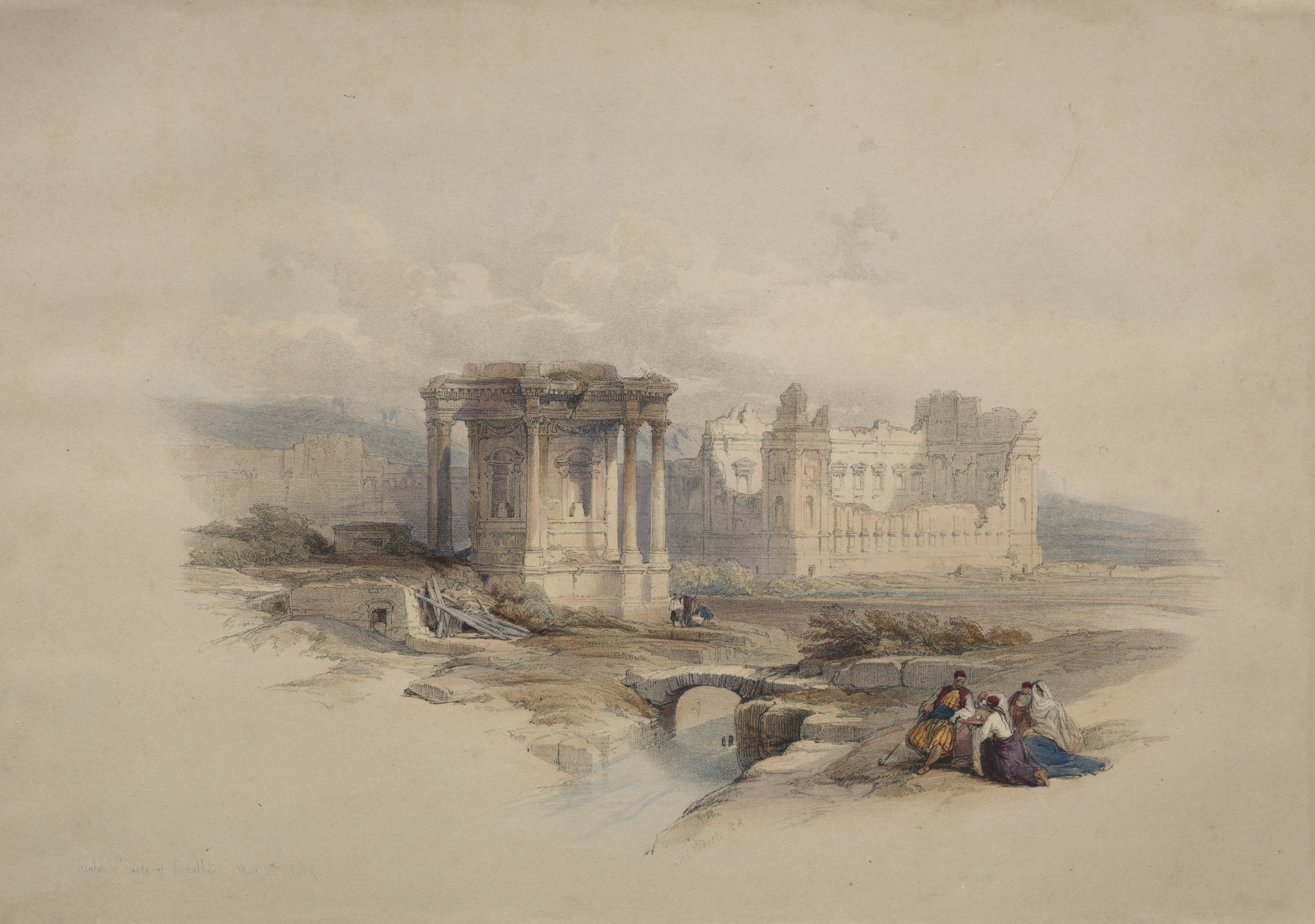
82. El Templo Circular, Baalbec.
83. Porción del Pórtico Oriental, Baalbec.
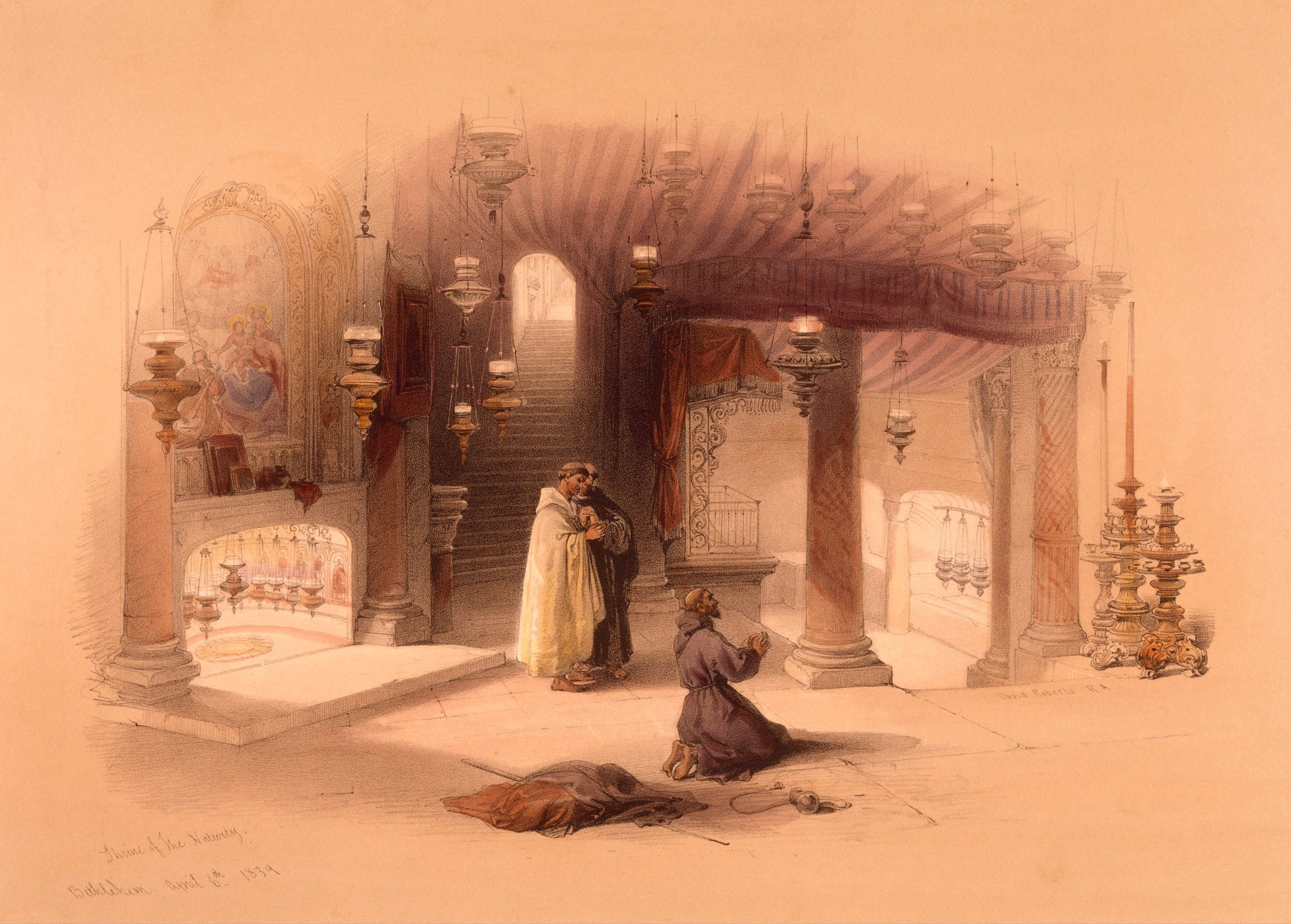
84. Santuario de la Natividad, Belén.
85. Belén.
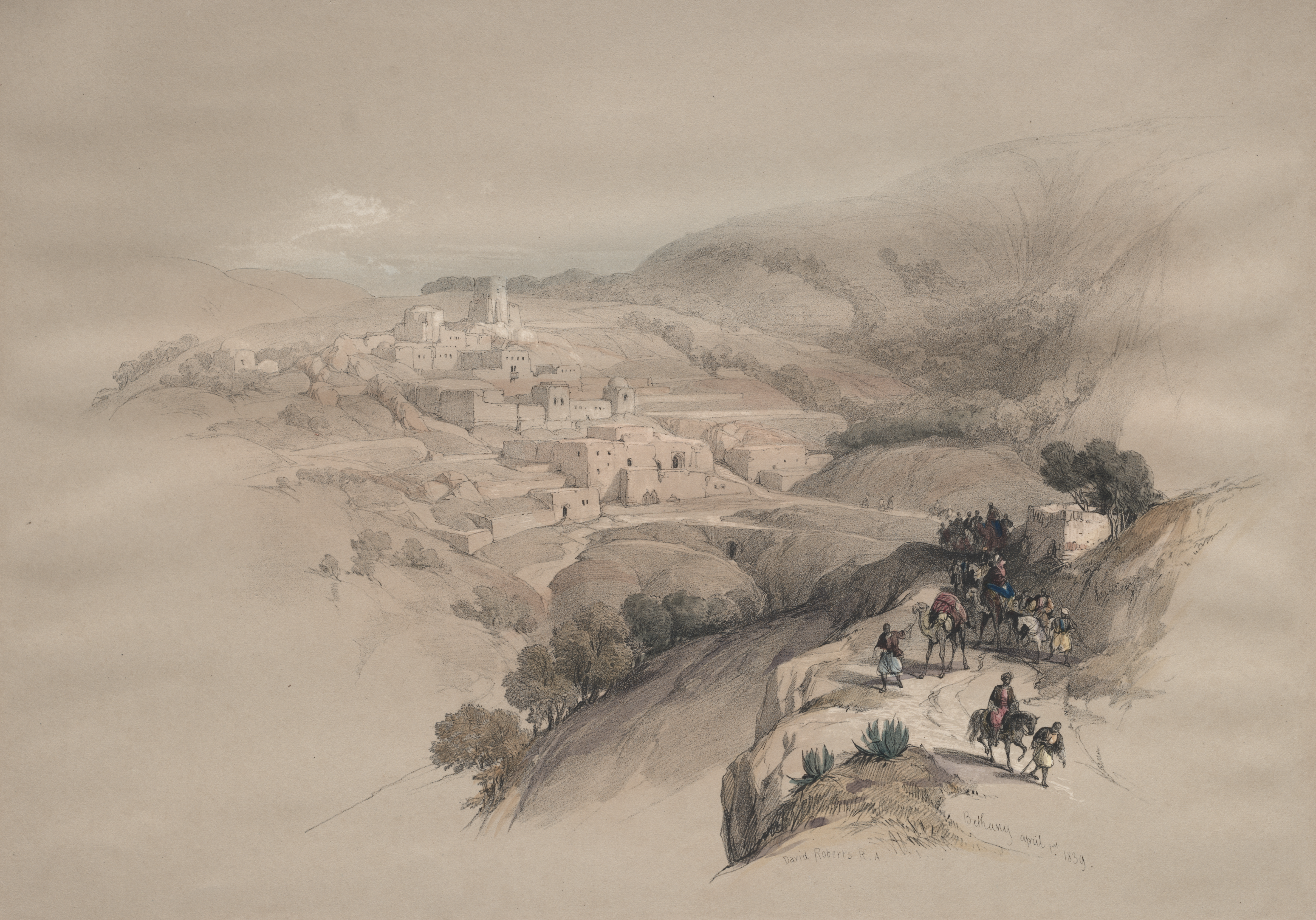
86.  Betania.
87. Betania. Coro de la Iglesia de Santa Elena

### Volumen 3
88. Página del título. Templo de El-Khasne, Petra.

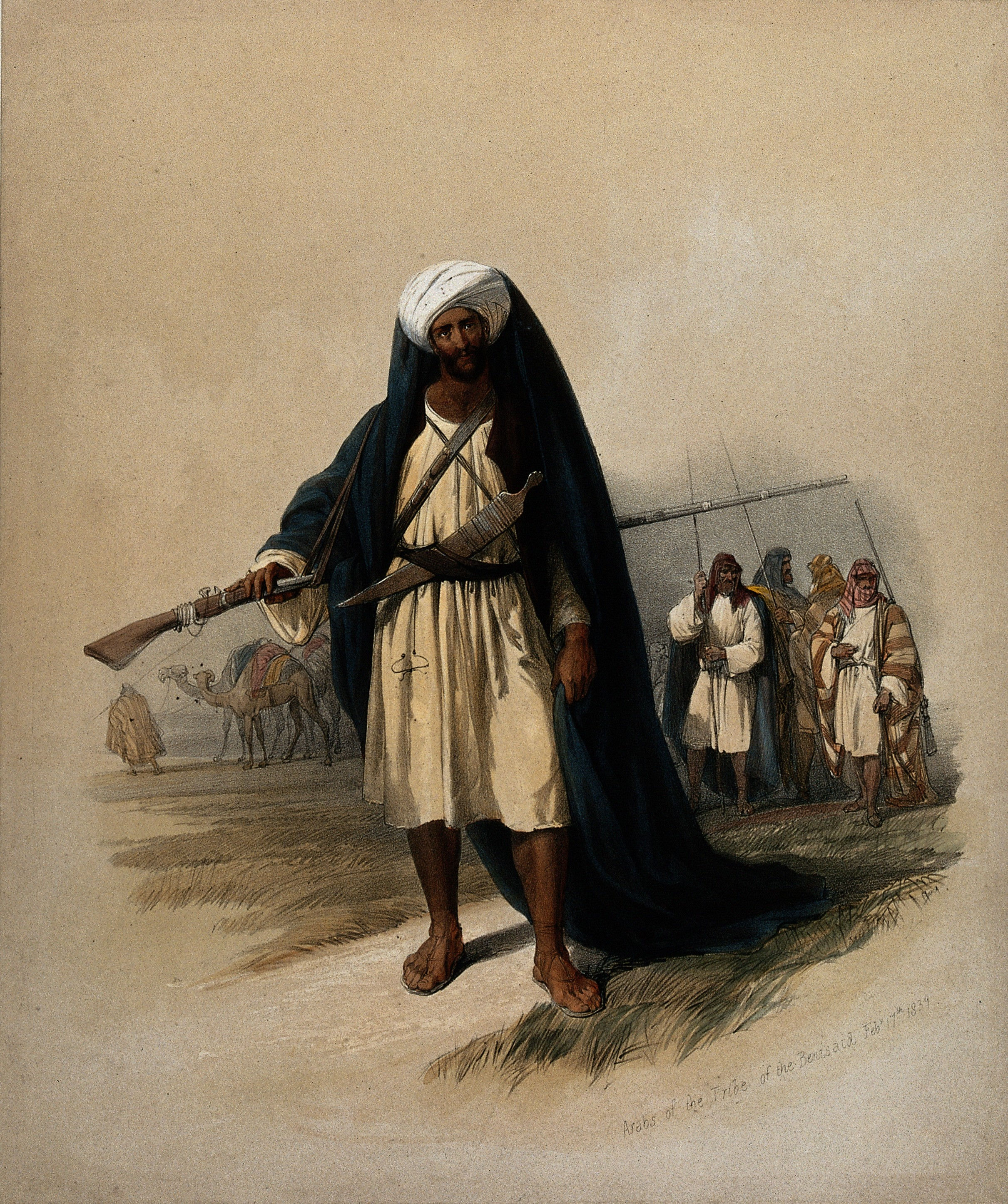
89. Árabes en el desierto
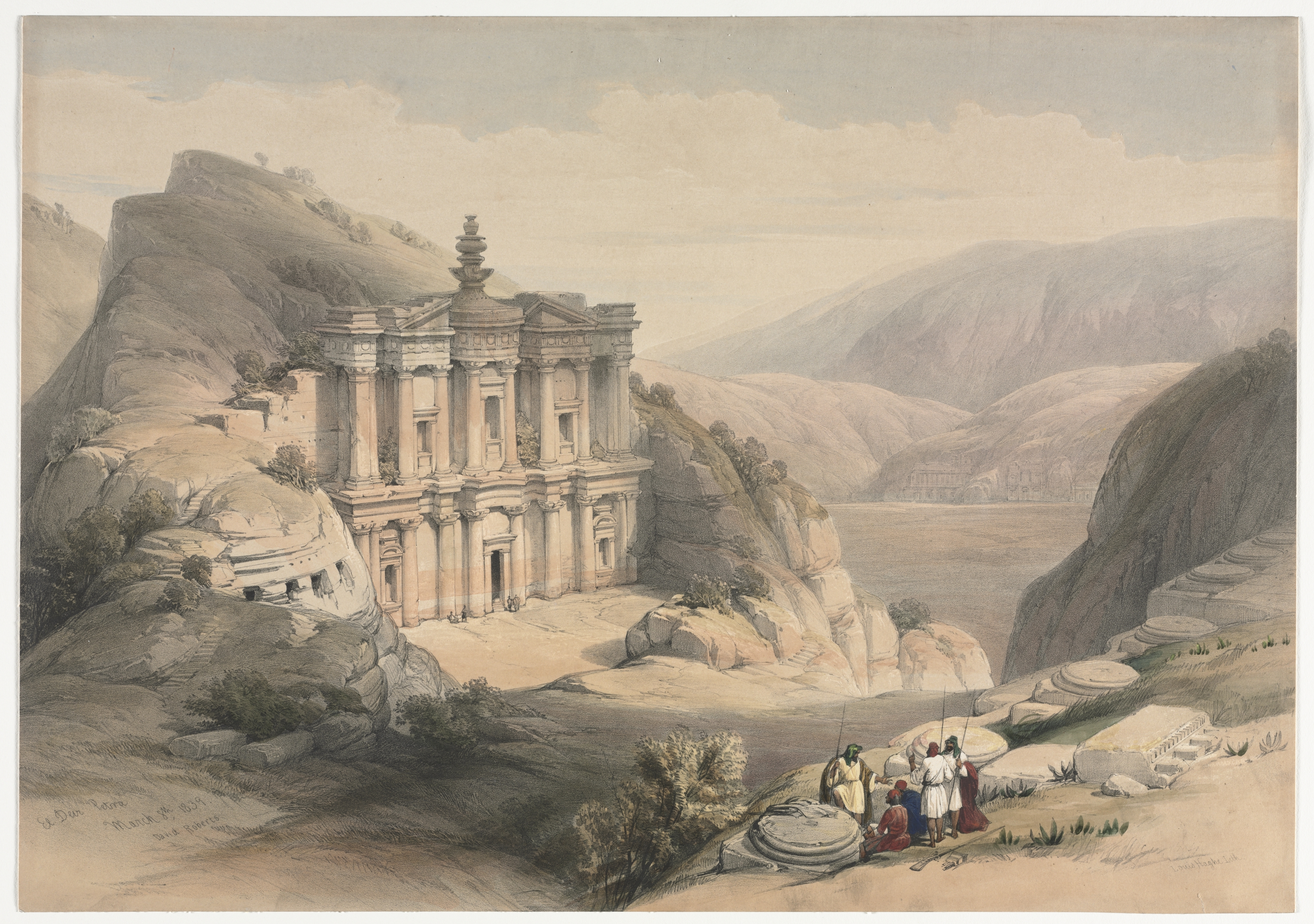
90. El-Deir, Petra.
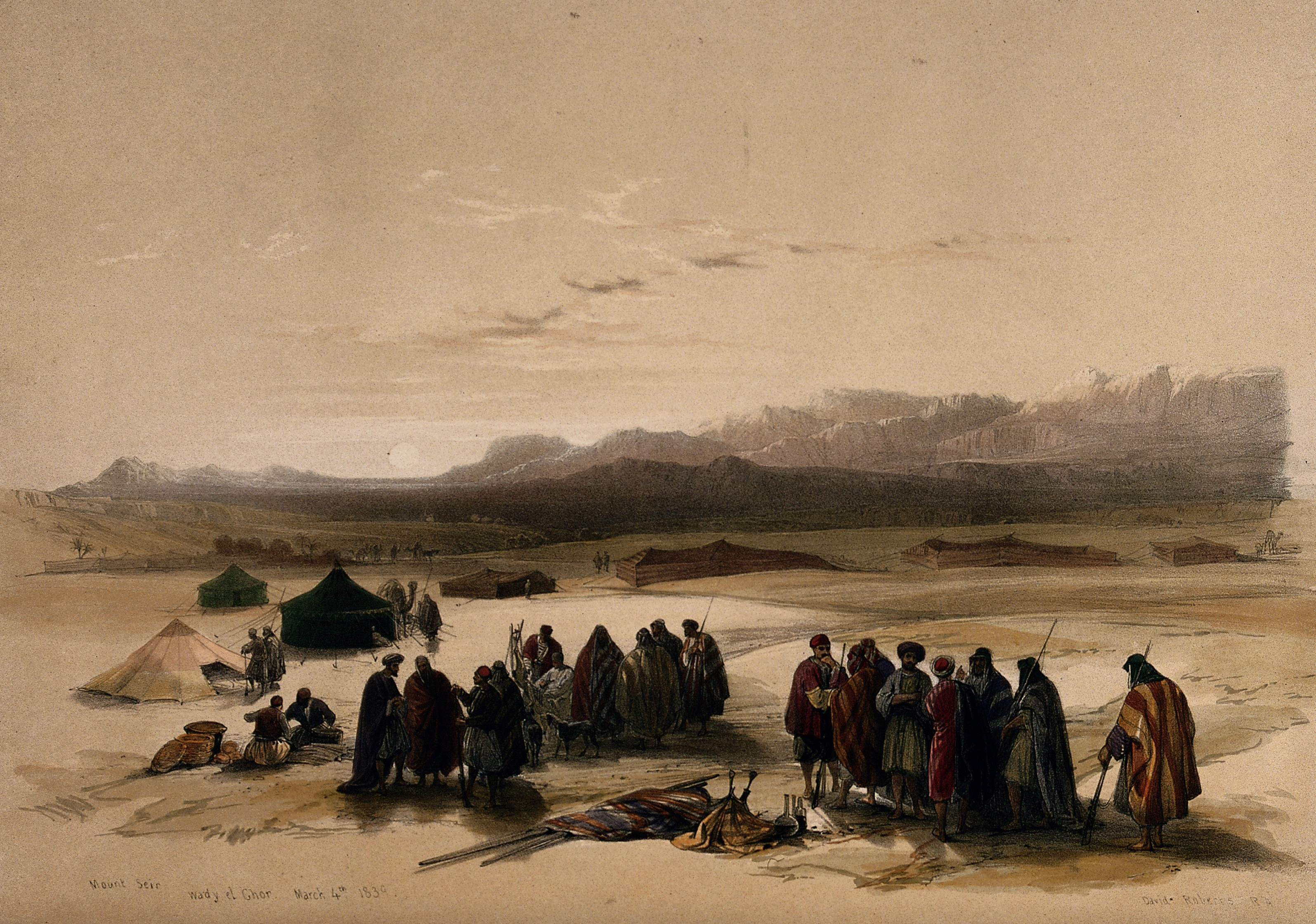
91. Campamento de los Aloeen en Wady-Arabia.
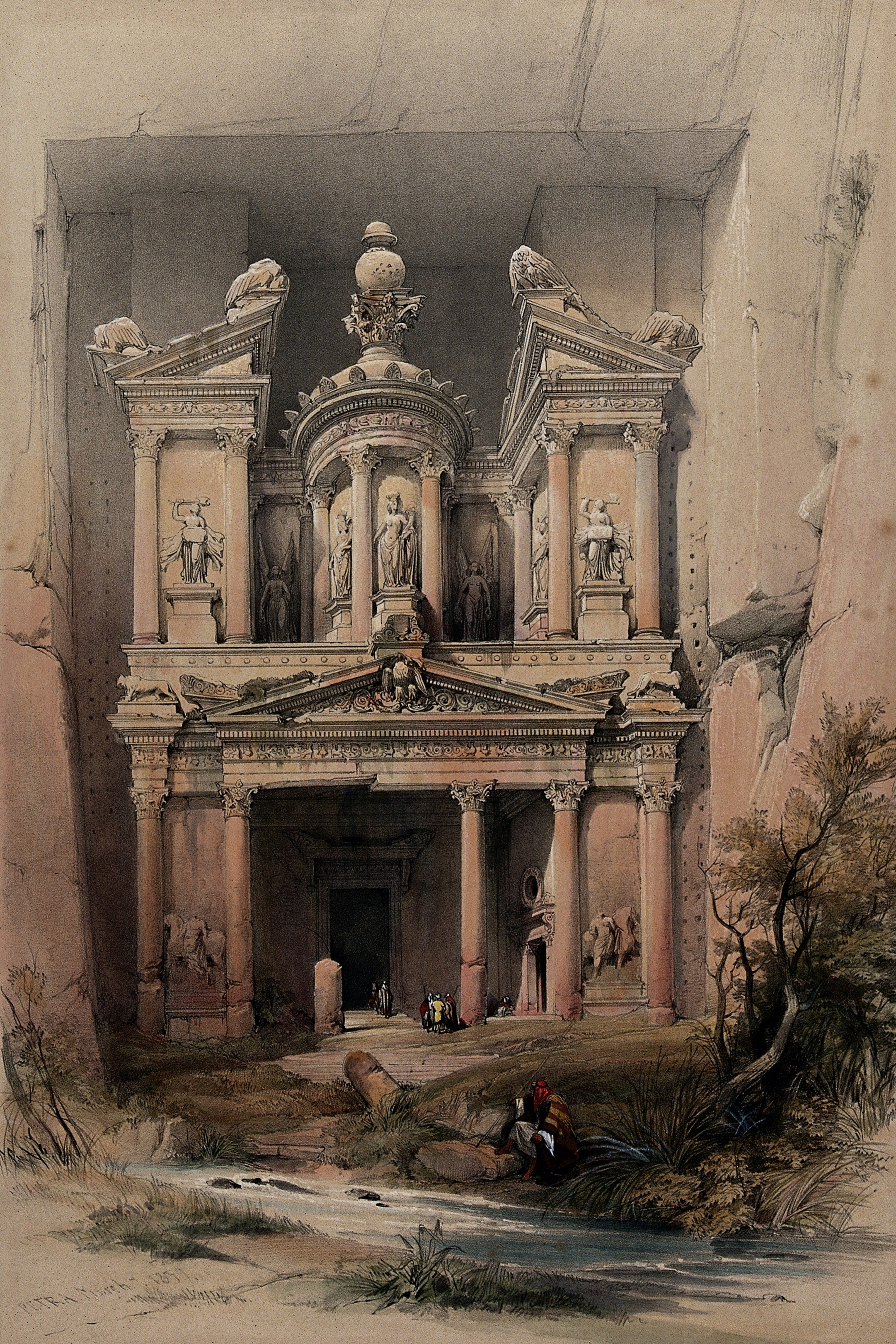
92. Tesoro de Petra.
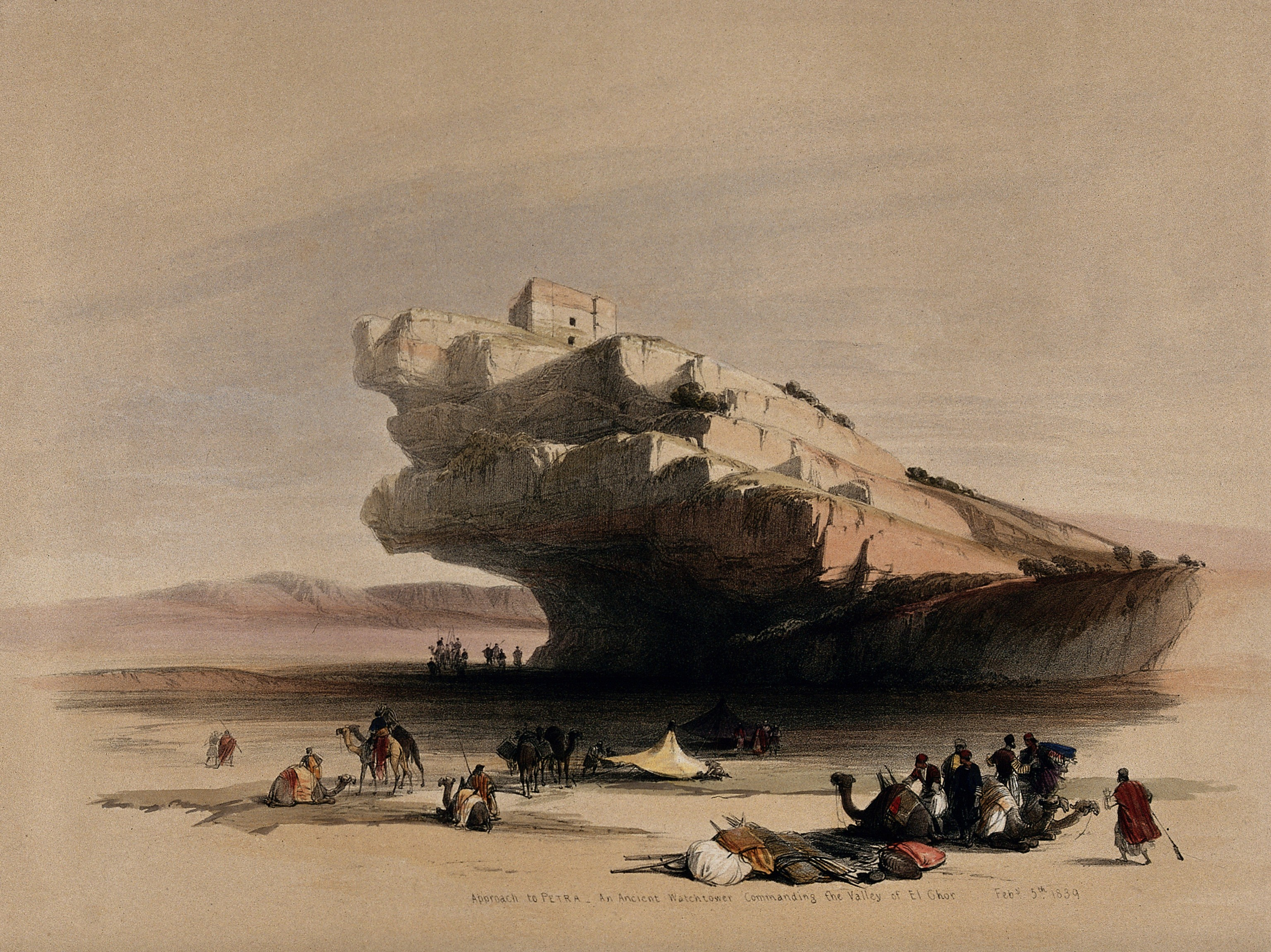
93. Antigua Torre de Vigilancia.
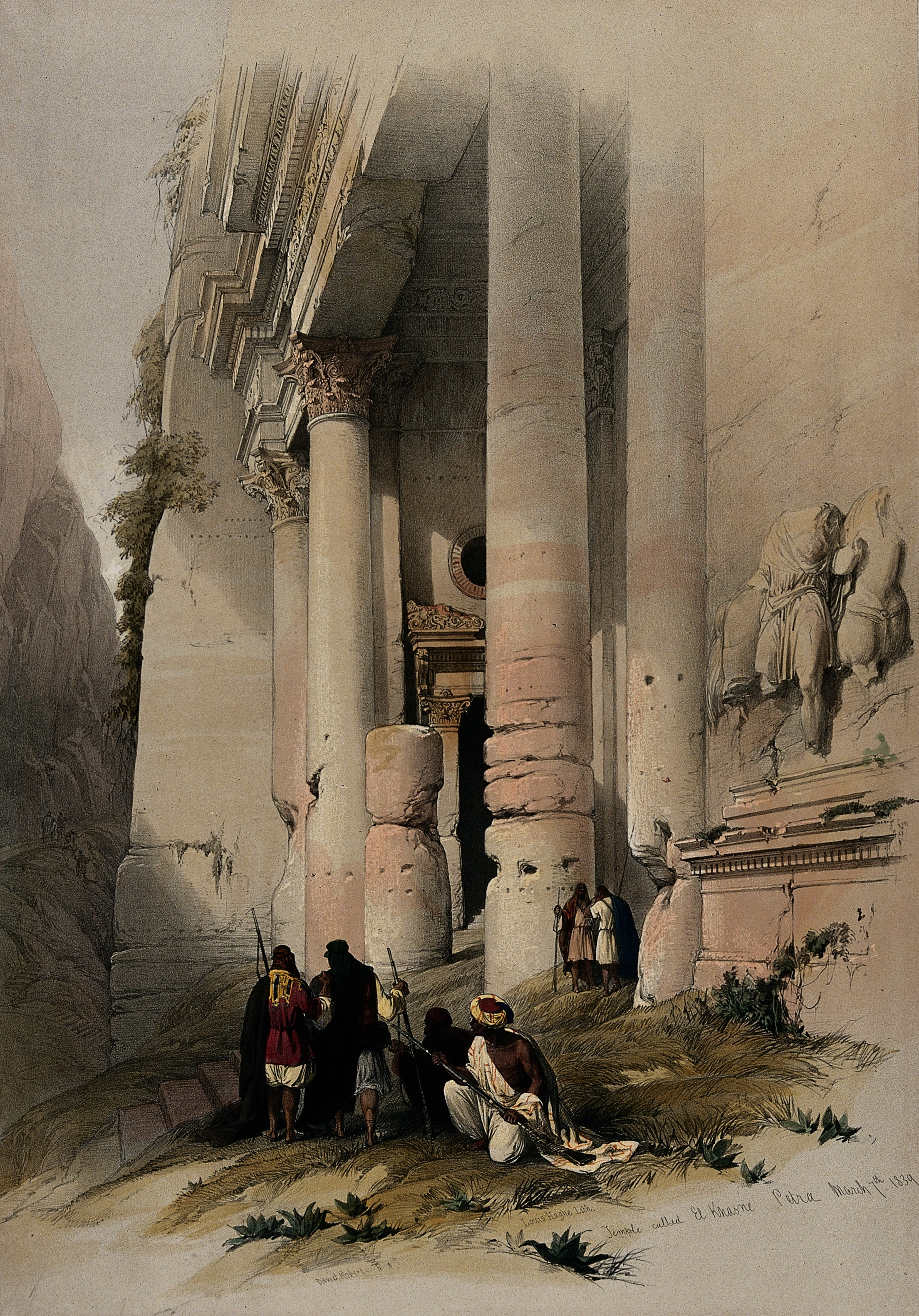
94. Parte inferior de el Tesoro de Petra.
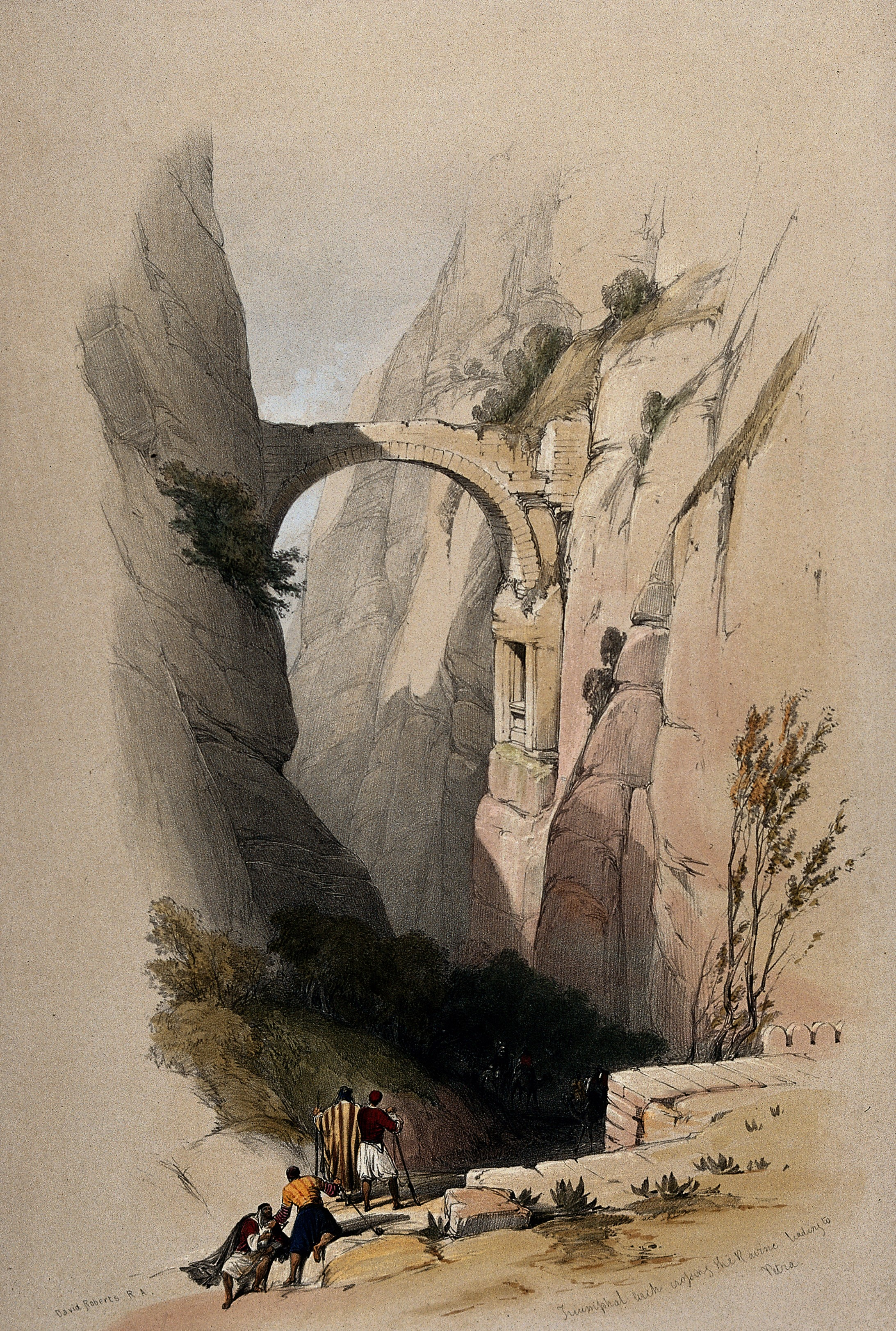
95. El arco sobre el barranco, Petra.
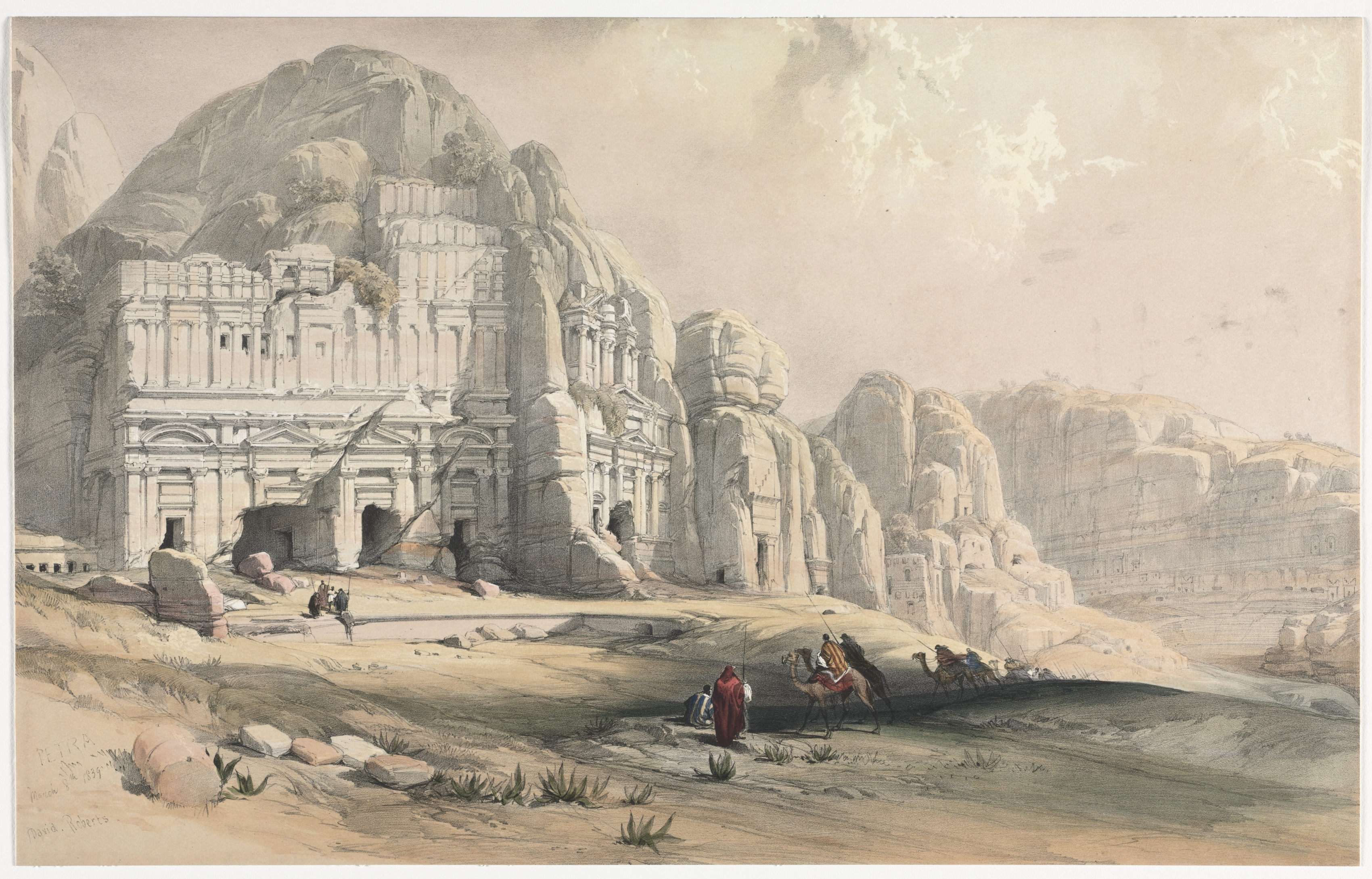
96. Petra, mostrando el extremo superior u oriental del valle.
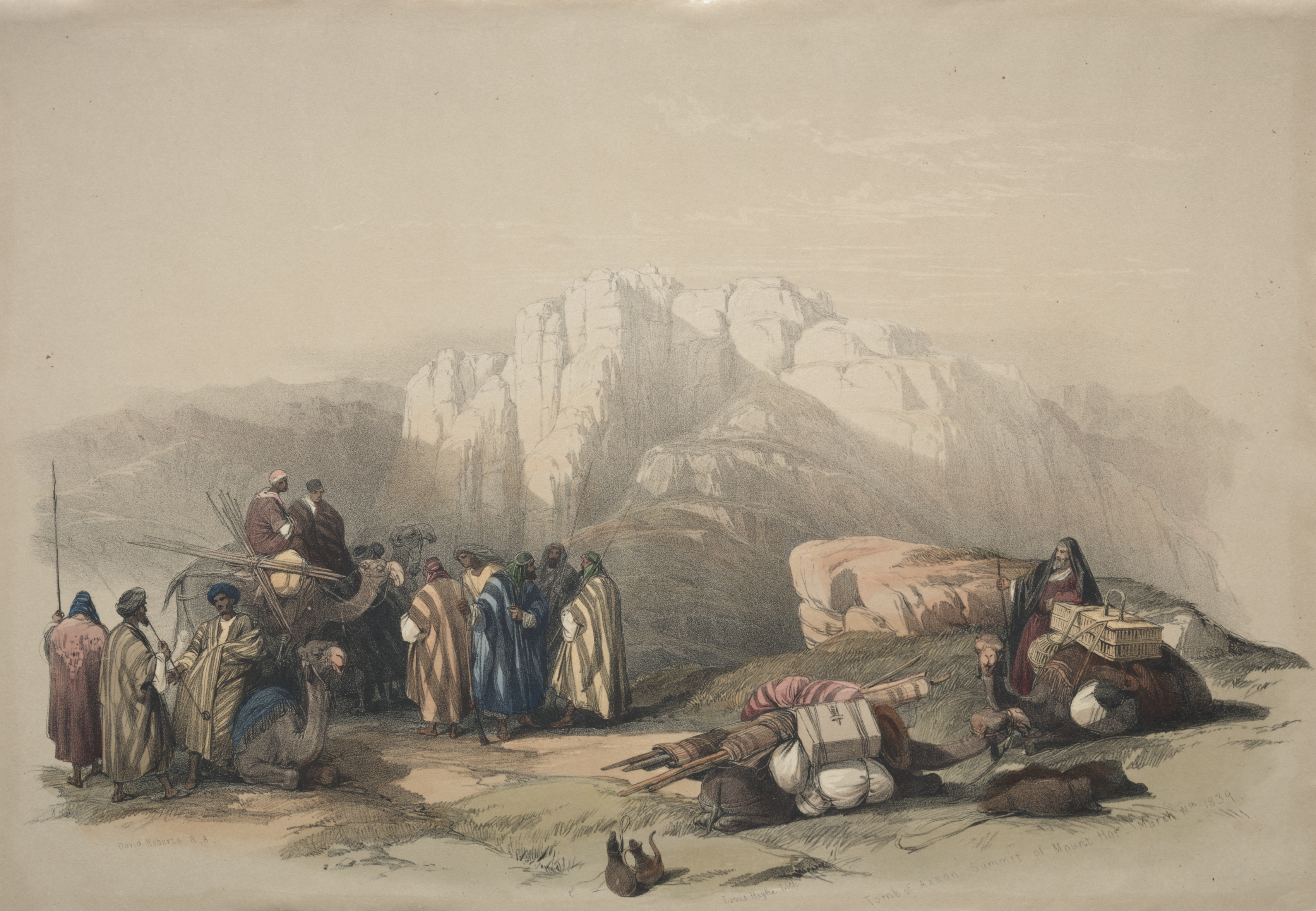
97. Tumba de Aarón, cima del monte Horeb.
98. El Teatro, Petra.
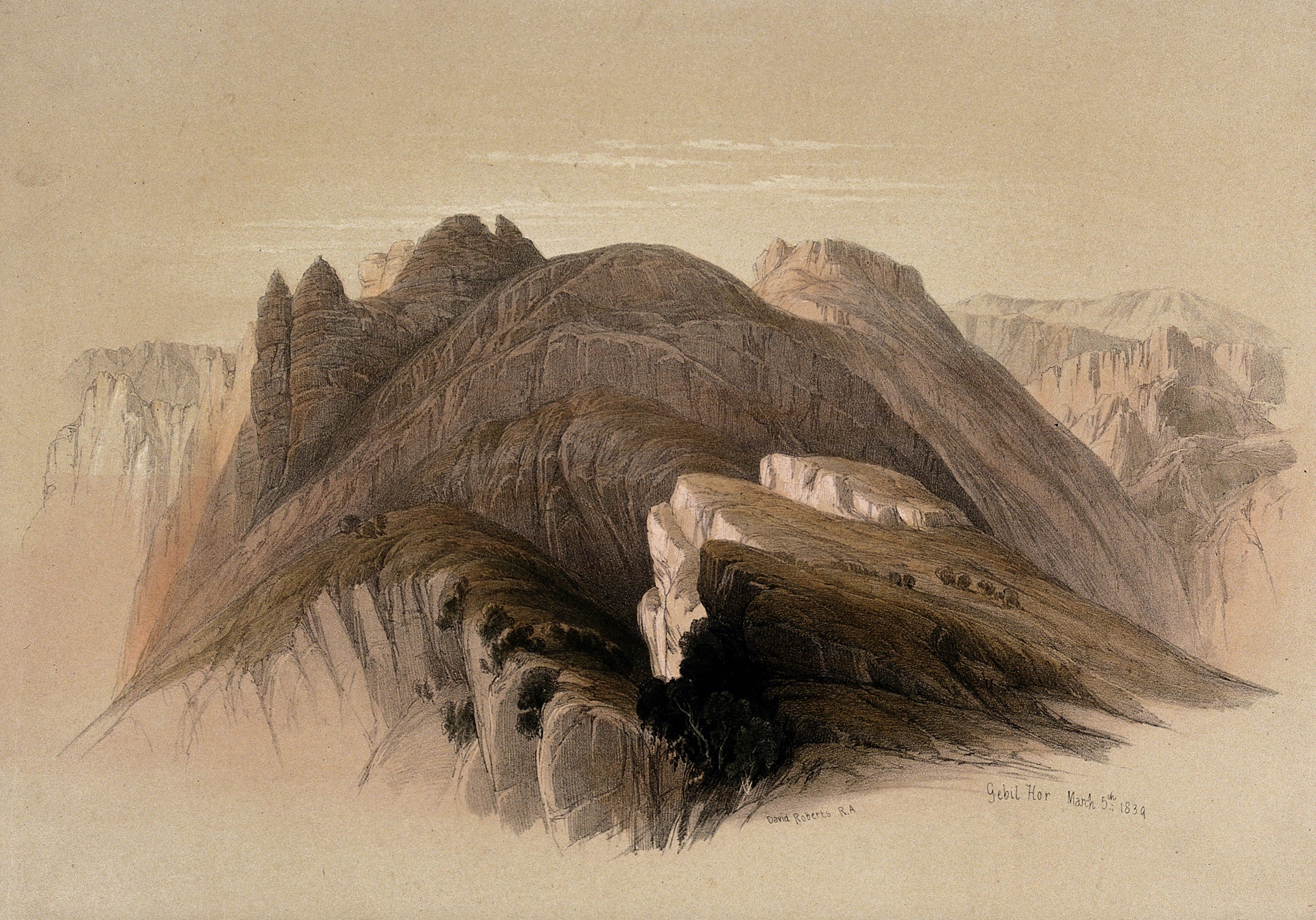
99. Monte Hor, desde los acantilados que rodean Petra.
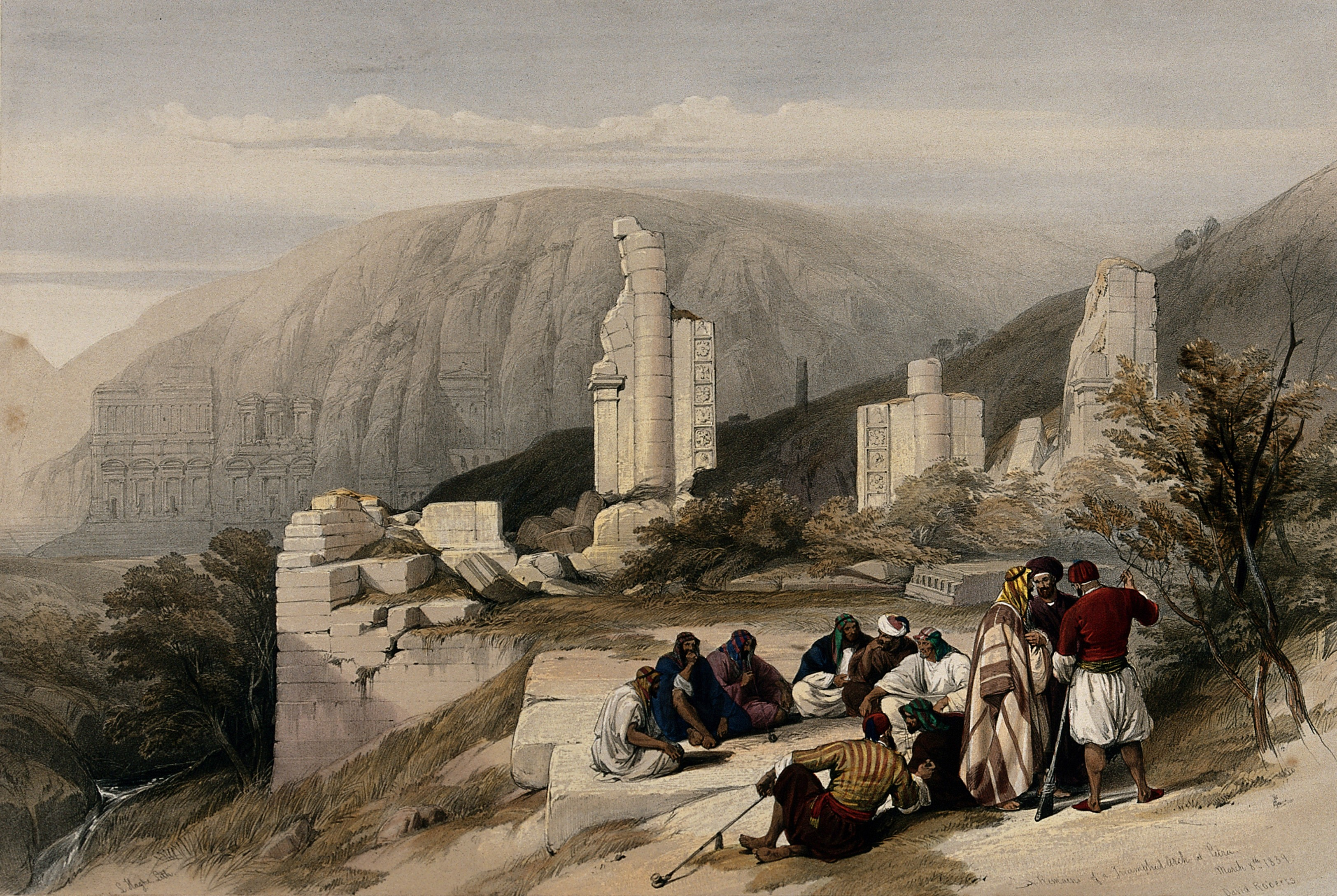
100. Restos de un arco de triunfo en Petra.
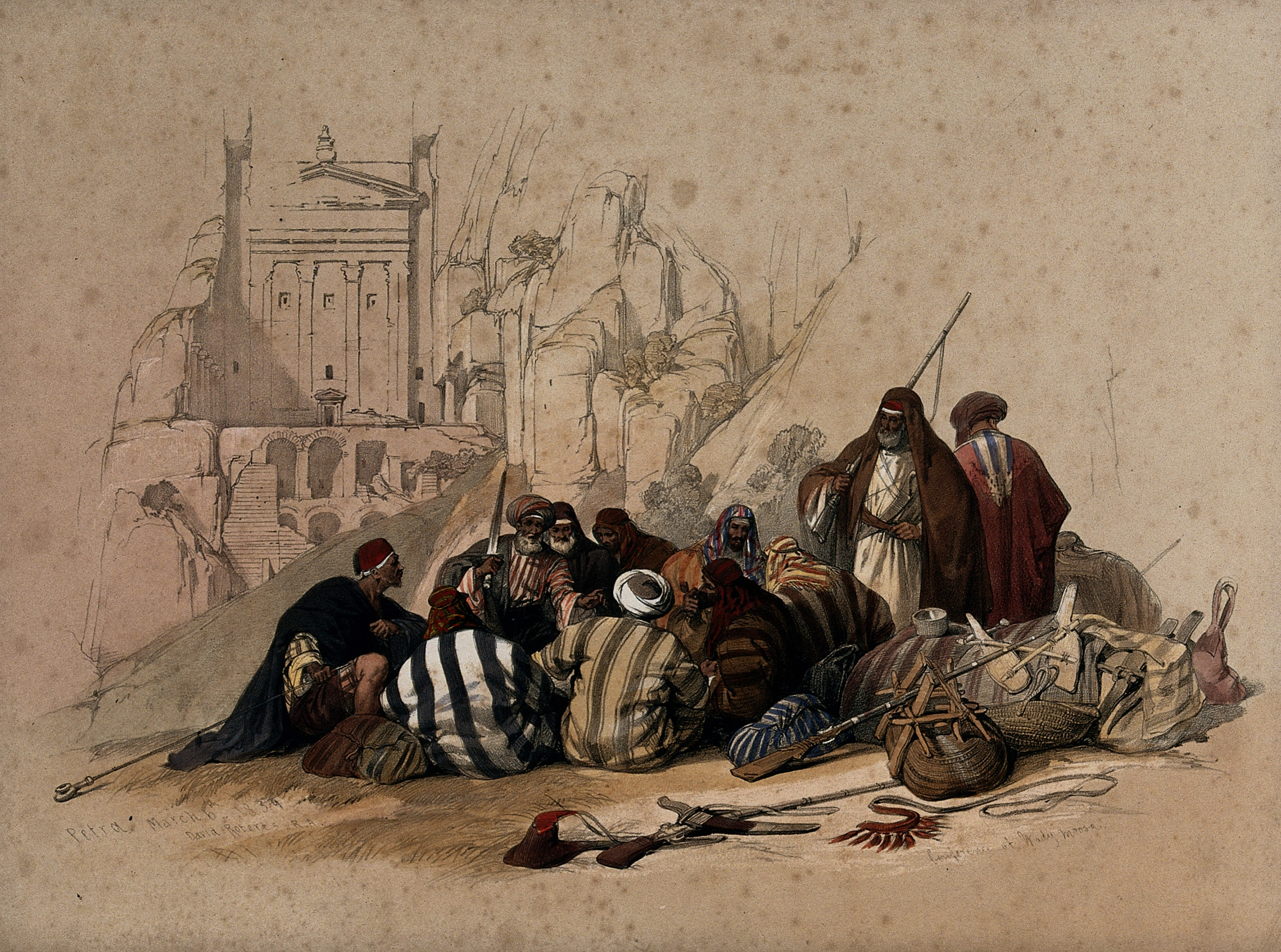
101. Reunión de árabes.
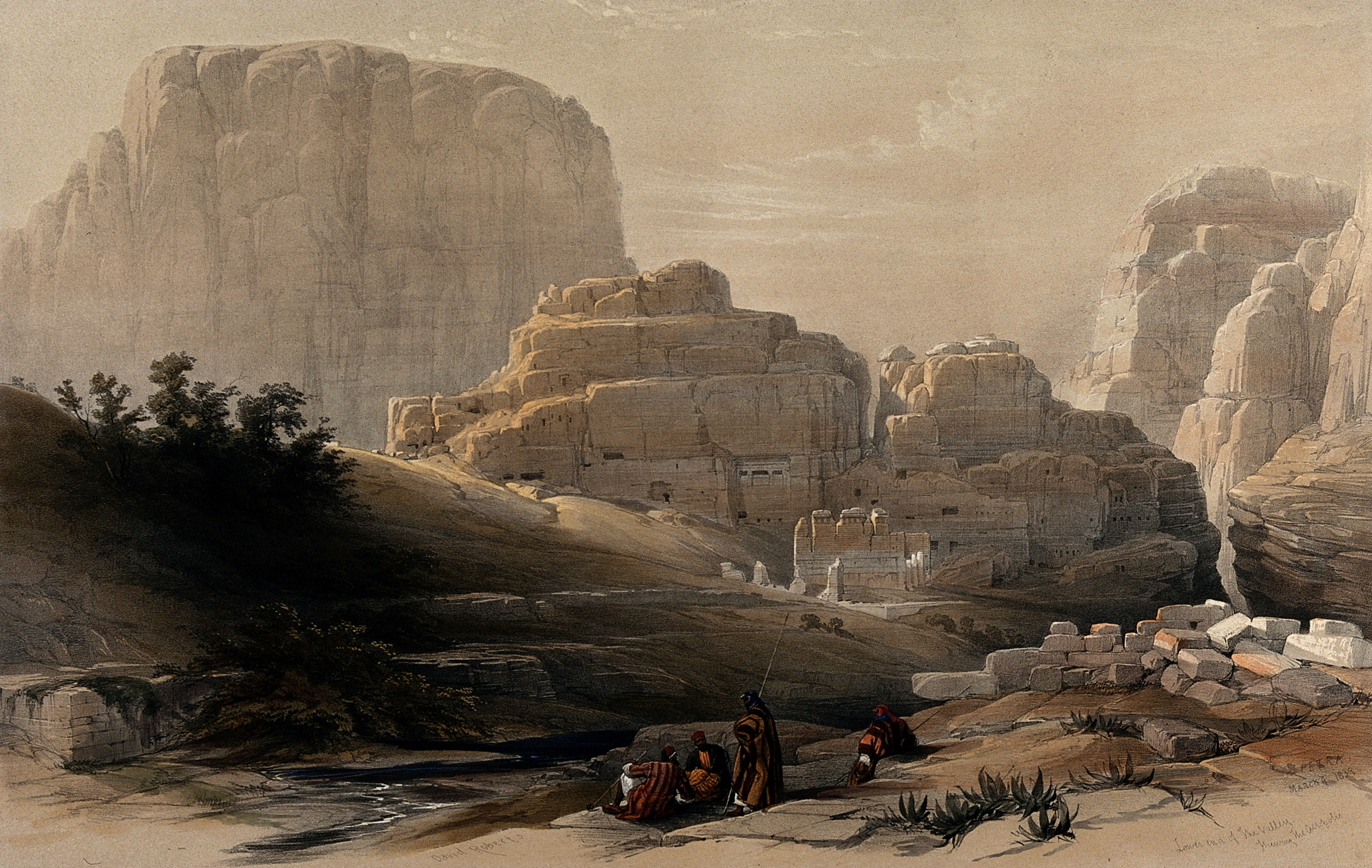
102. La Acrópolis (Kusr Faron) Extremo inferior del valle.
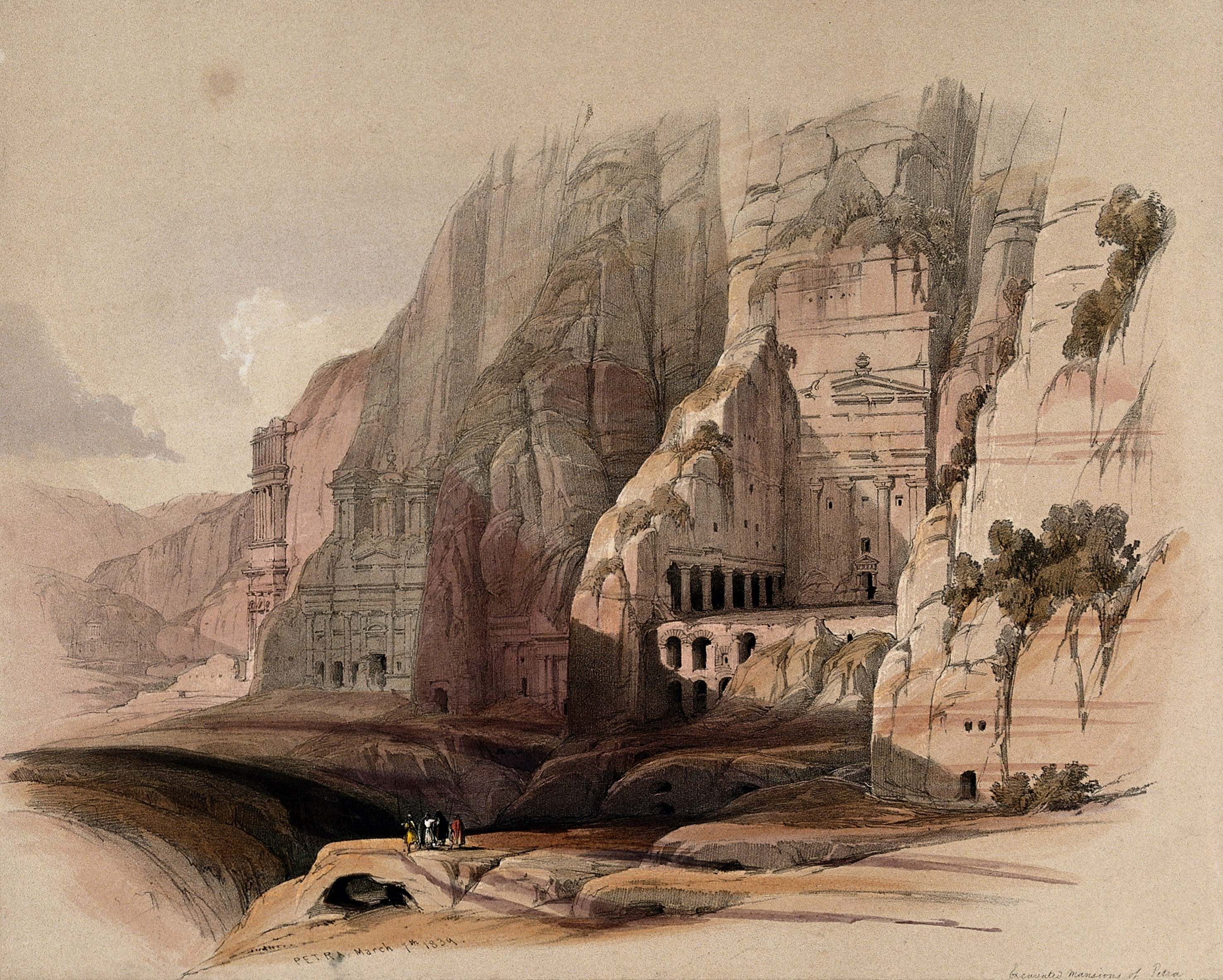
Excavaciones en el extremo oriental del valle, Petra.103.
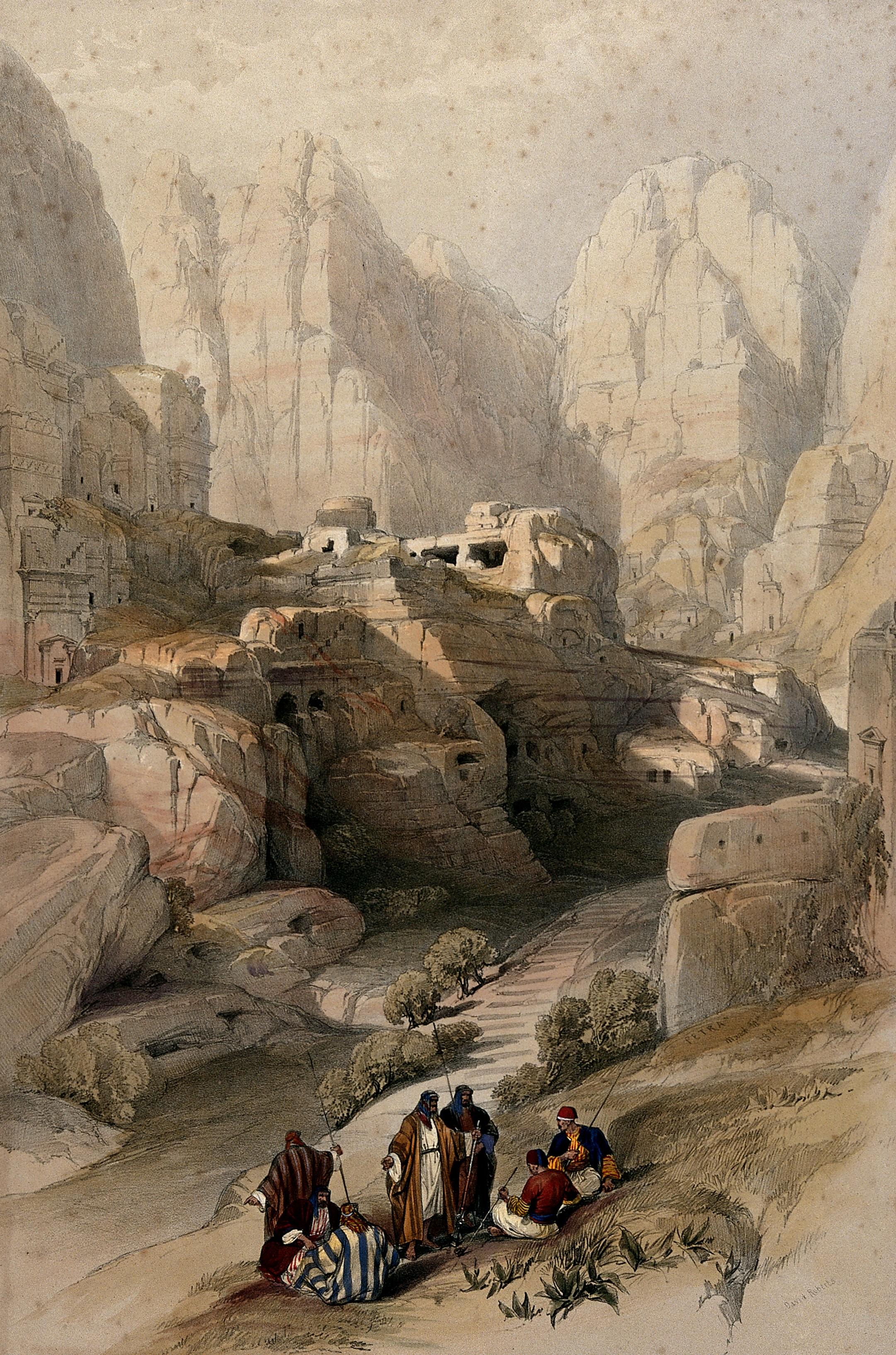
104. El Barranco, Petra.
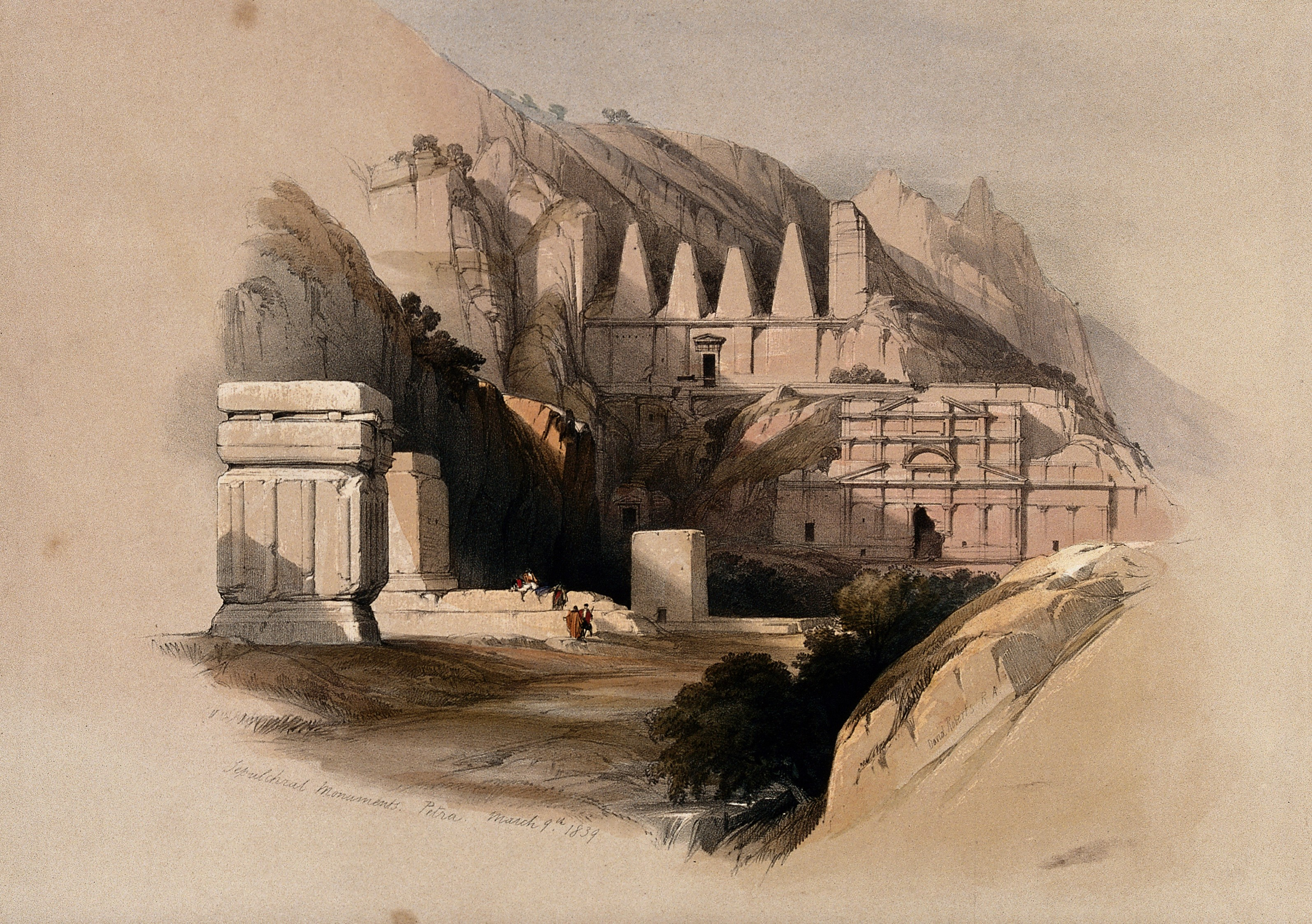
105. La Necrópolis.
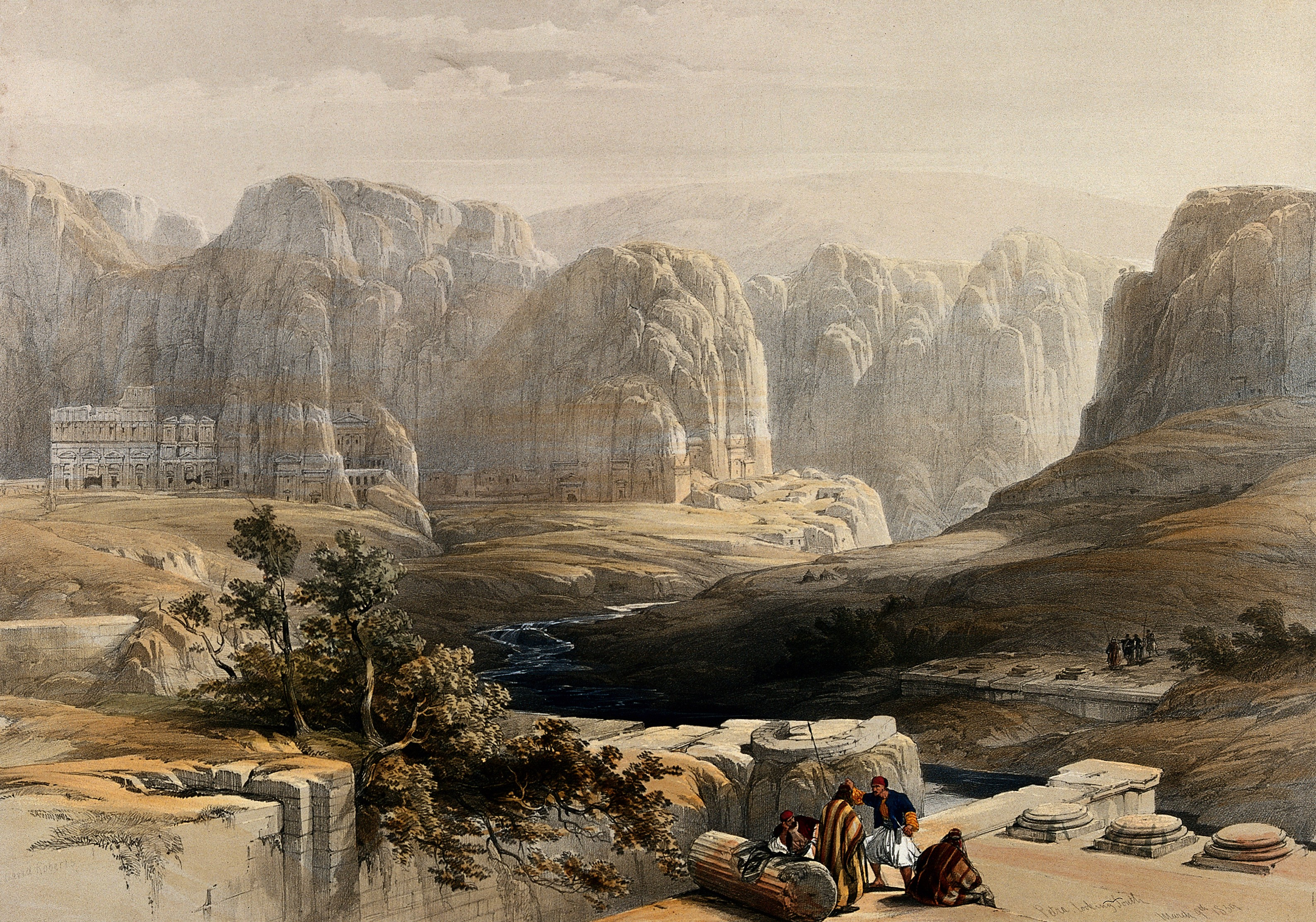
106. Emplazamiento de Petra, Sur.
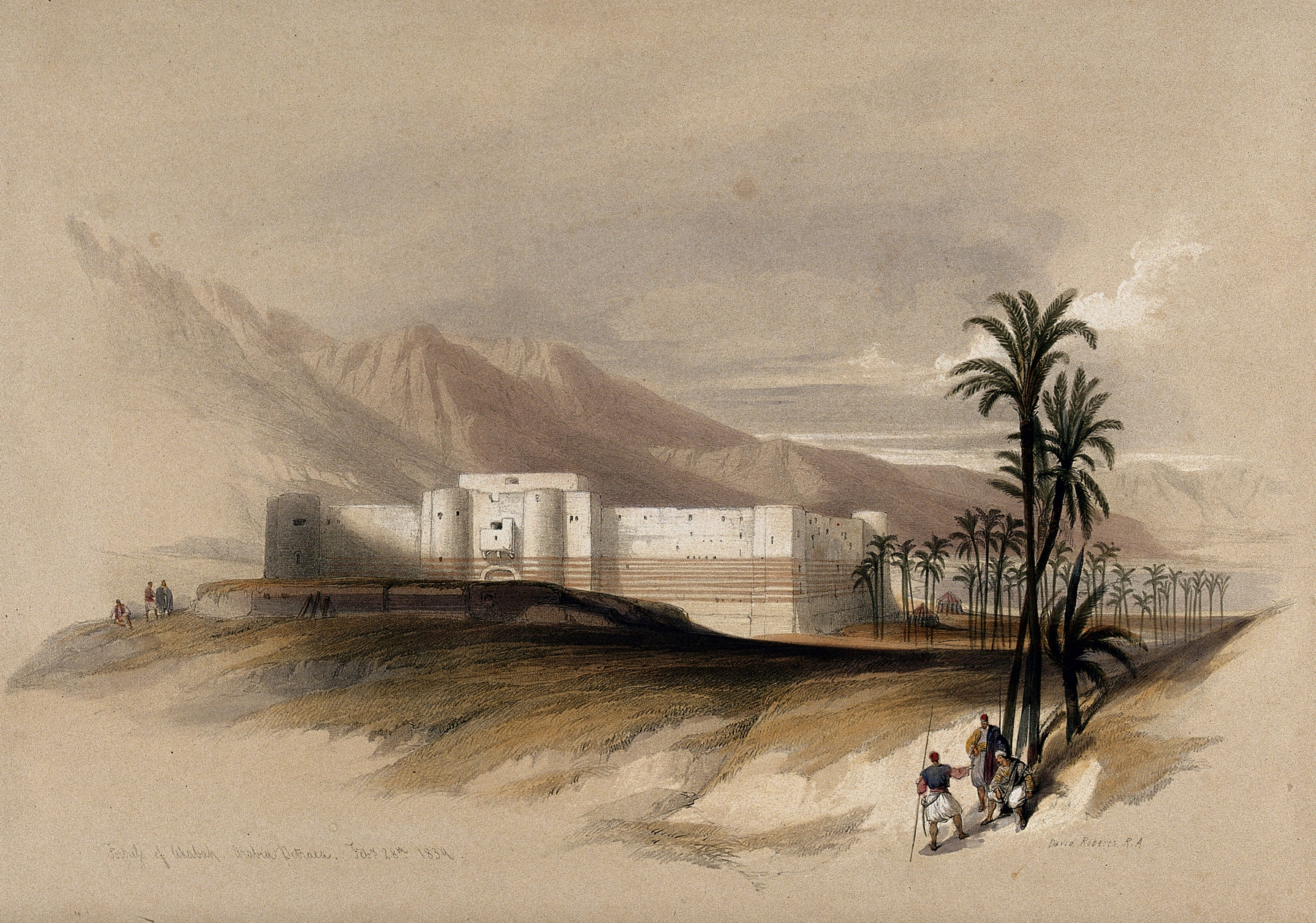
107. Fortaleza de Áqaba, Arabia Petraea.
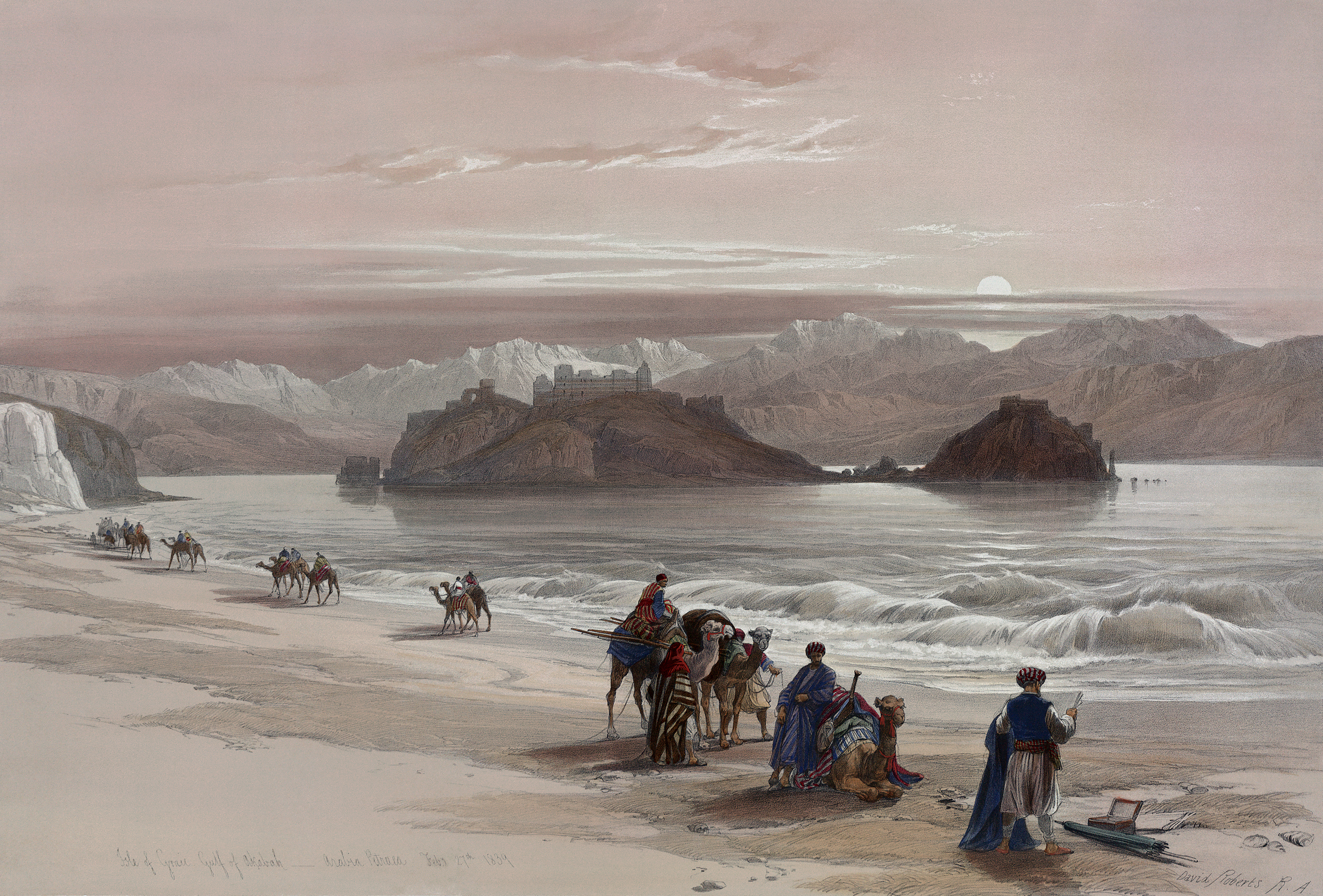
108. Isla del Faraón, Golfo de Ácaba
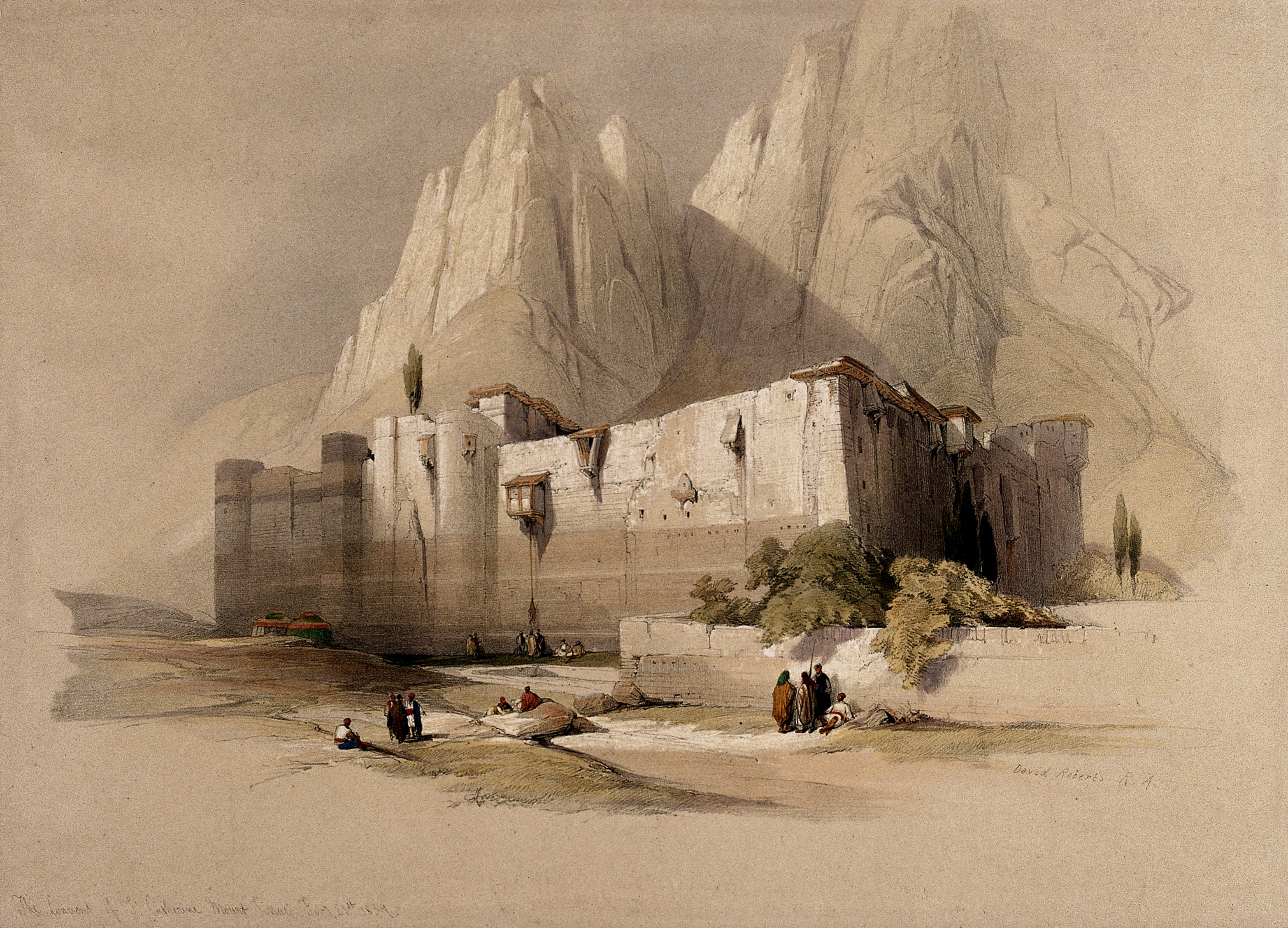
109. Convento de santa Catalina, Monte Sinaí.
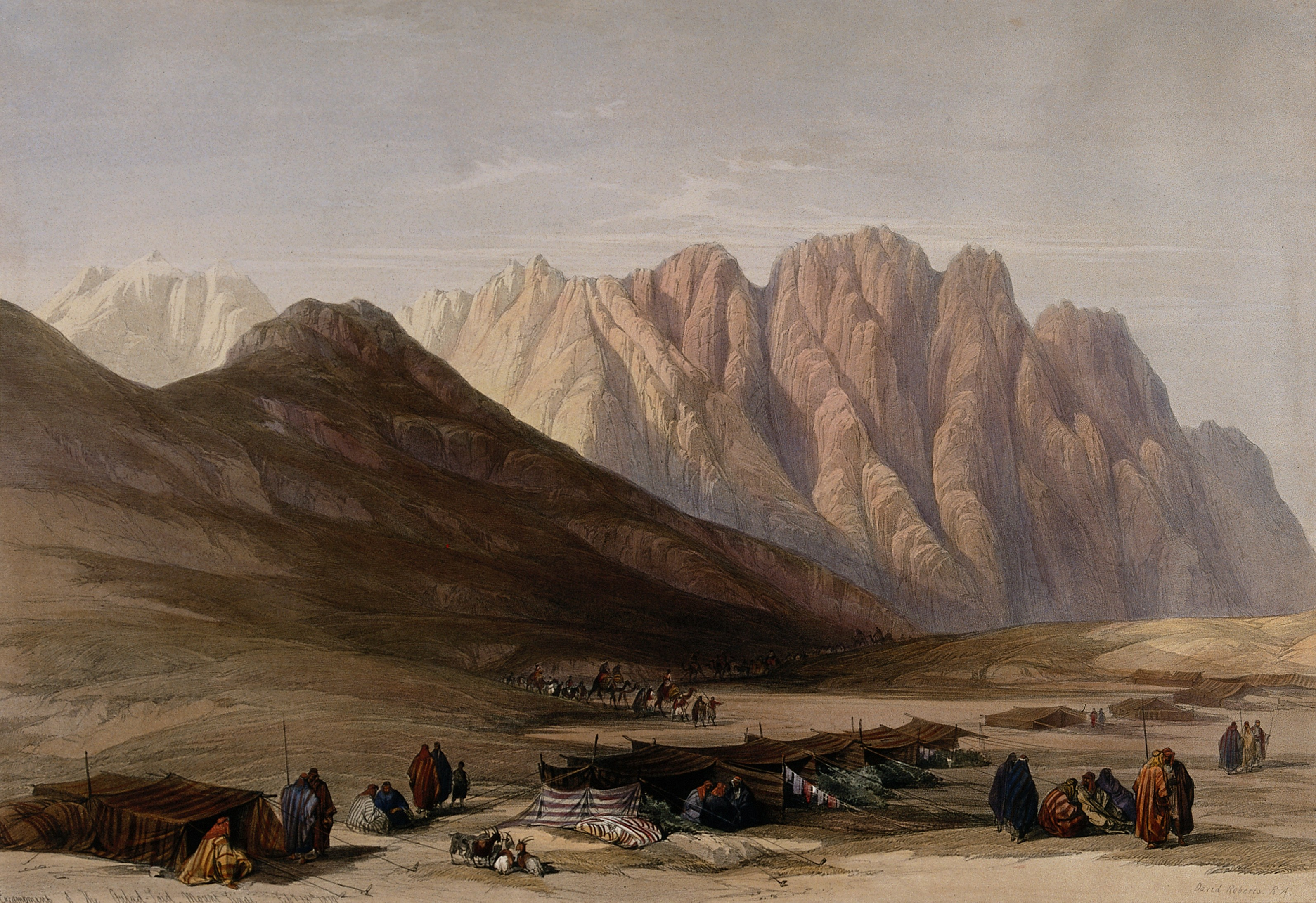
110. Campamento de los Oulad-Said, Monte Sinaí.
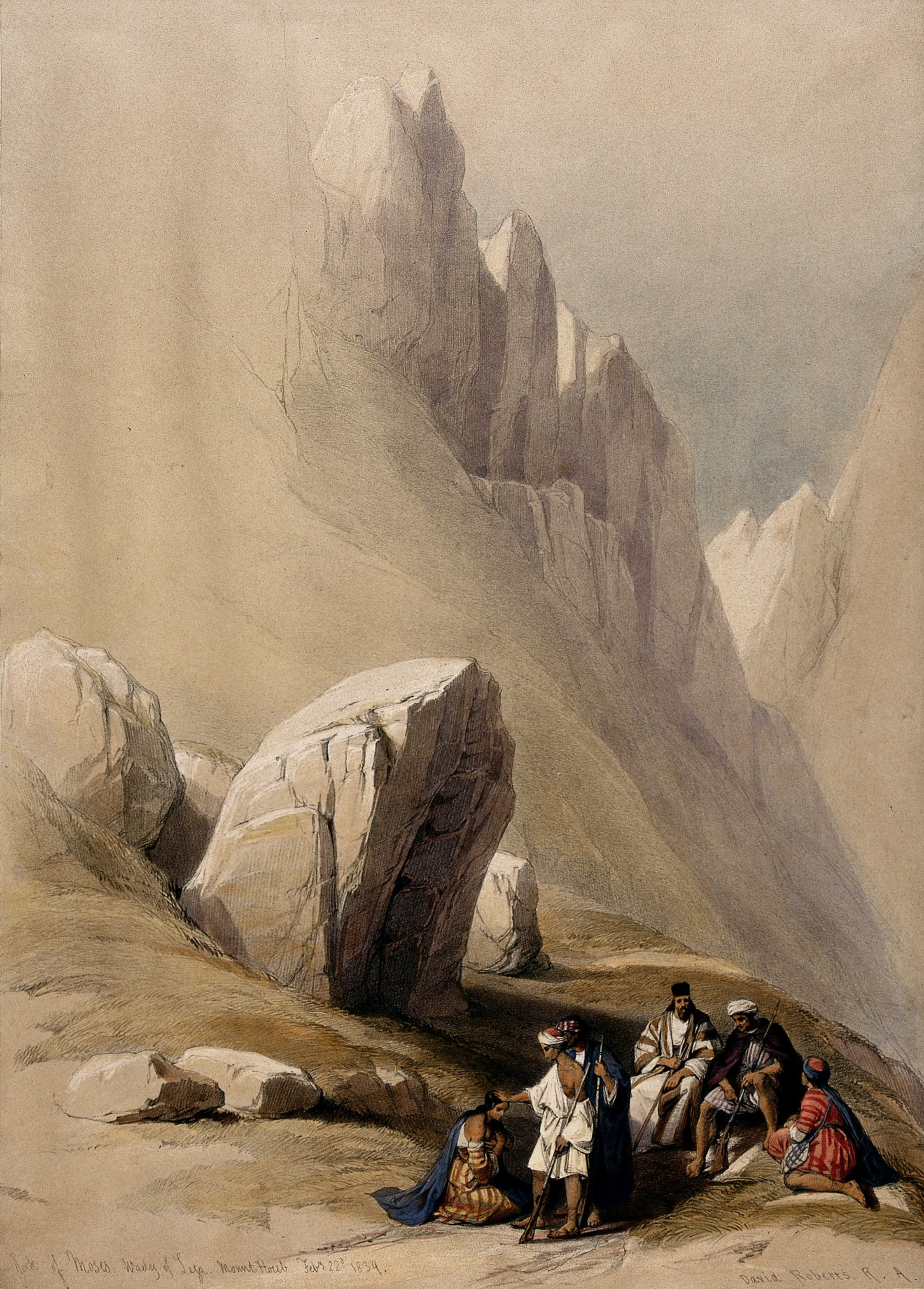
111. Roca de Moisés, Wady el-Leja, Monte Horeb.
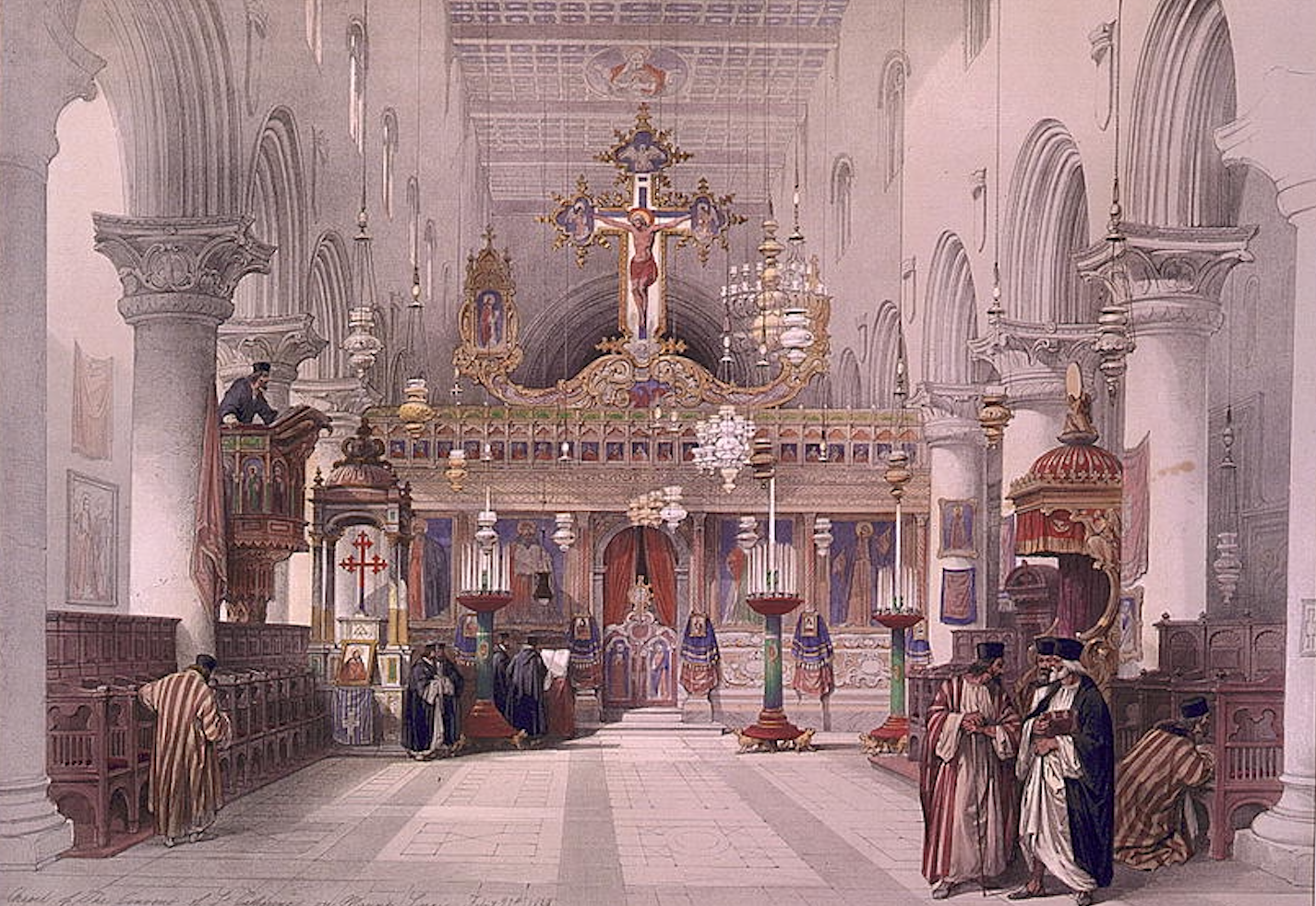
112. Capilla del Convento de santa Catalina.
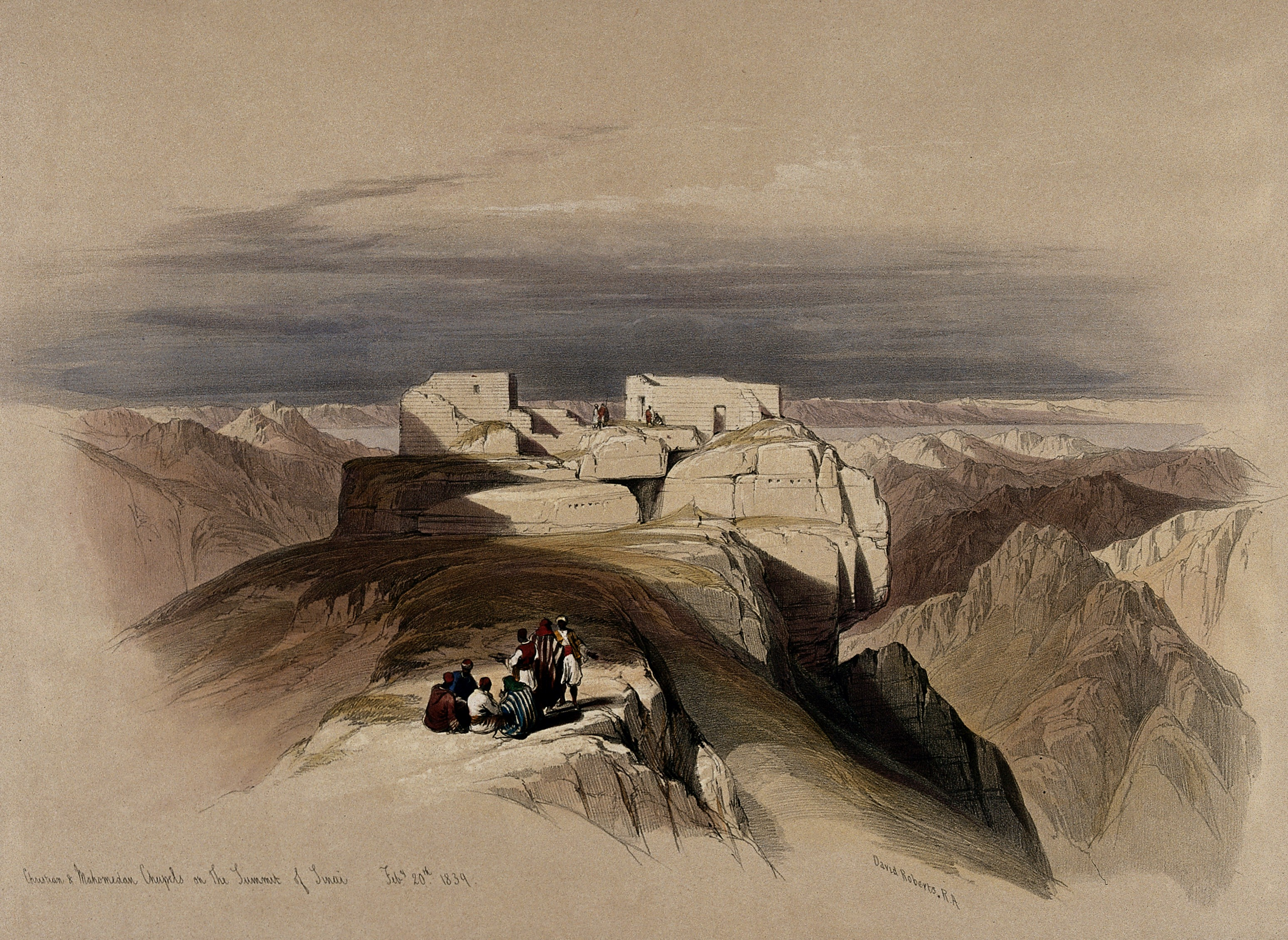
113. Las capillas cristianas y mahometanas del Monte Sinaí.
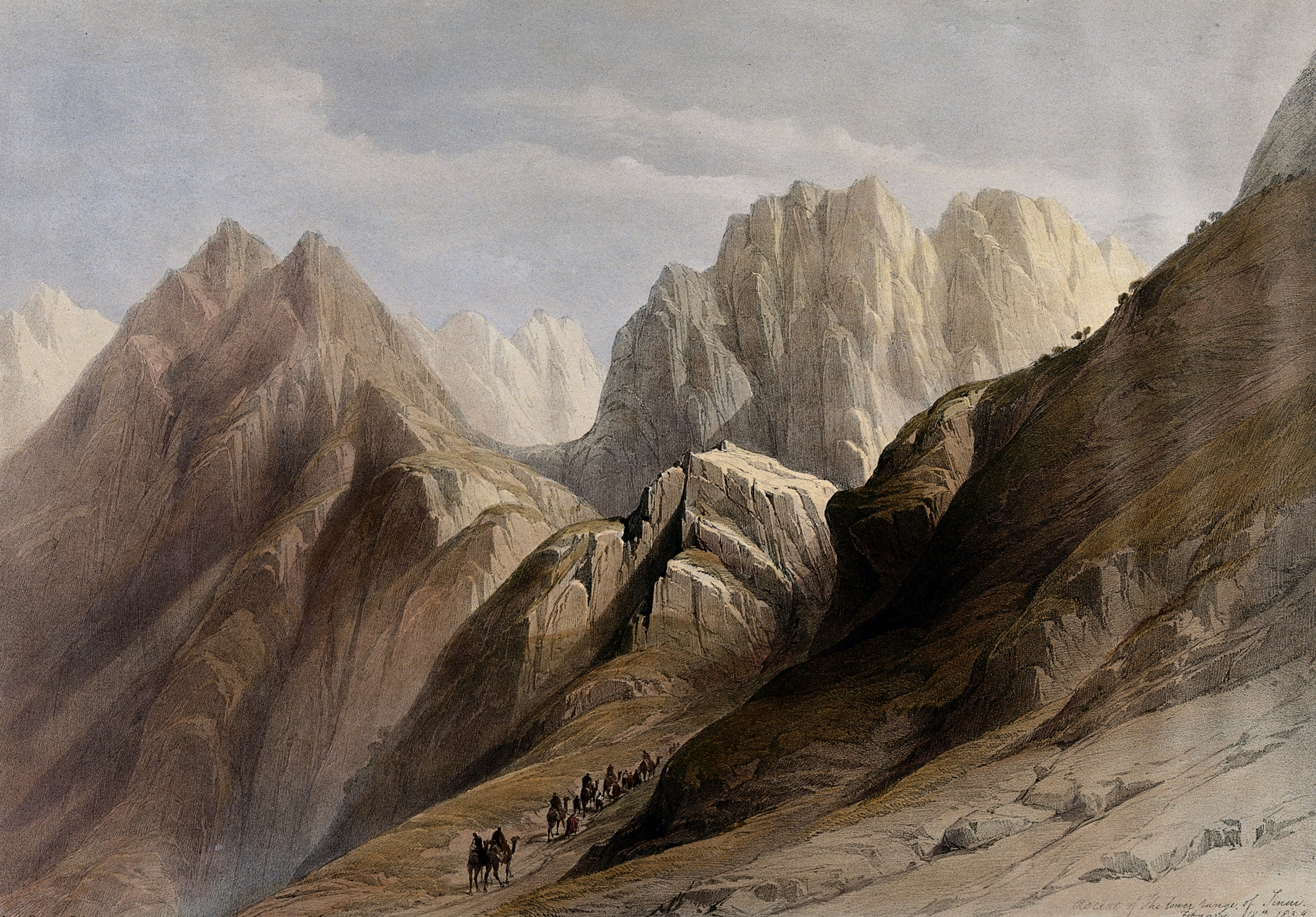
114. Ascenso a la cordillera inferior del Sinaí.
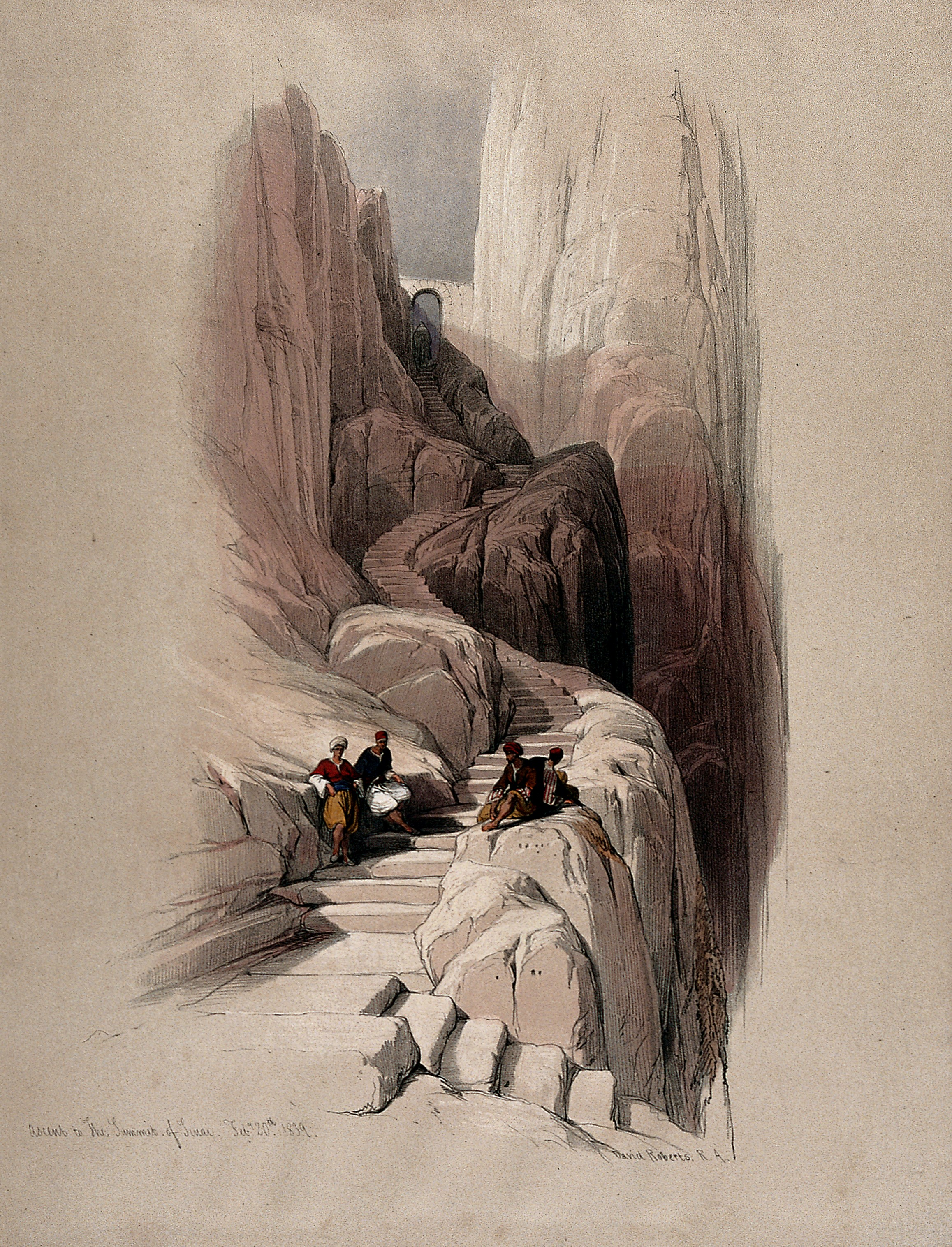
115. Ascenso a la cima del monte Sinaí.
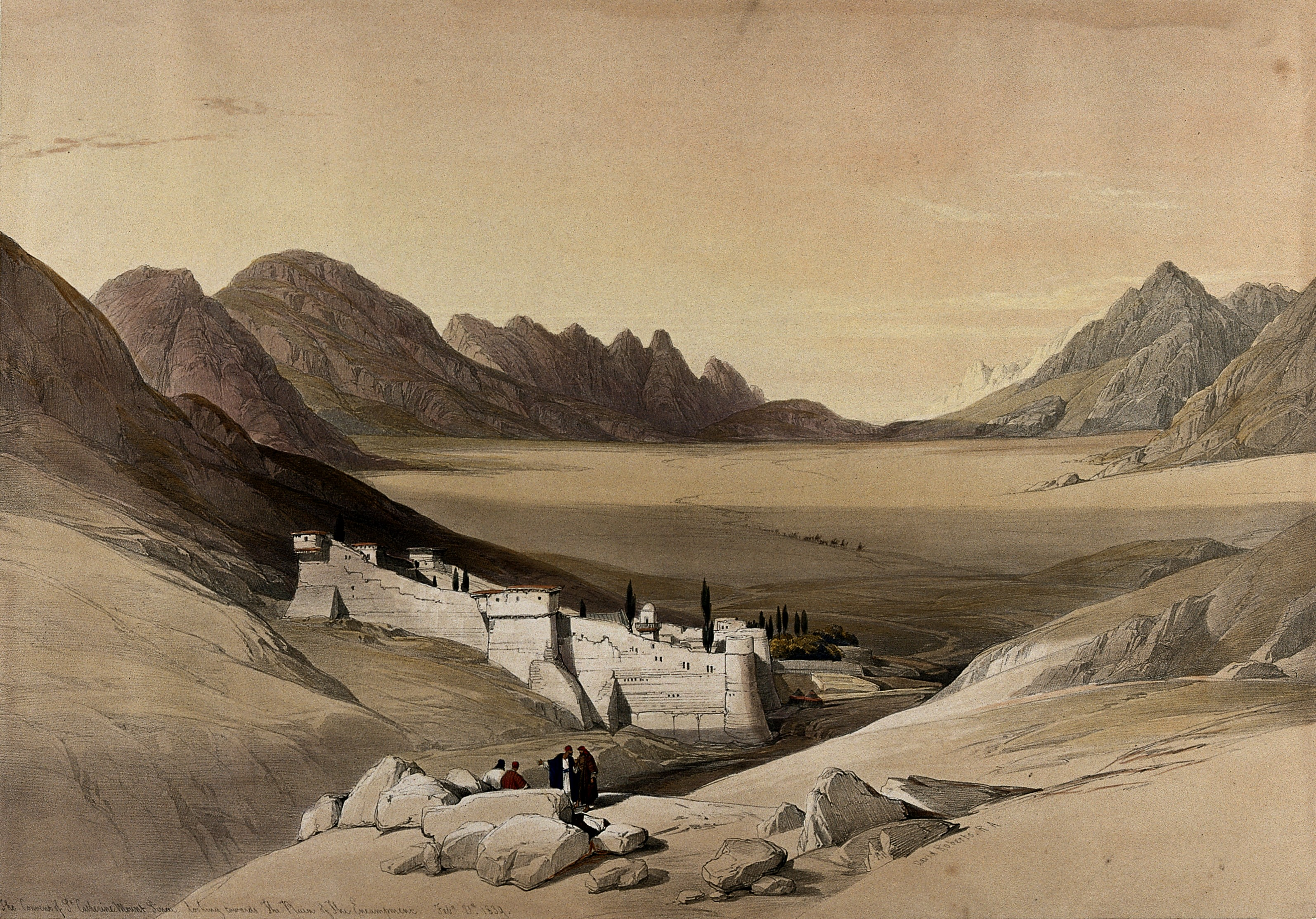
116. Convento de santa Catalina, Monte Sinaí.
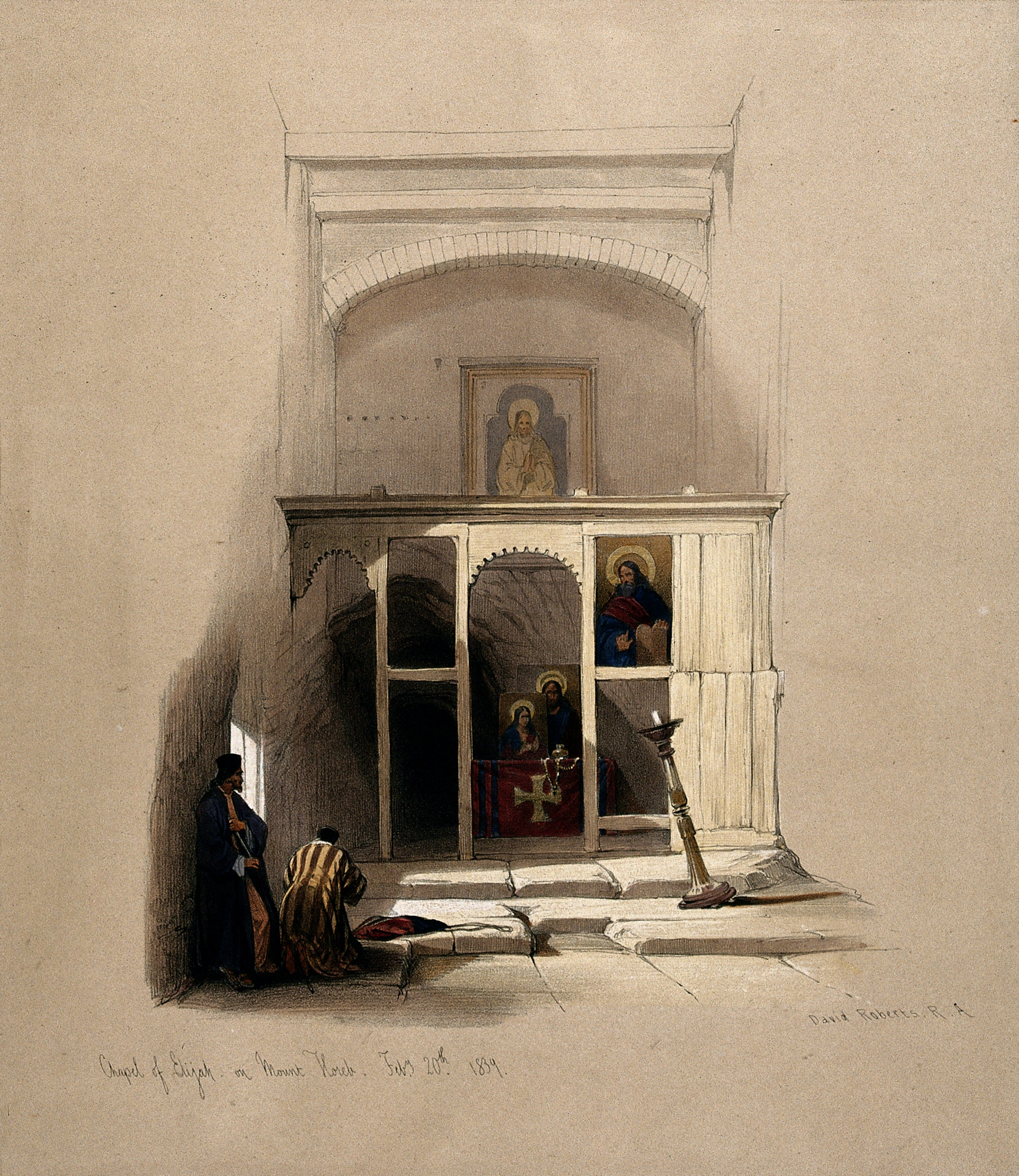
117. Capilla de Elías, Monte Sinaí.
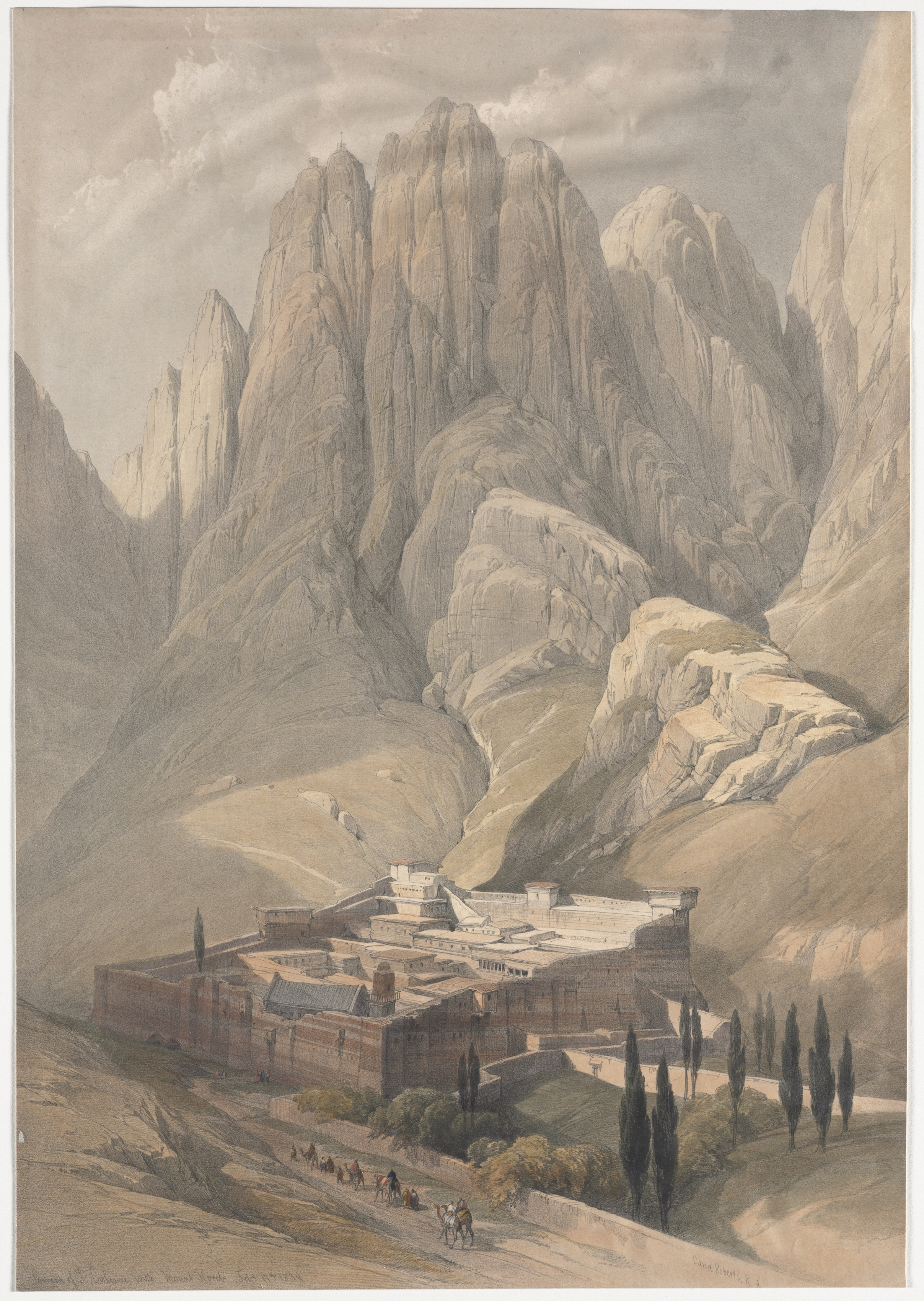
118. Convento de Santa Catalina, con el Monte Horeb.
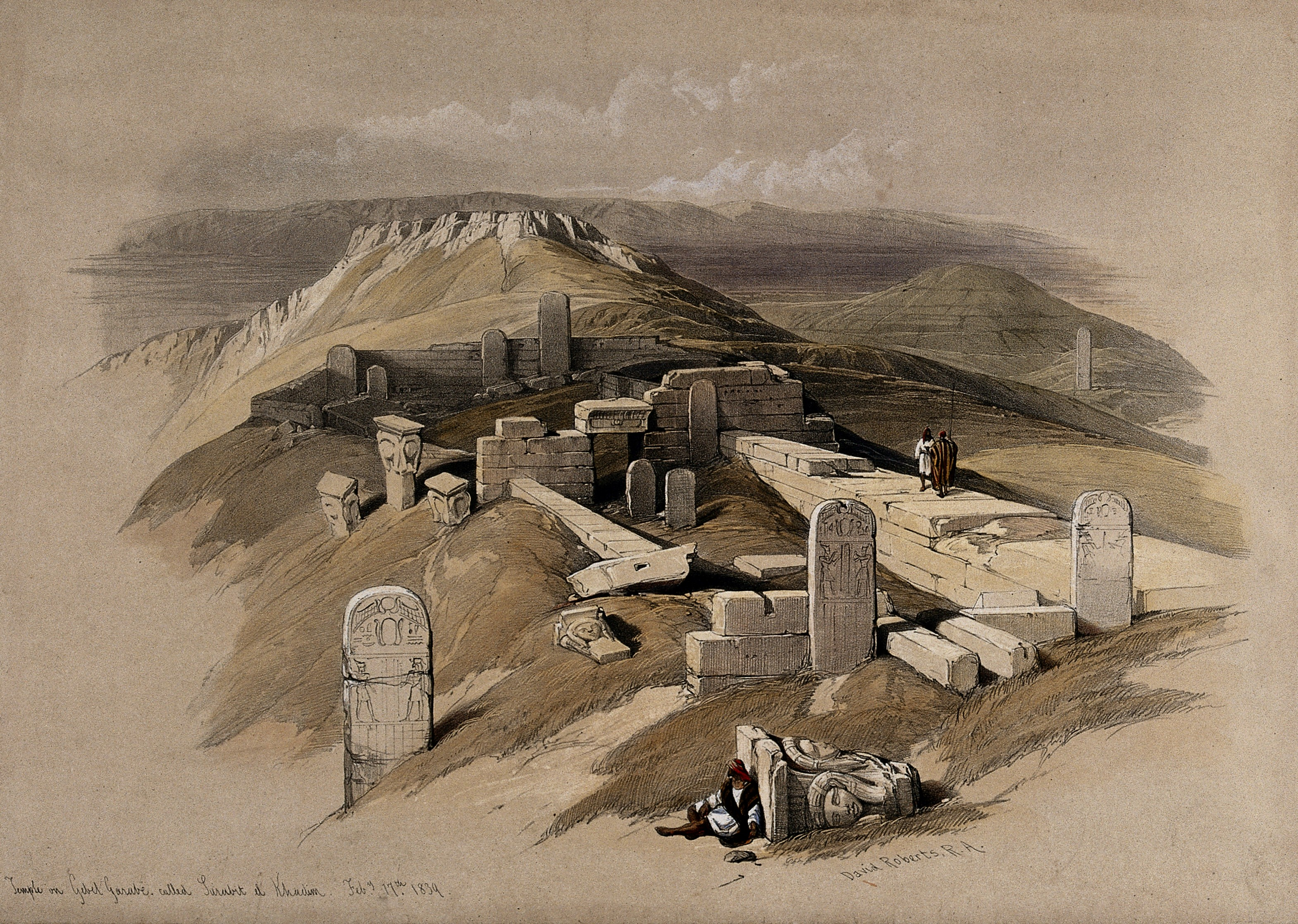
119. Antiguo templo egipcio en Gebel Garabe, conocido como Serabit al-Khadim
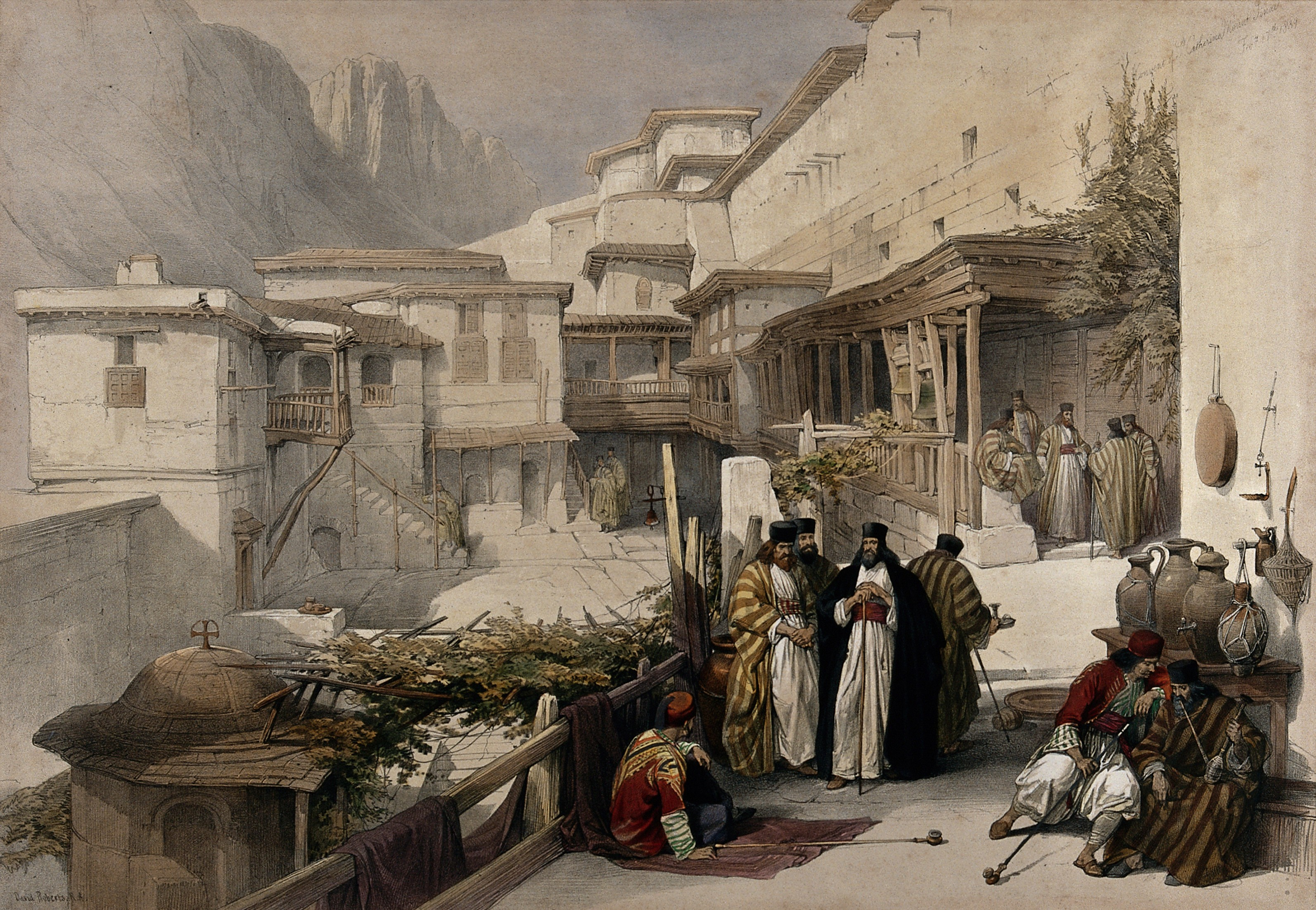
120. Patio principal del Convento de santa Catalina.
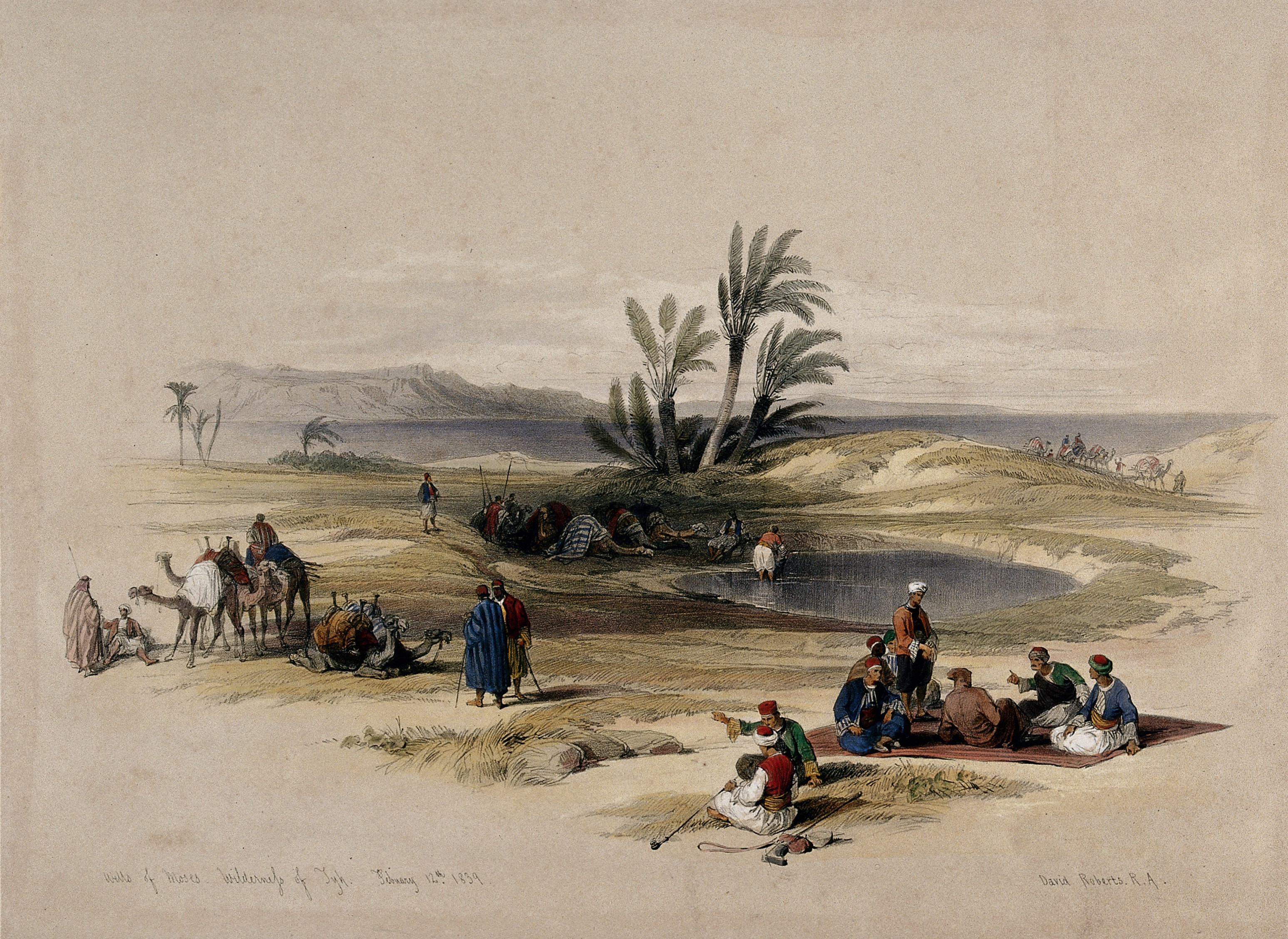
121. Ayun Musa - Los pozos de Moisés, desierto de Tyh.
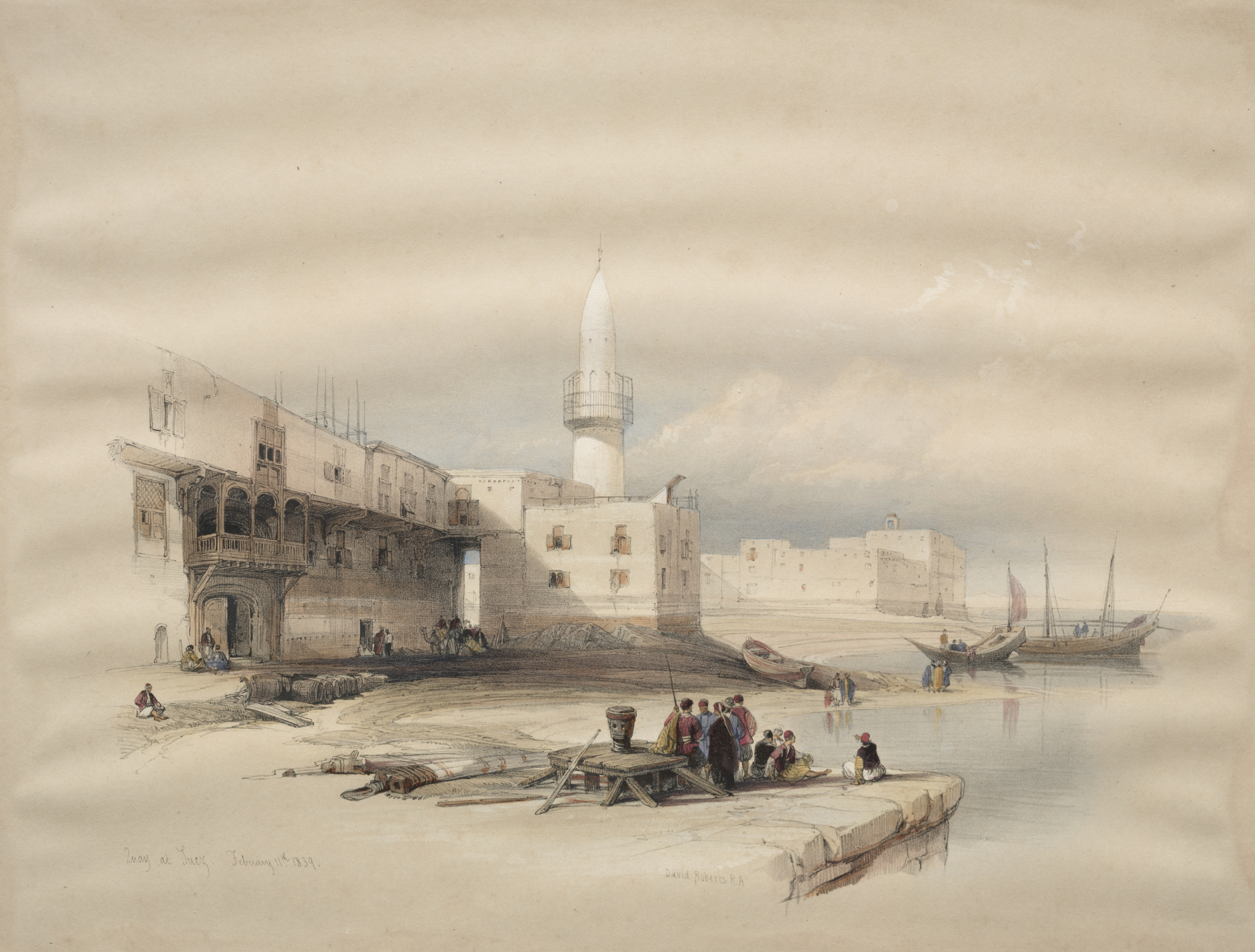
123. Escena en el muelle de Suez.
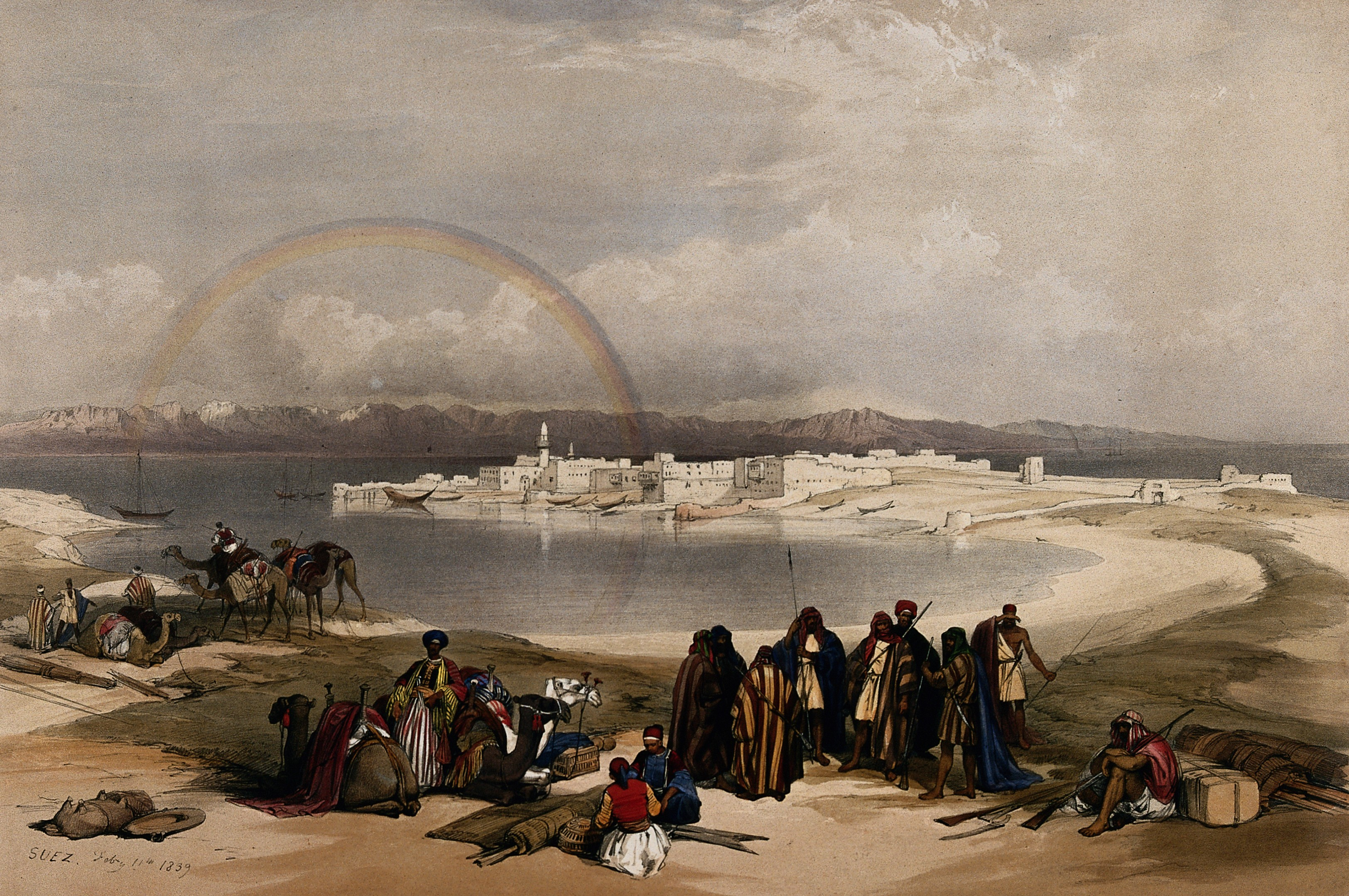
124. Suez. Vista general.
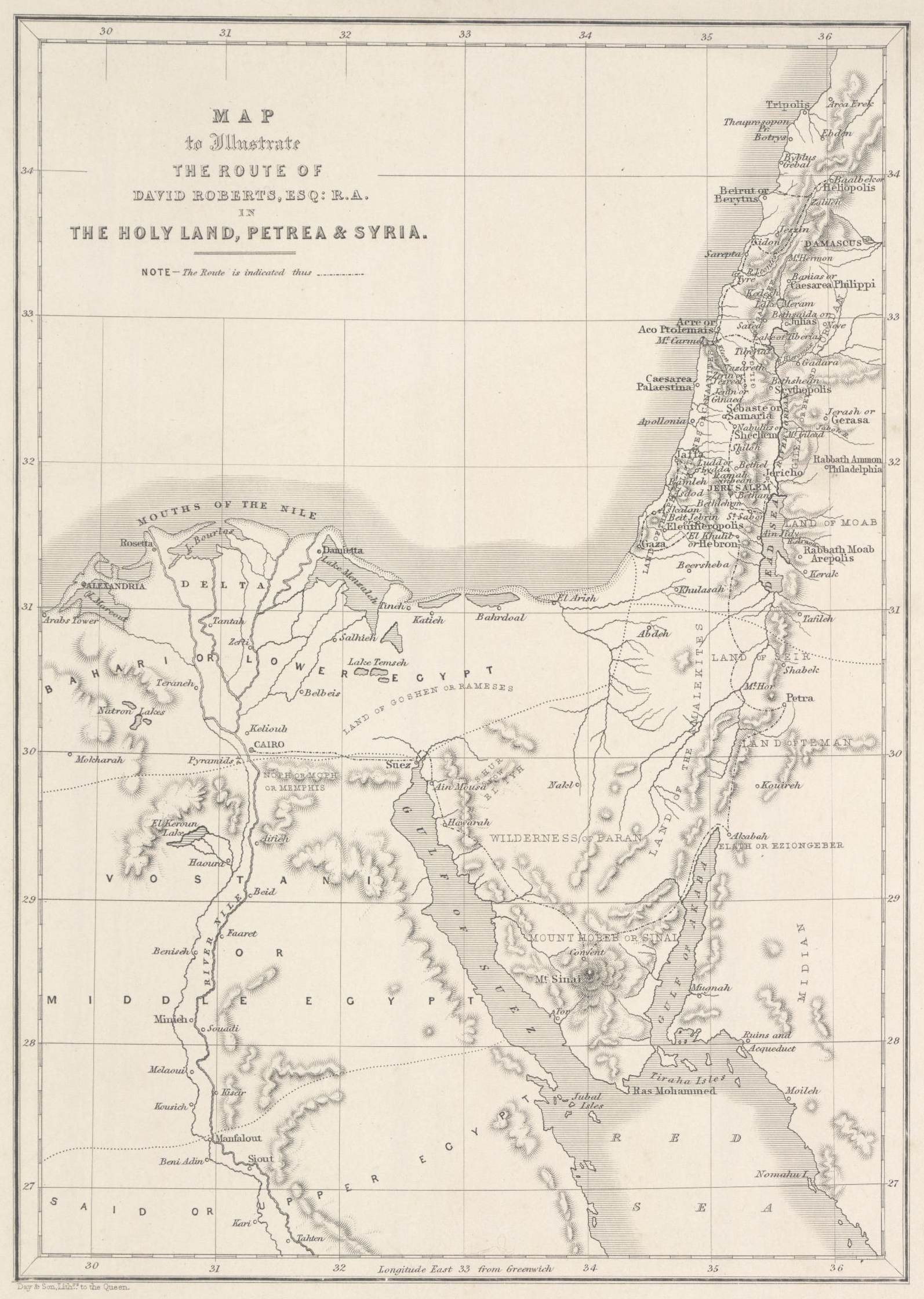
125. [Mapa] La ruta de David Roberts en Tierra Santa, Petra y Siria.

### Volumen 4
126. Frontispicio. Vista bajo el Gran Pórtico, Philoe. 127. Página de mosaico. Entrada al Gran Templo de Abu Simbel, Nubia.

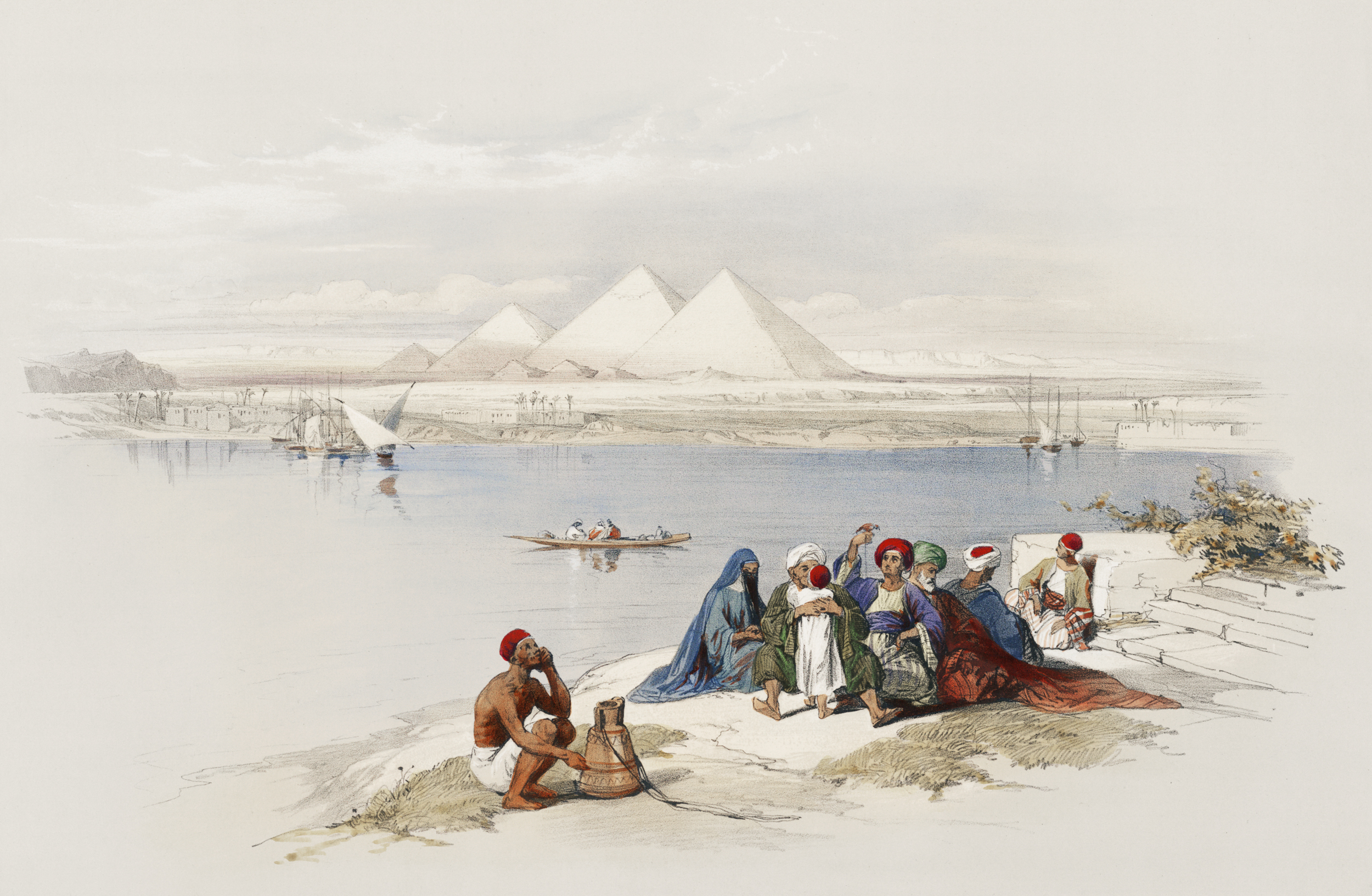
128. Pirámides de Gizeh, desde el Nilo.
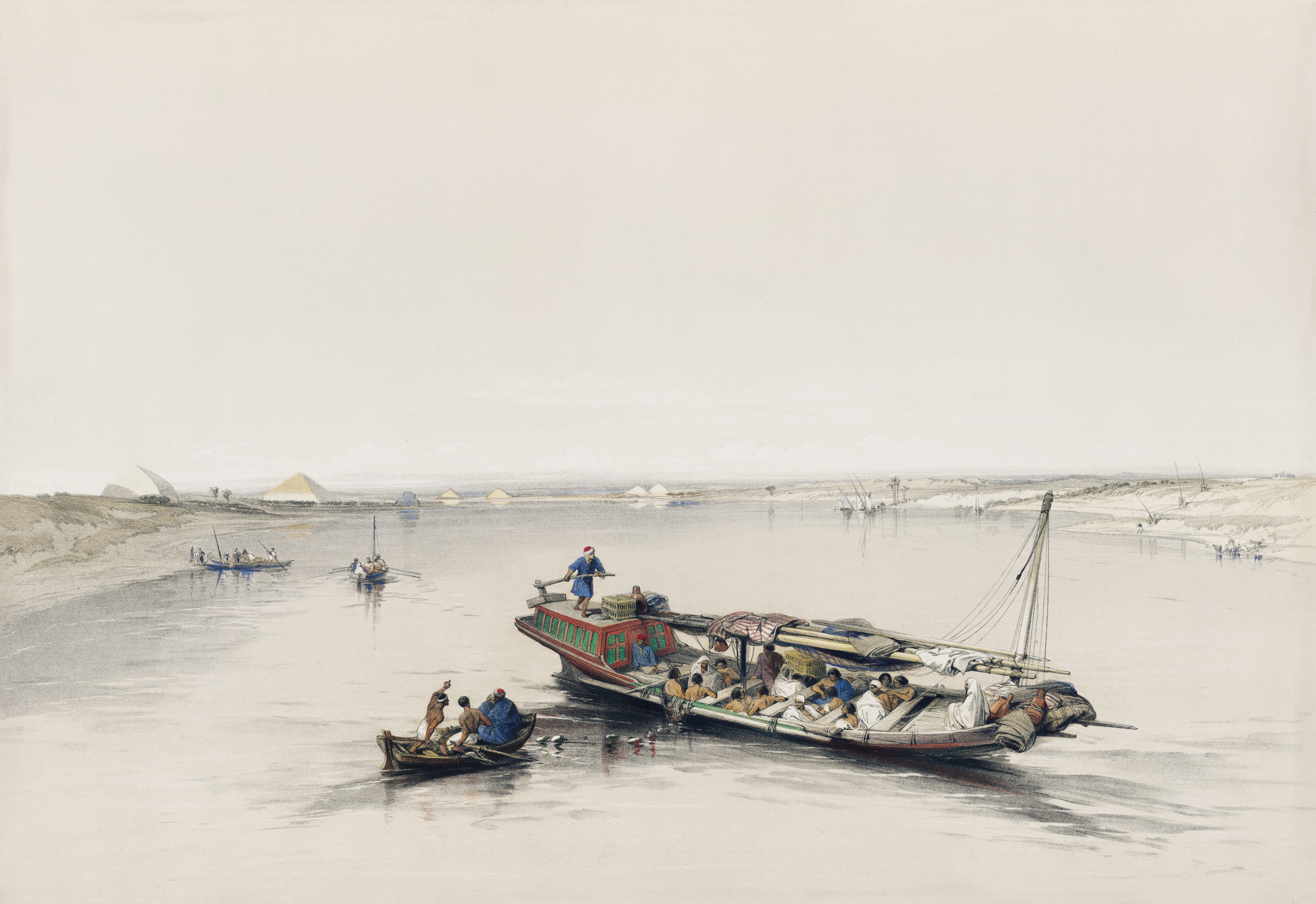
129. Vista hacia las pirámides de Dashour y Sacara - Barco de esclavos en el Nilo.
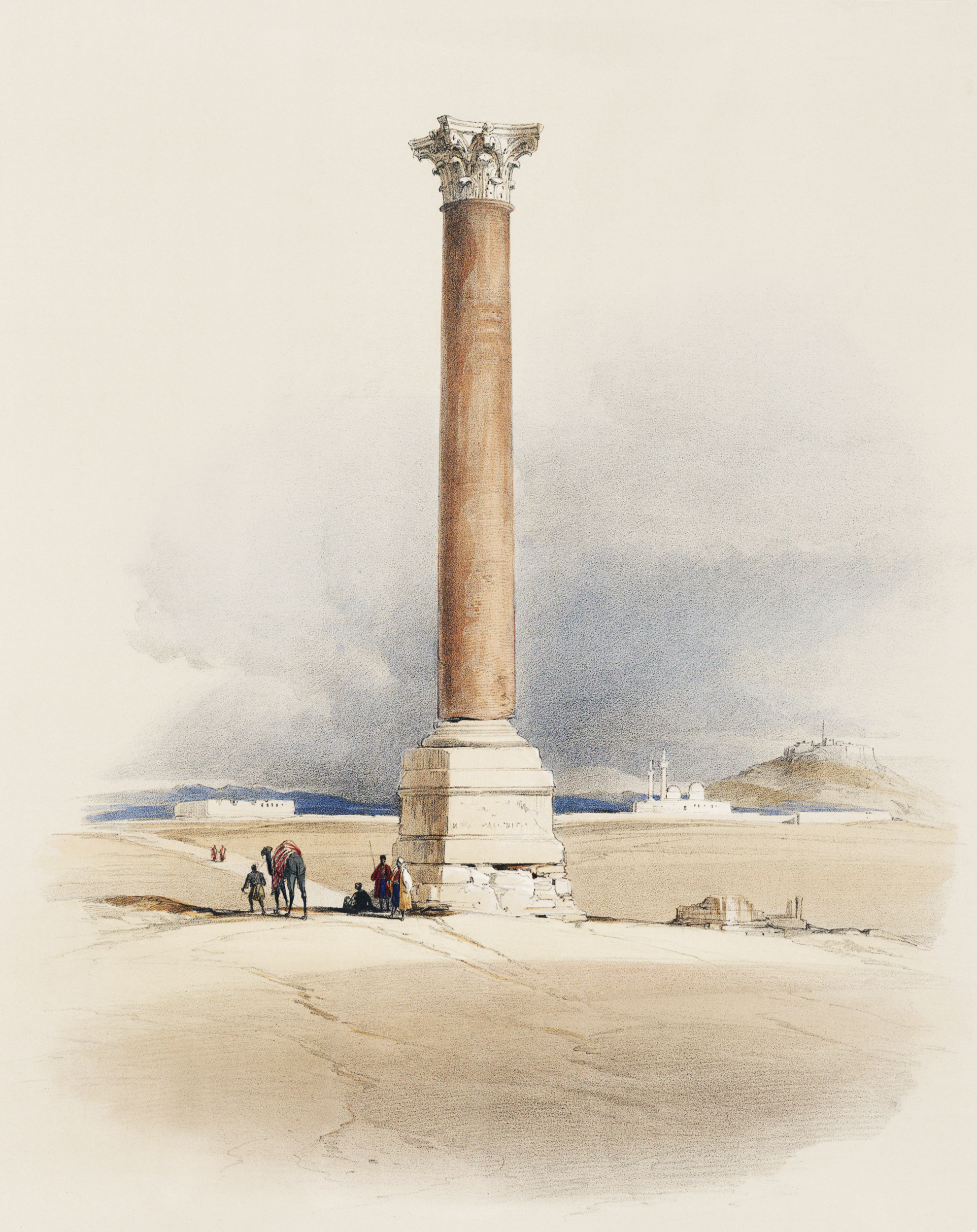
130. Columna de Pompeyo, Alejandría
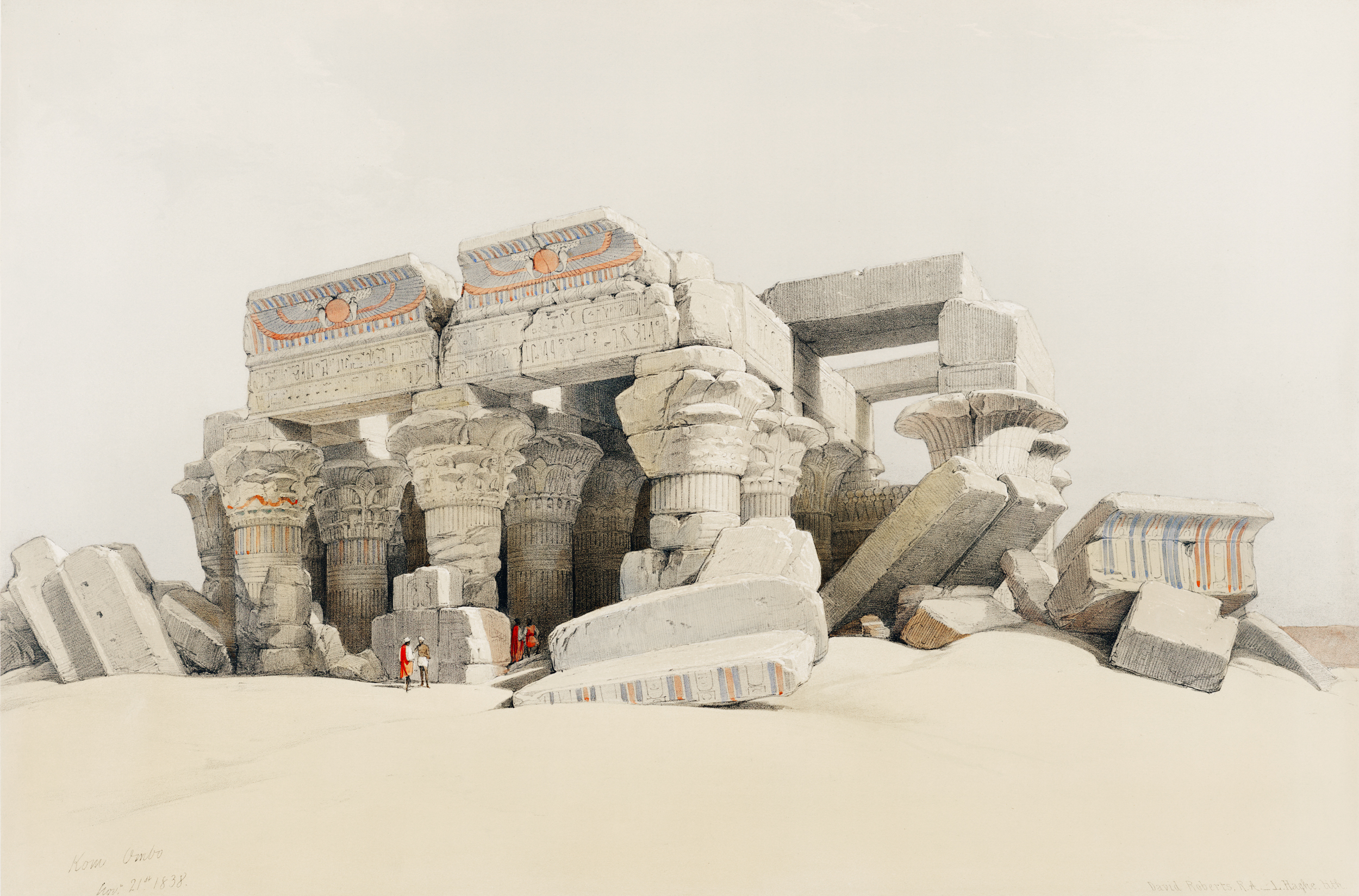
Ruinas del templo de Kom-Ombo, Alto Egipto.131.
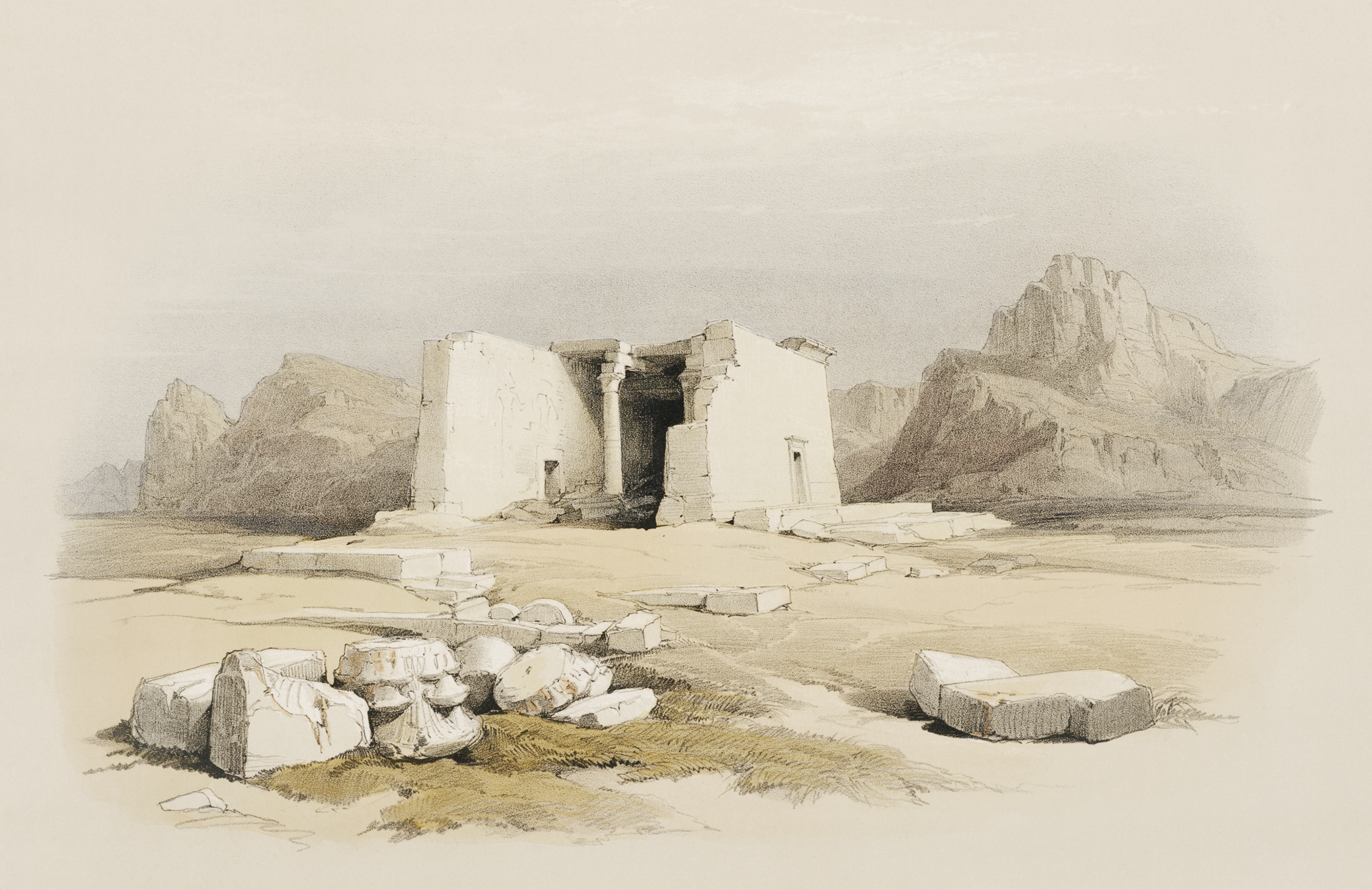
132. Templo de Tafa, en Nubia.
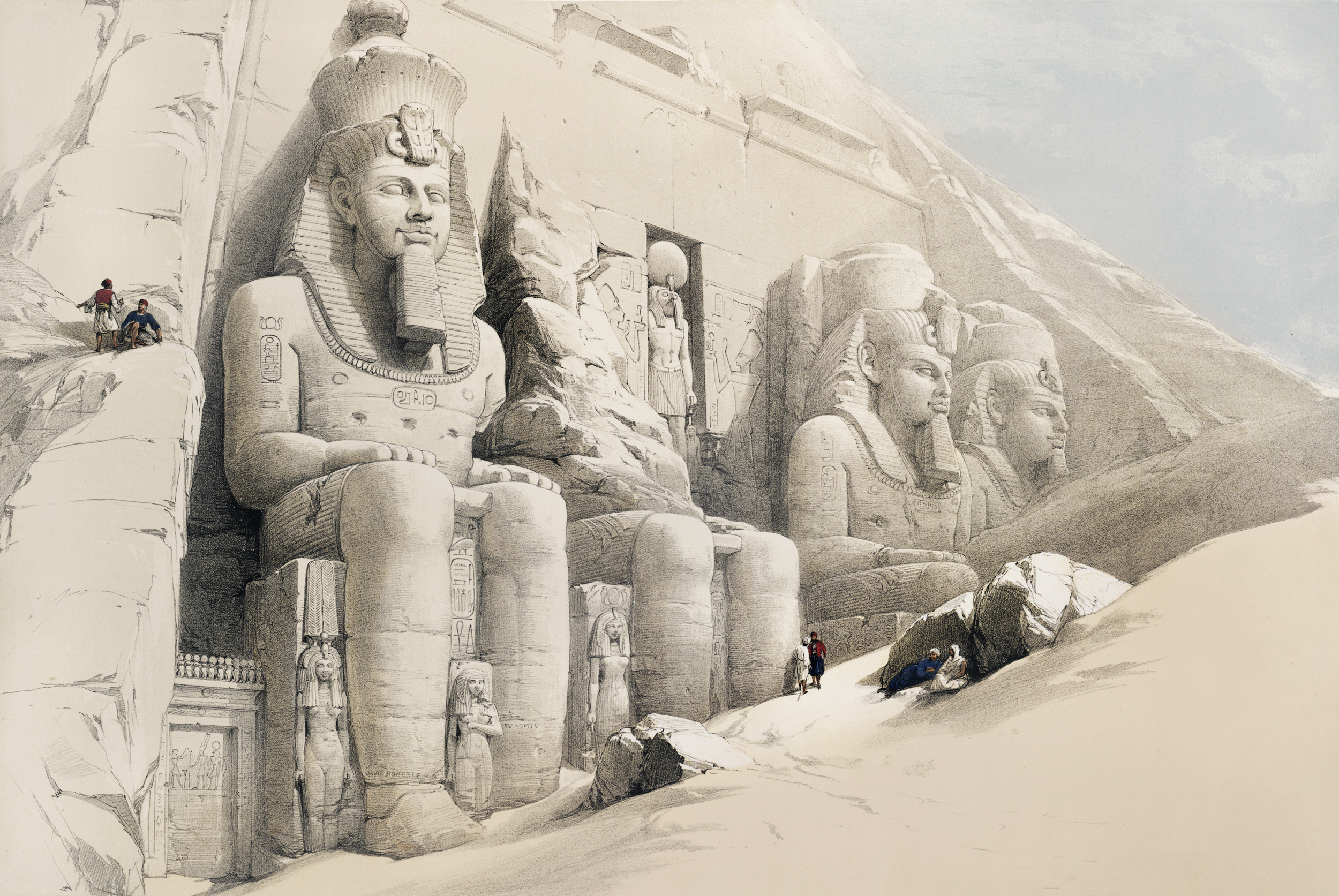
133. Figuras colosales delante del Gran Templo de Aboo-Simbel.
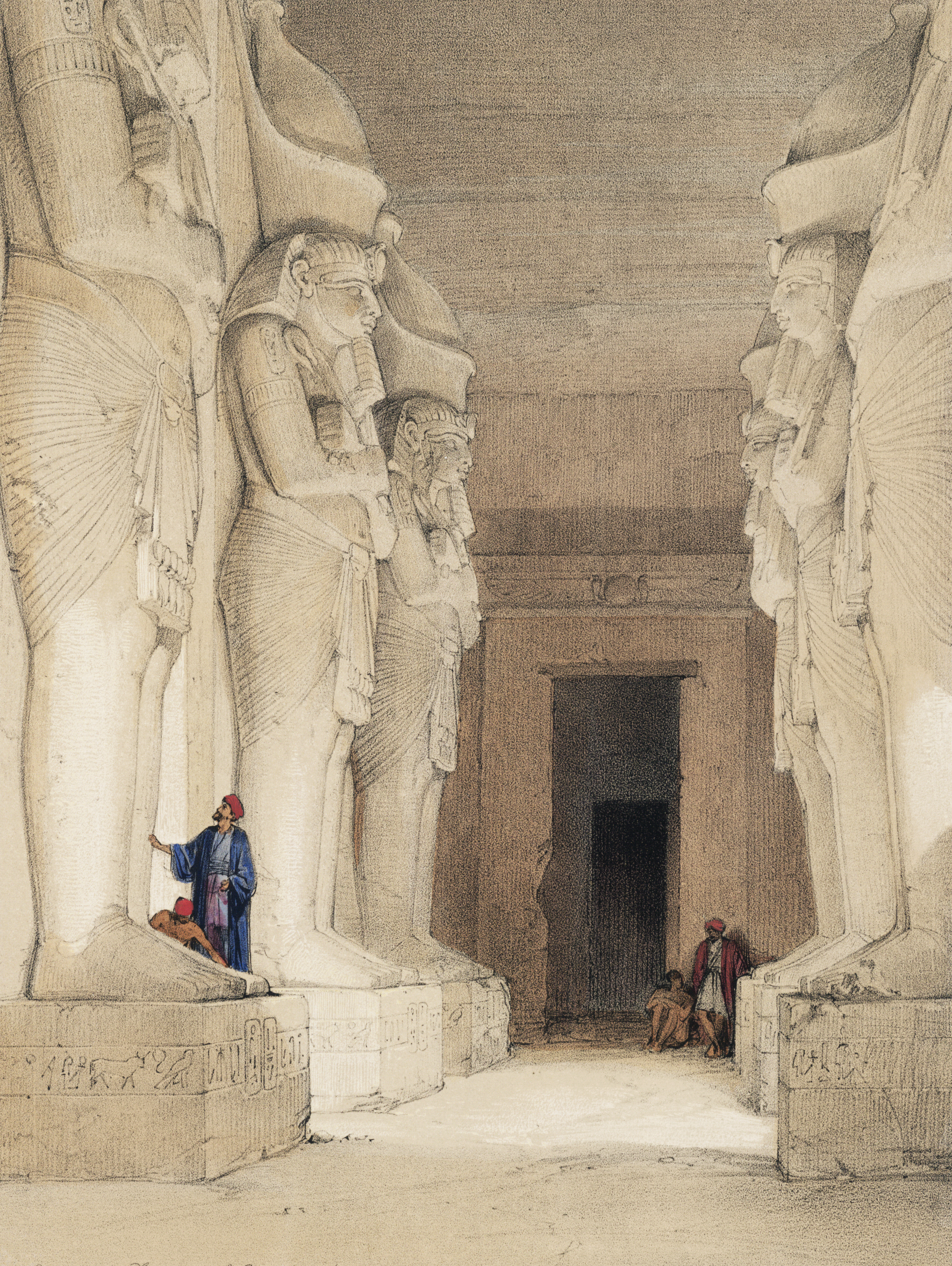
134. Templo excavado de Gyrshe, Nubia.
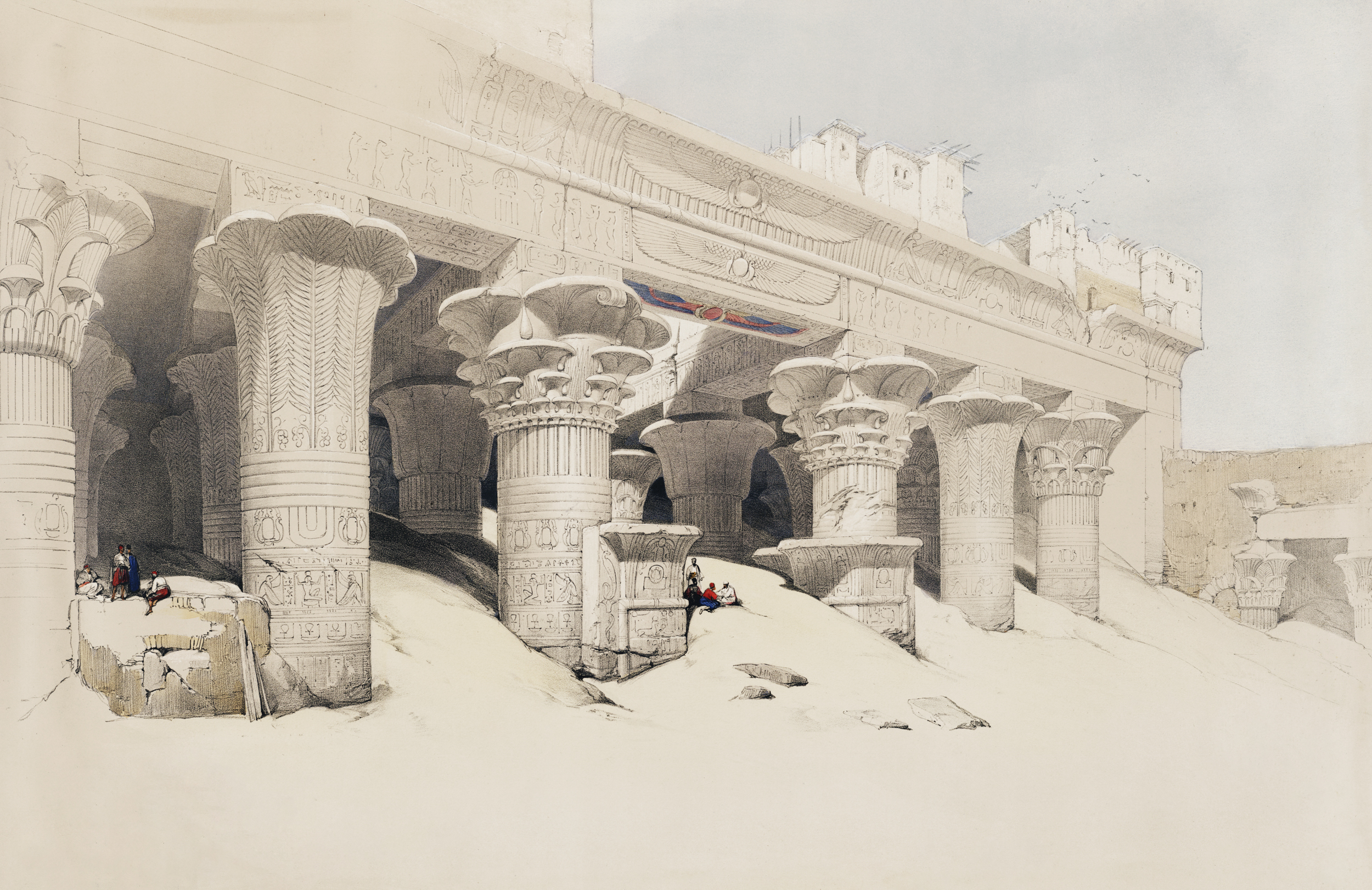
135. Pórtico del templo de Edfou, Alto Egipto.
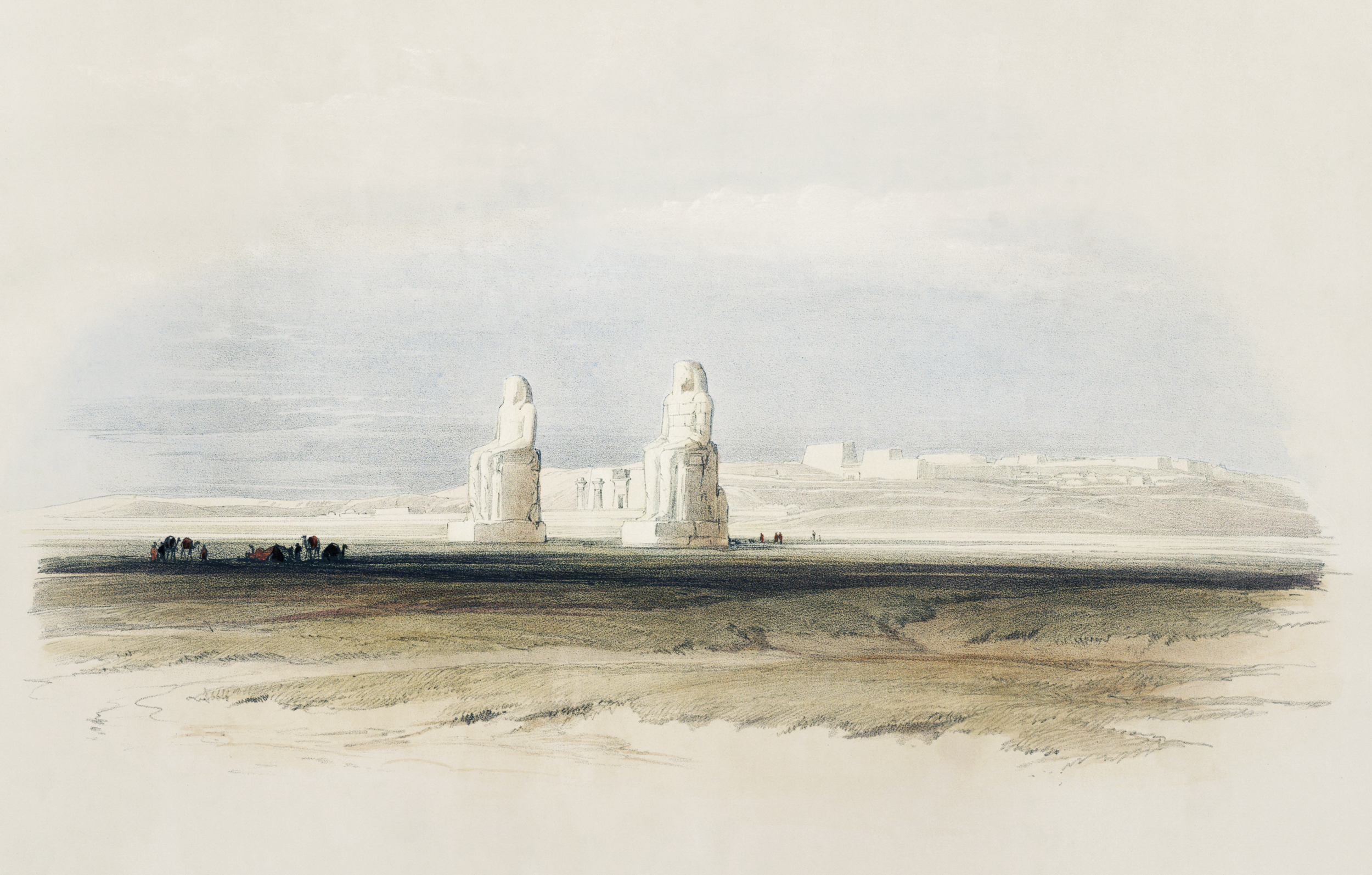
136. Estatuas de Memnón, en la llanura de Goorna, en Tebas.
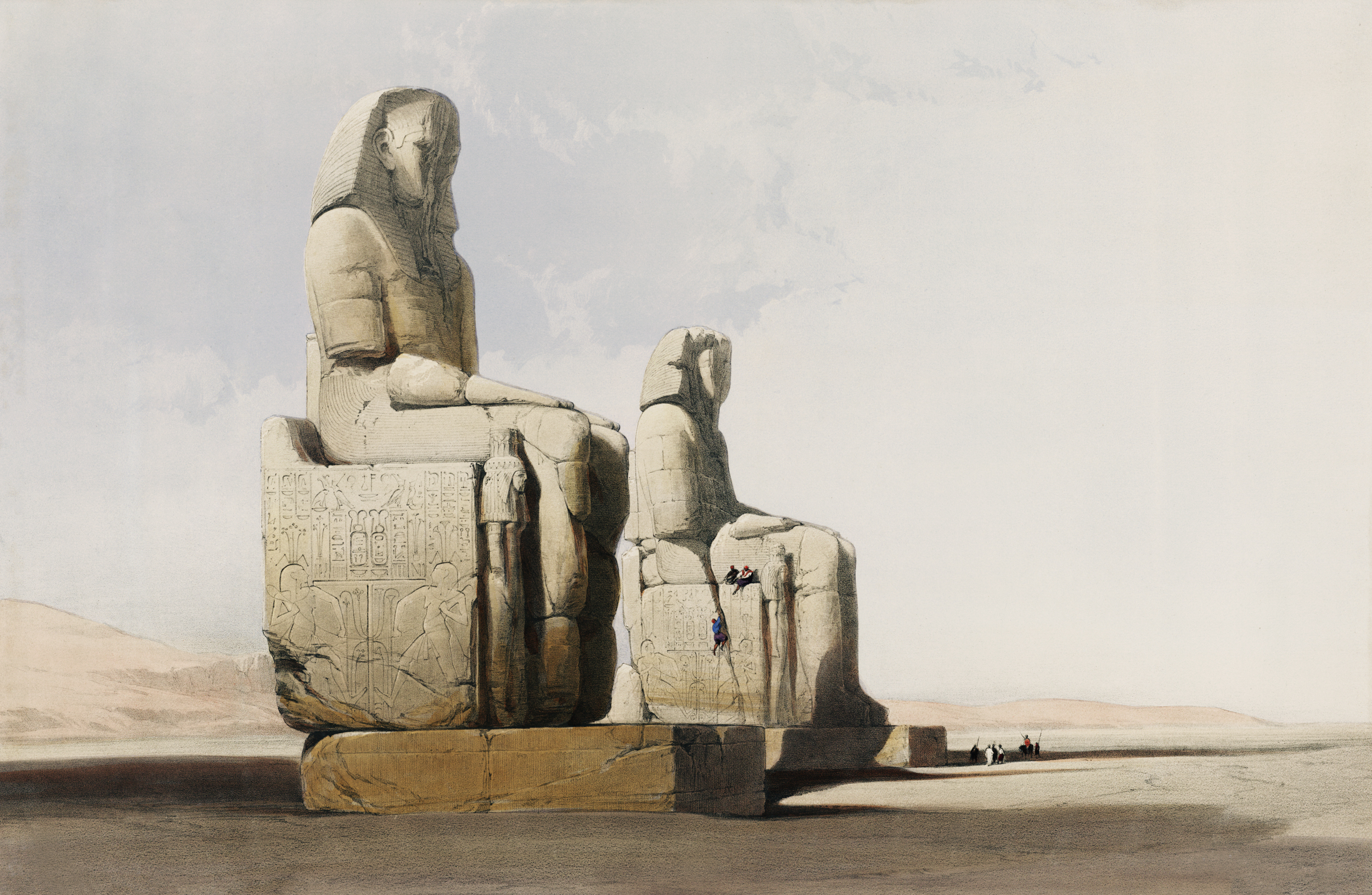
137. Tebas. Las estatuas colosales de Amenofis III.
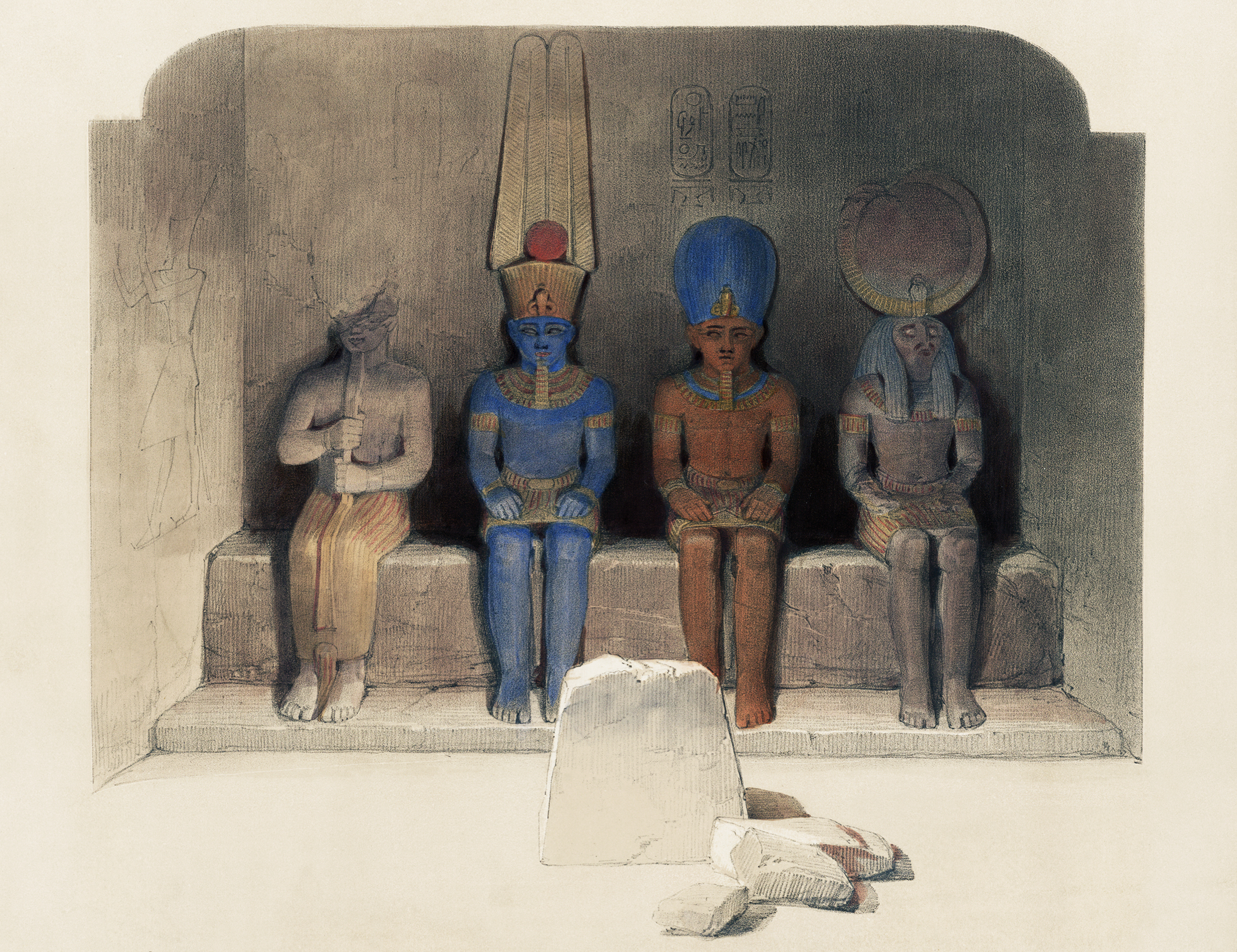
138. Santuario del Gran Templo de Abu Simbel, Nubia.
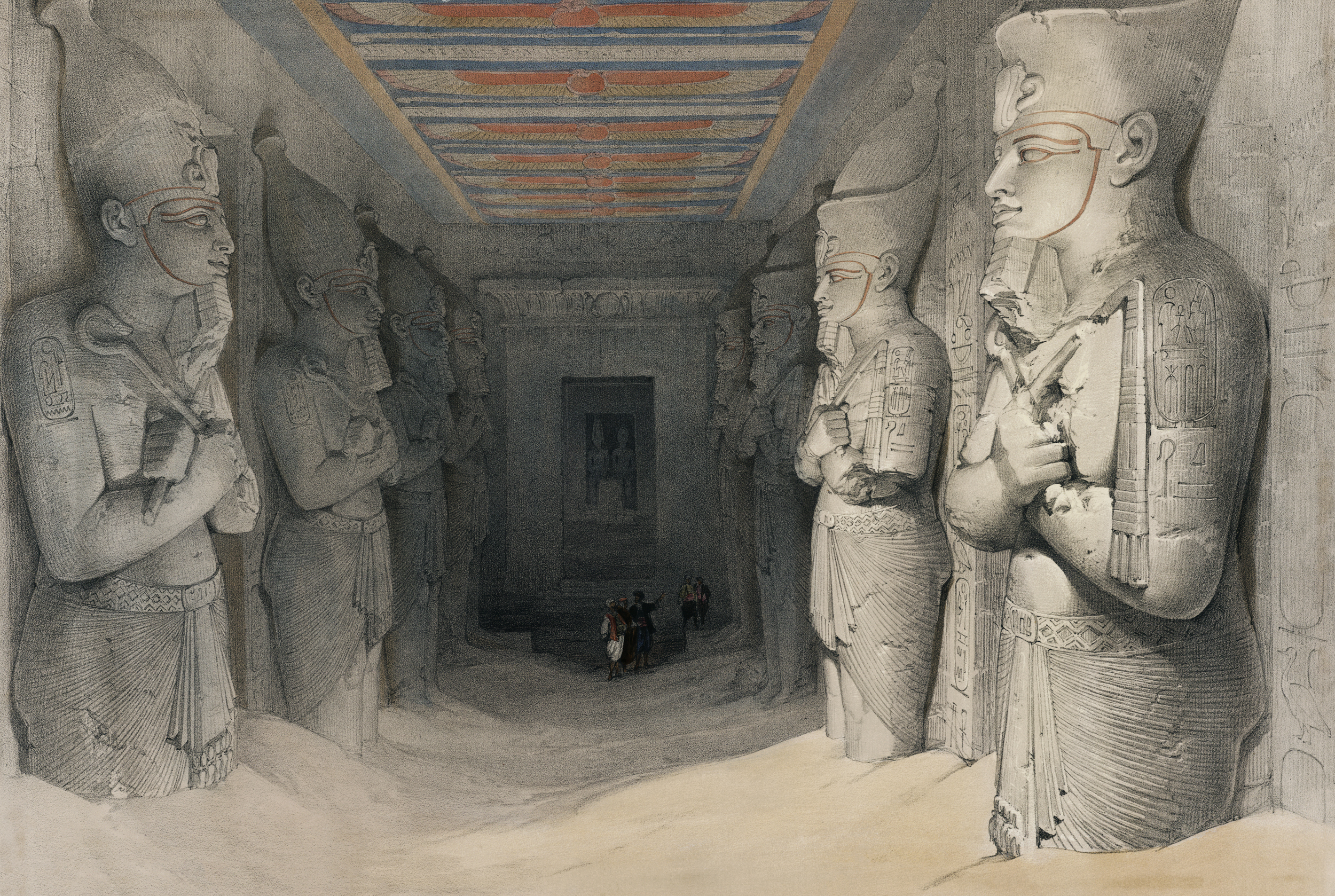
139.Interior del Gran Templo de Abu Simbel, Nubia.
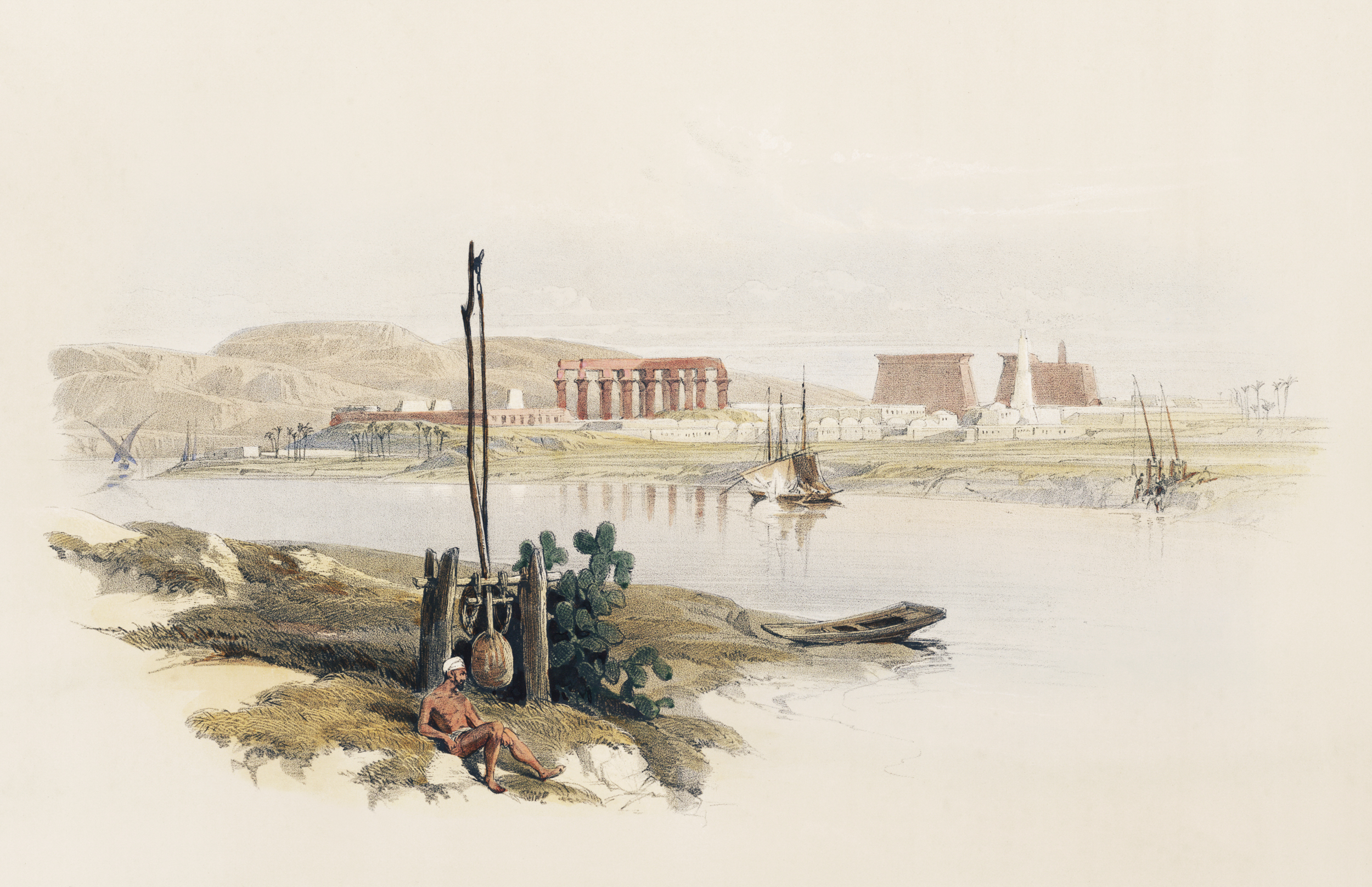
140. Ruinas de Luxor desde el S.O.
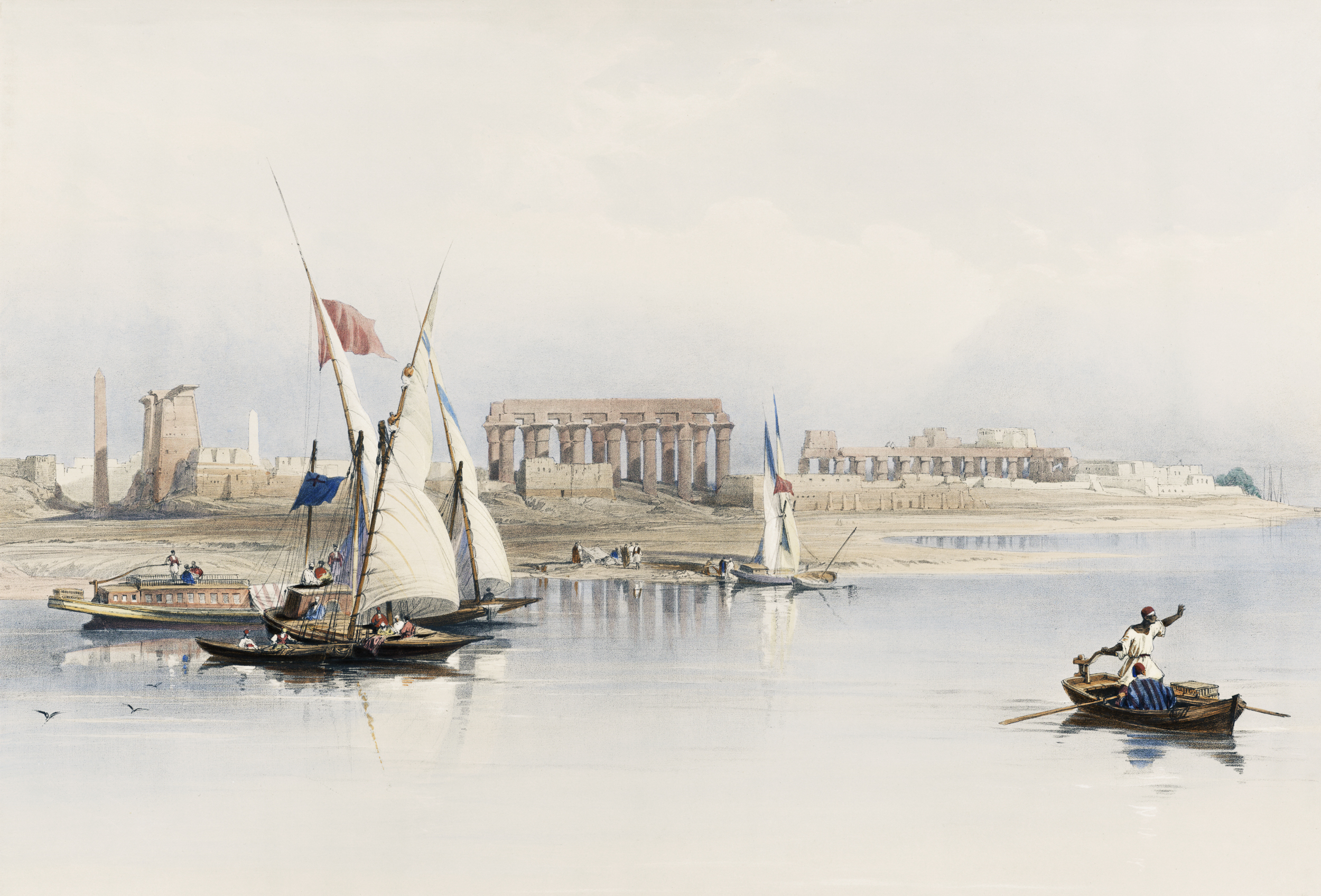
141. Vista general de las ruinas de Luxor, desde el Nilo.
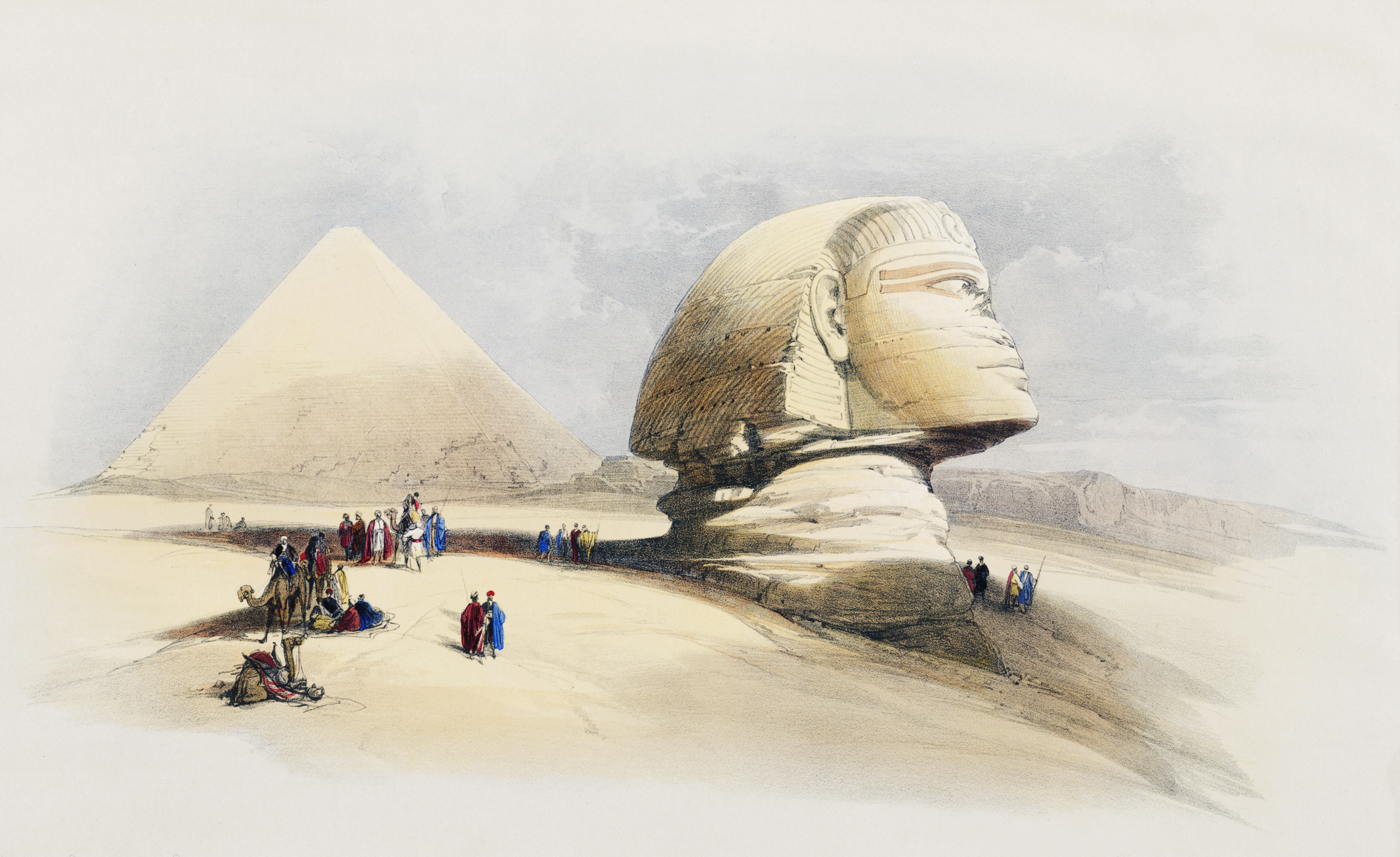
142. Vista lateral de la Gran Esfinge.
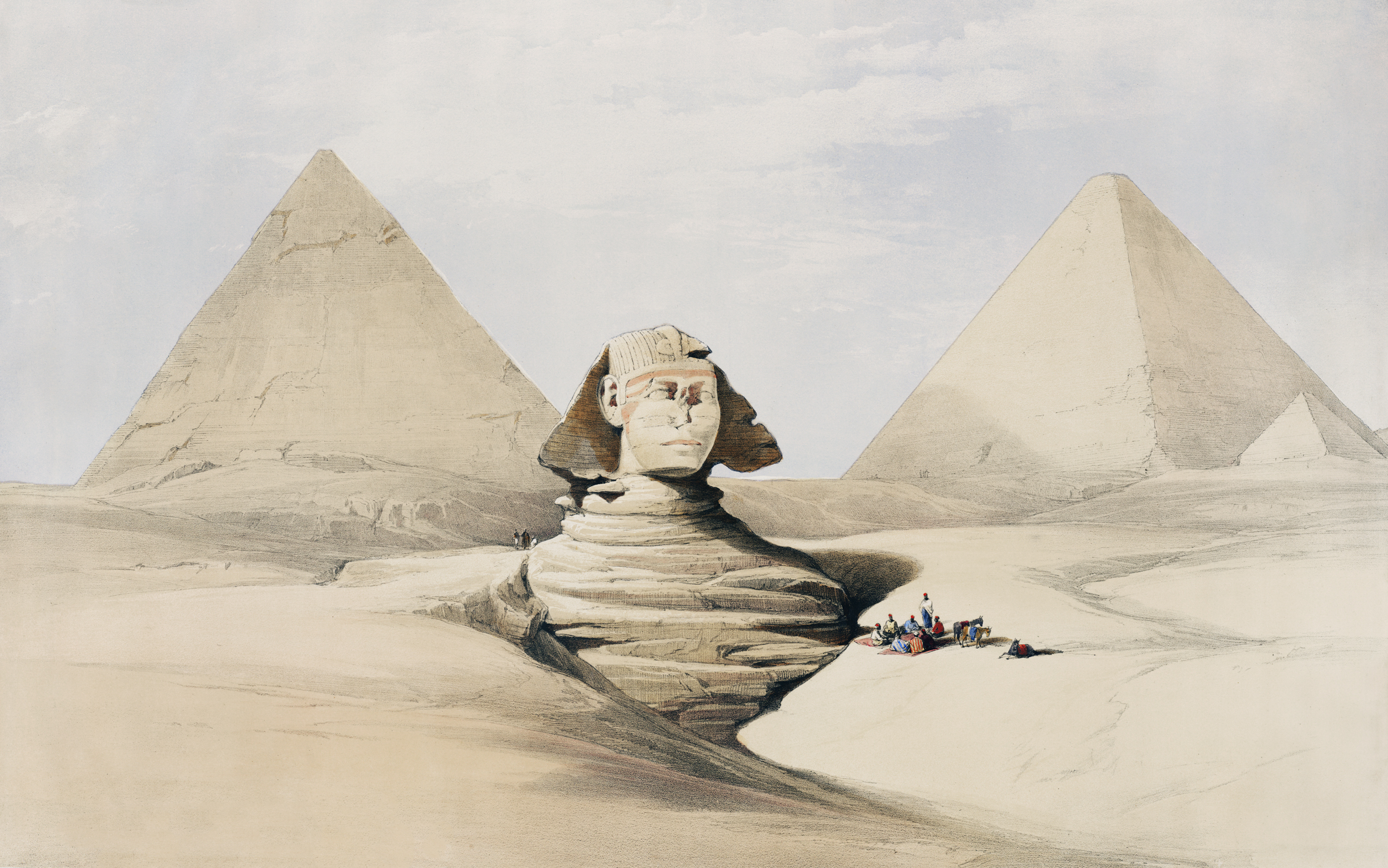
143. Cabeza de la Gran Esfinge, Pirámides de Egipto.
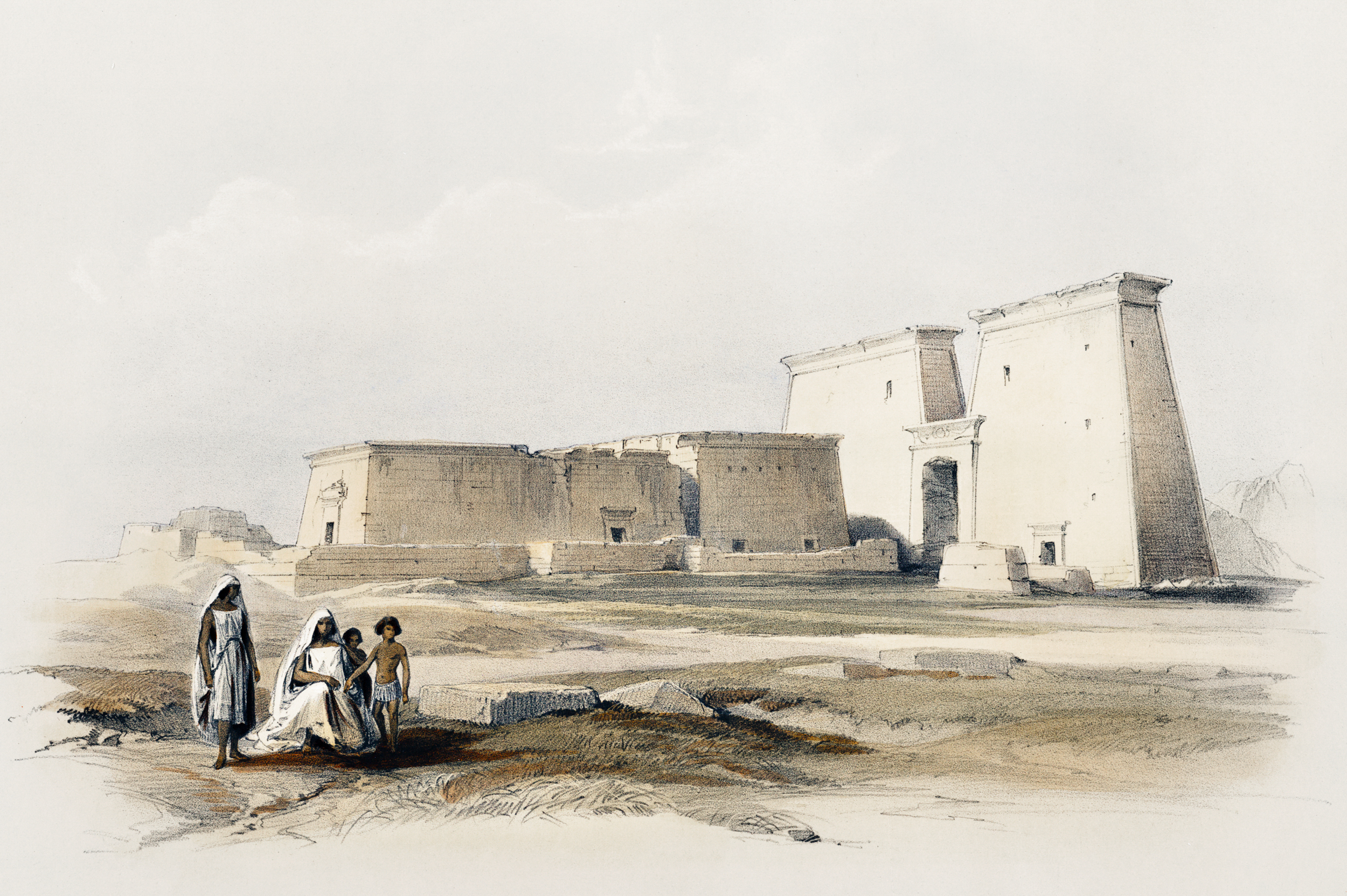
144. Templo de Dakke, Nubia.
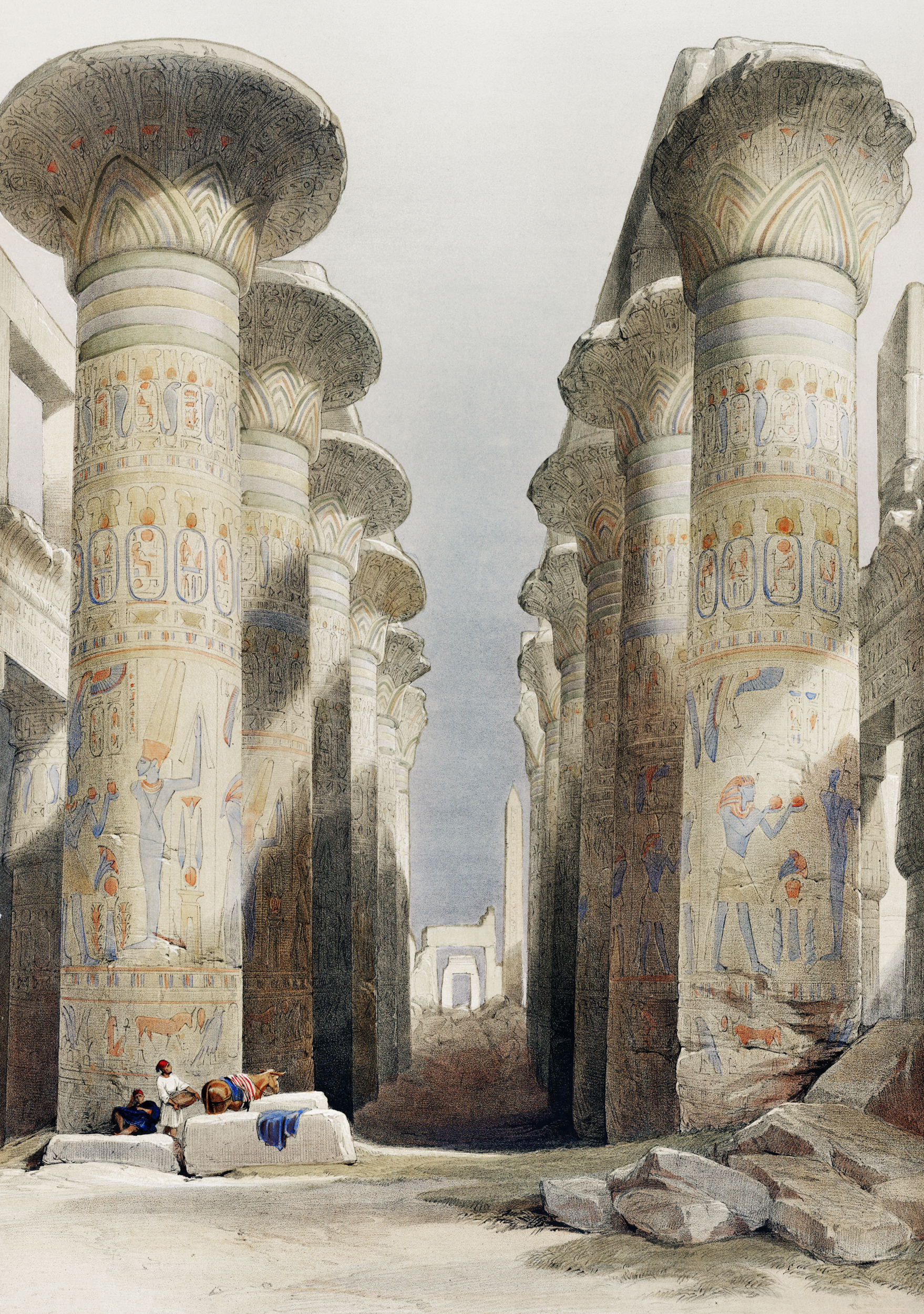
145. Avenida Central de la Gran Sala de Columnas de Karnac.
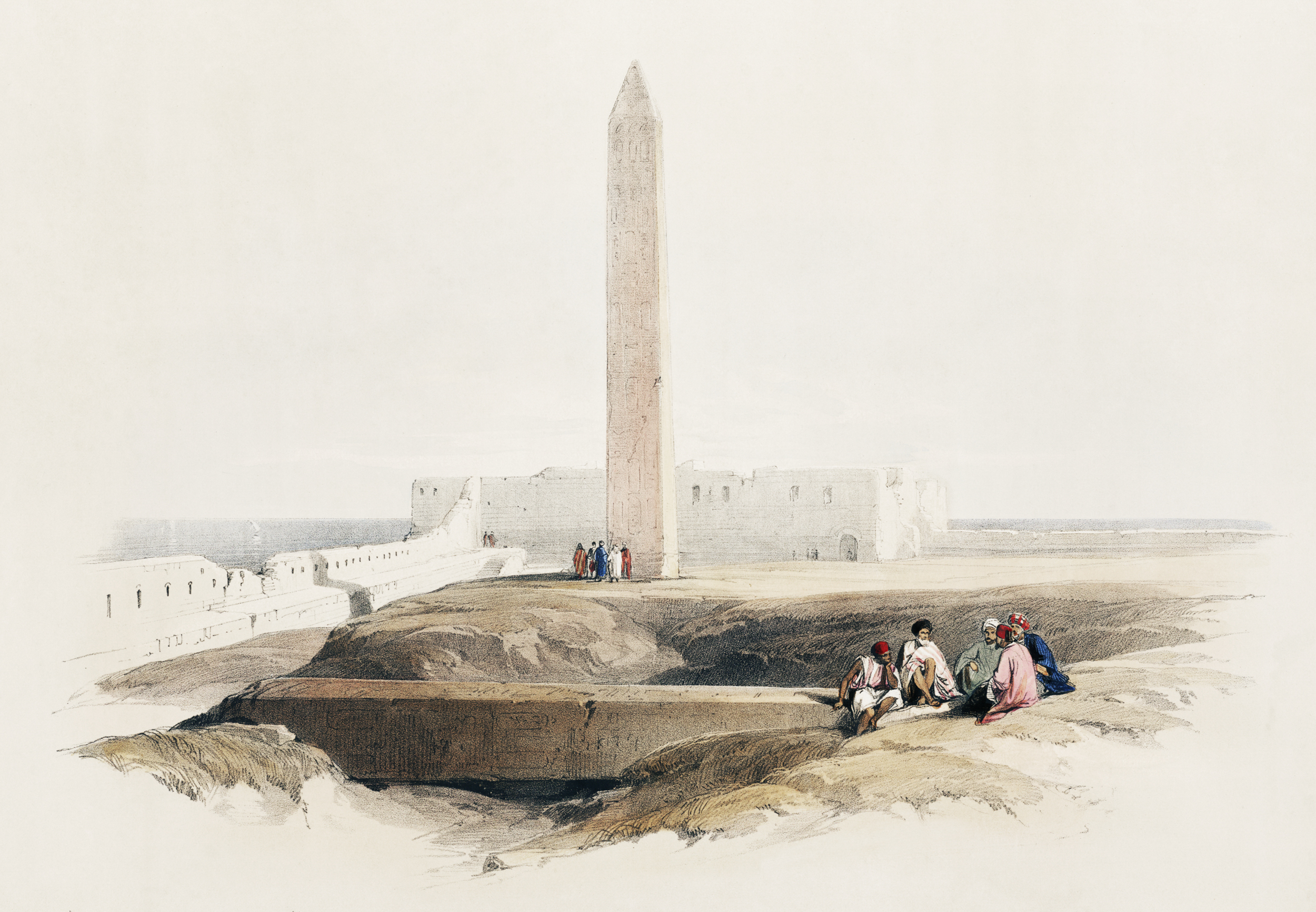
146. Las agujas de Cleopatra.
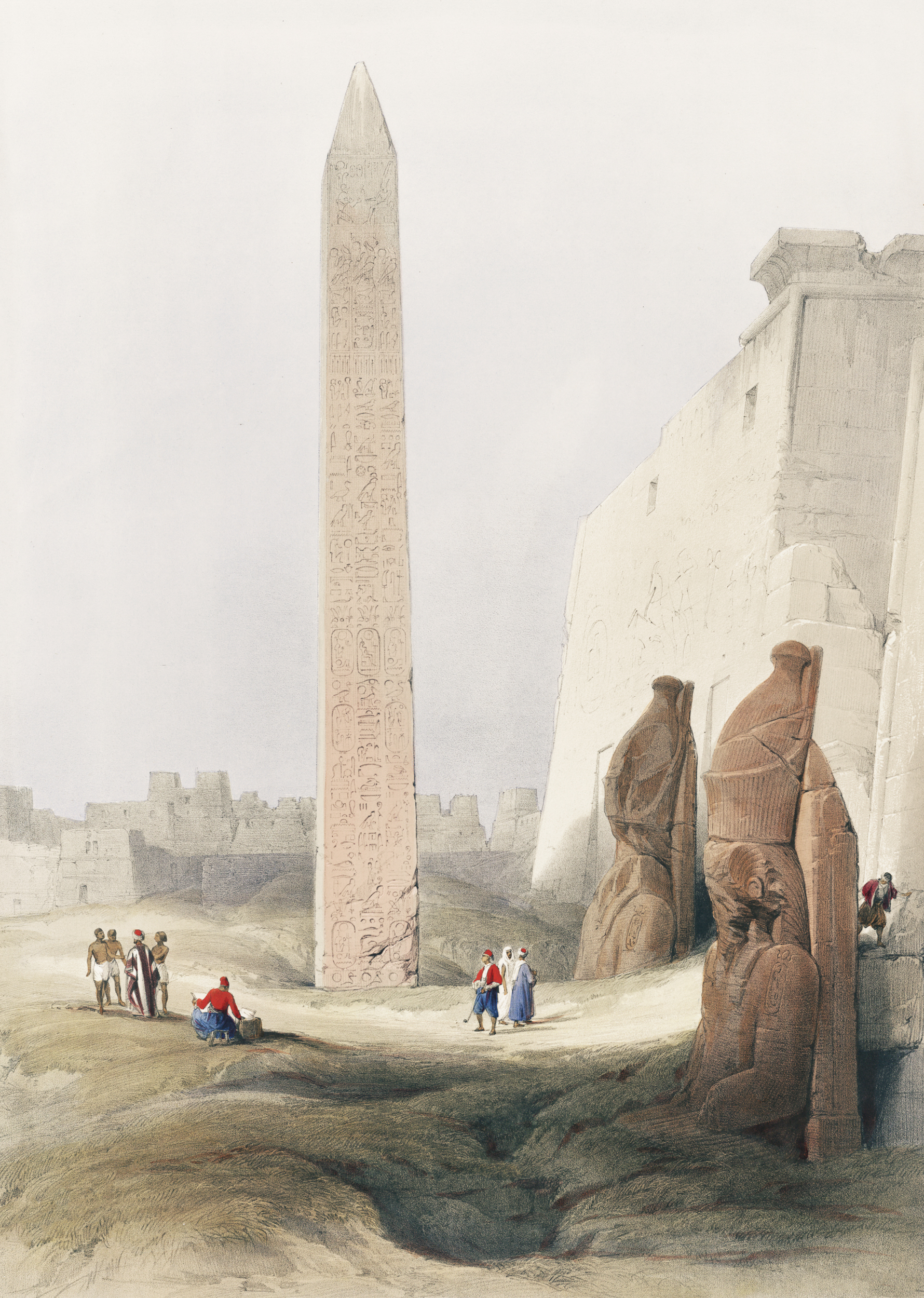
147. Obelisco de Luxor.
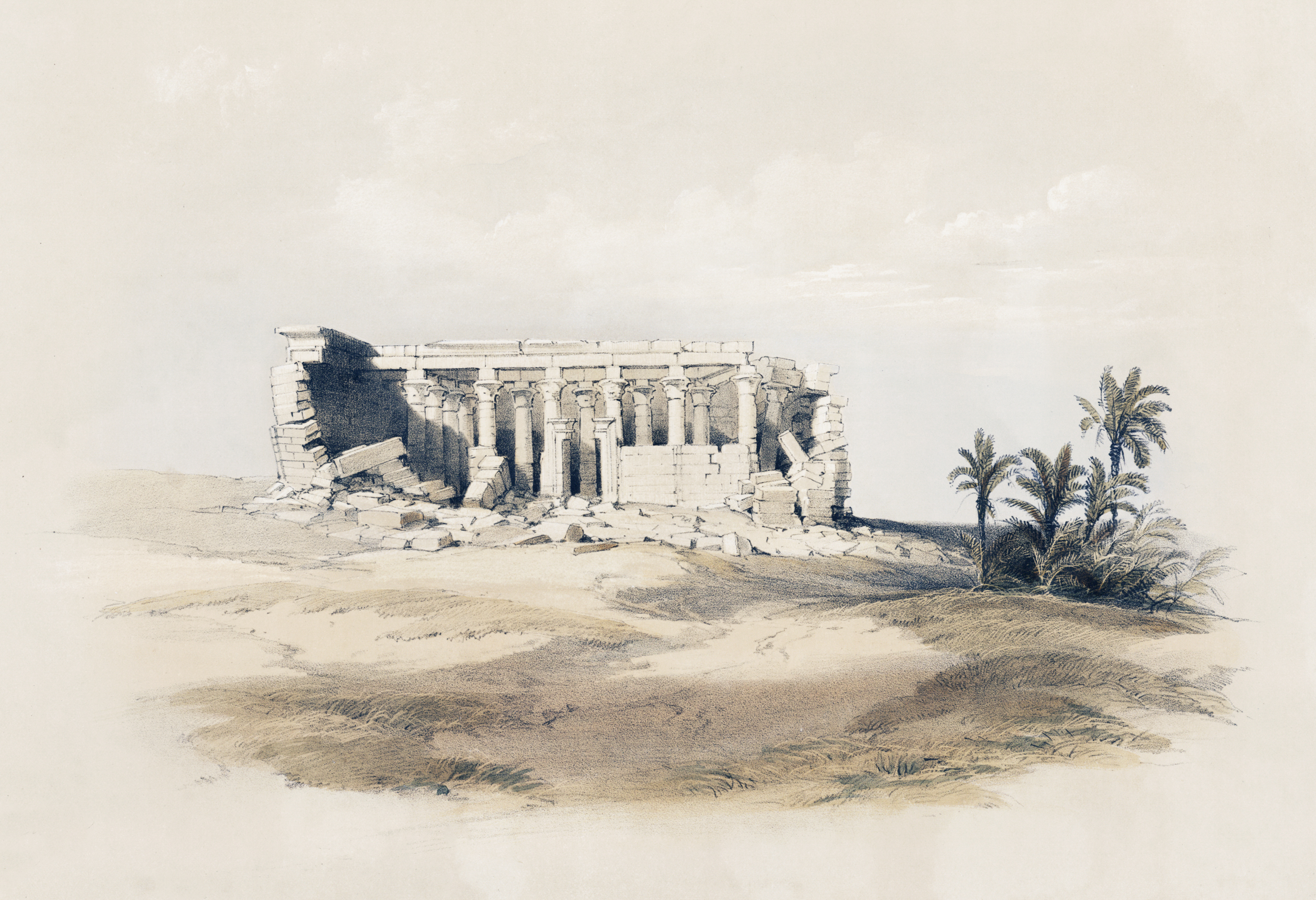
148. Ruinas de Maharaka, Nubia.
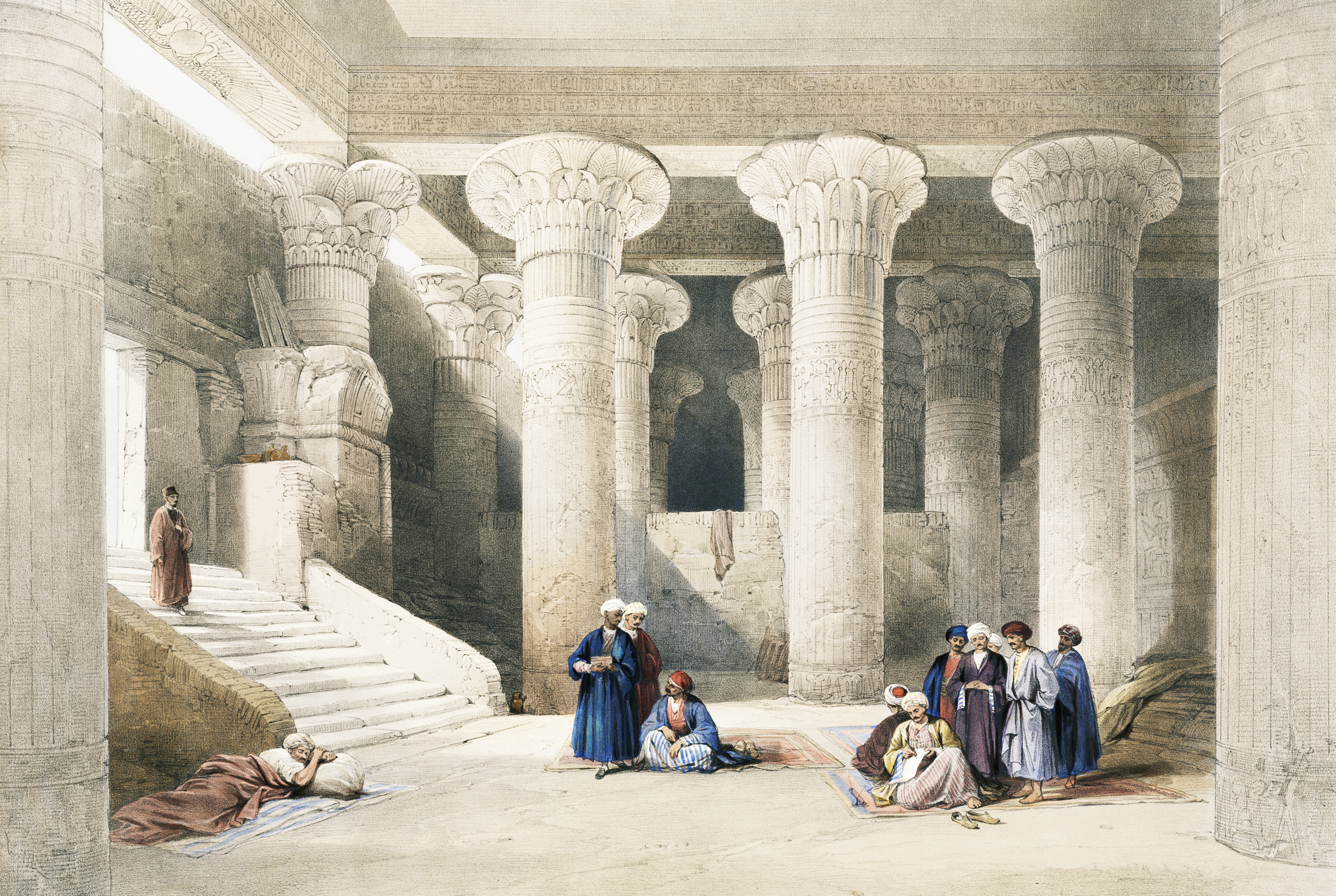
149. Interior del Templo de Esna .
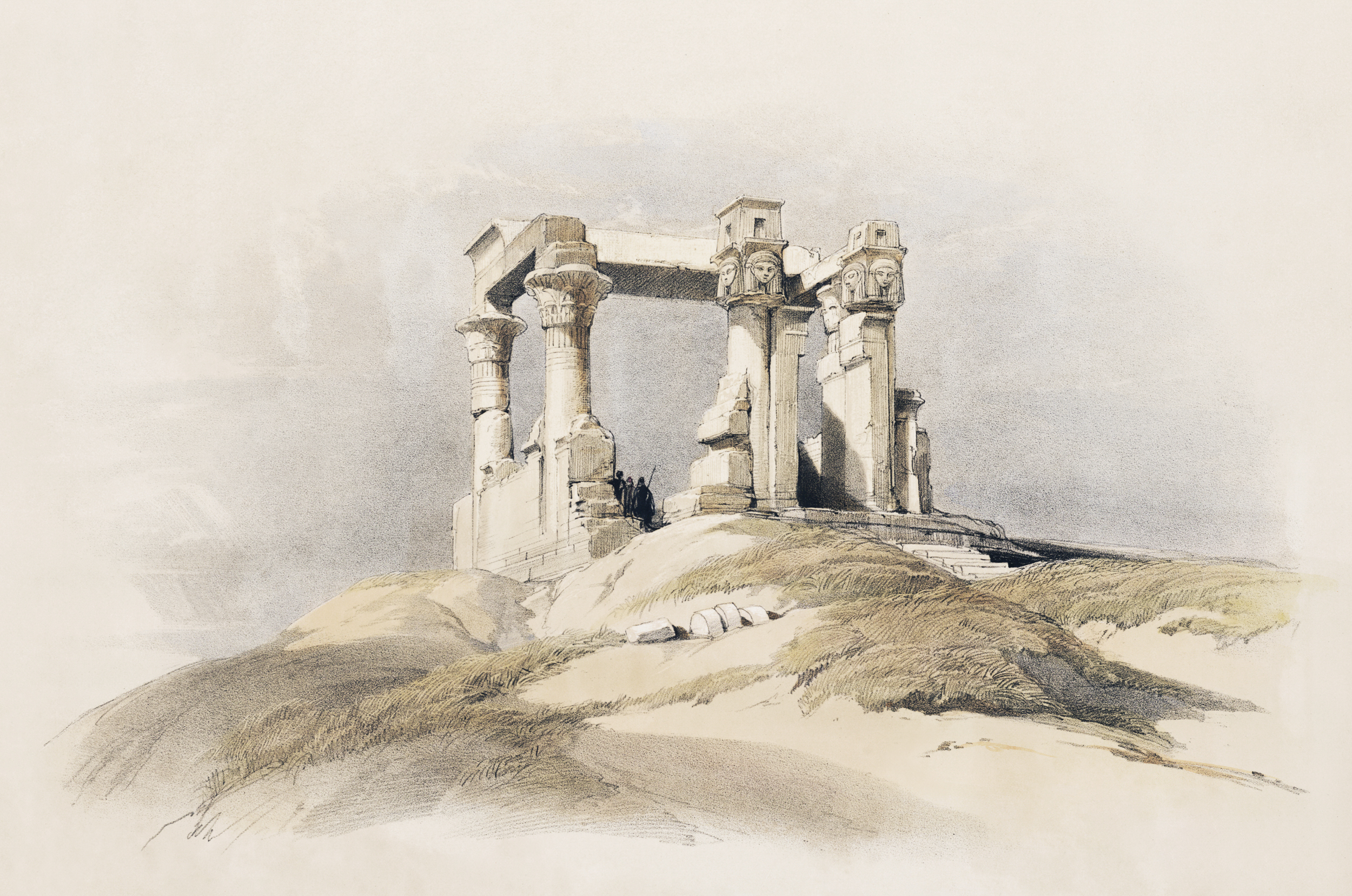
150. Templo de Wady Kardassy, Nubia.
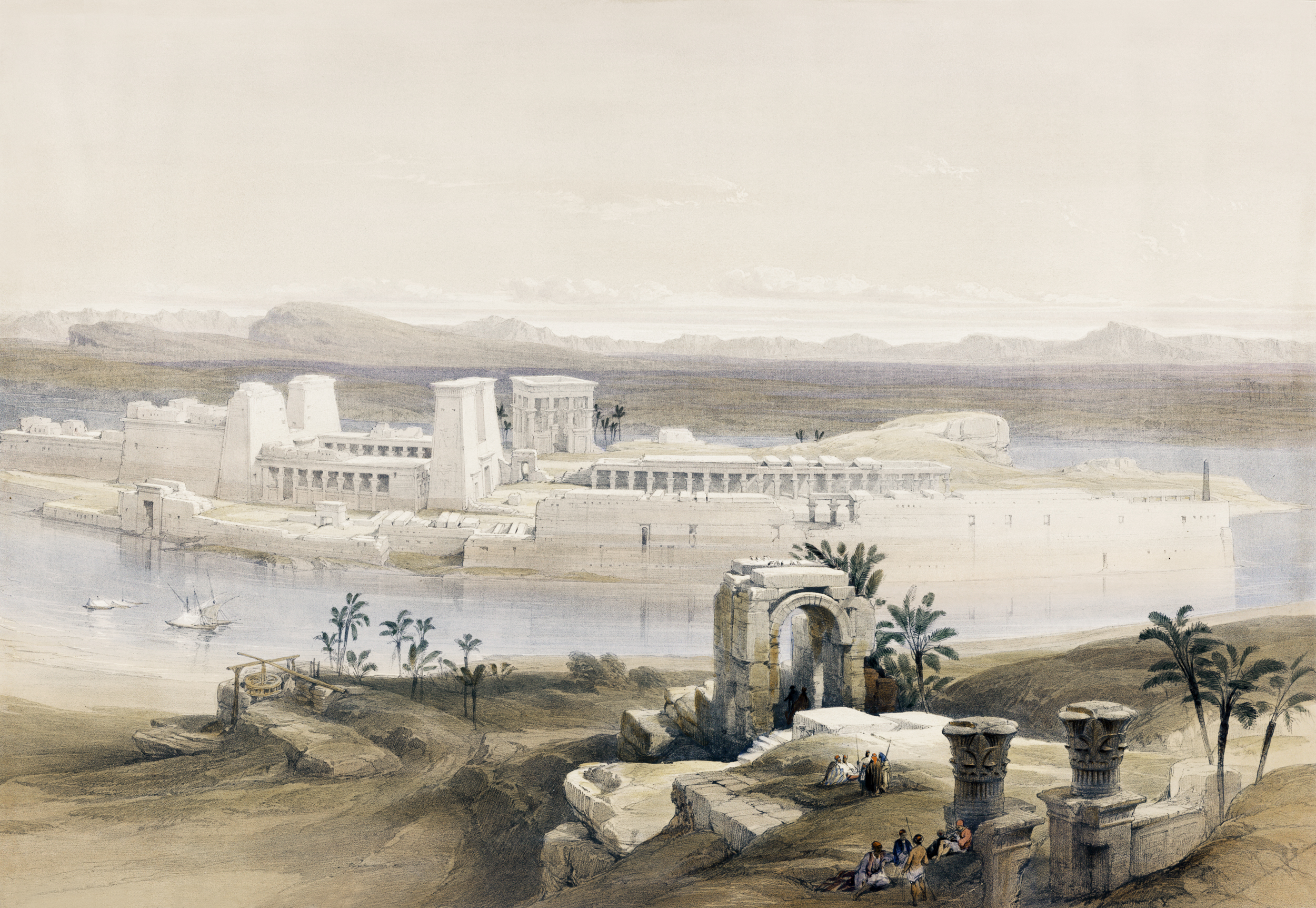
151. Vista general de la Isla de Philoe, Nubia.
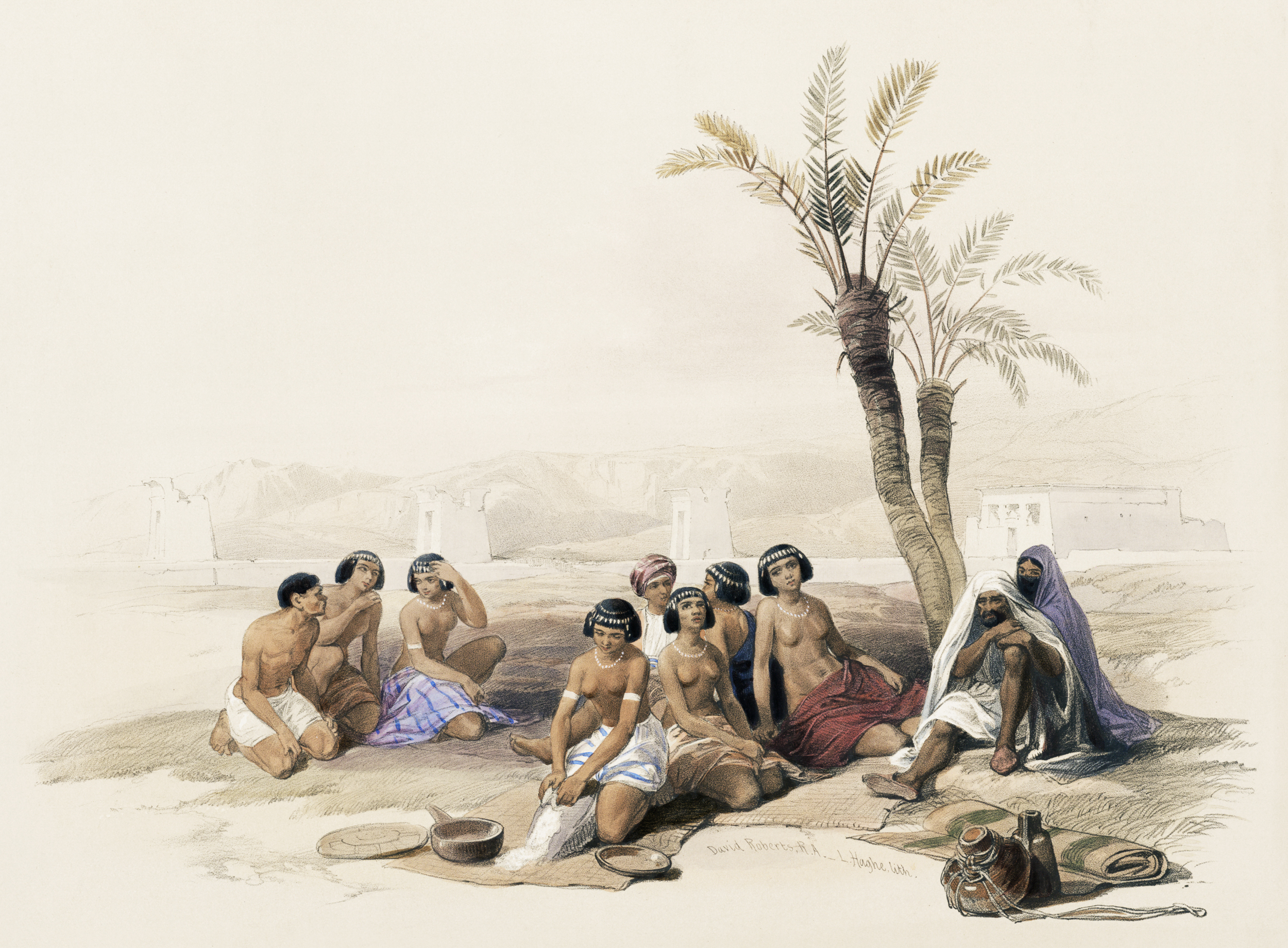
152. Esclavos abisinios en Korth.
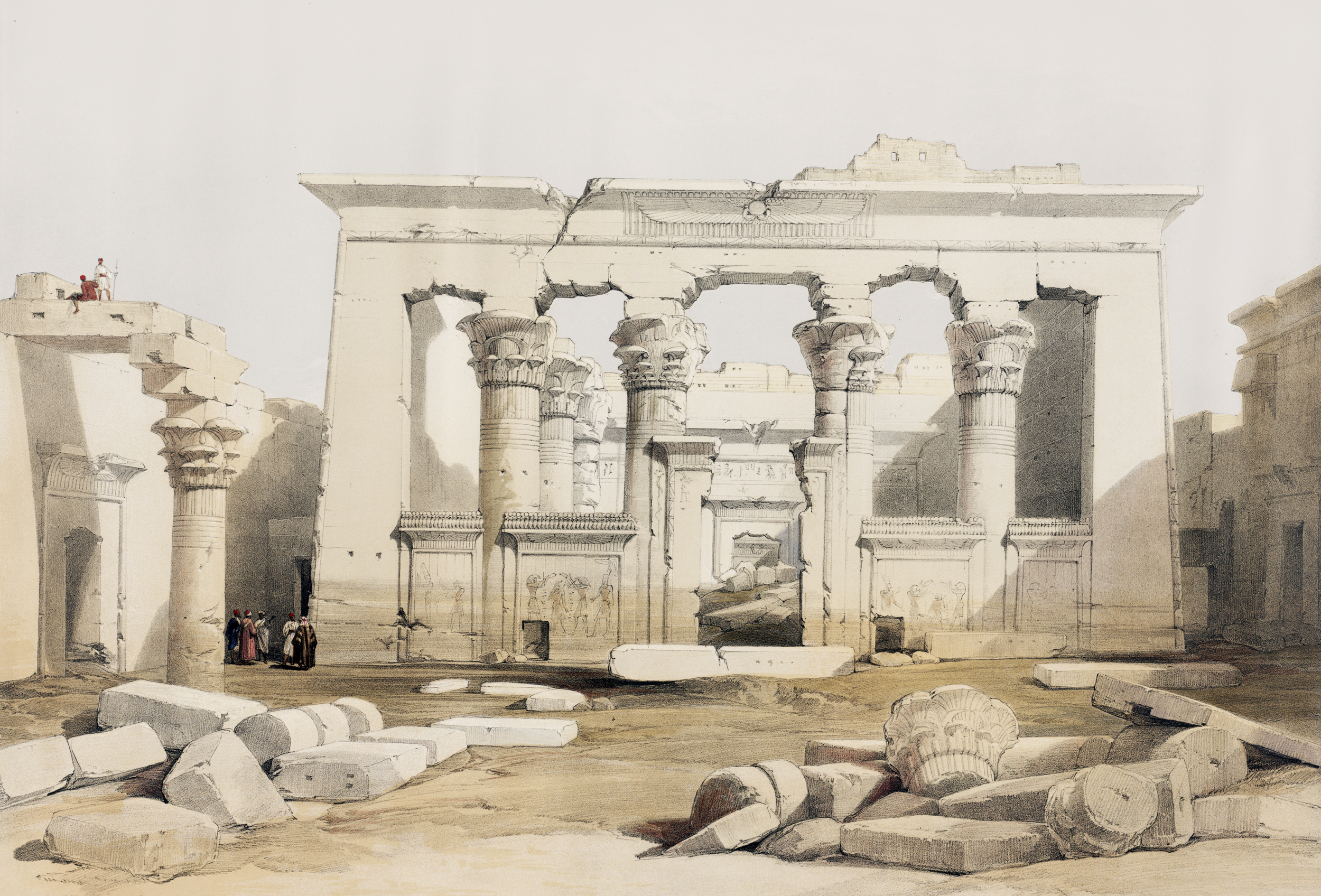
153. Pórtico del Tempo de Kalabsha, Nubia.
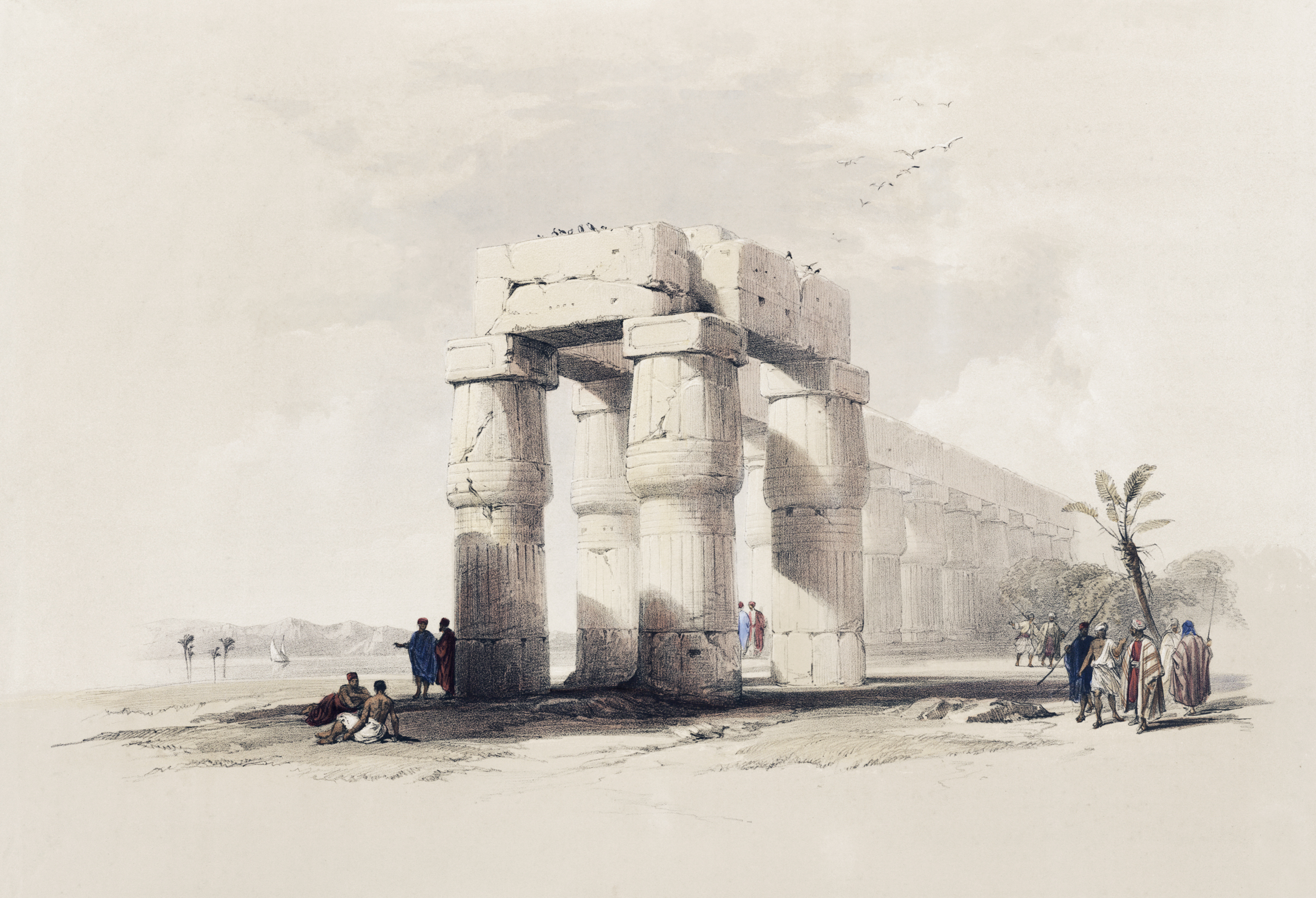
154. Vista en Luxor, Tebas.
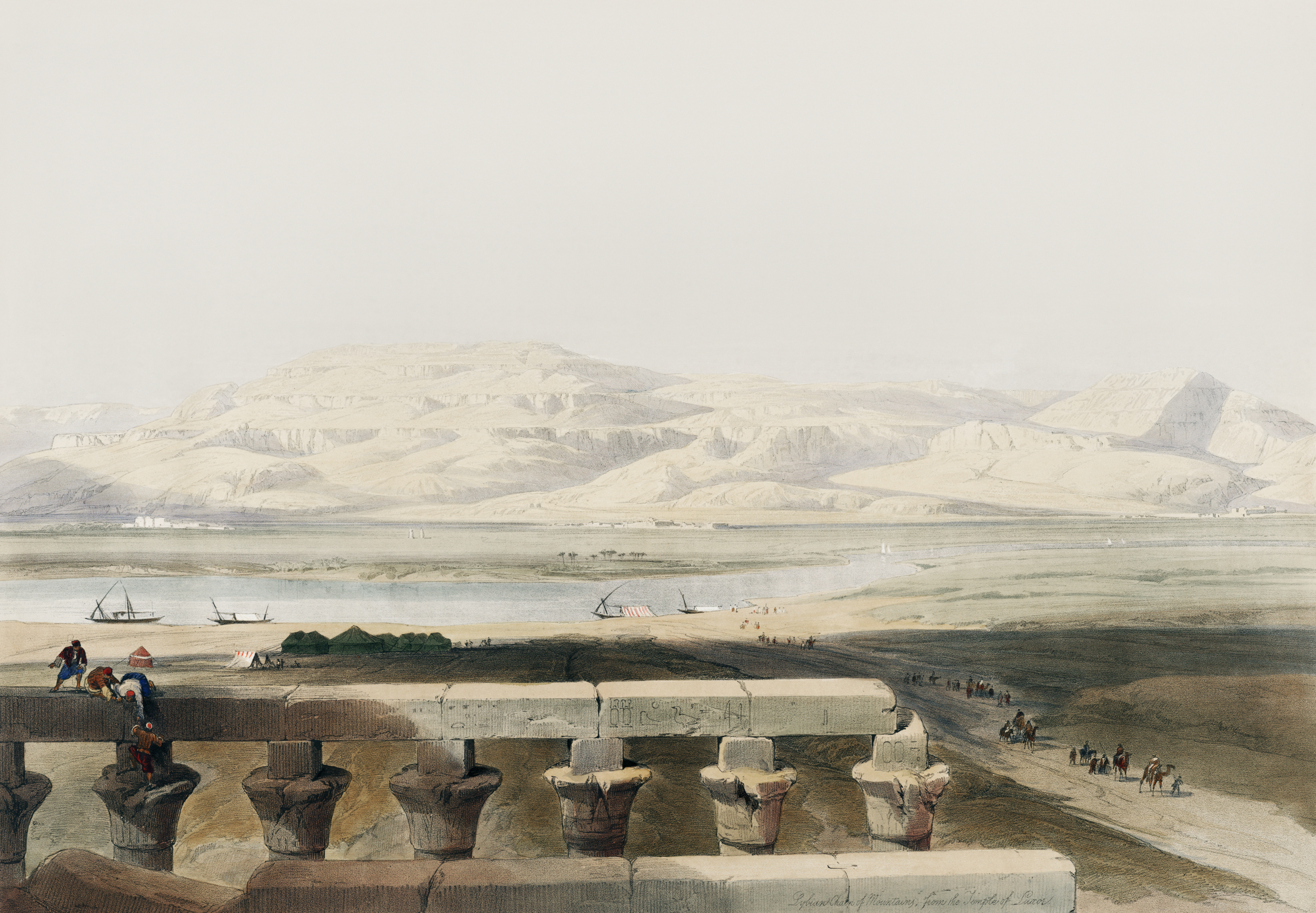
155.Cadena montañosa de Libia, desde el Templo de Luxor.
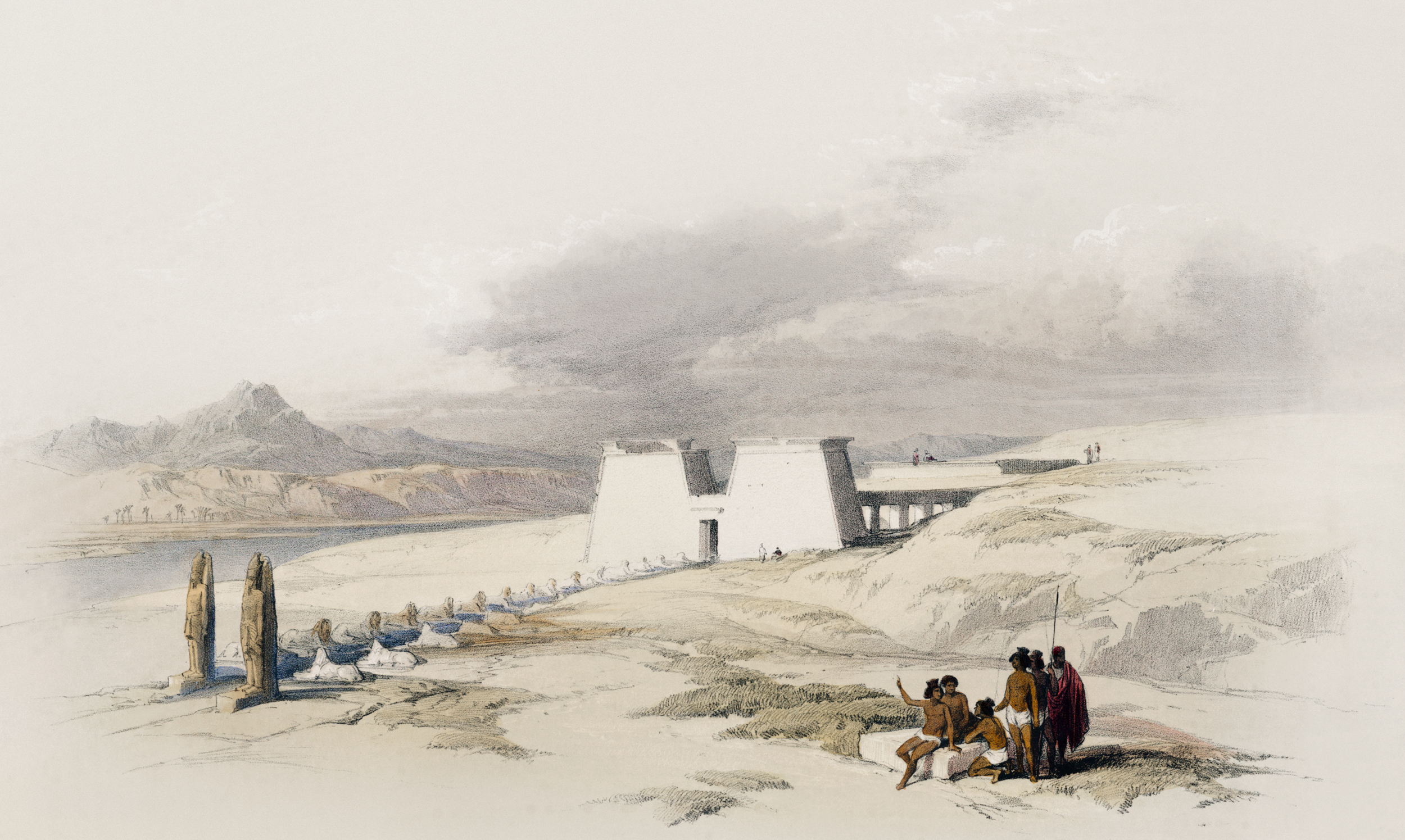
156. Aproximación al templo de Uadi es-Sabua, Nubia.
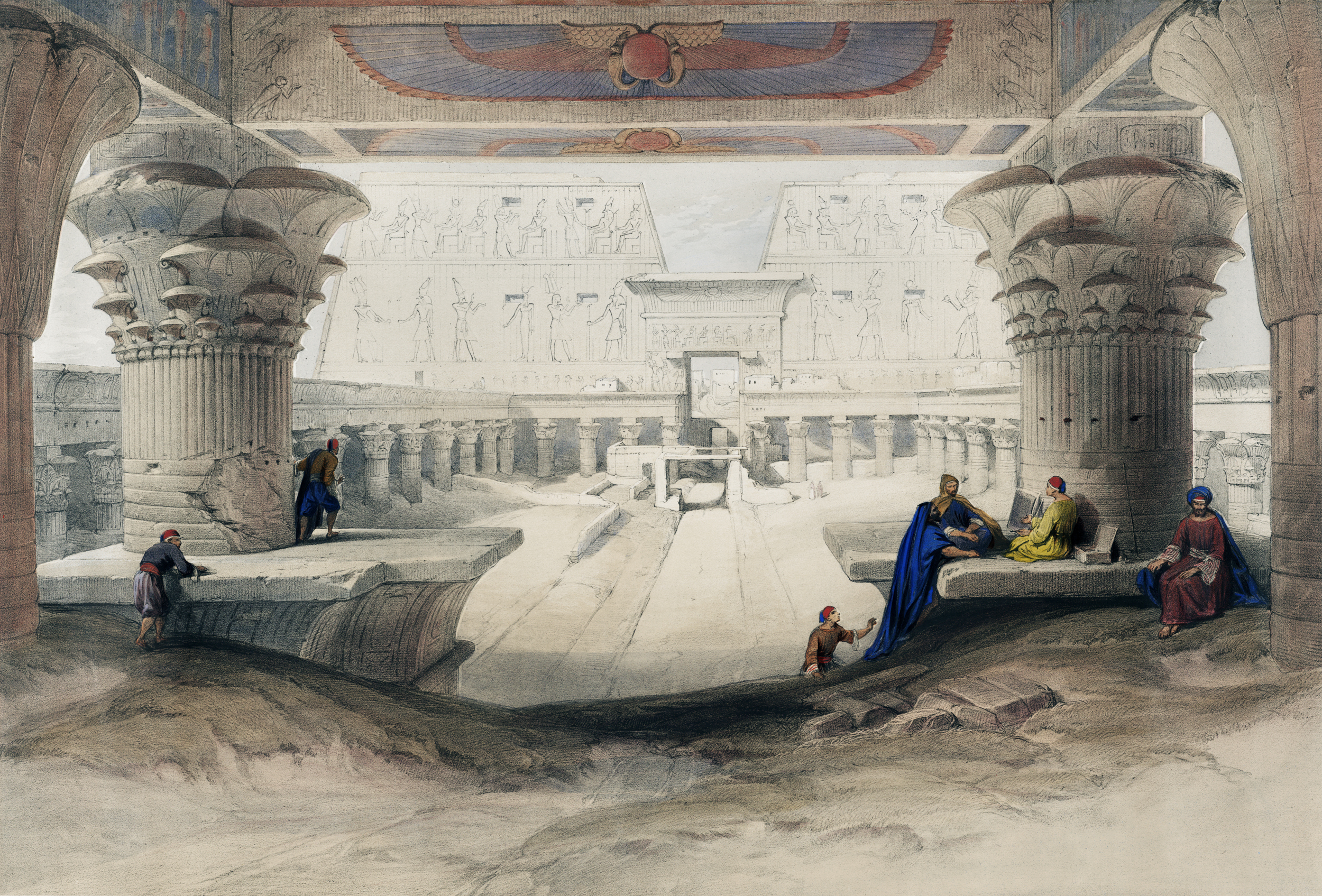
157. Vista desde debajo del pórtico del templo de Edfou, Alto Egipto.
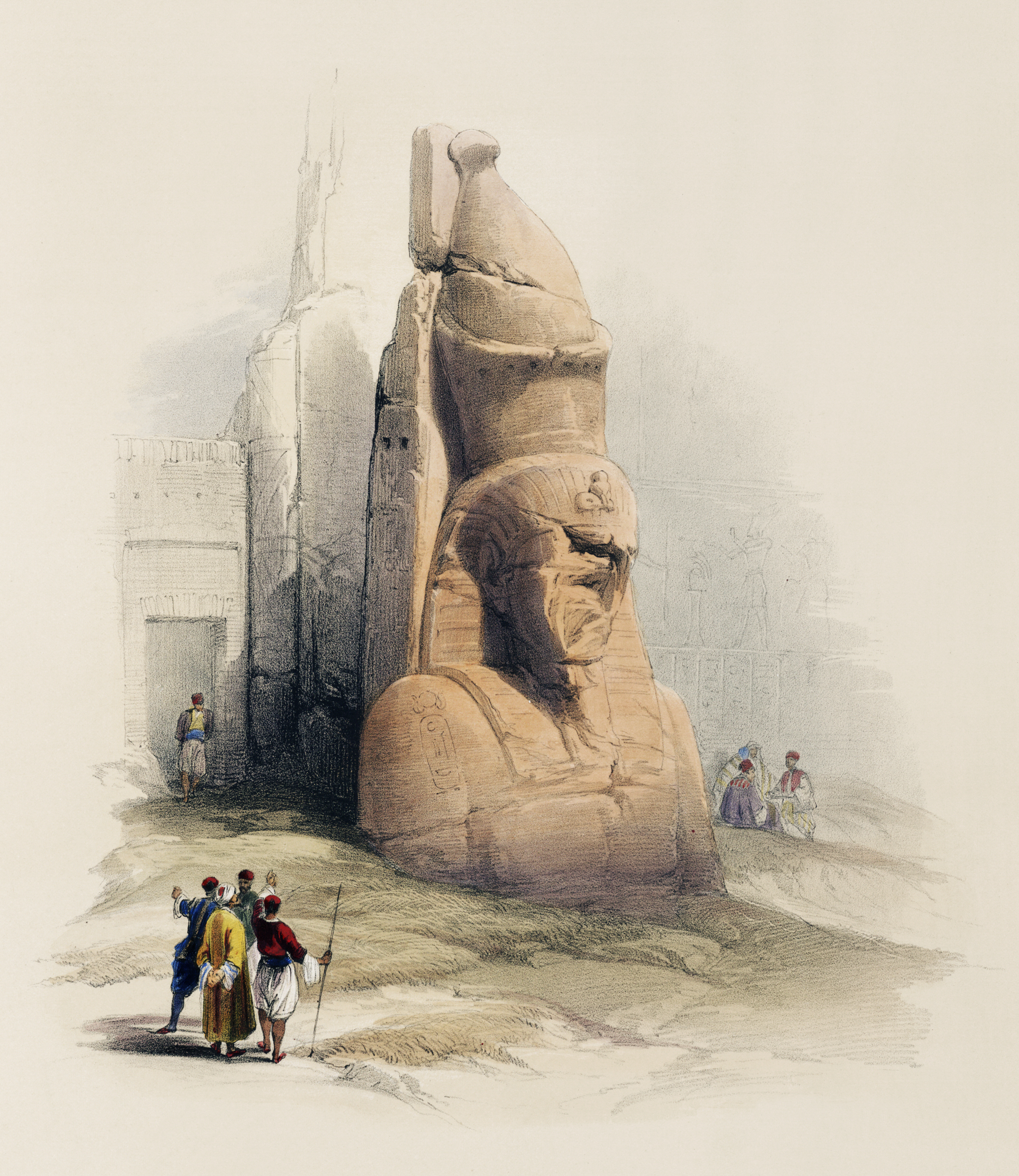
158. Colosal estatua en la entrada del templo de Luxor
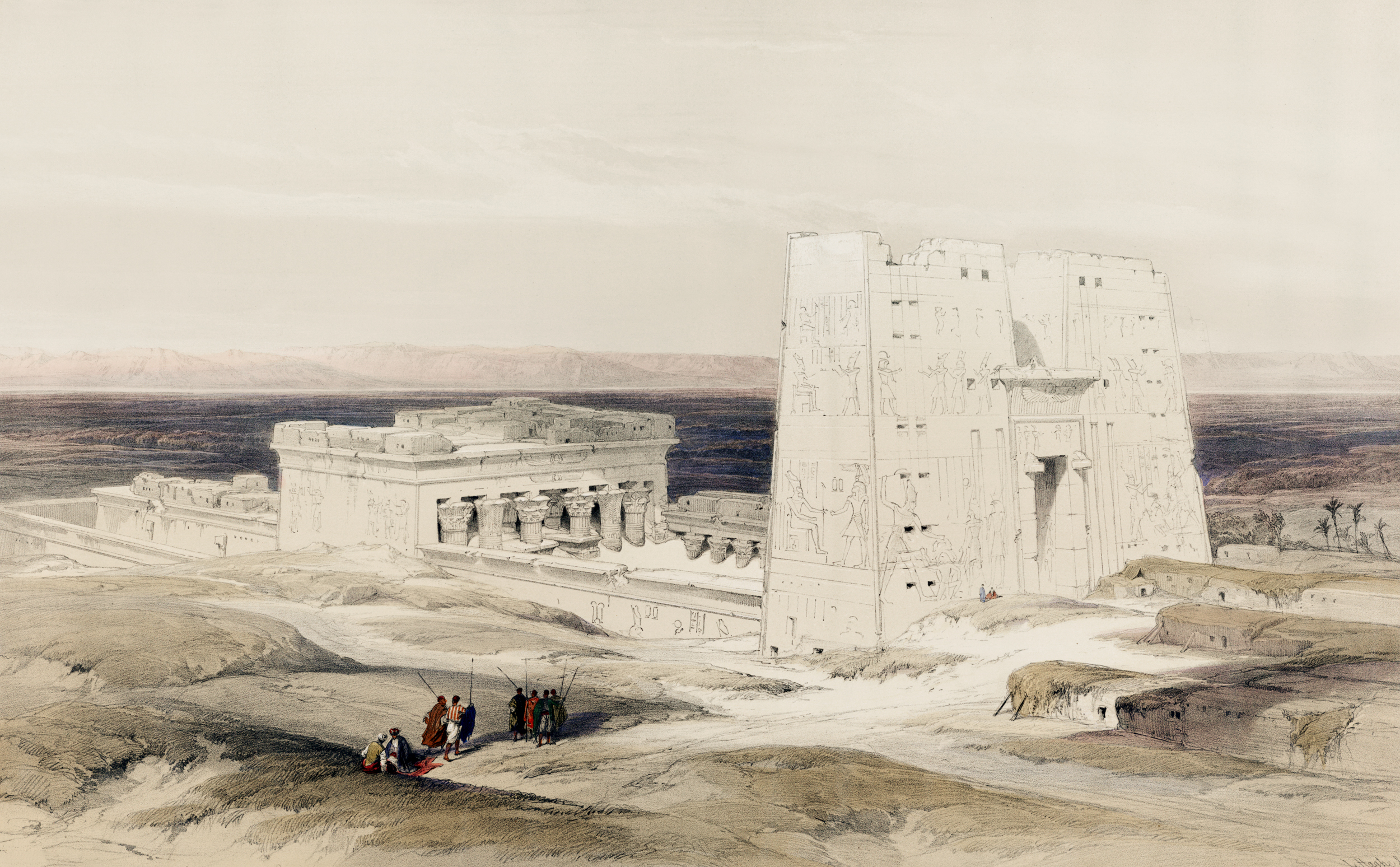
159. Templo de Edfu: Antigua Apollinopolis, Alto Egipto.
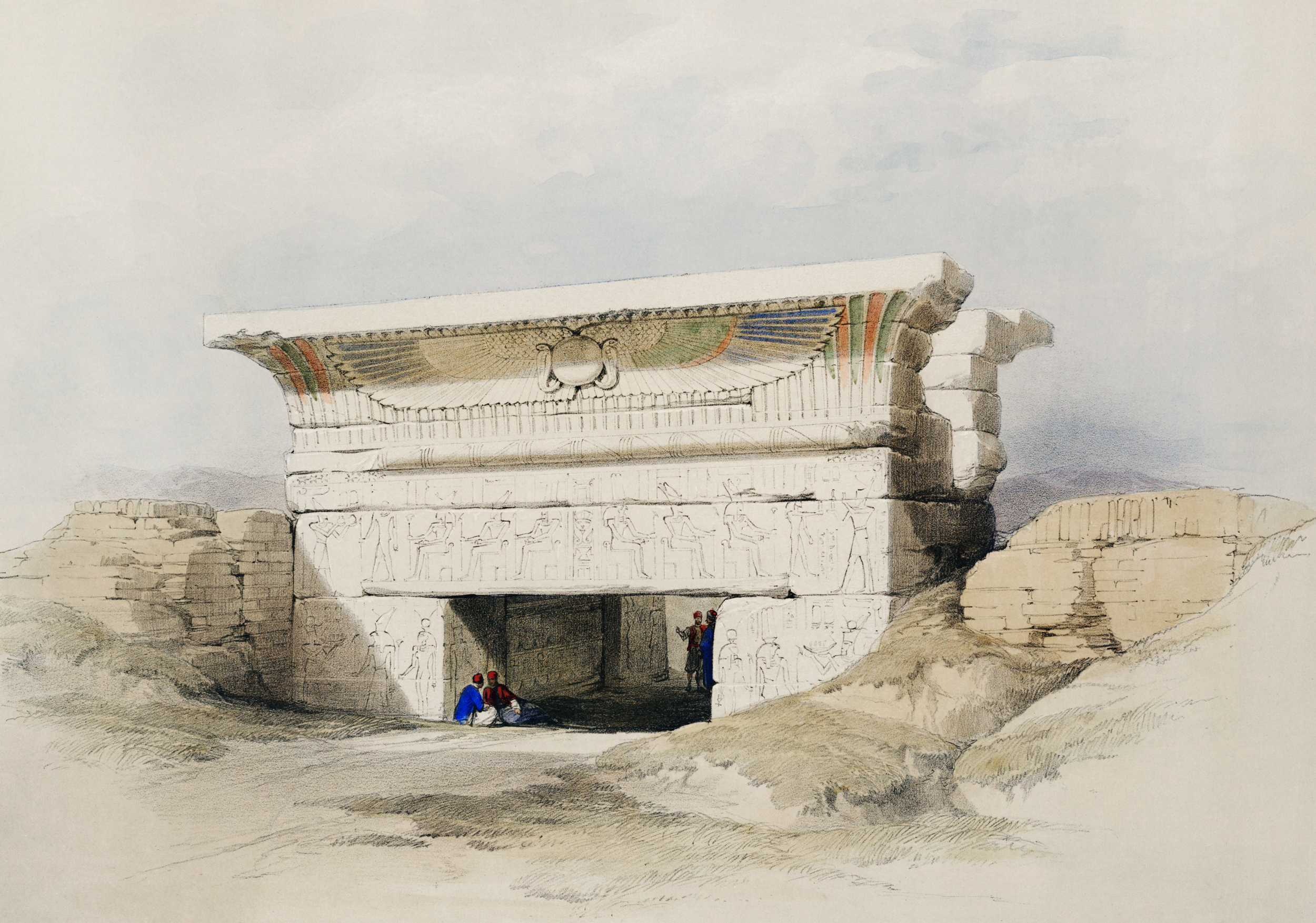
160.Puerta de Dendera..
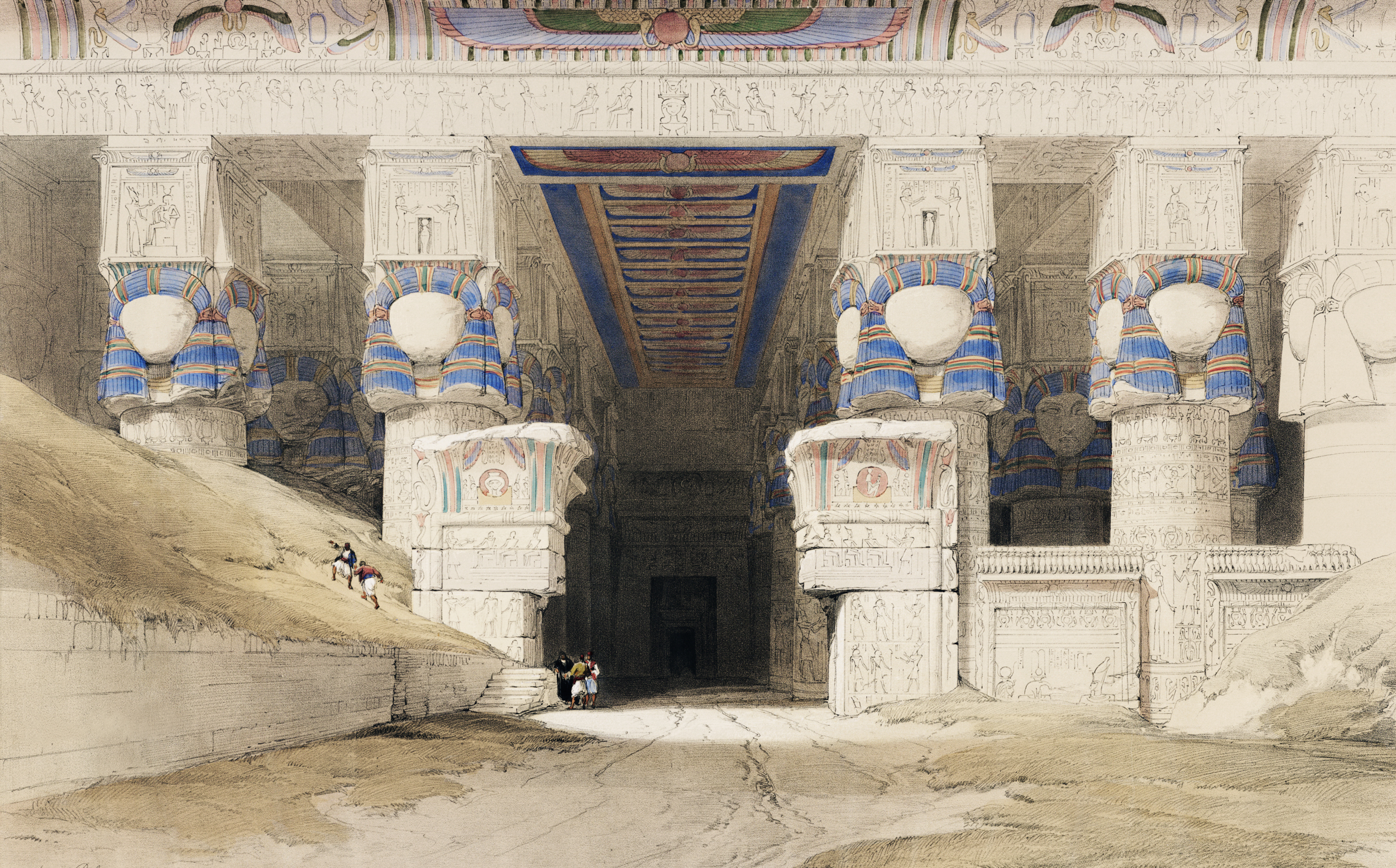
161. Pórtico del templo de Dendera.
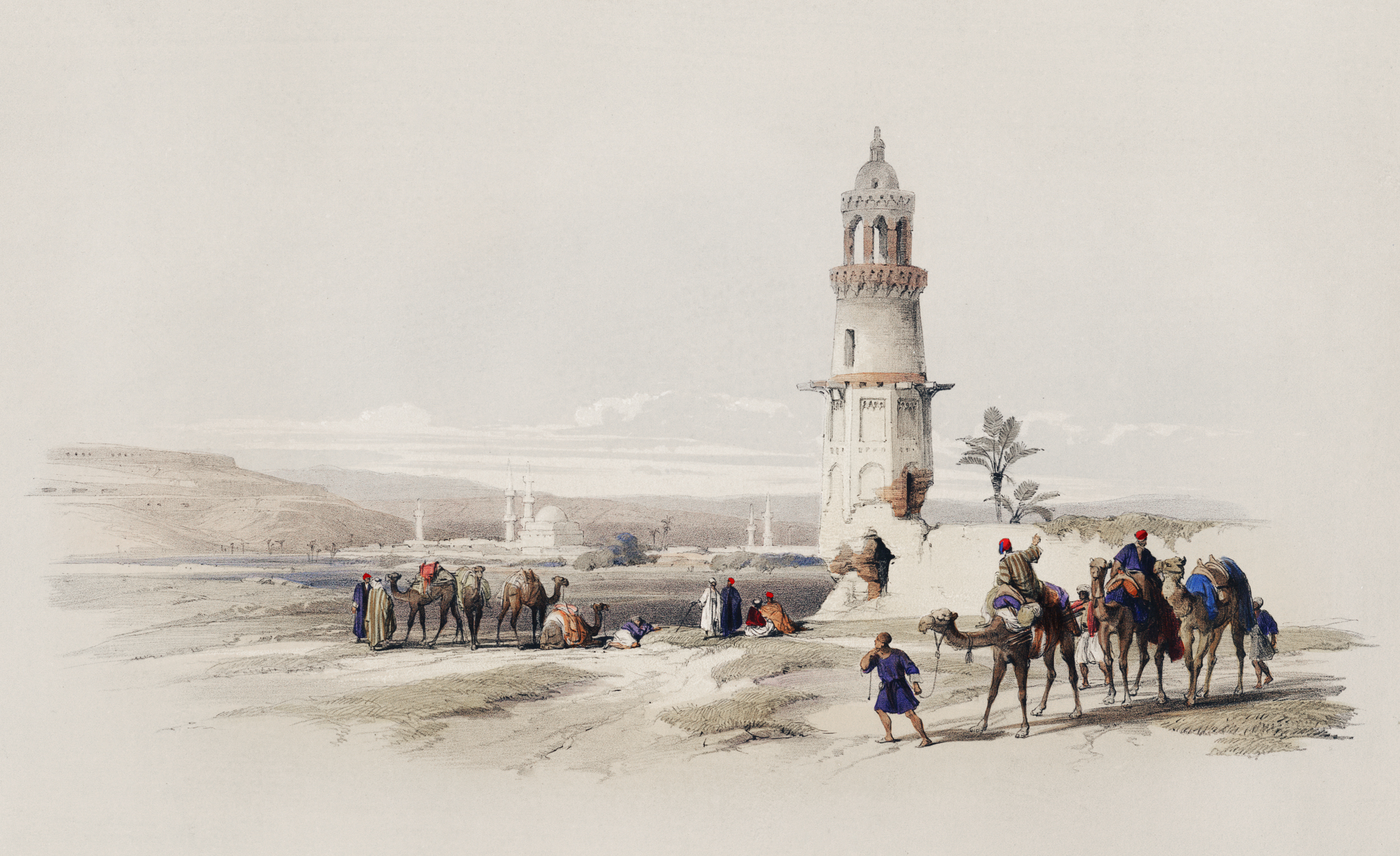
162. Asiut.
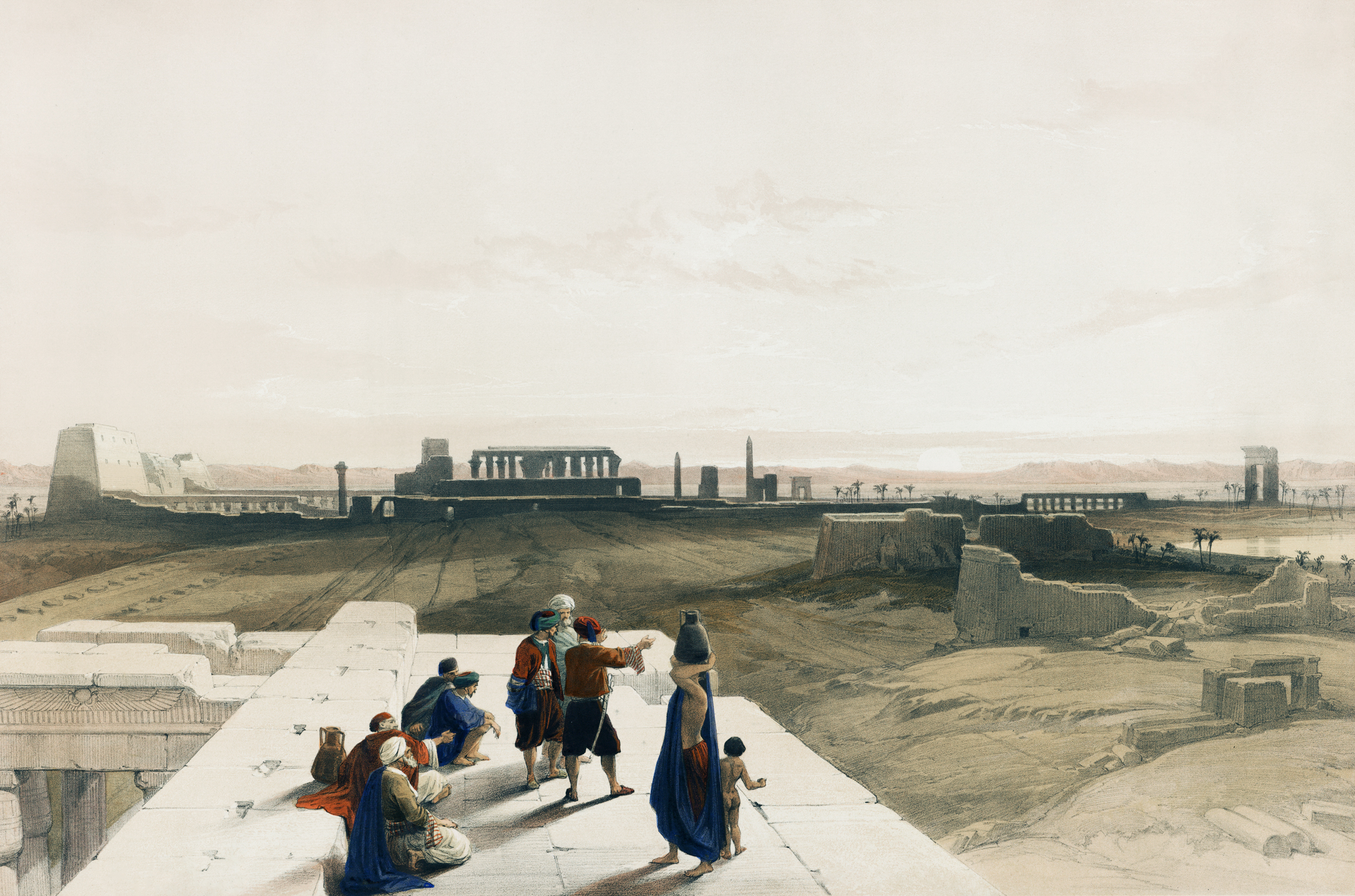
163.Vista general de las ruinas de Karnac, desde el oeste.
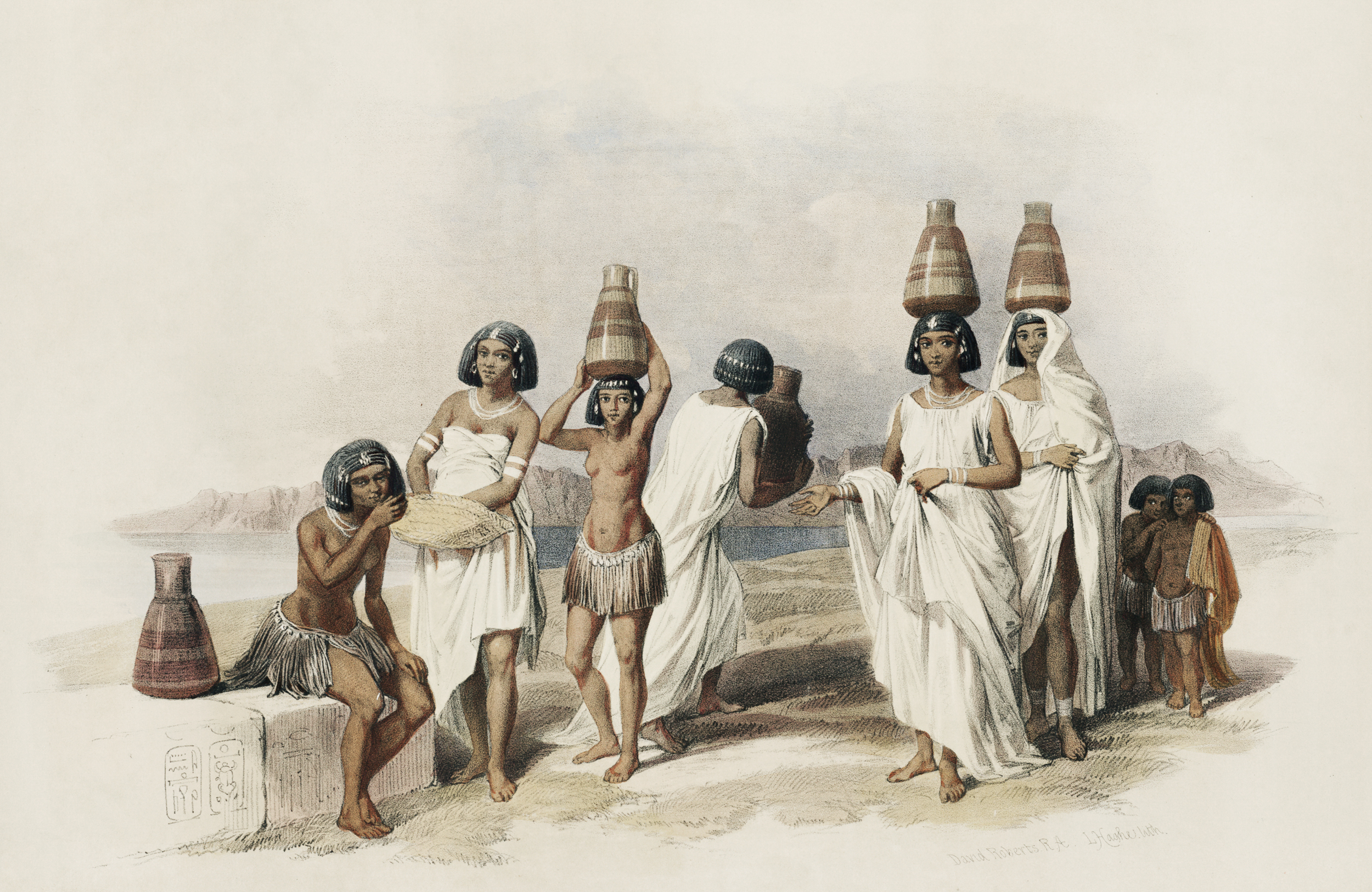
164. Mujeres nubias en .
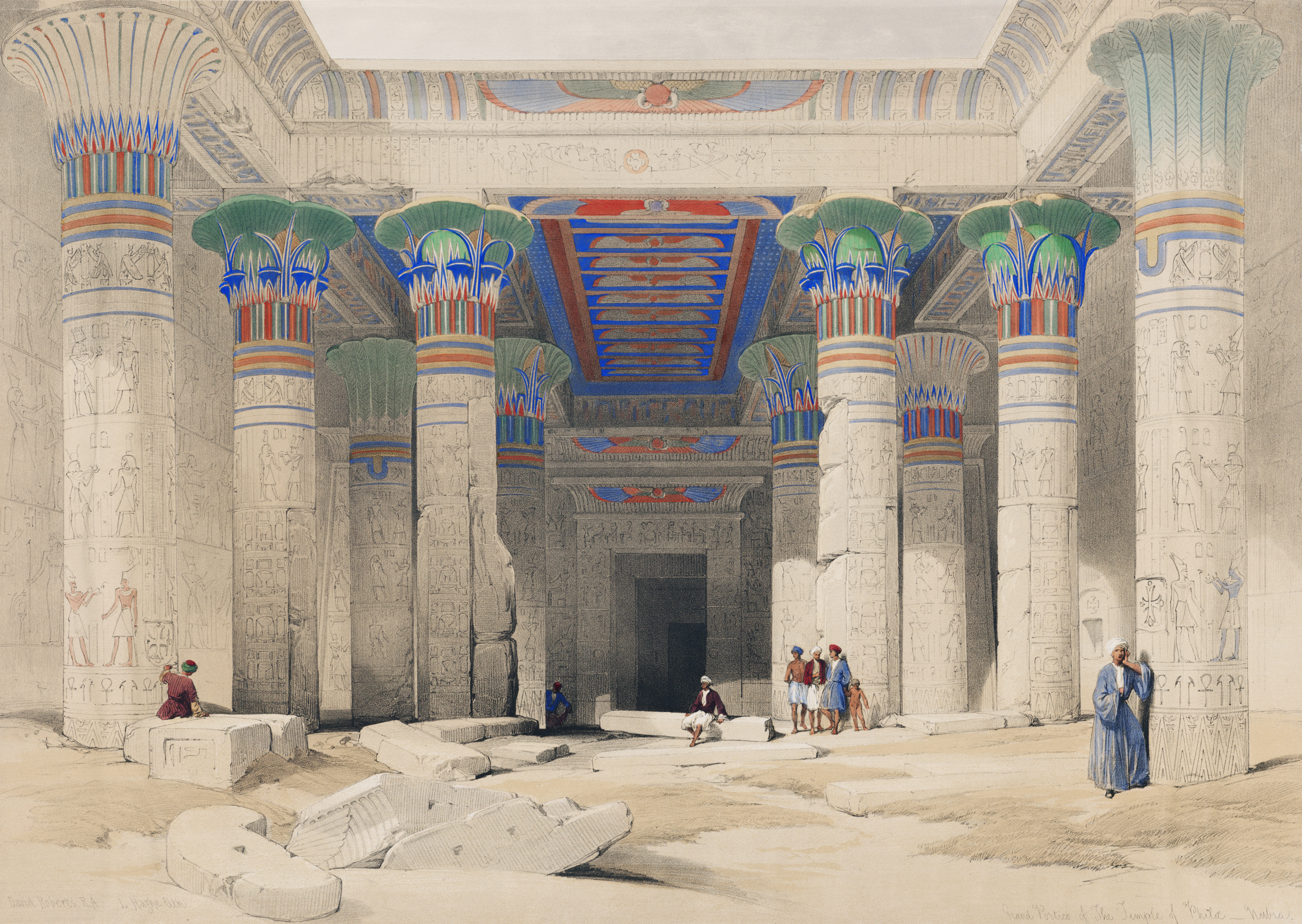
165. Gran pórtico del Templo de Philoe, Nubia.
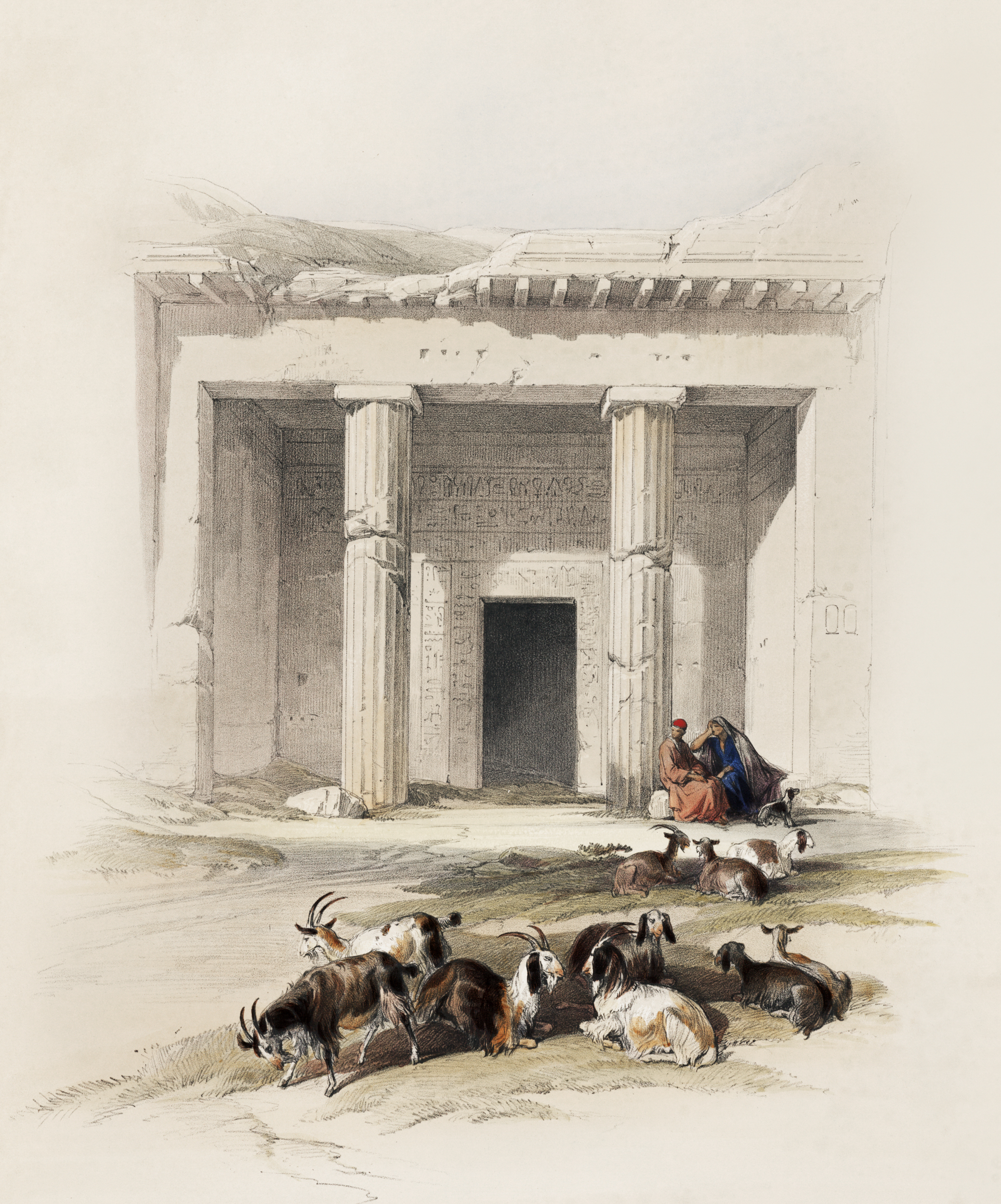
166. Entrada a las cuevas de Beni-Hassan.
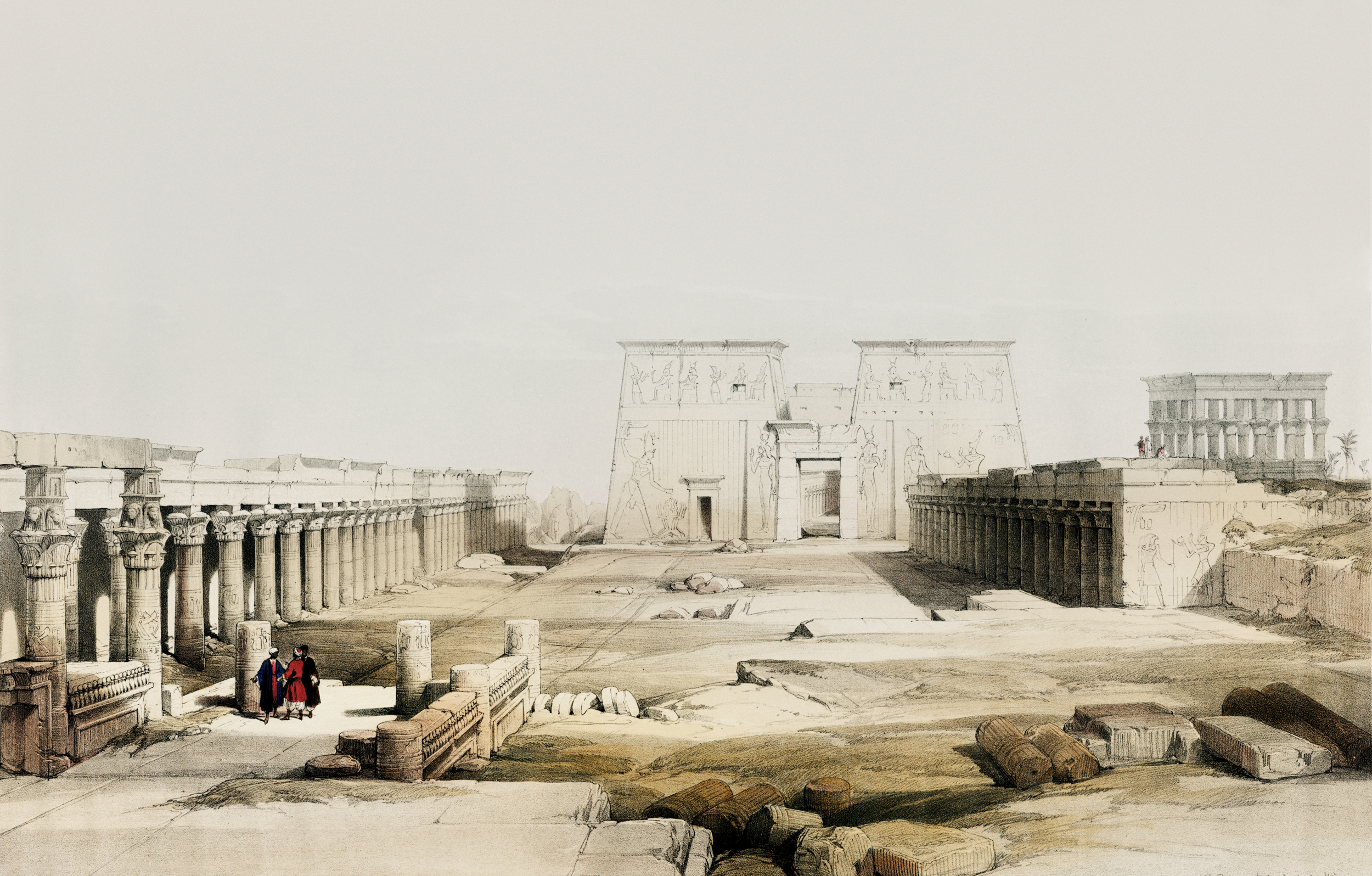
167.Gran aproximación al Templo de Philoe, Nubia.
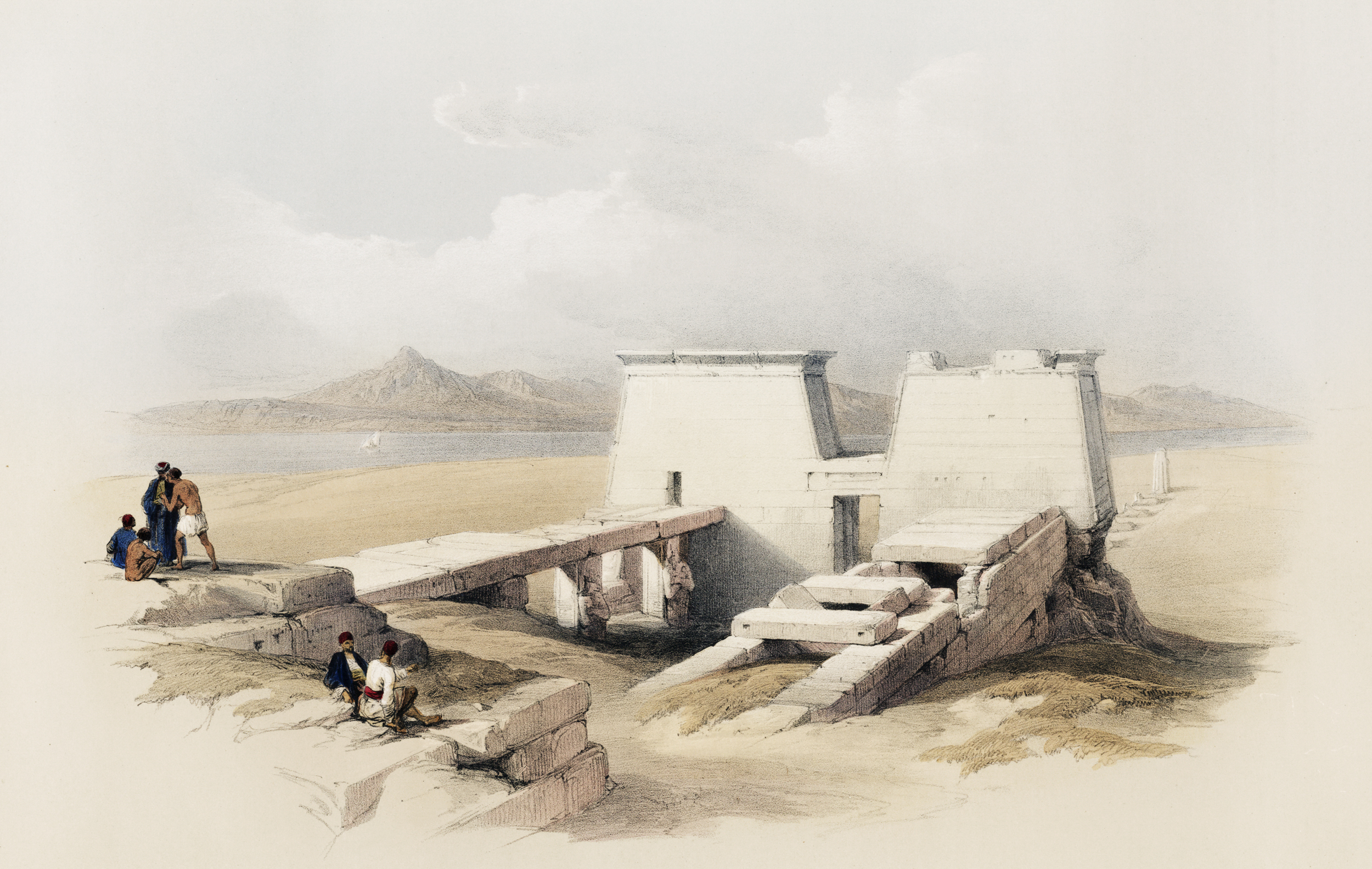
168. Templo de Uadi es-Sabua, Nubia.

### Volumen 5
169. Frontispicio. Alzado frontal del Gran Templo de Abu Simbel .

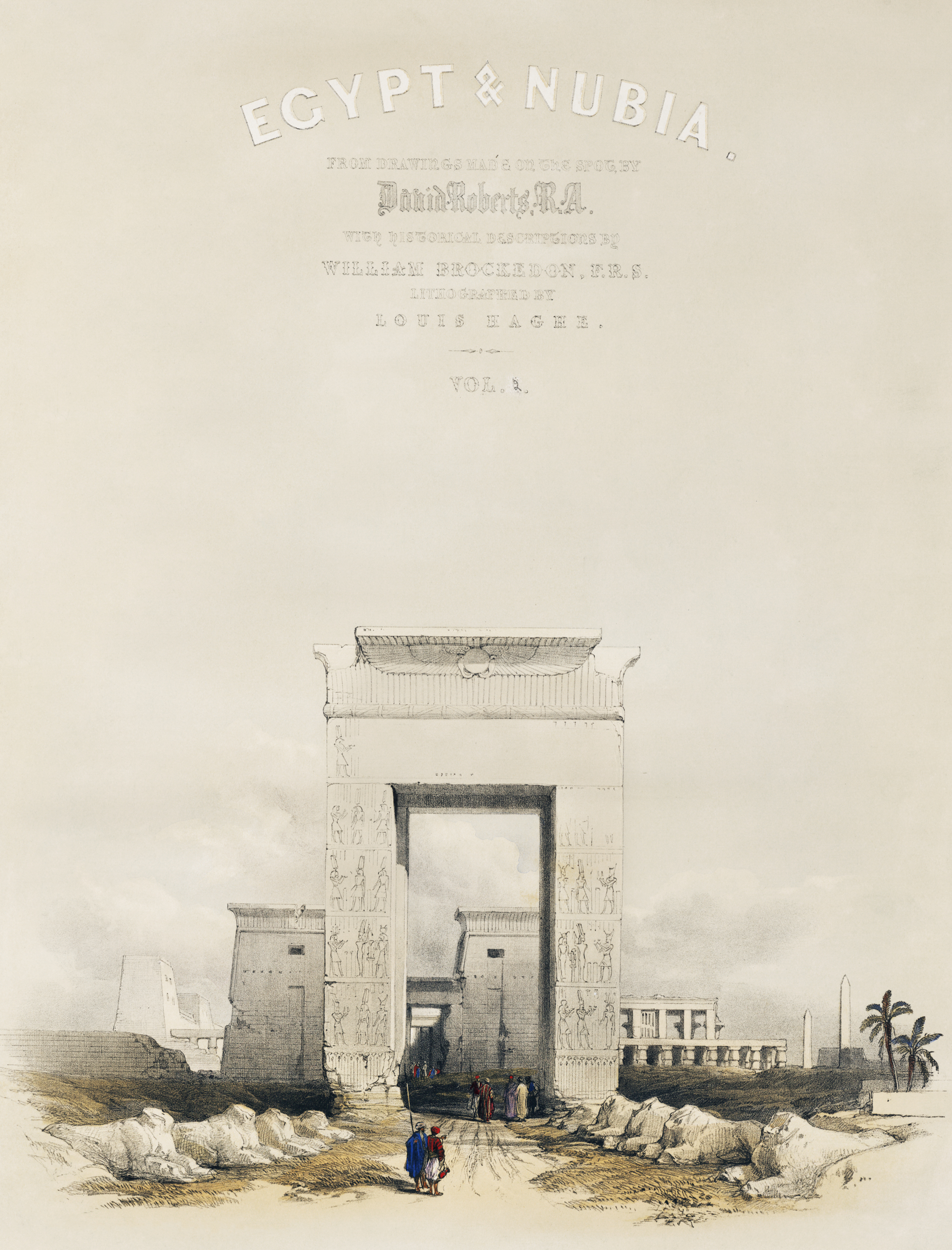
170. Gran puerta de acceso al templo de Karnac, Tebas.
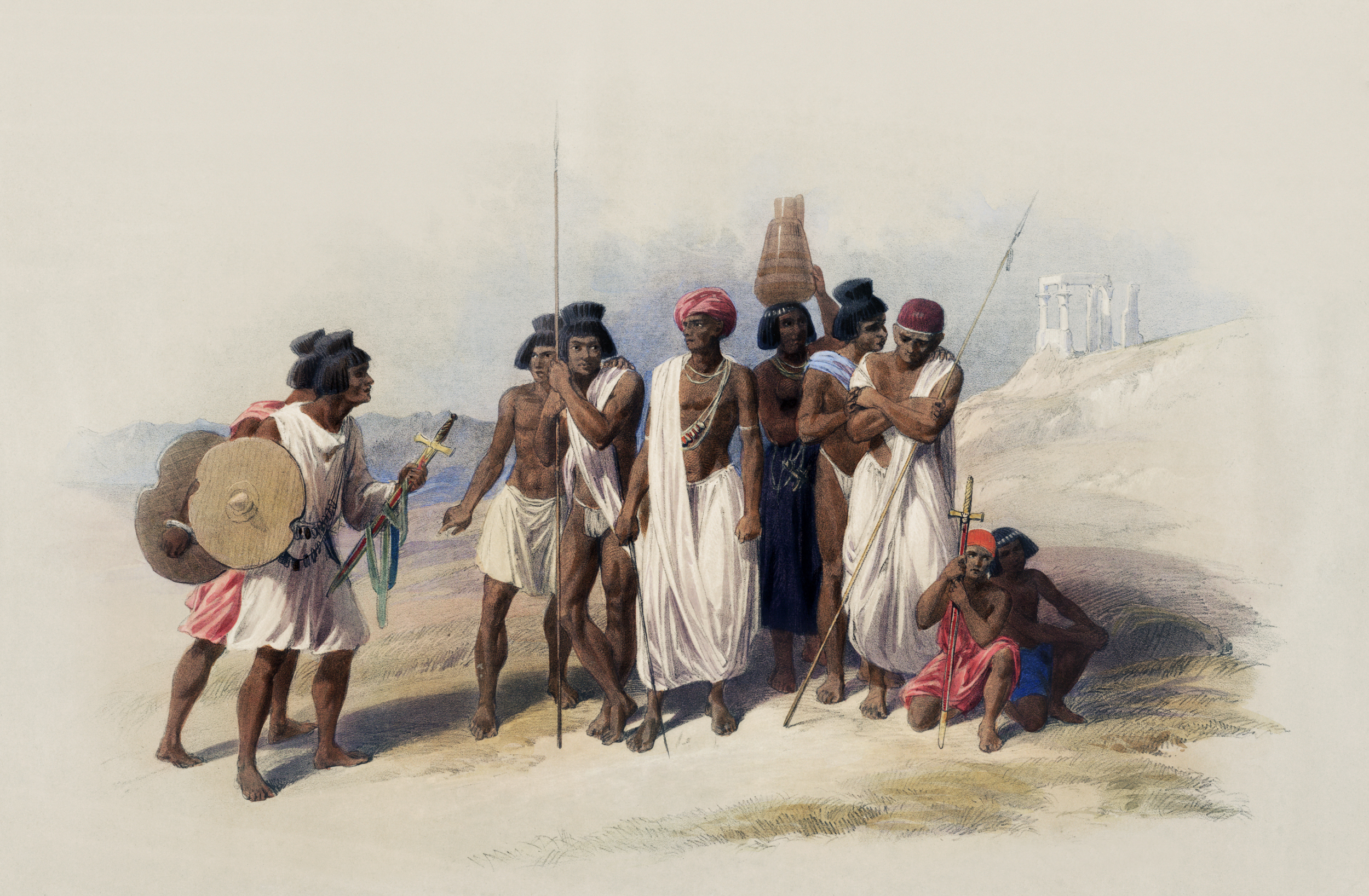
171. Grupo de nubios en Wady Kardassy.
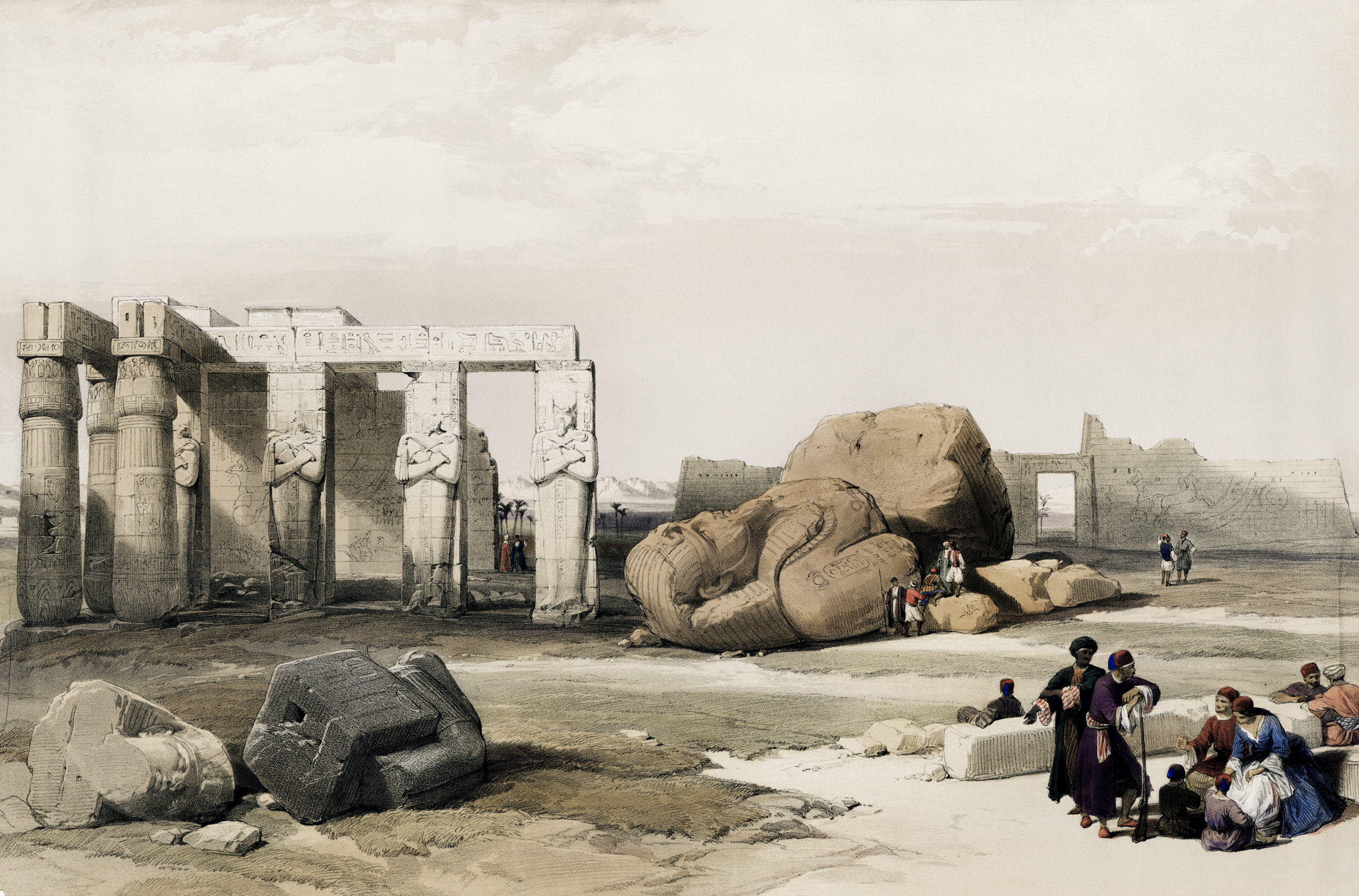
172. Fragmento del Gran Coloso de Memnonium, Tebas.
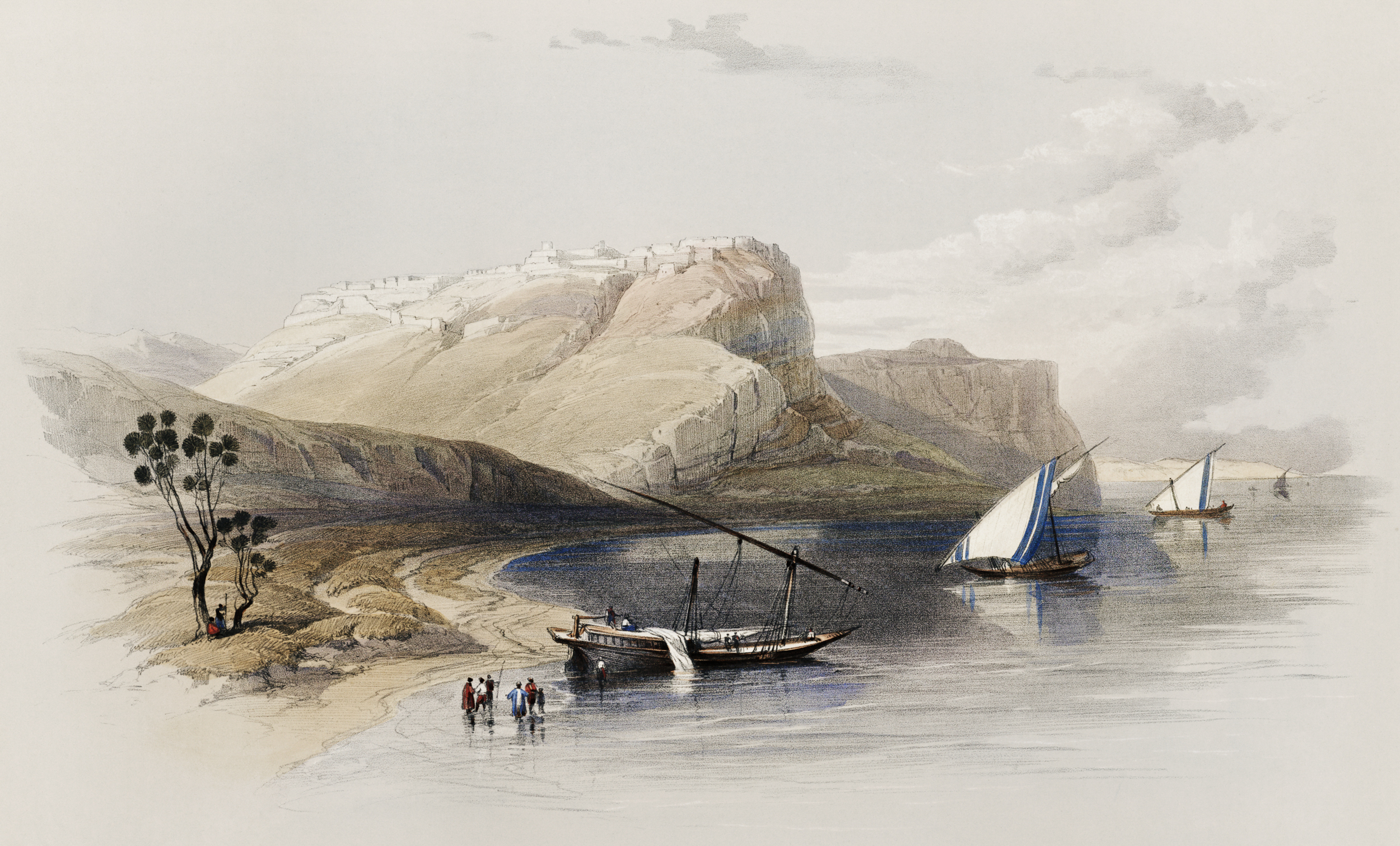
173. Fortaleza de Ibrim, Nubia.
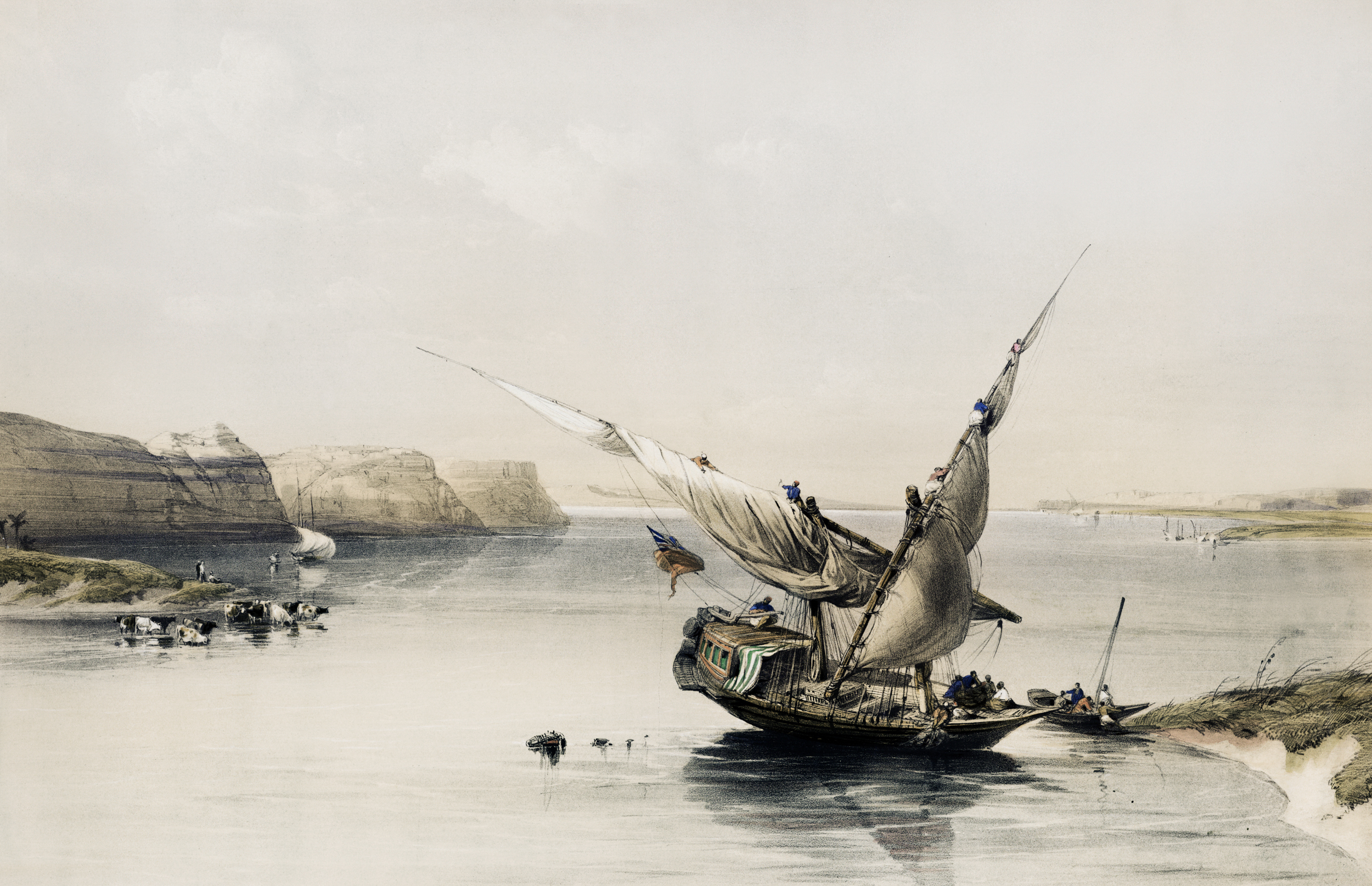
174. Aproximación a la Fortaleza de Ibrim.
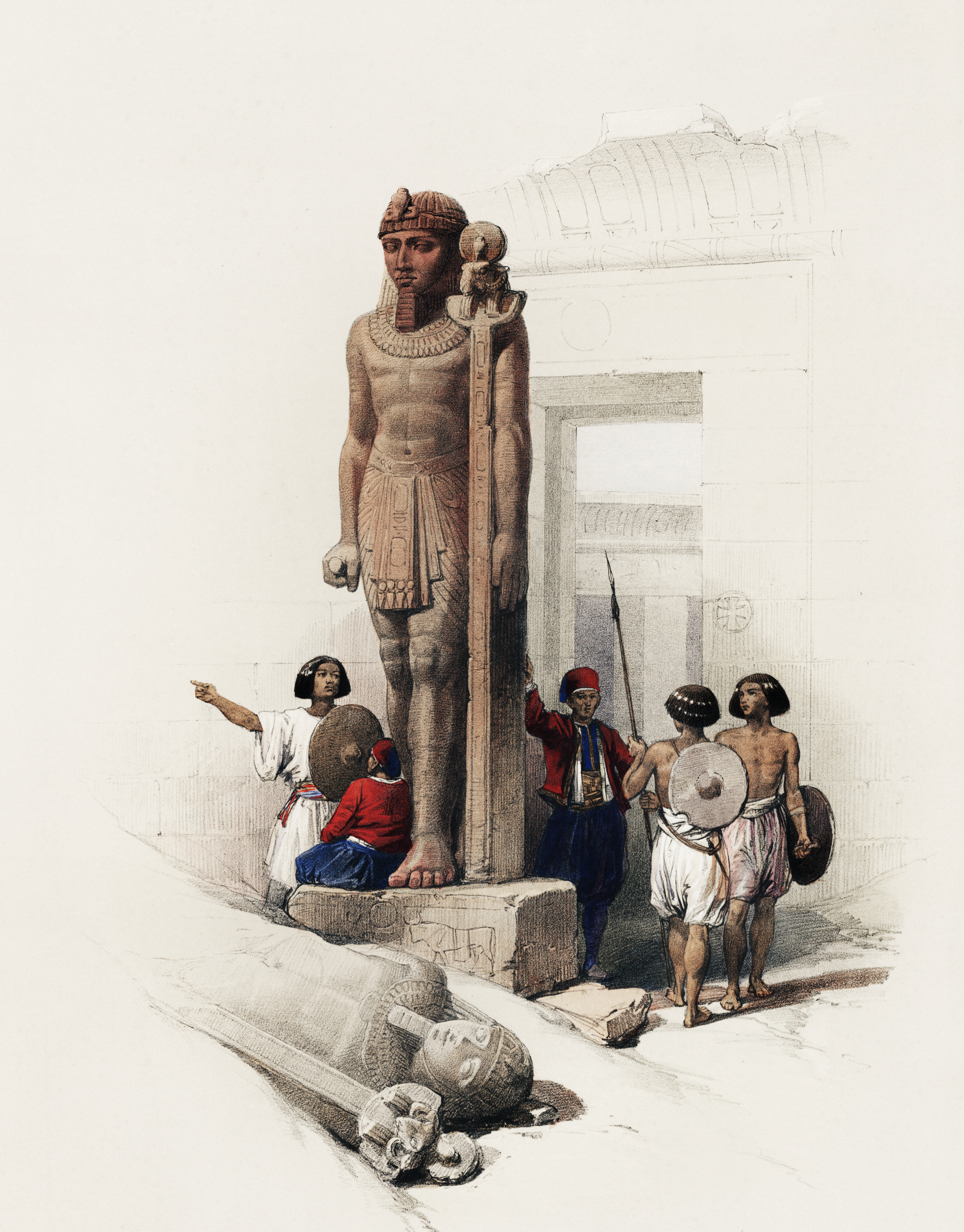
Colosos en Wady Saboua.175.
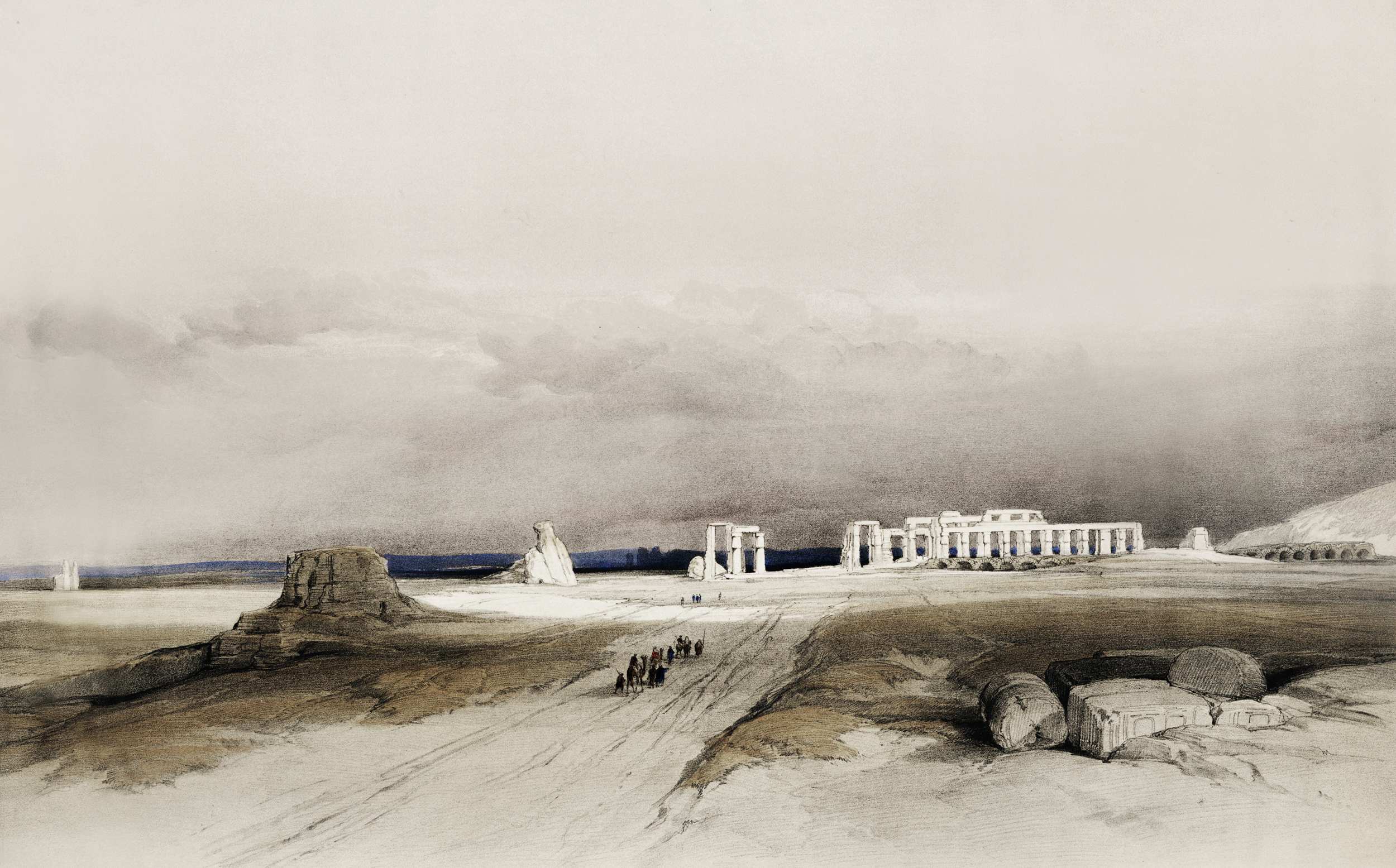
Ruinas del Memnonium, Tebas.176.
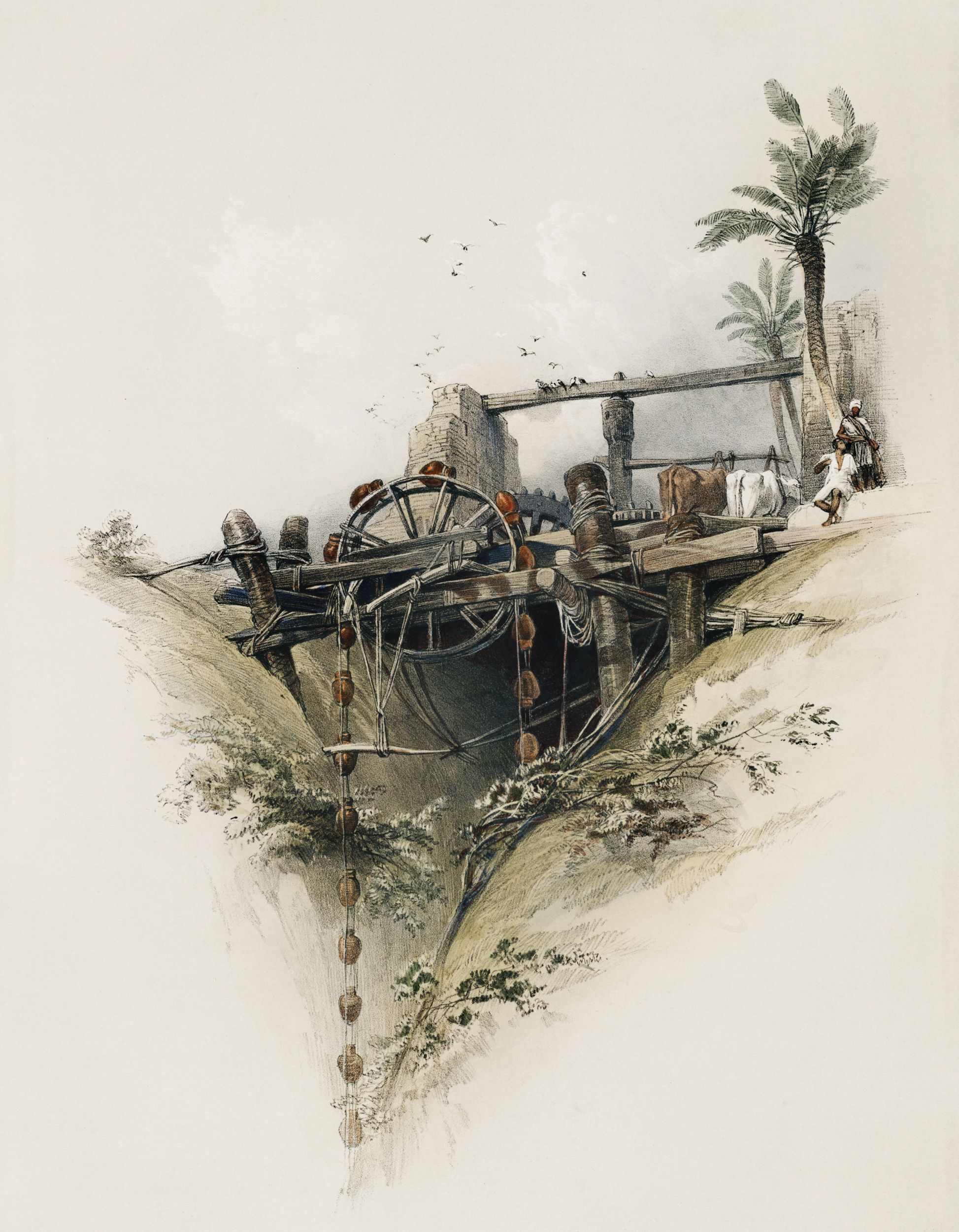
177. Rueda hidráulica persa, utilizada para regar Nubia.
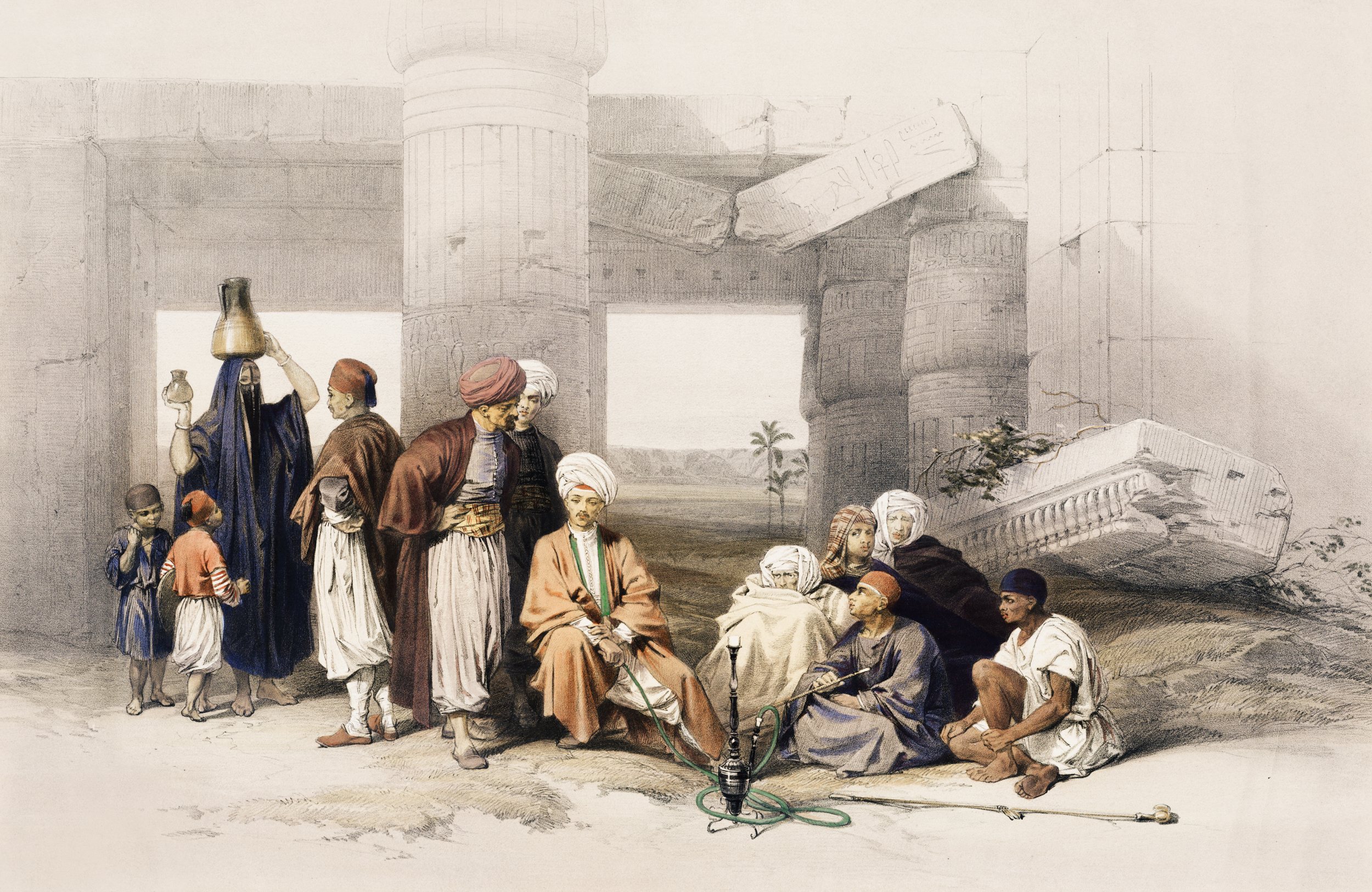
178. Un grupo a la entrada del Templo de Amón, en Goorna, Tebas.
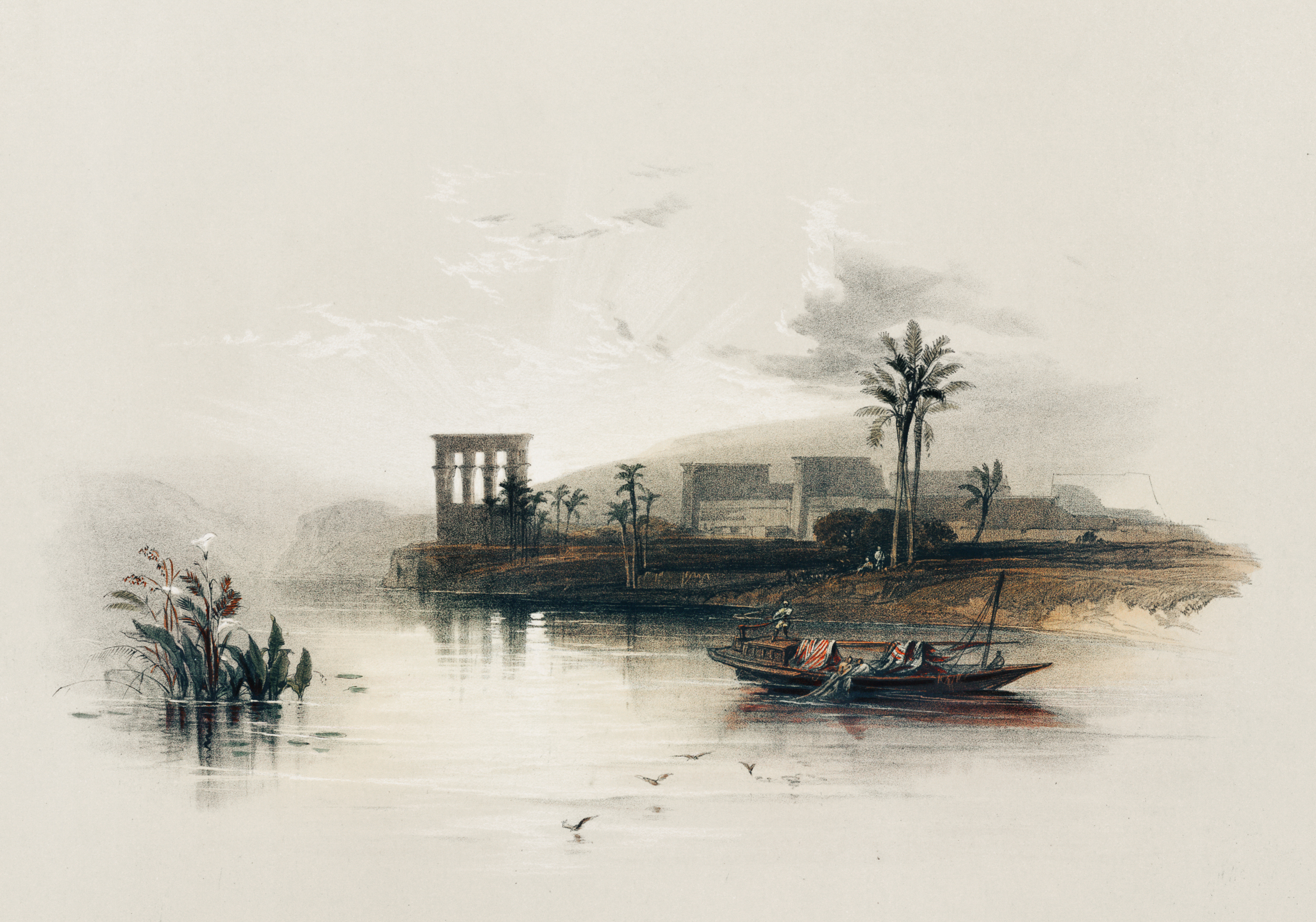
179. La isla de Philoe, al atardecer.
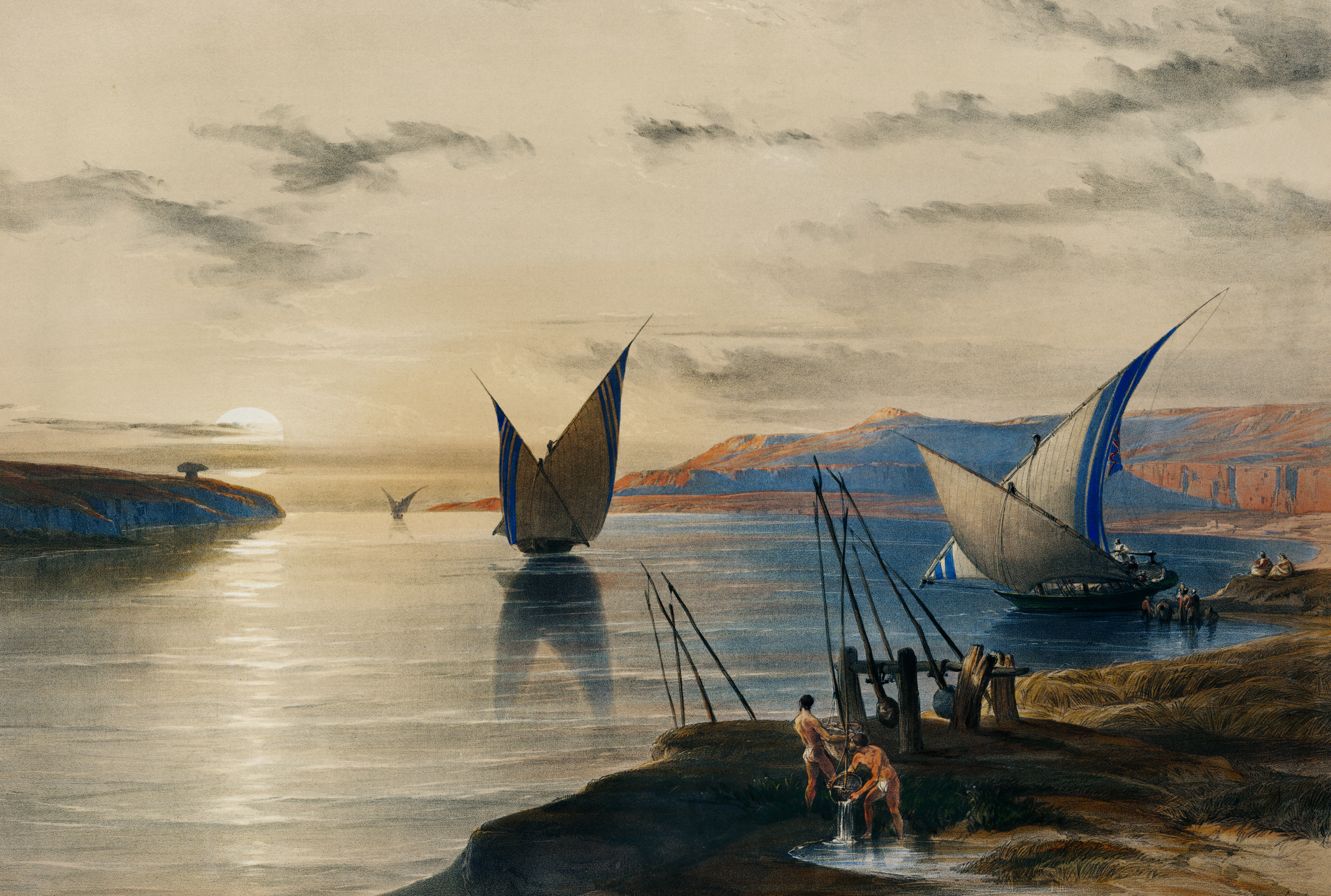
180. Hadjar Silsilis, o la Roca de la Cadena.
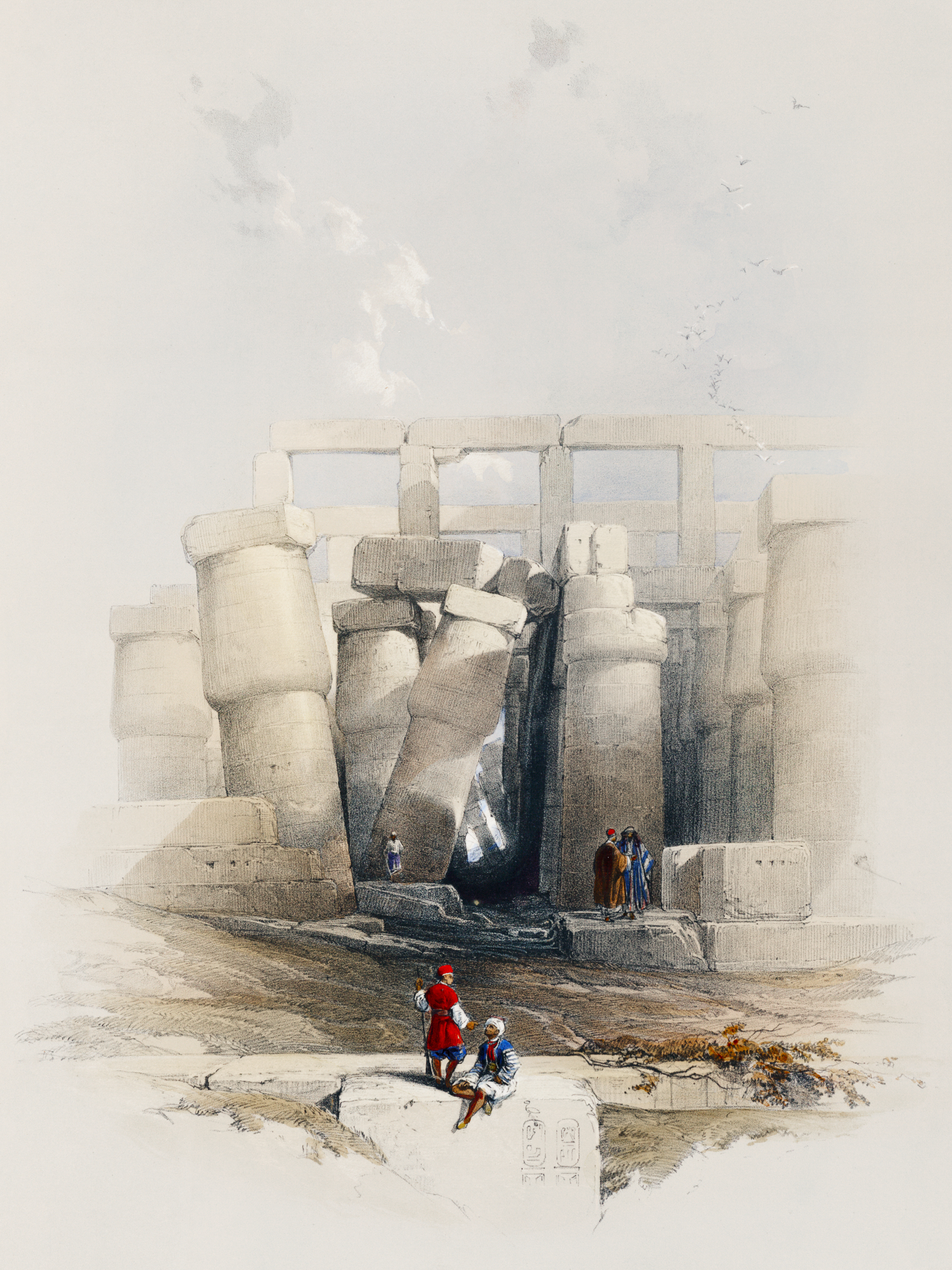
181. Parte de la Sala de las Columnas de Karnac, vista desde el exterior.
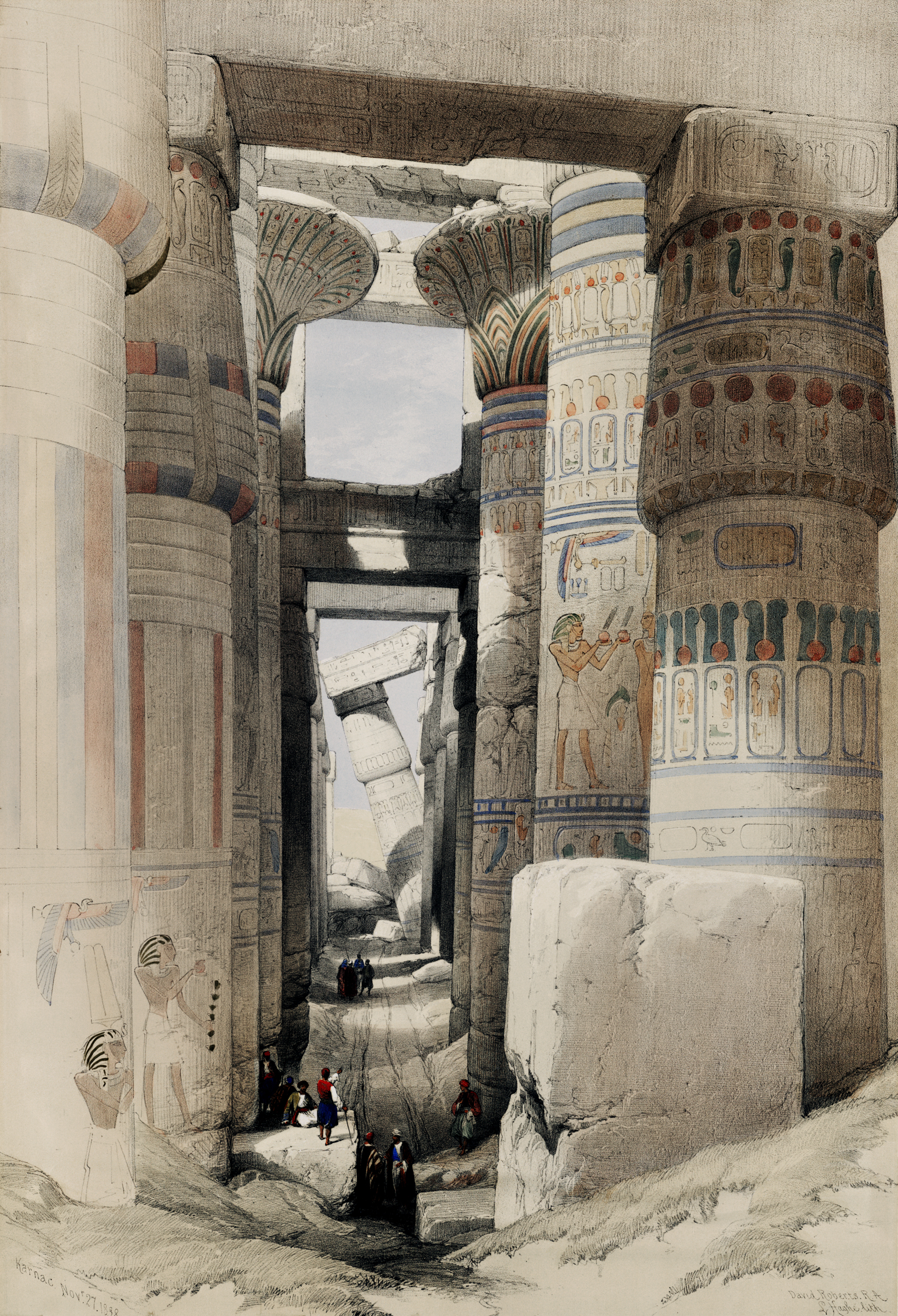
182. Vista de la Sala de las Columnas, Karnac.
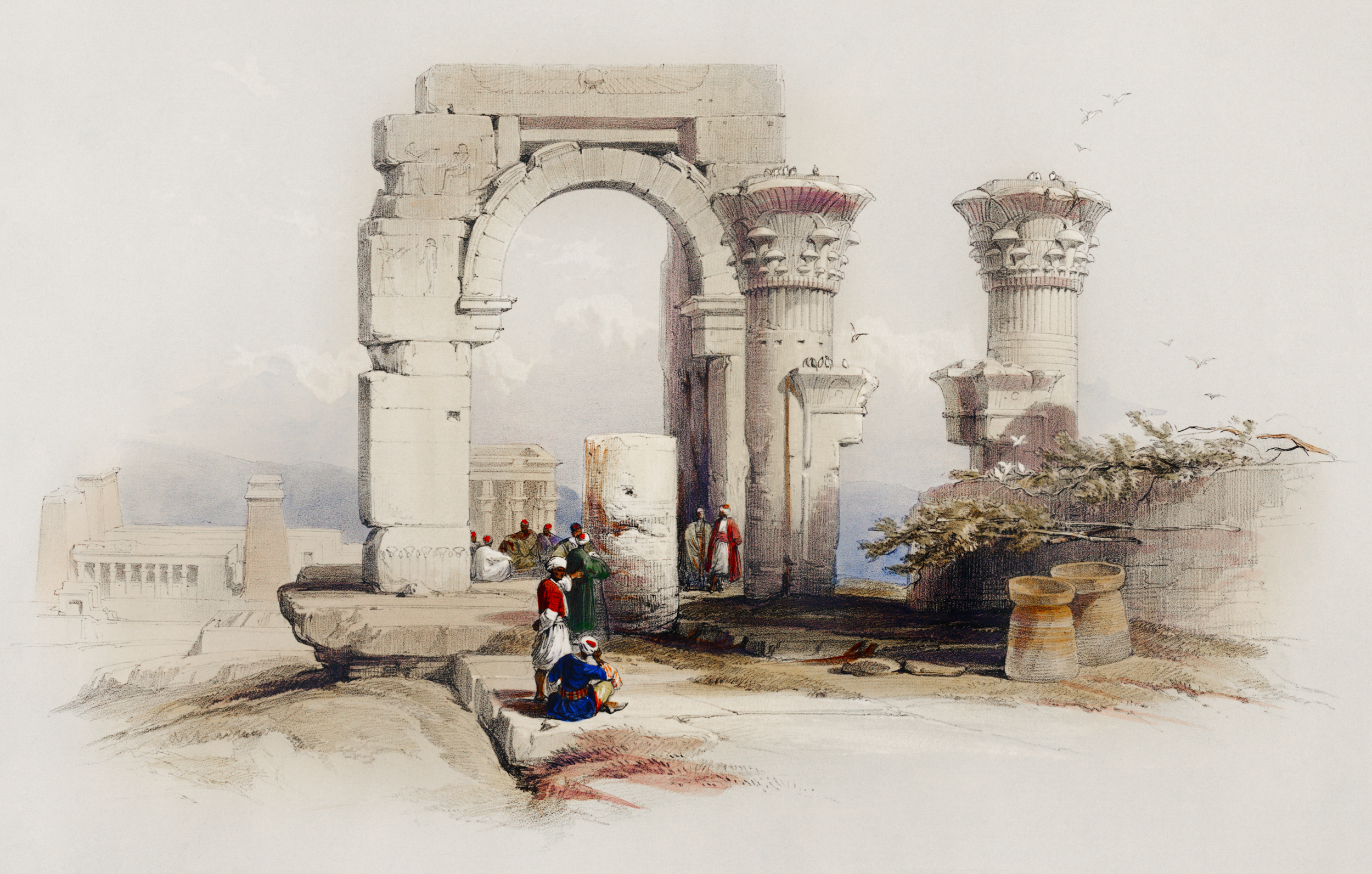
183. Parte de las ruinas de un templo en la isla de Bigge, Nubia.
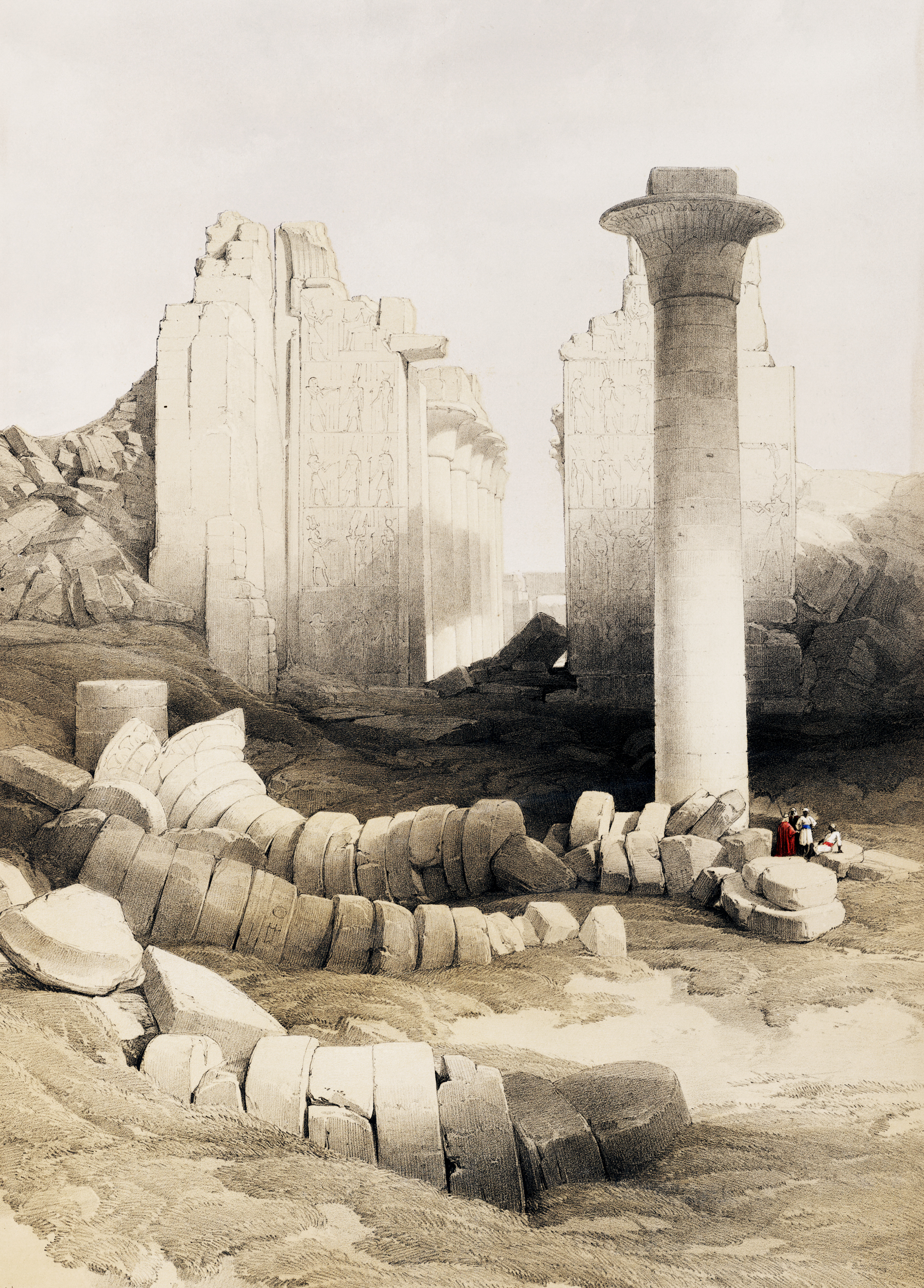
184. El Dromos, o Primer Patio del Templo de Karnac.
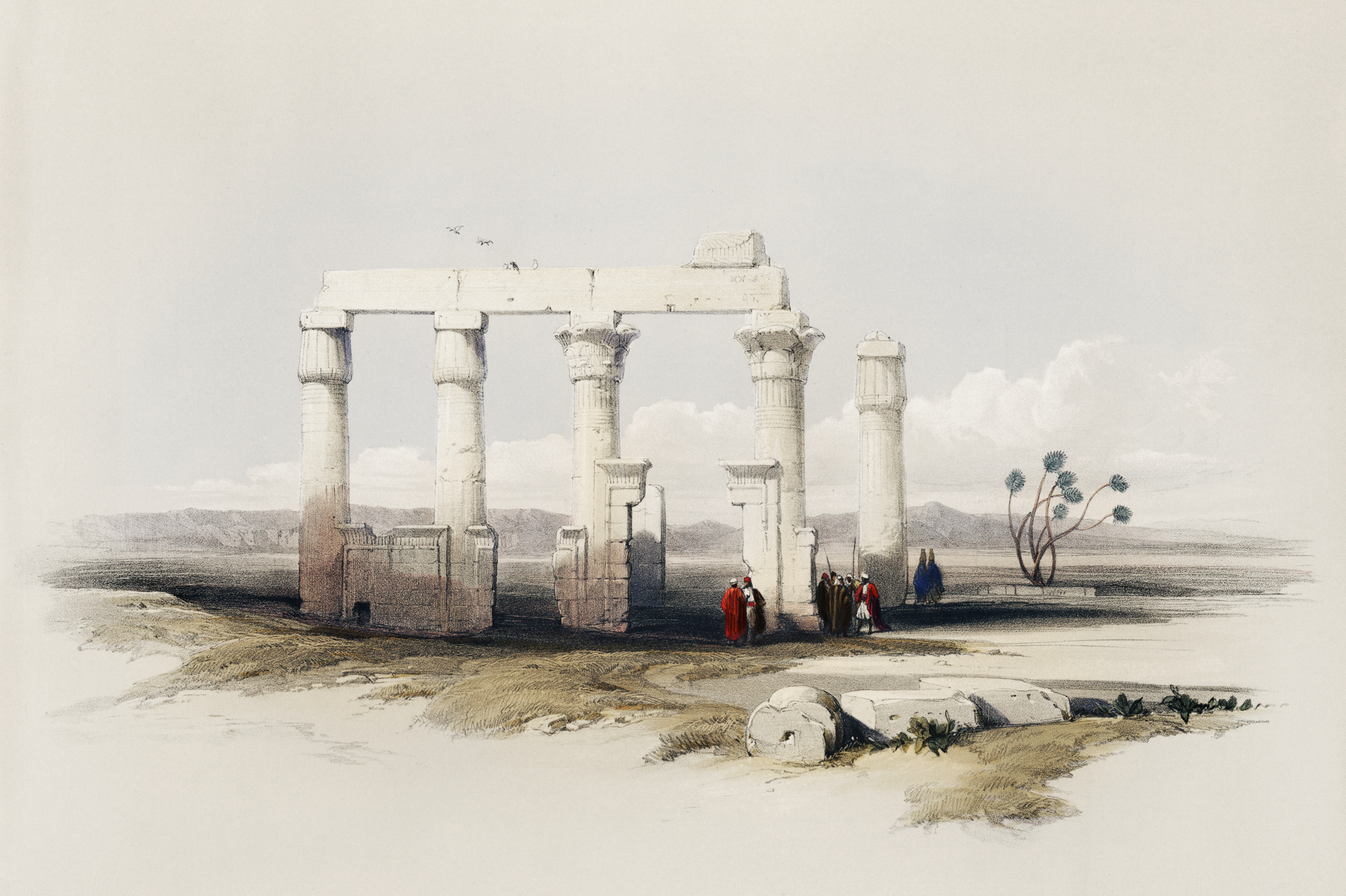
185. Ruinas del templo de Medamout, cerca de Tebas.
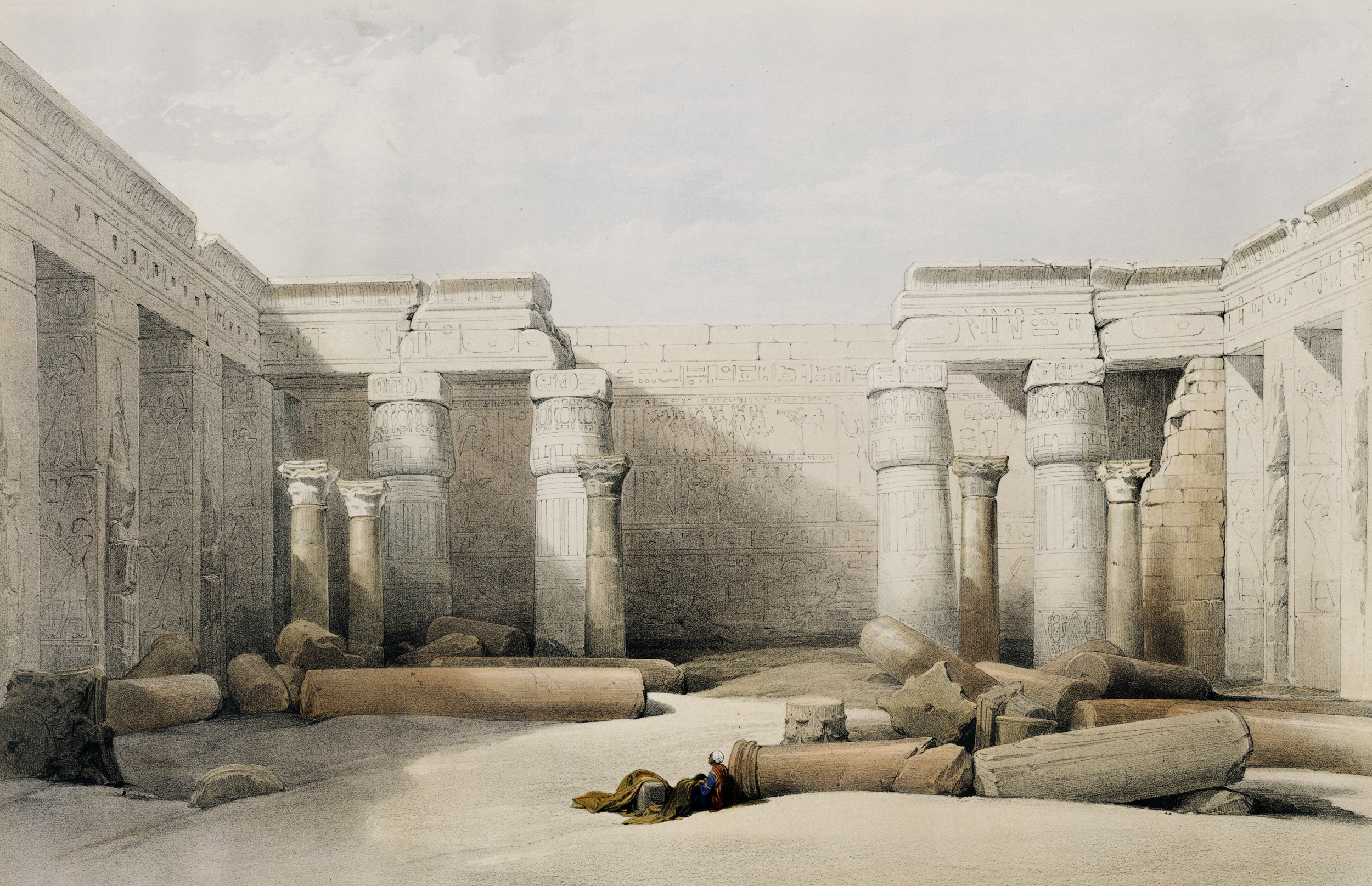
186. Ruinas de una iglesia cristiana en el Gran Patio del Templo de Medinet Abou.
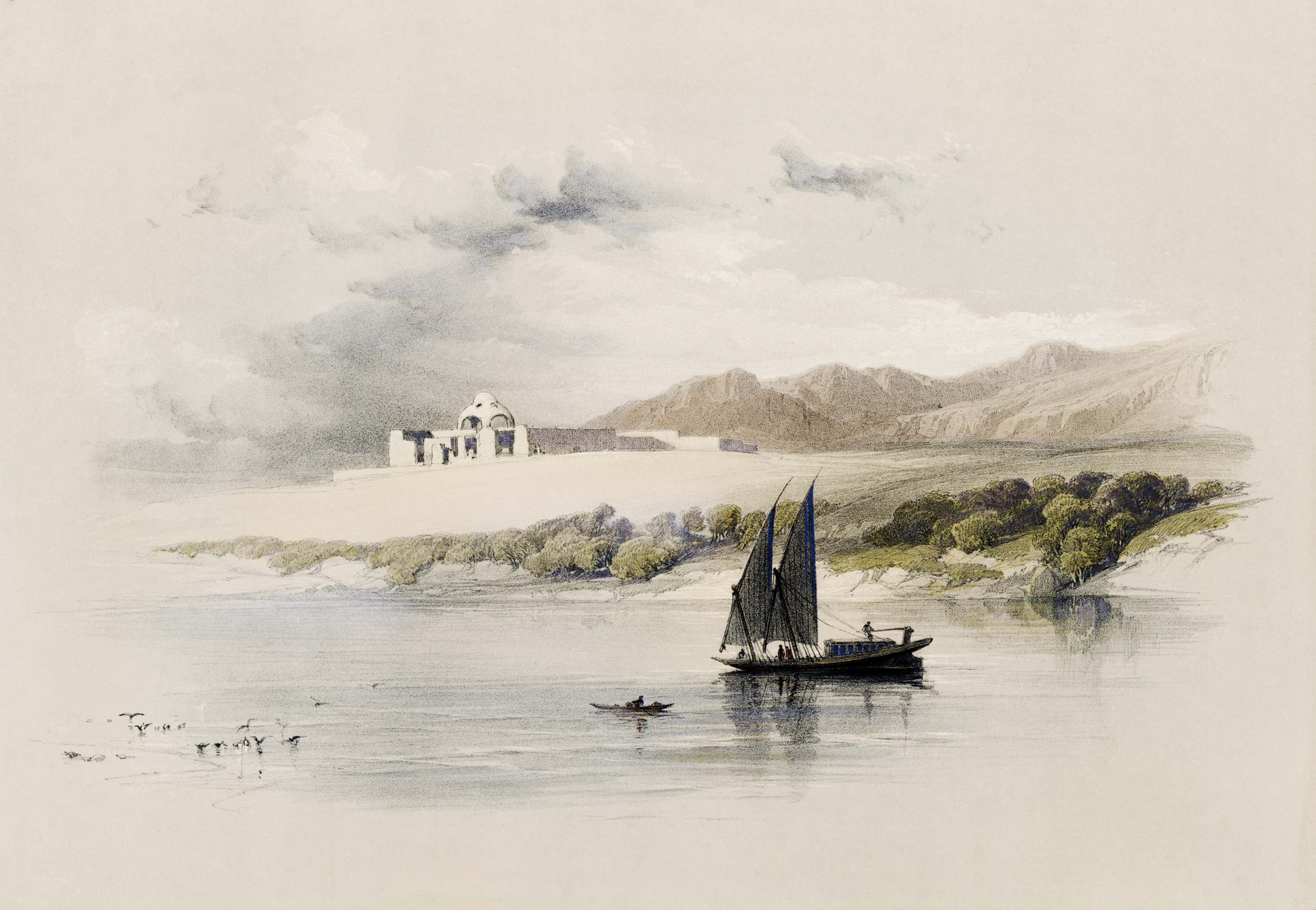
187.Templo de Amada en Hassaia, Nubia.
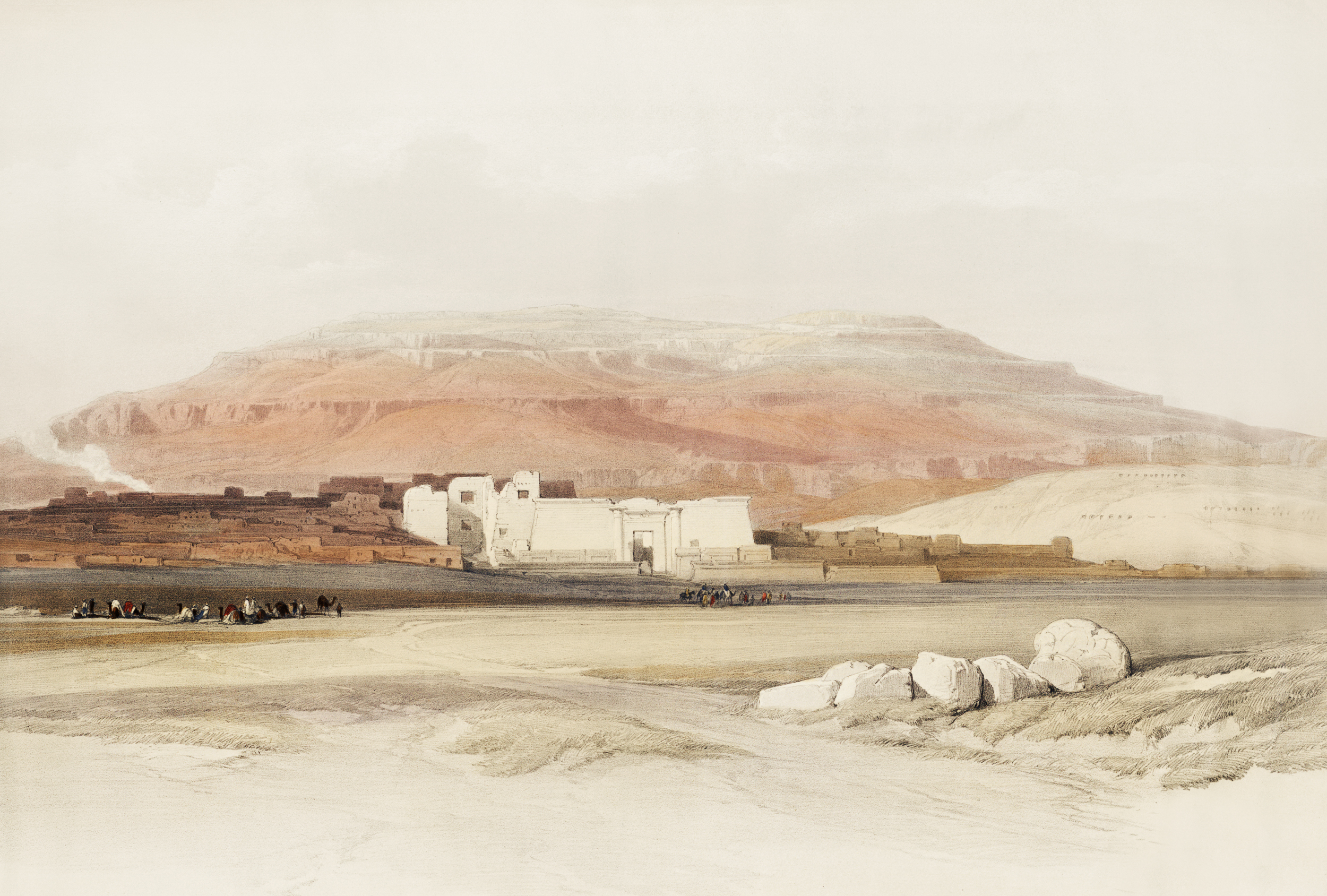
188. Medinet Abou, Tebas.
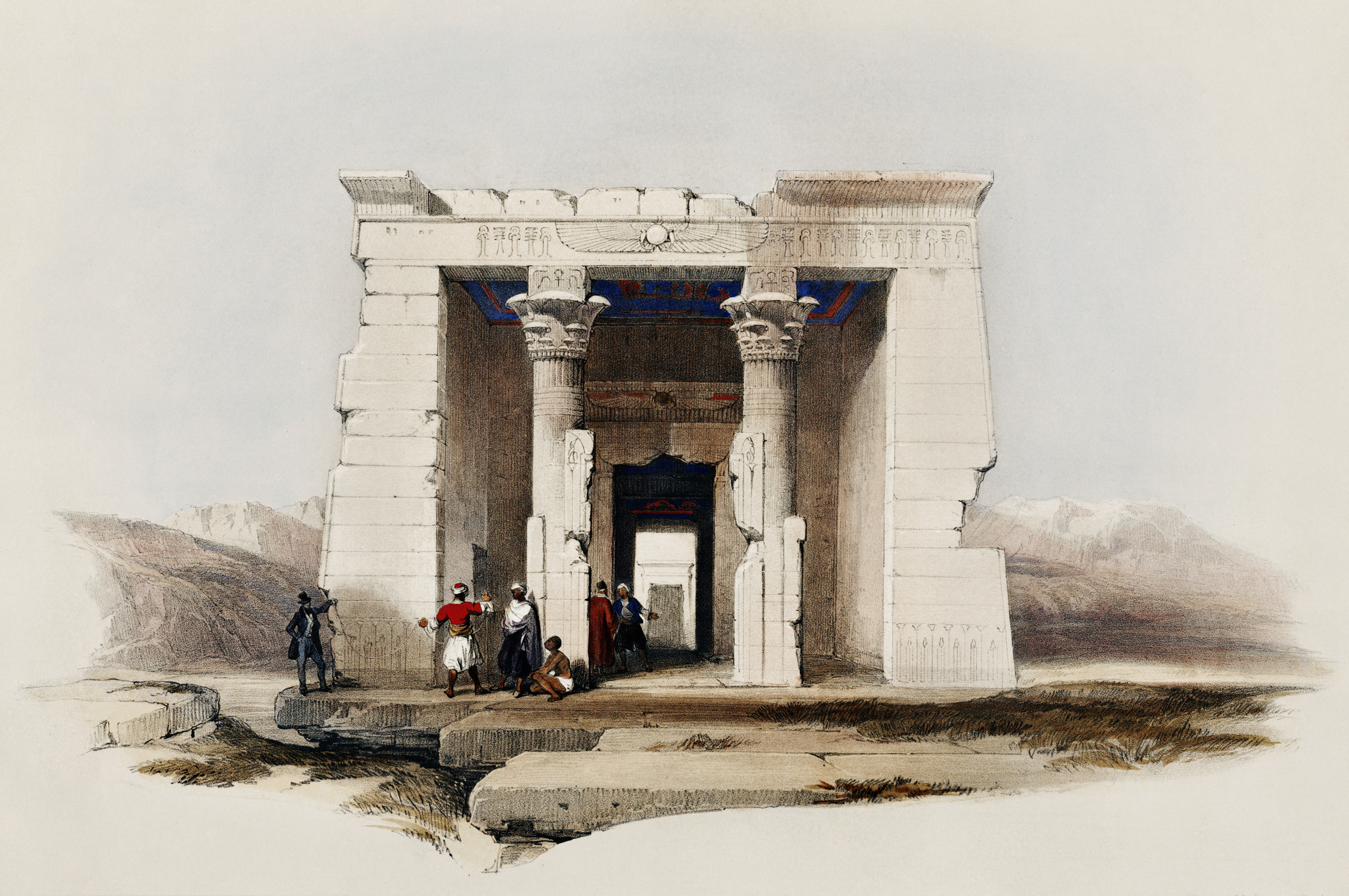
189. Templo de Dandour, Nubia.
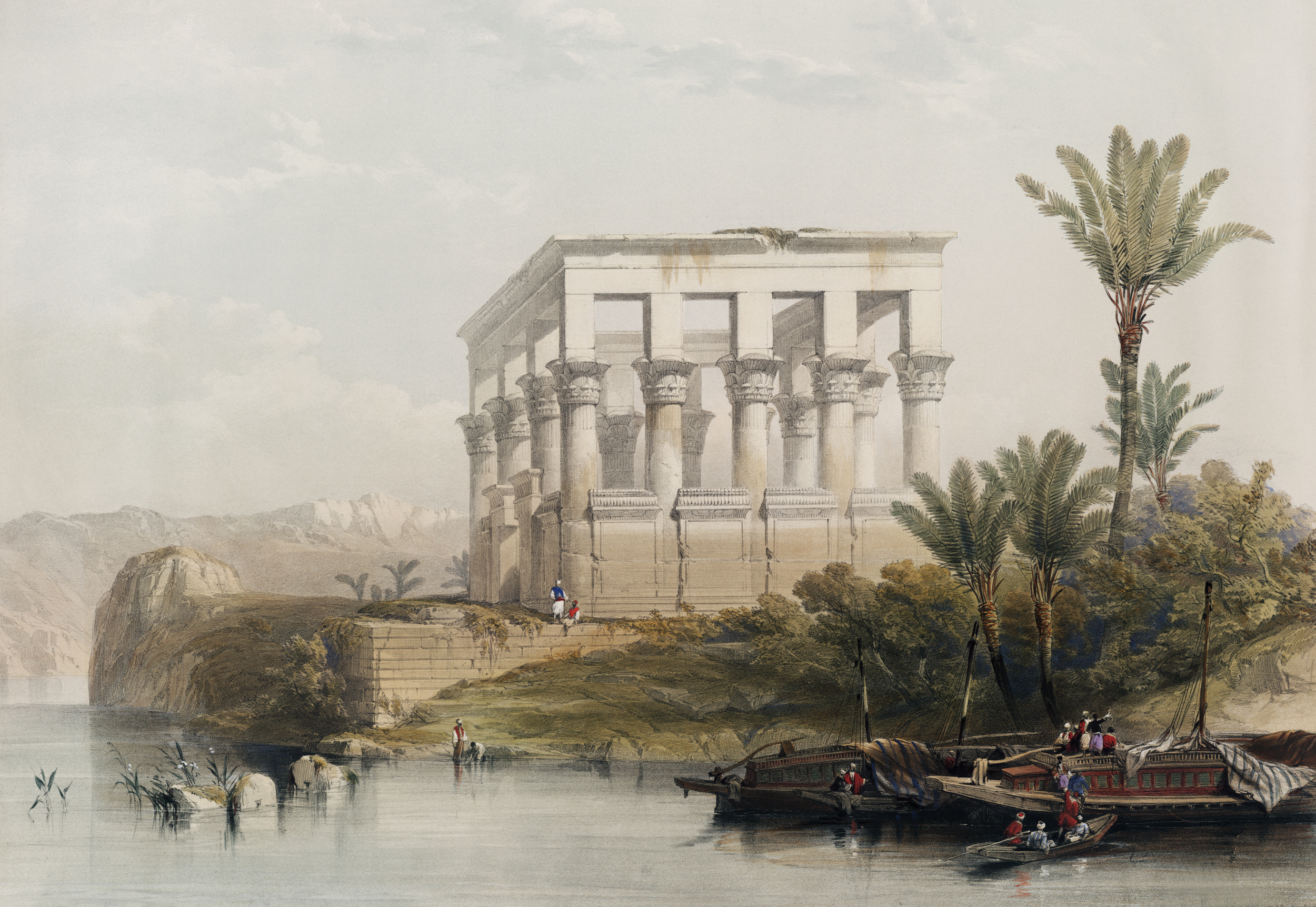
190. El Templo Hypaethral en Philae, llamado La Cama del Faraón.
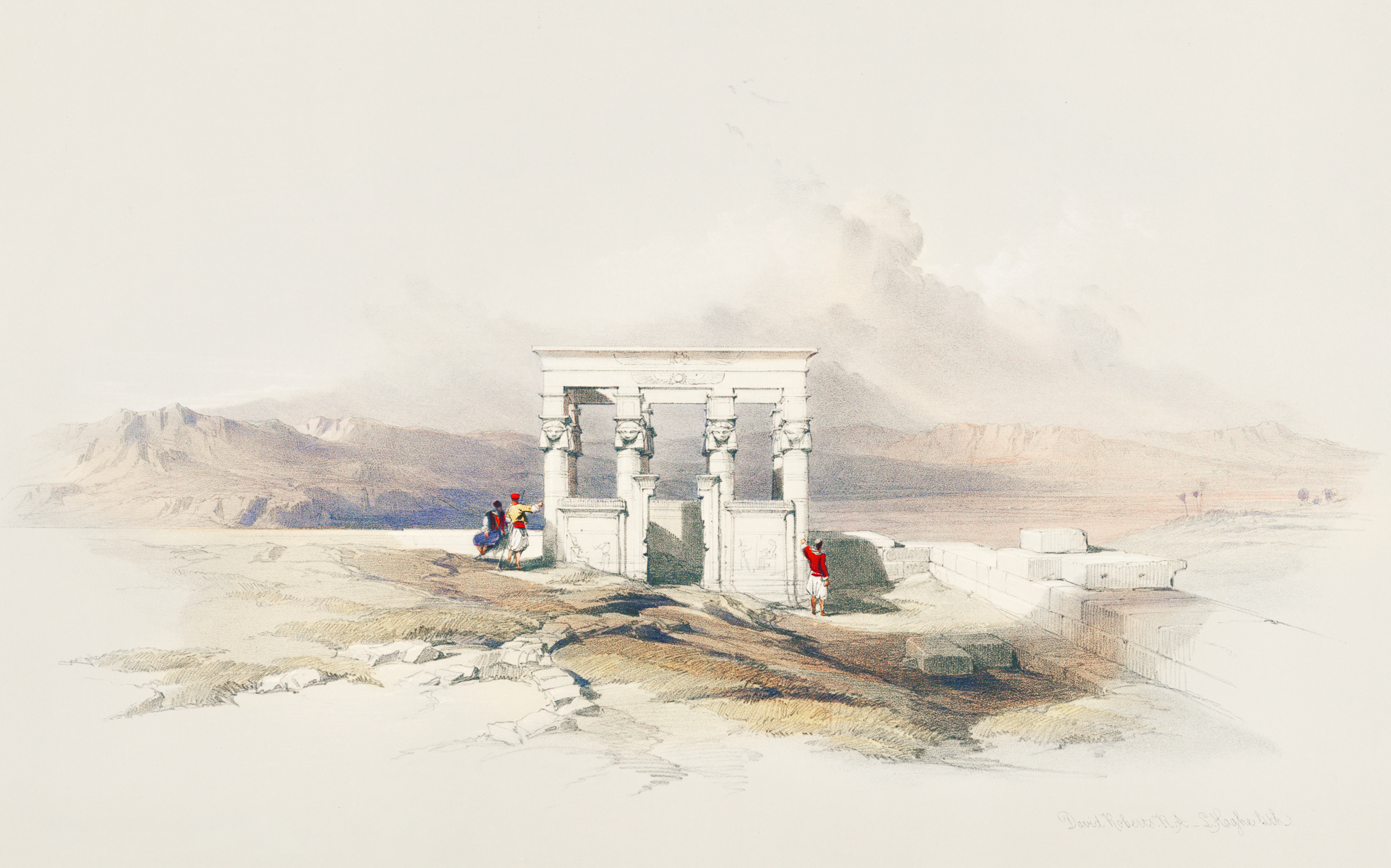
Templo de Isis, en el tejado del Gran Templo de Dendera.191.
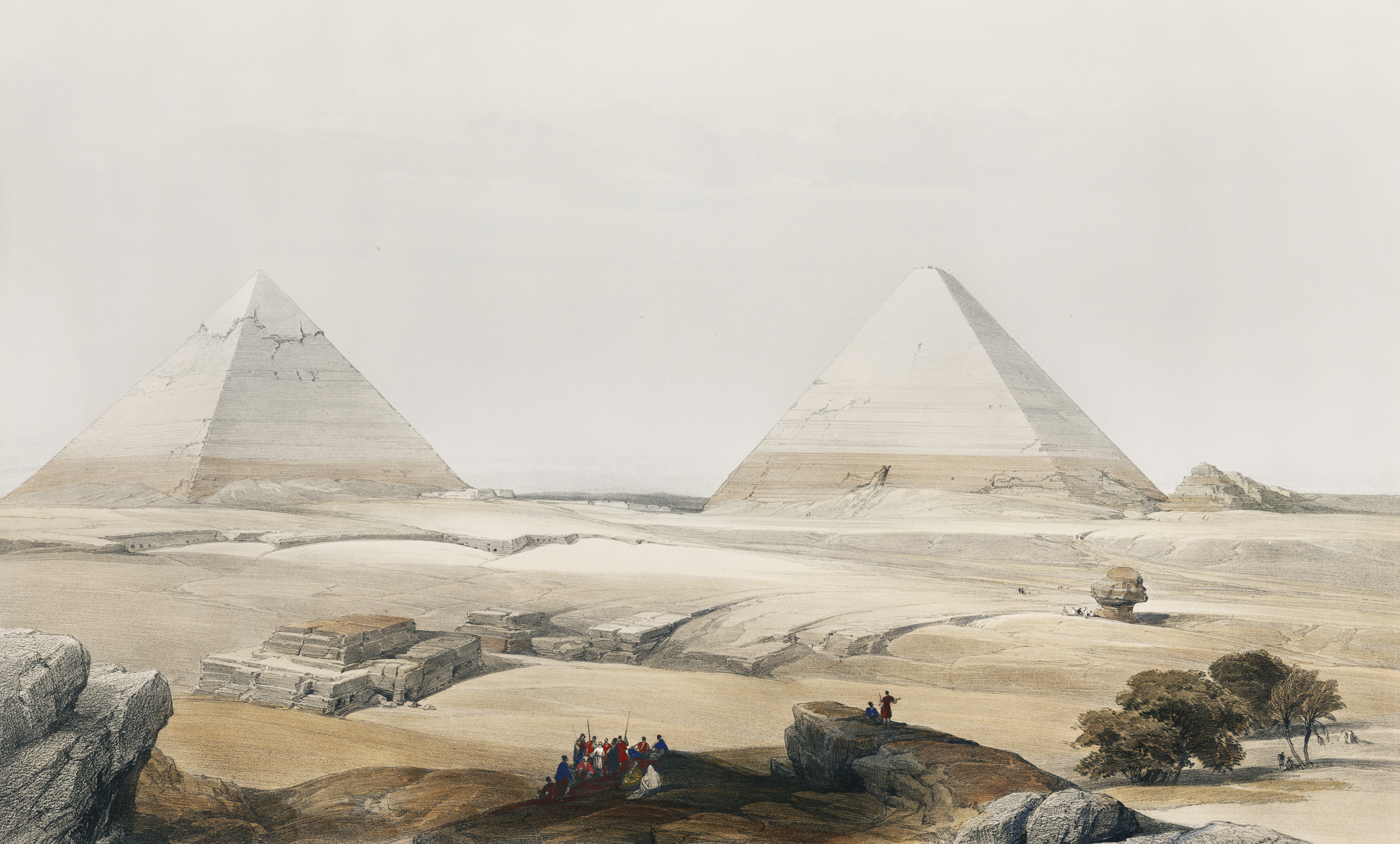
192. Pirámides de Giza.
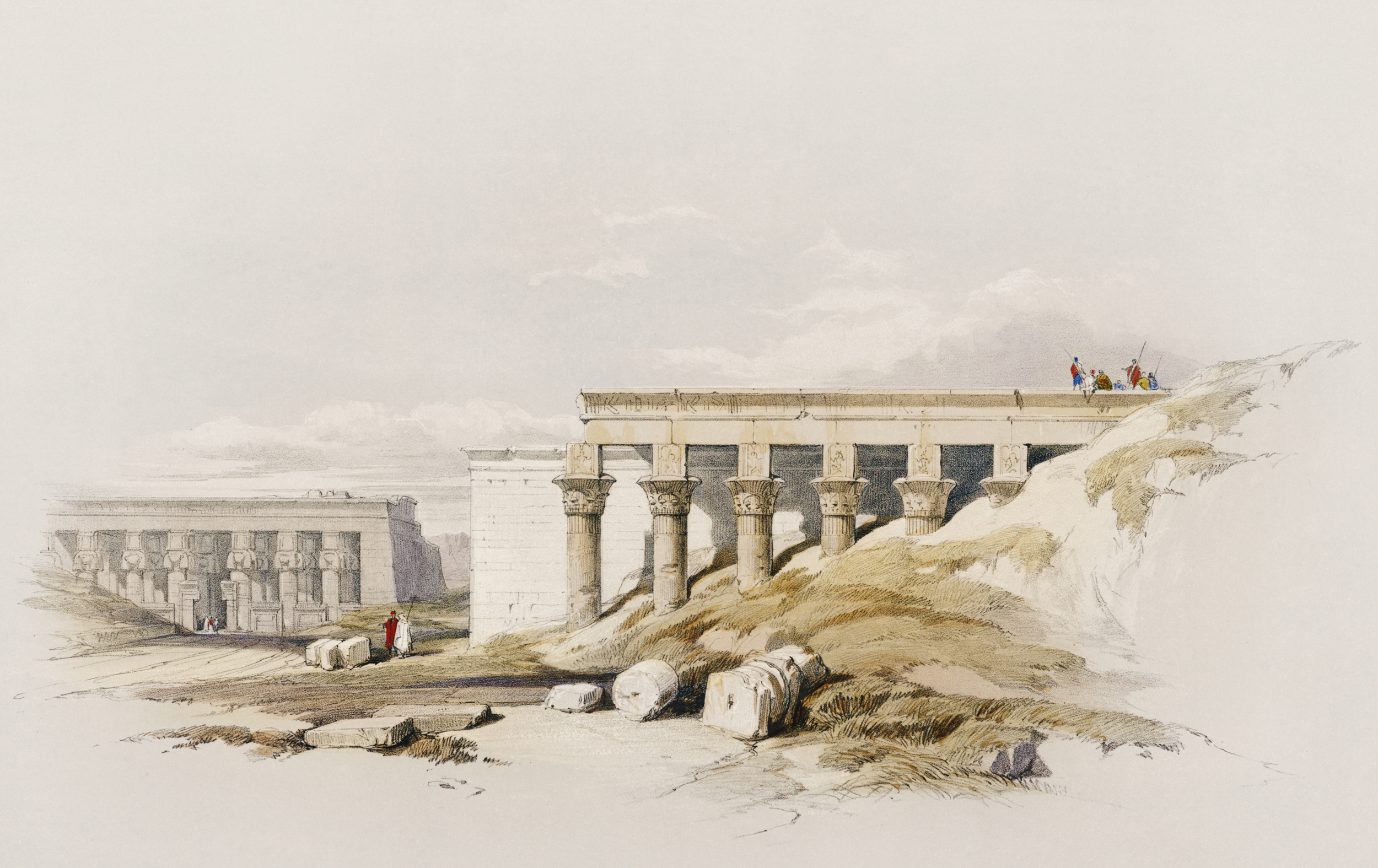
193. Vista lateral del templo de Dendera.
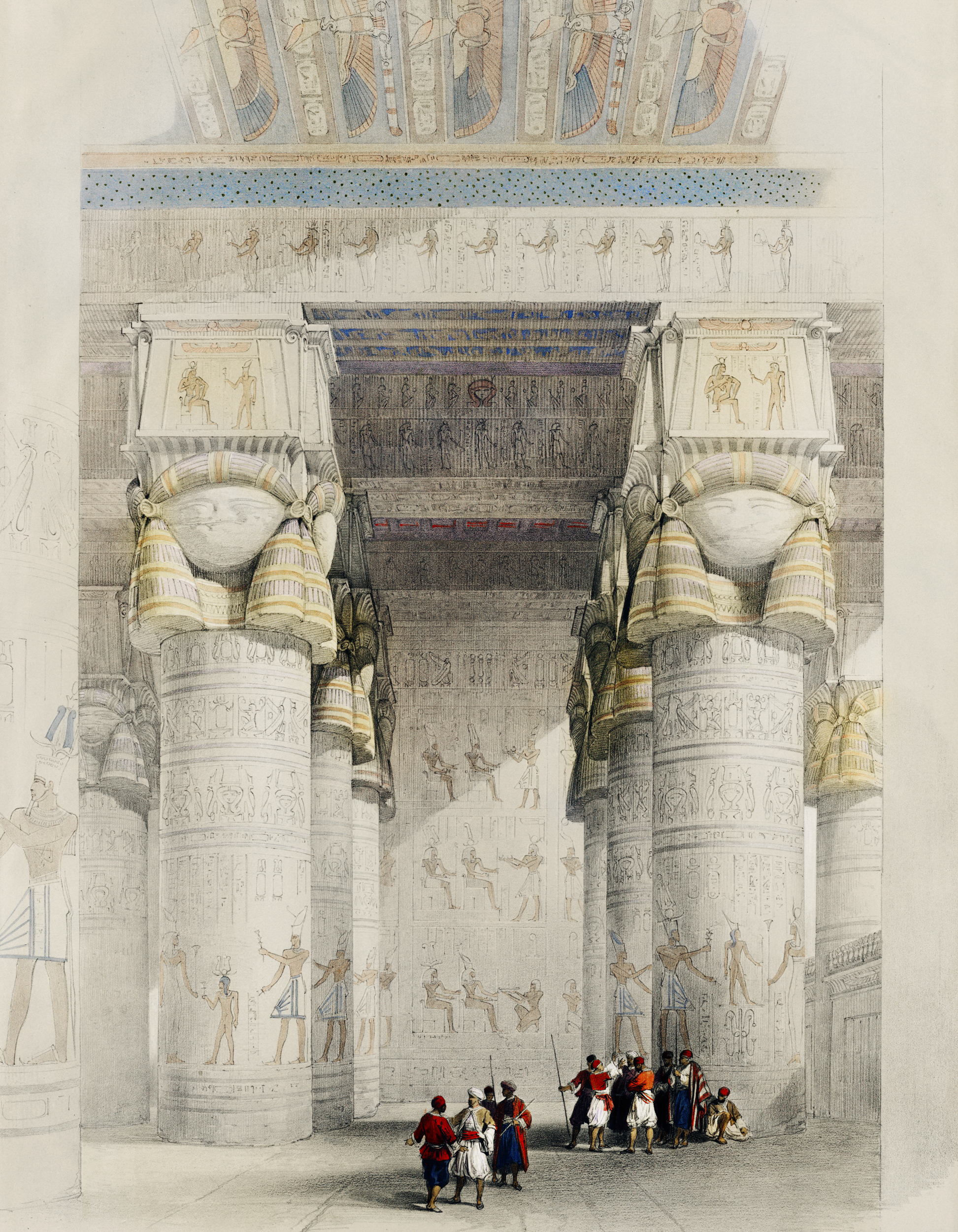
194. Vista desde debajo del Pórtico del Templo de Dendera.
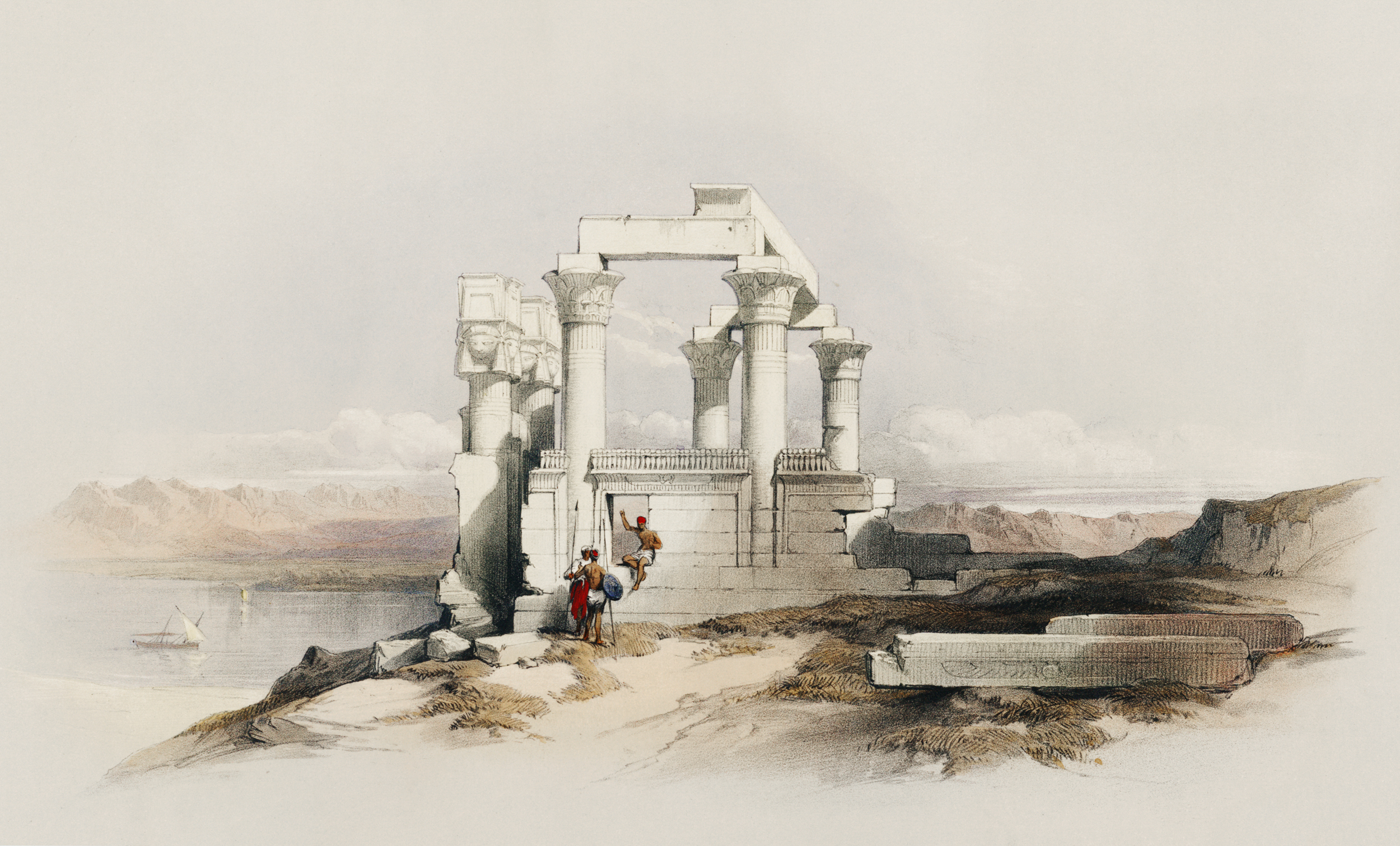
195. Templo de Wady Kardassy, Nubia.
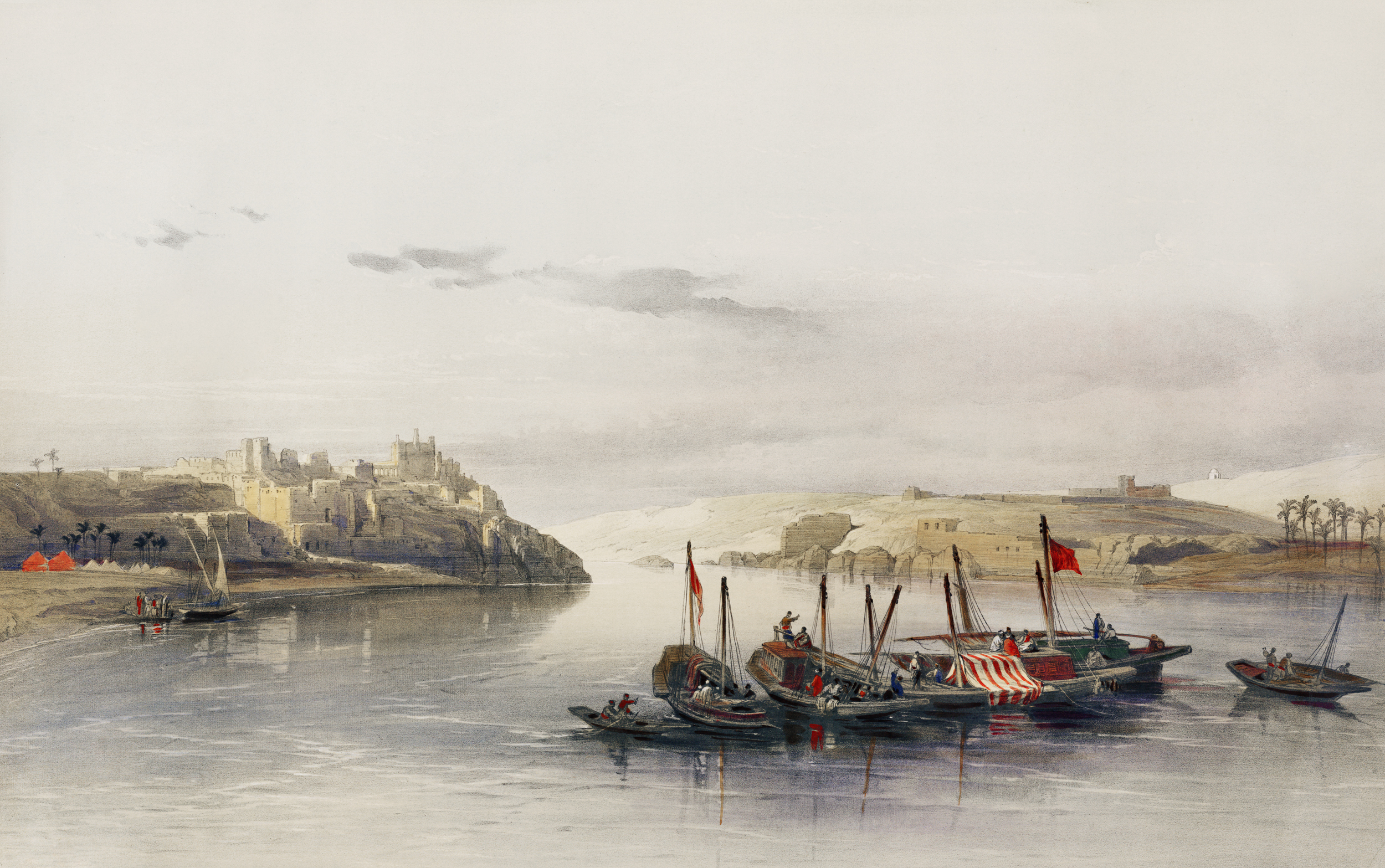
196. Asuán y la isla de Elefantina.
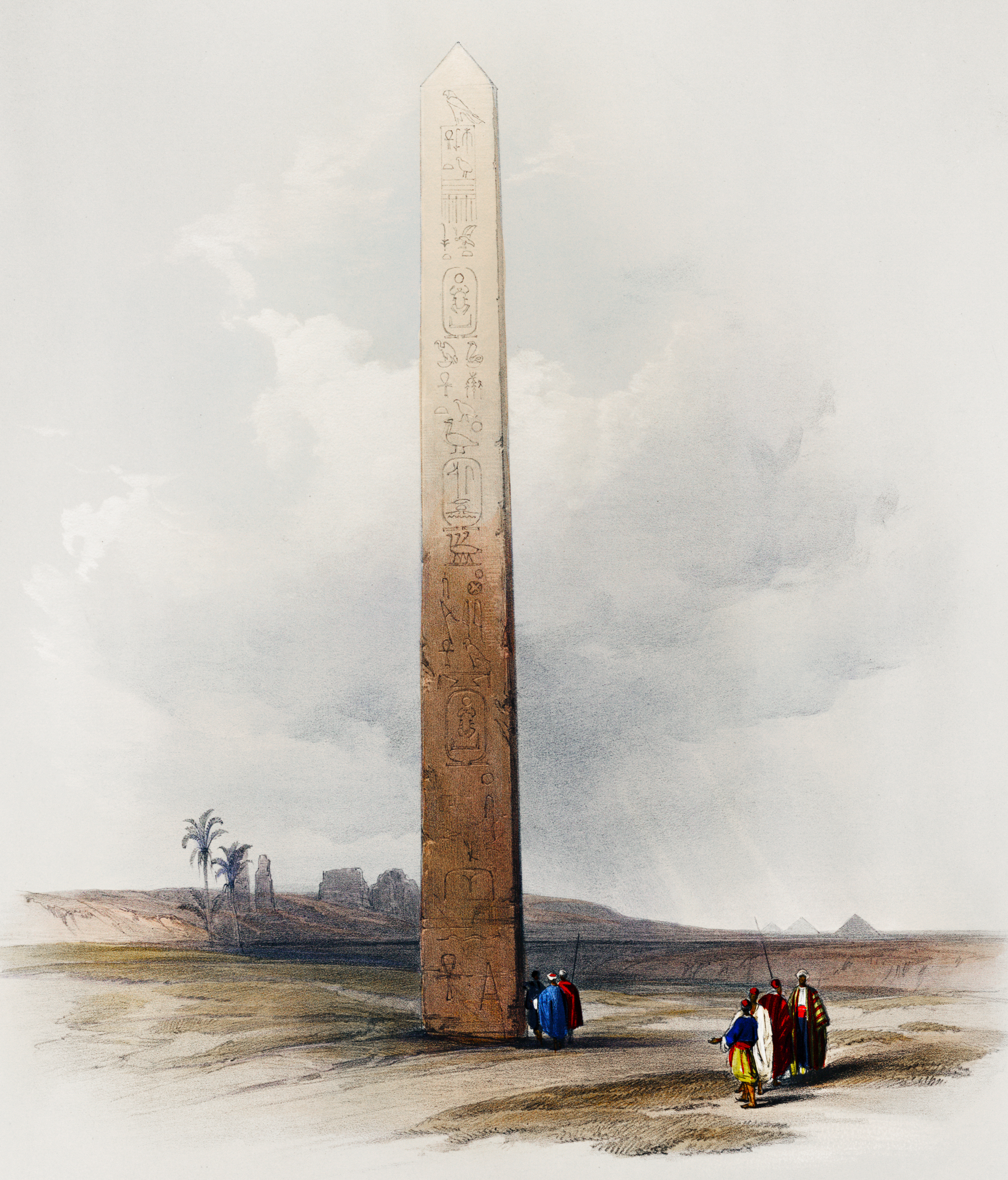
197. Obelisco de On.
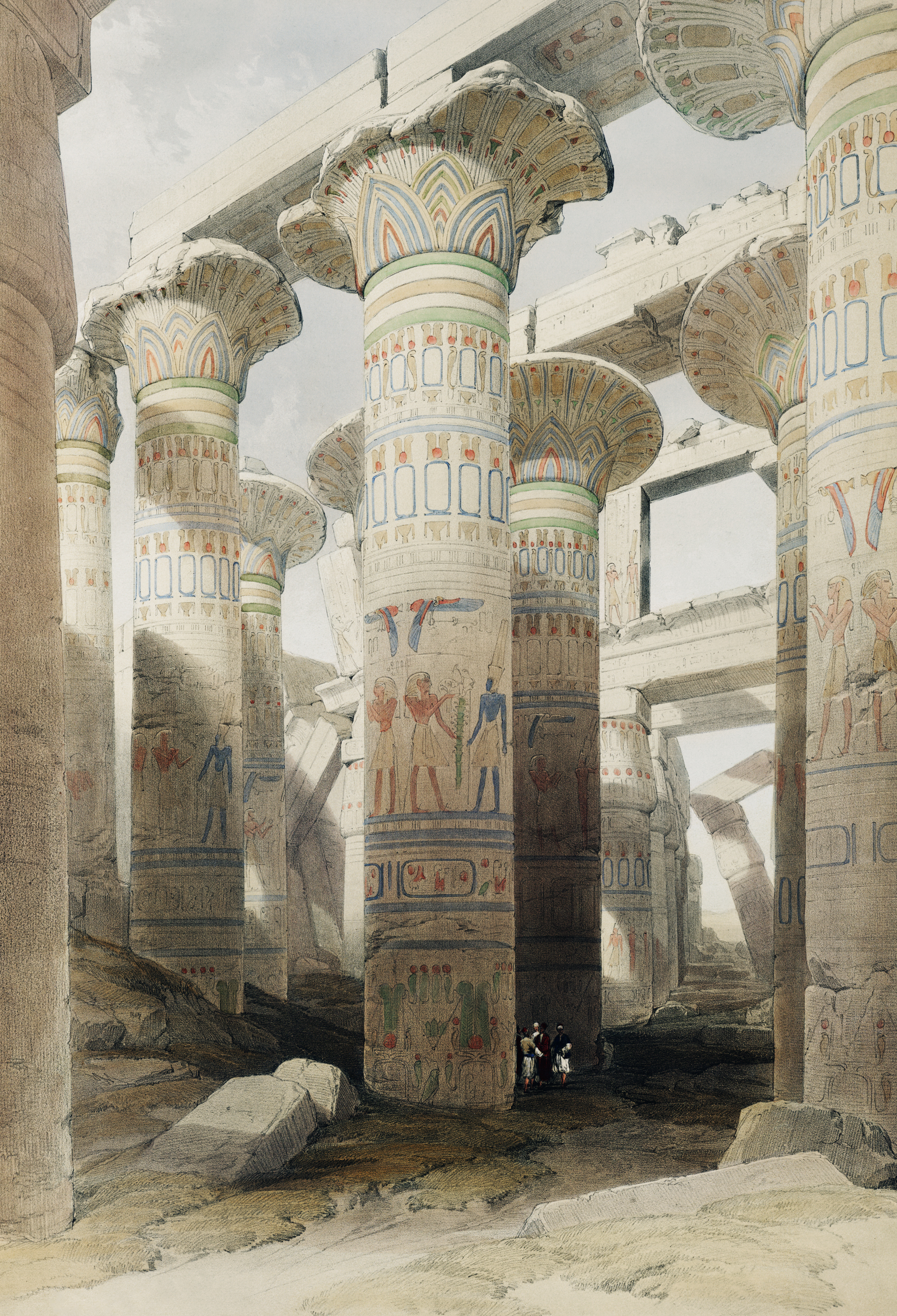
198. Vista oblicua de la Sala de las Columnas, Karnac.
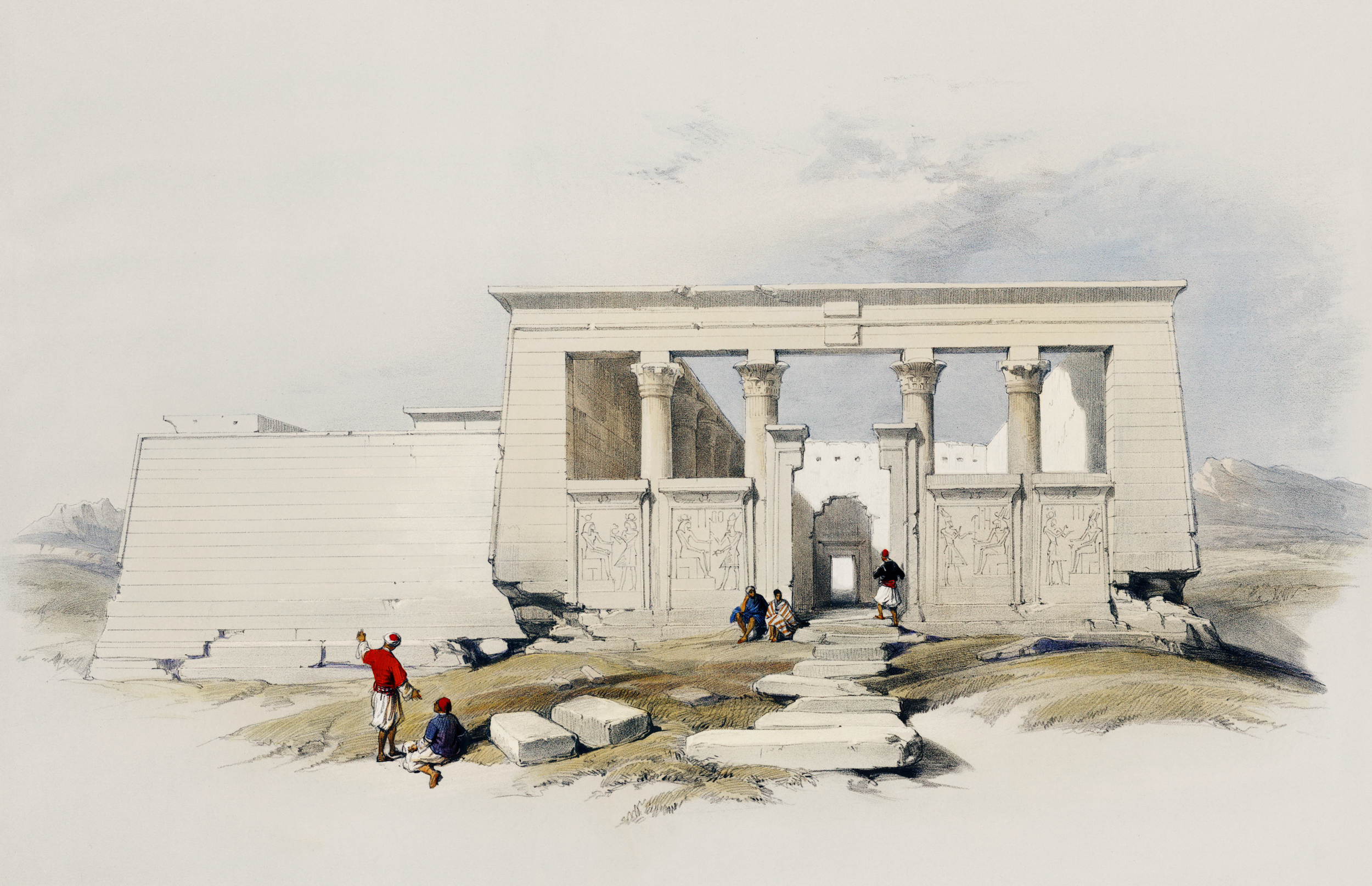
199. Templo de Wady Dabod, Nubia.
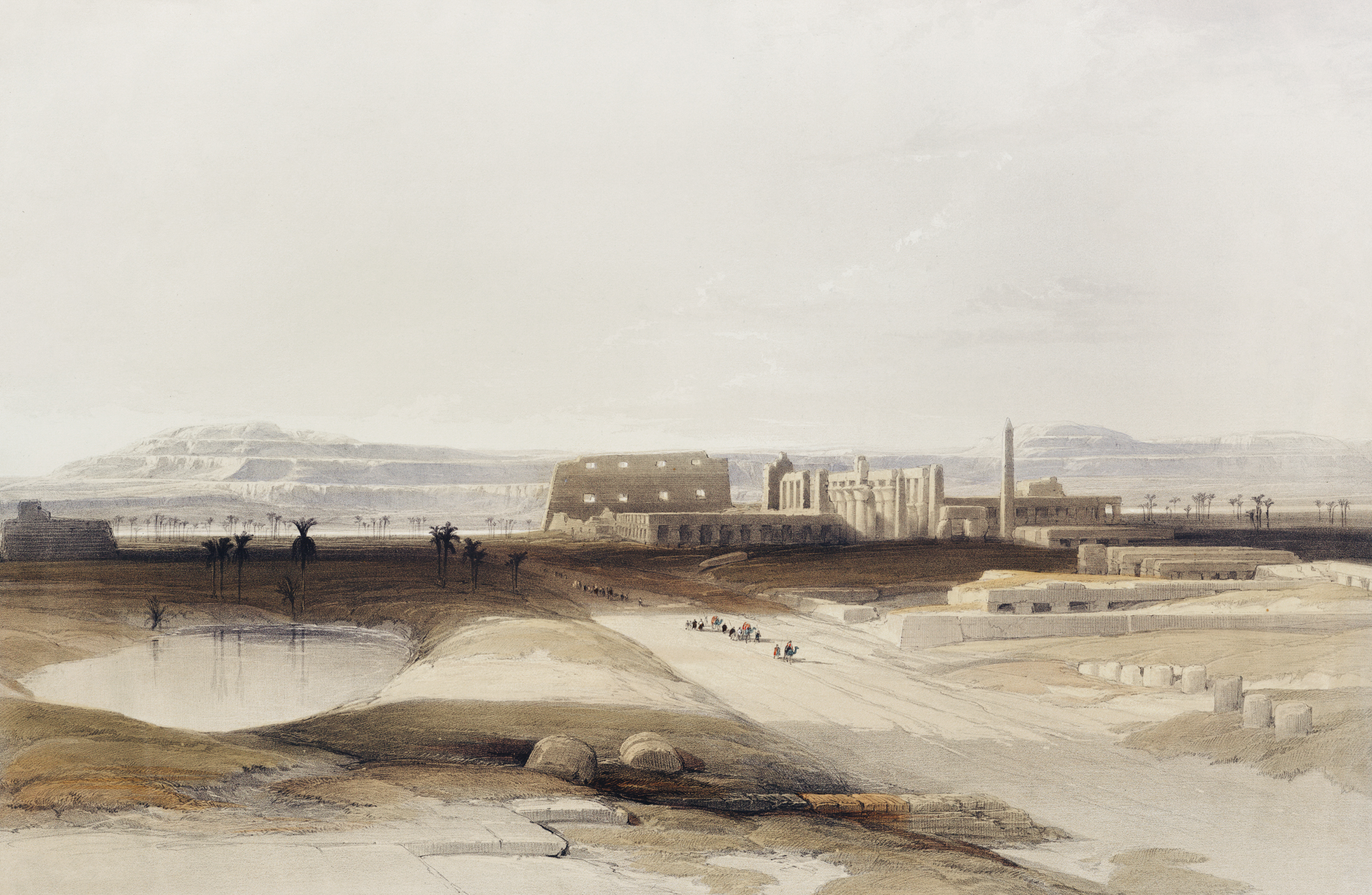
200. Vista general de Karnac, mirando hacia Biban-el-Malook.
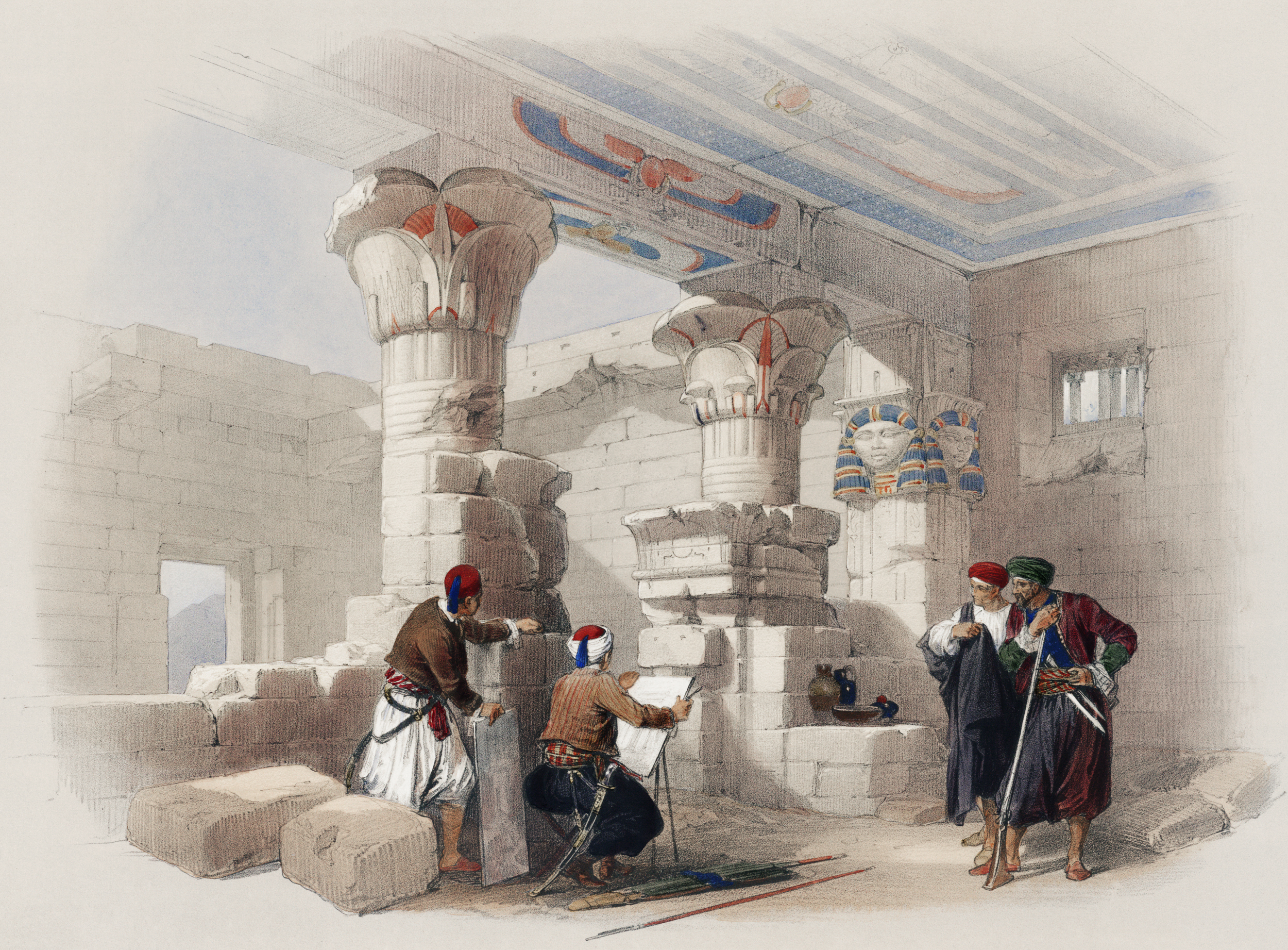
201. Vista desde debajo del pórtico de Dayr-el-Medineh, Tebas.
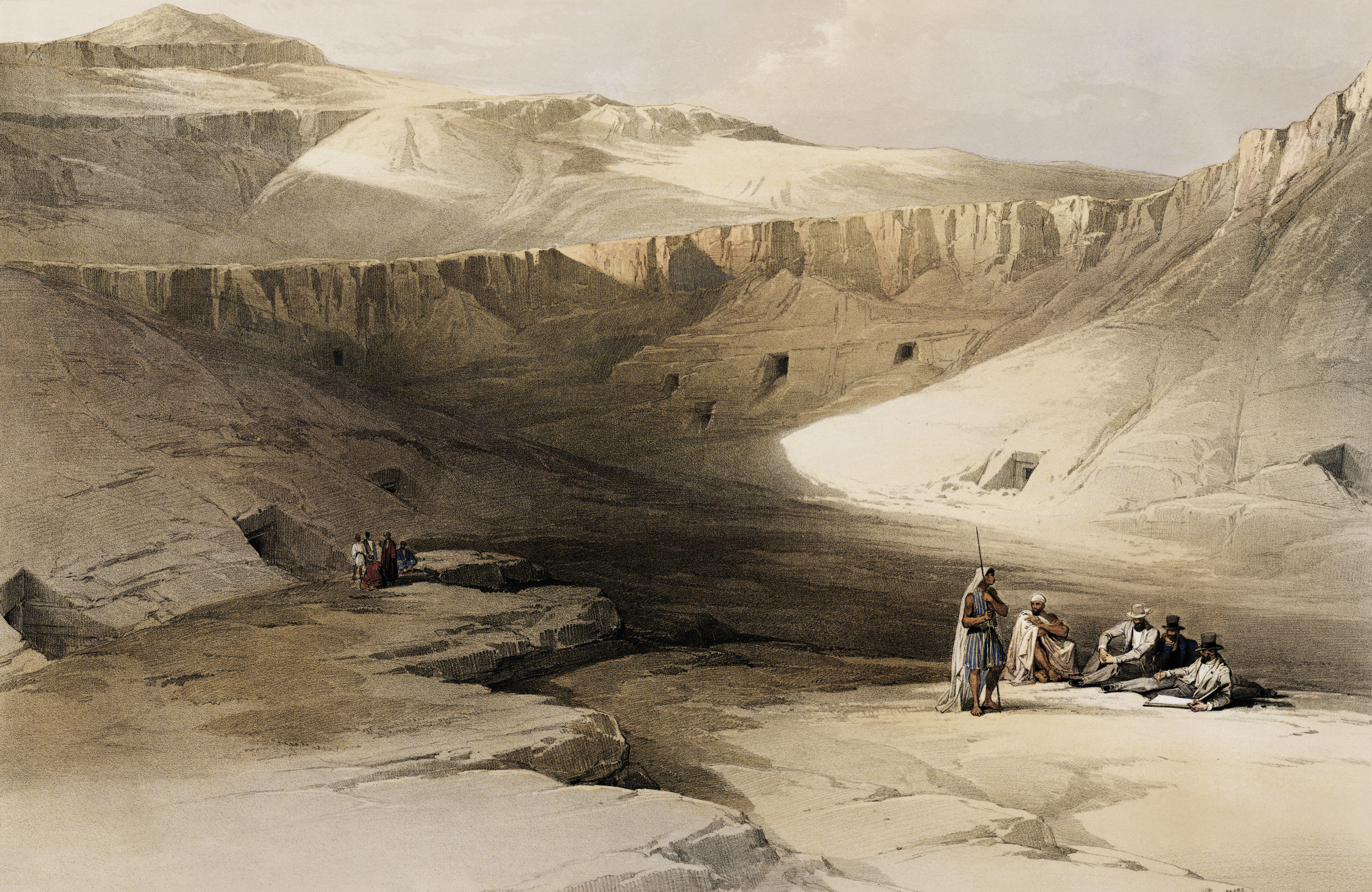
202. Entrada a las Tumbas de los Reyes, Biban-el-Malook.
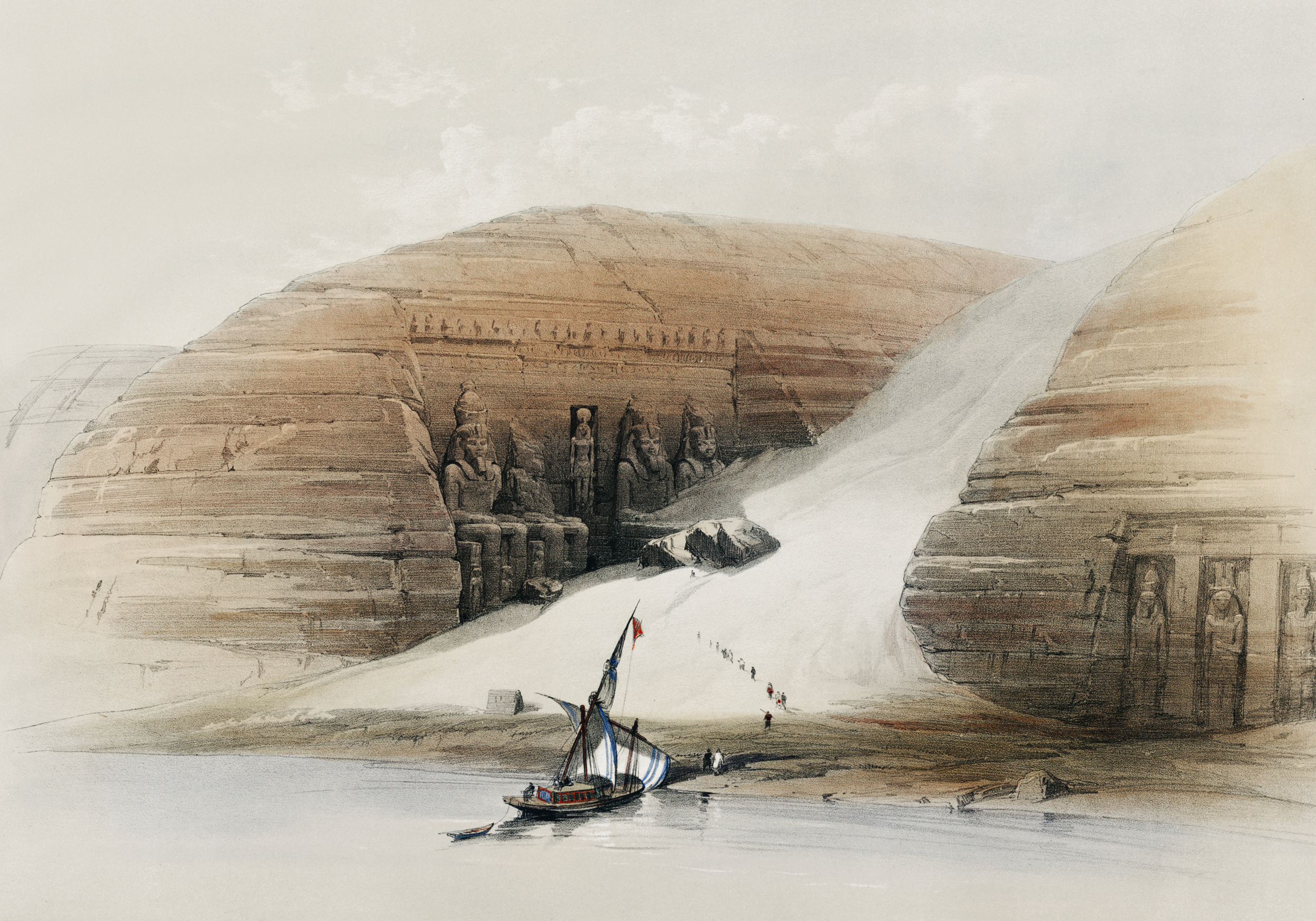
203. Los templos de Aboo-Simbel desde el Nilo.
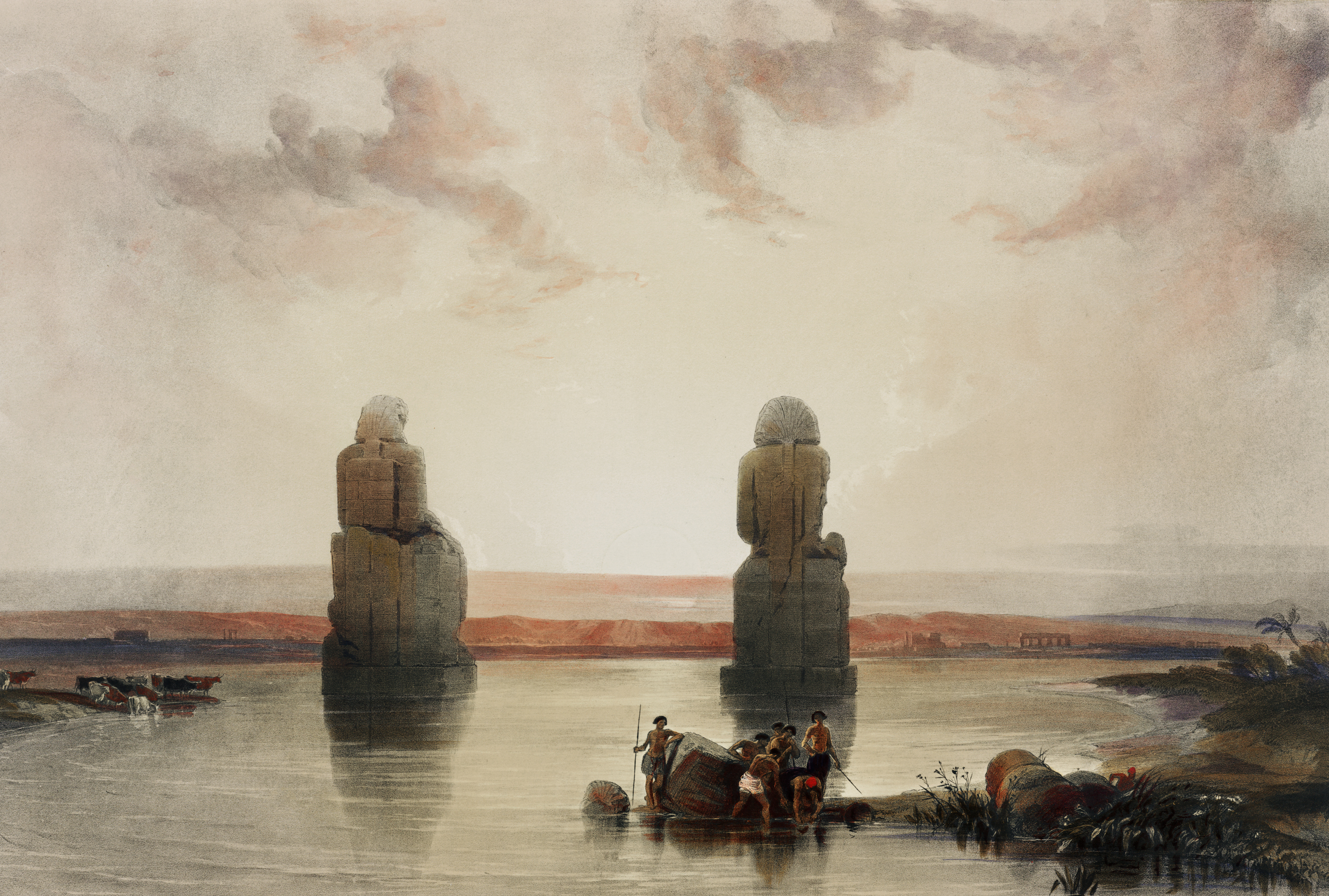
204. Estatuas colosales en la llanura de Tebas, durante la inundación del Nilo.
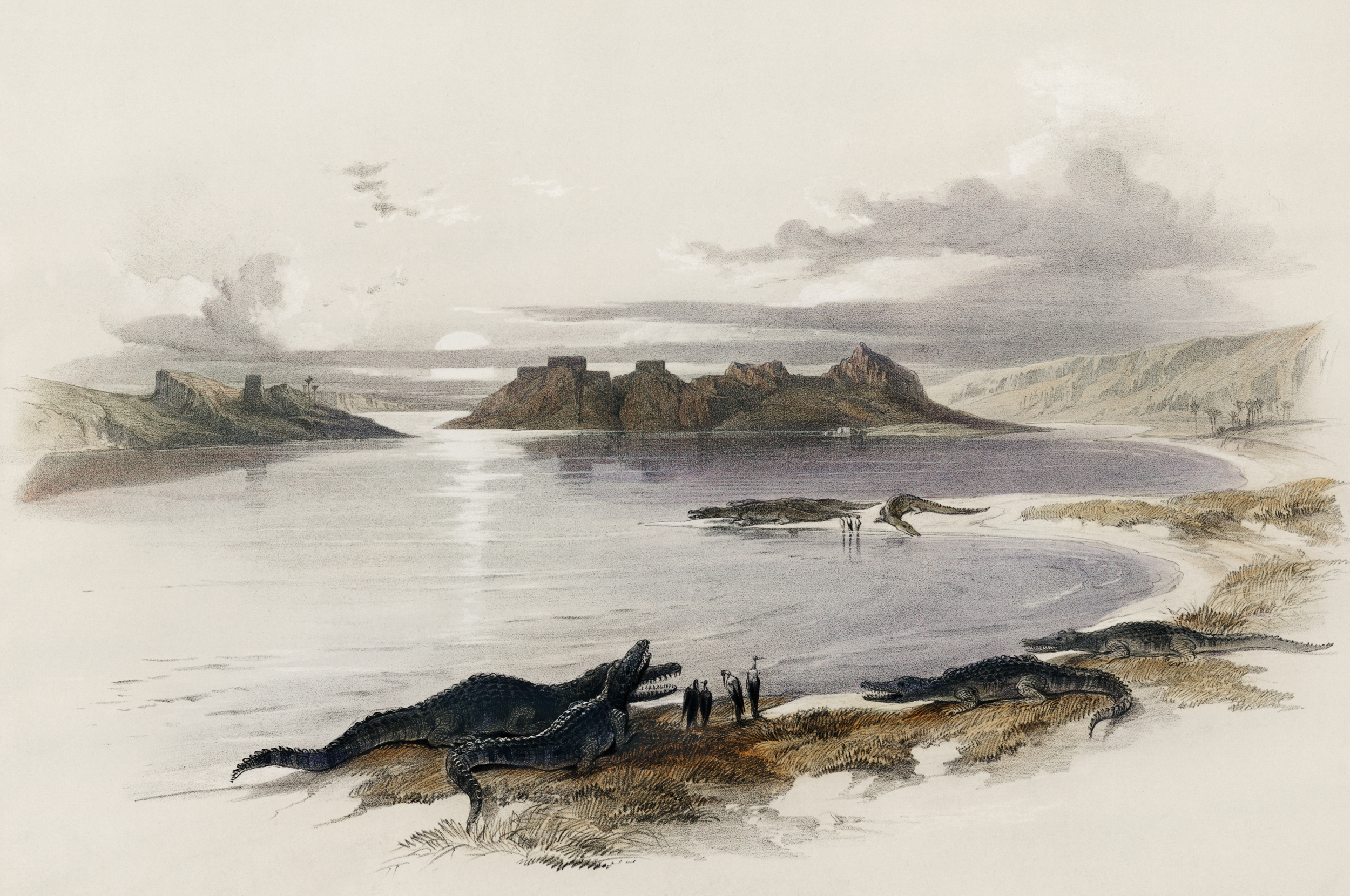
205. Escena en el Nilo, cerca de Wady Dabod, con cocodrilos.
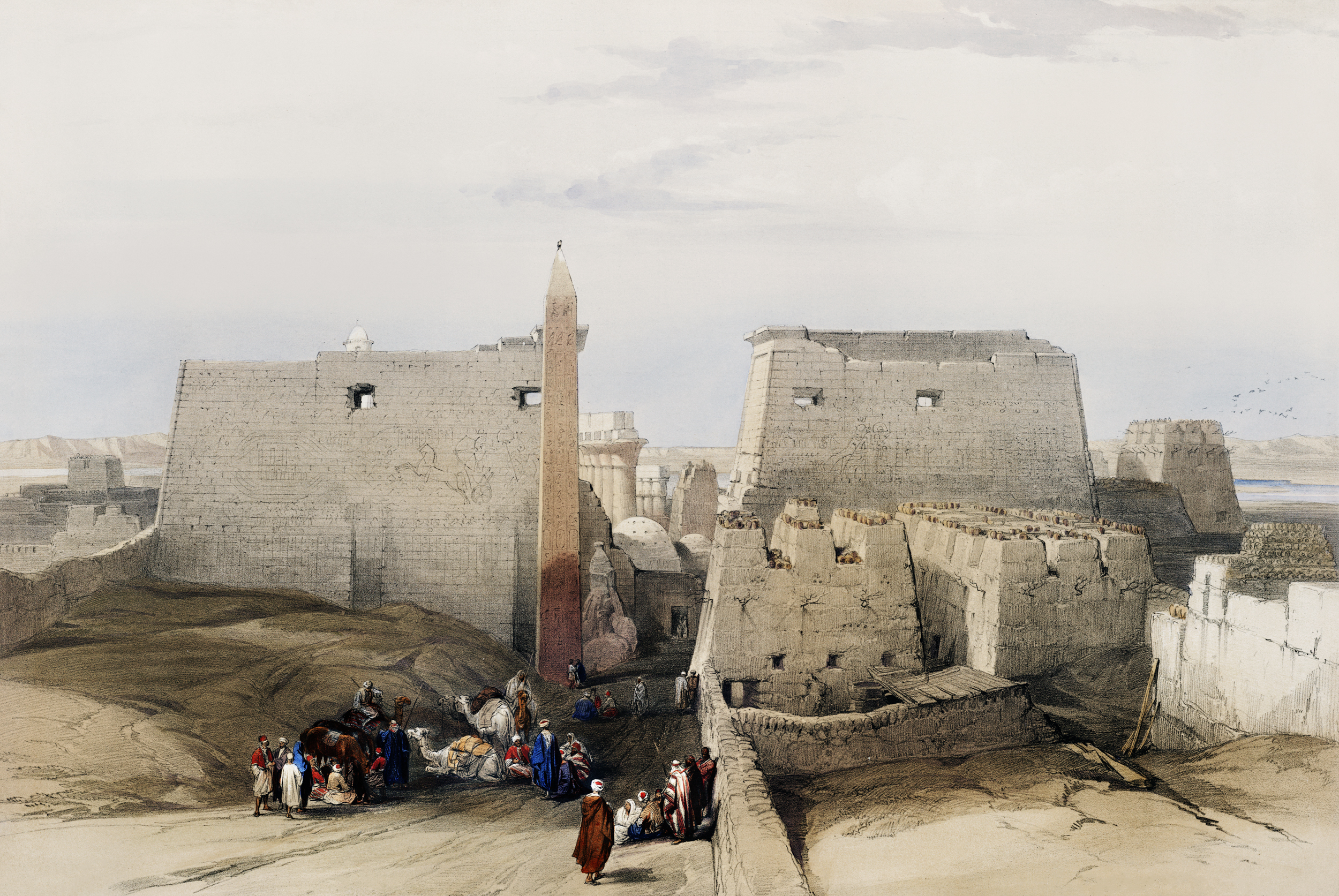
206. Gran entrada al Templo de Luxor.
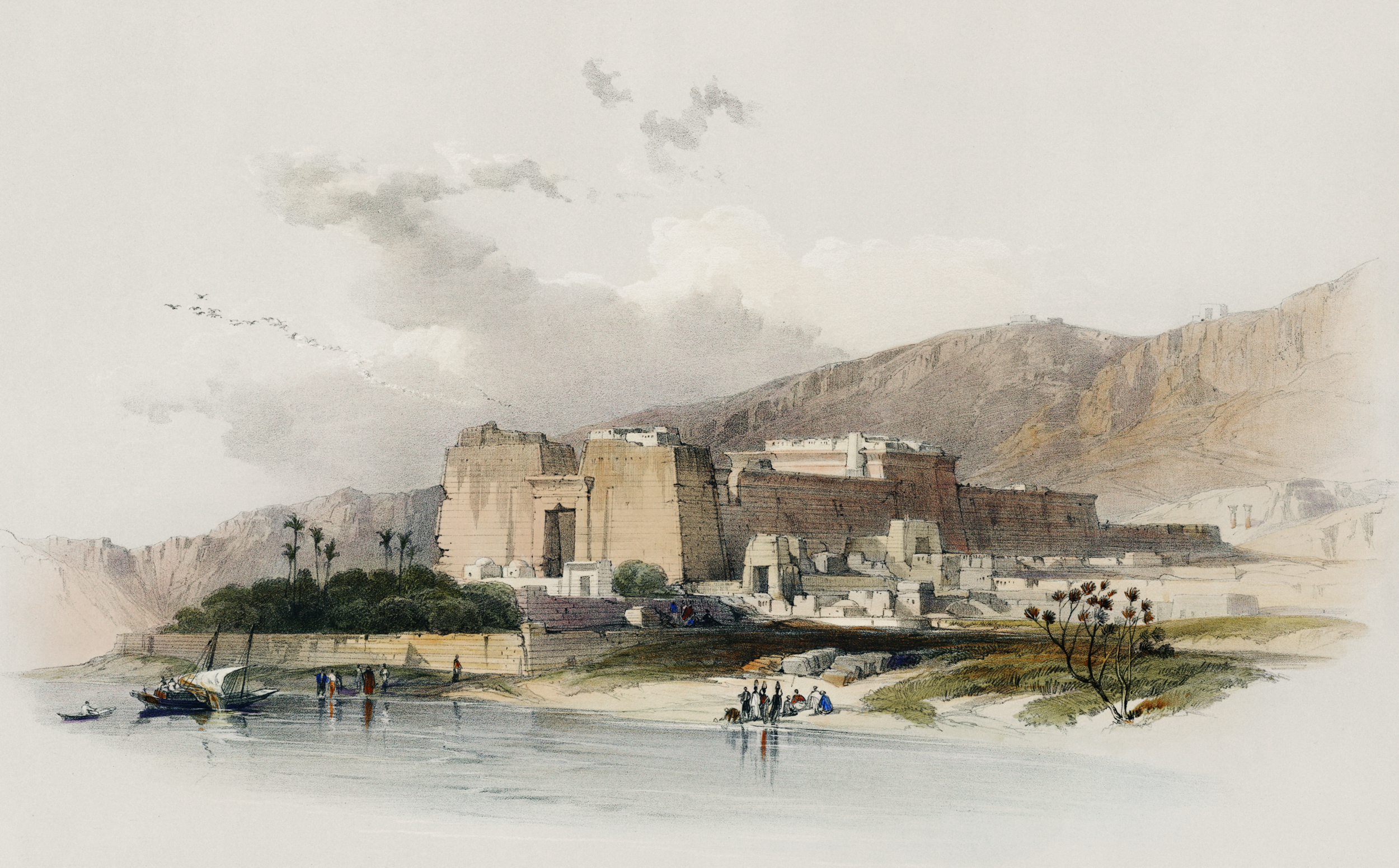
207. Vista general de Kalabshe, antigua Tolmis, Nubia.
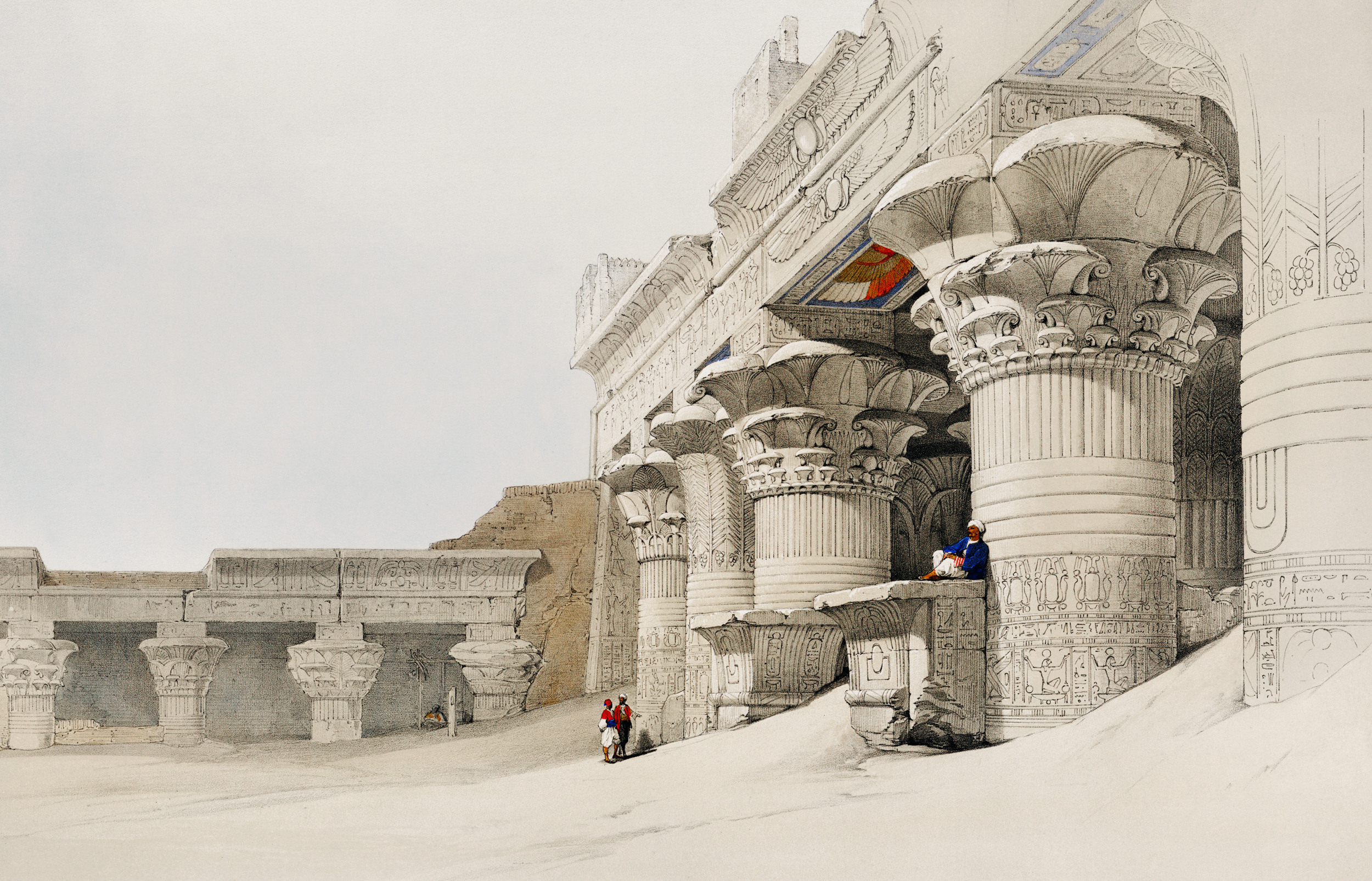
208. Fachada del pronaos del templo de Edfou.
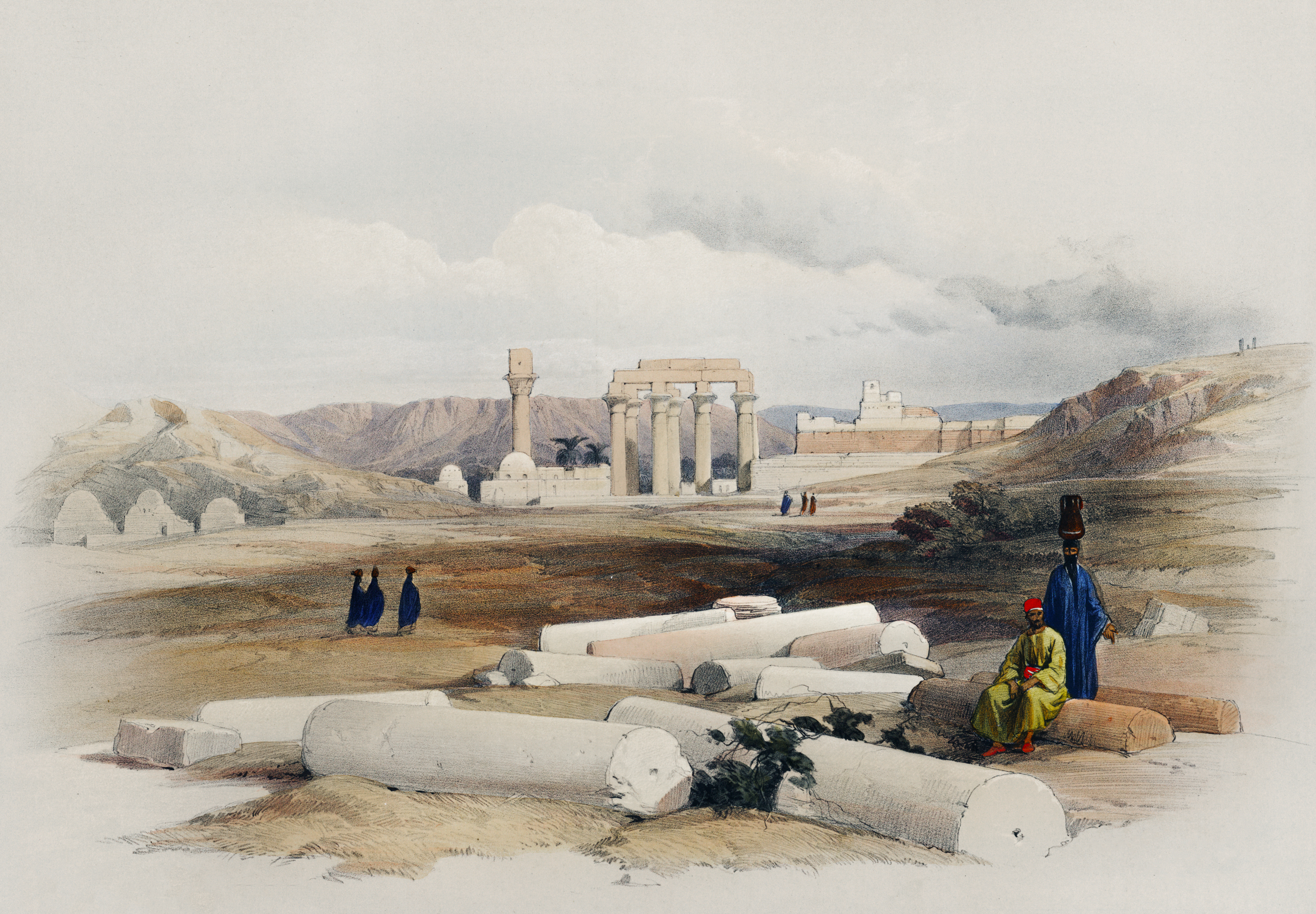
209. Ruinas de Erment, antigua Hermontis, Alto Egipto.
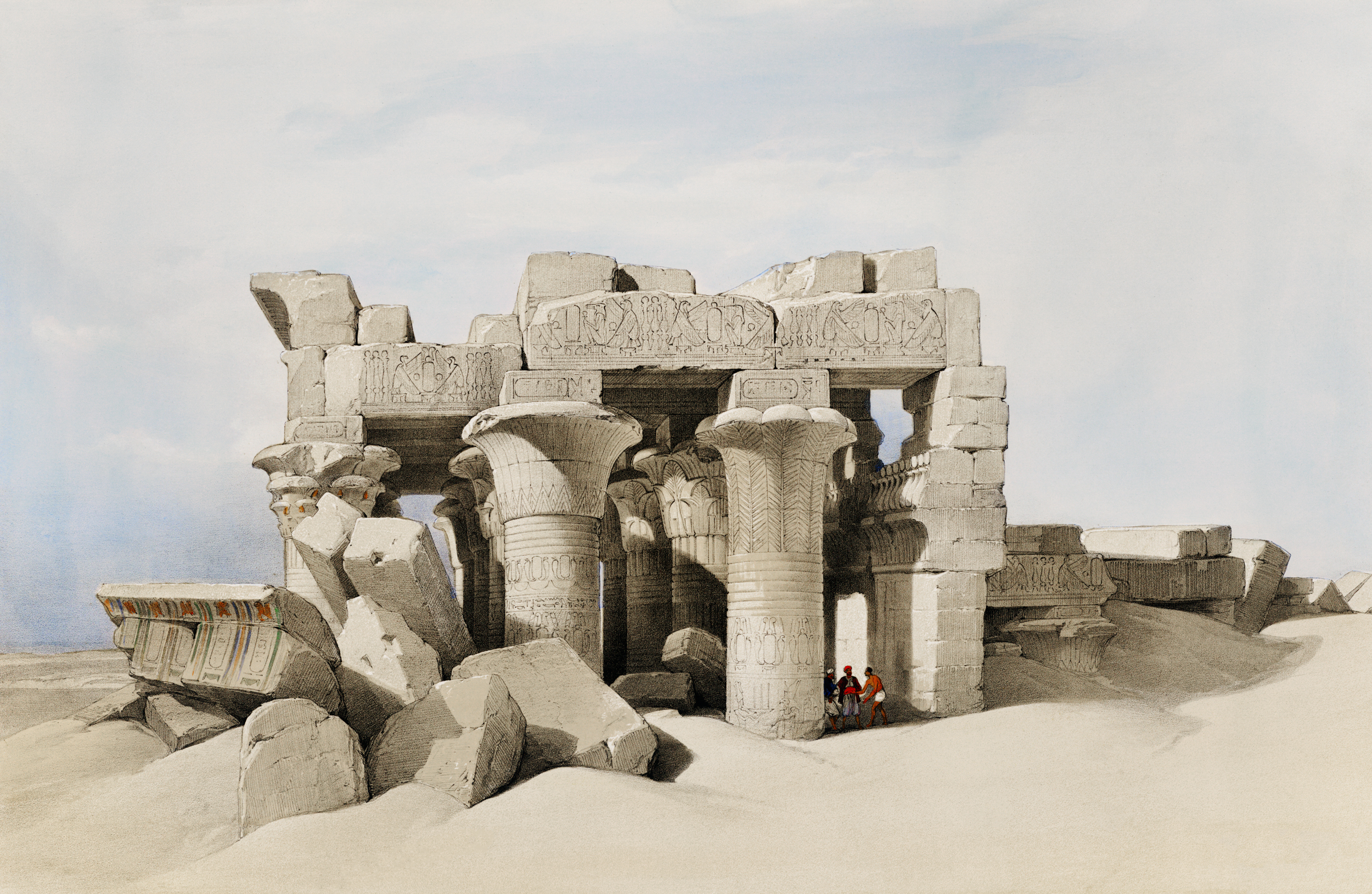
210.Ruinas de Kom-Ombo .
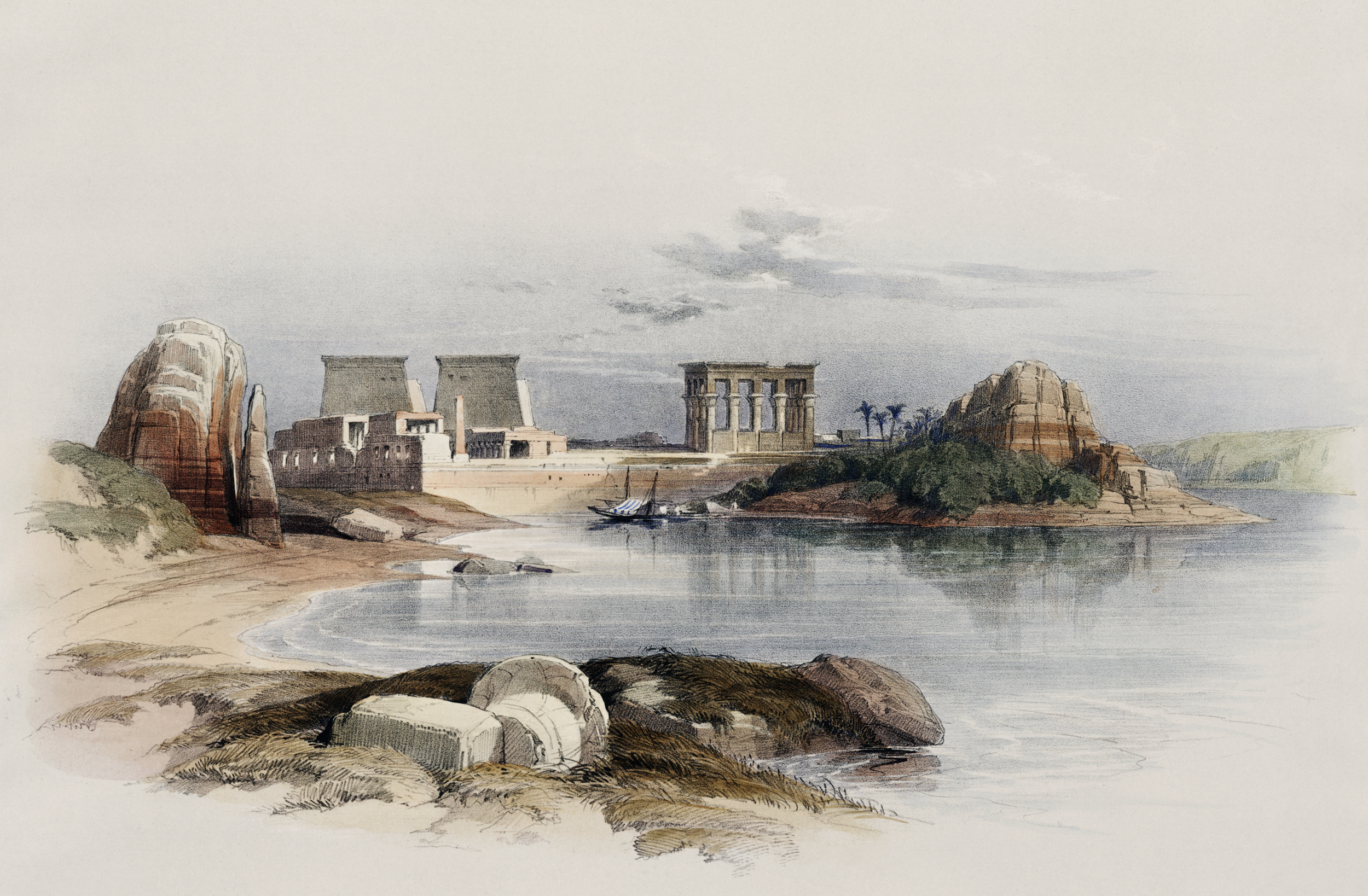
211. Isla de Philoe, mirando al Nilo.
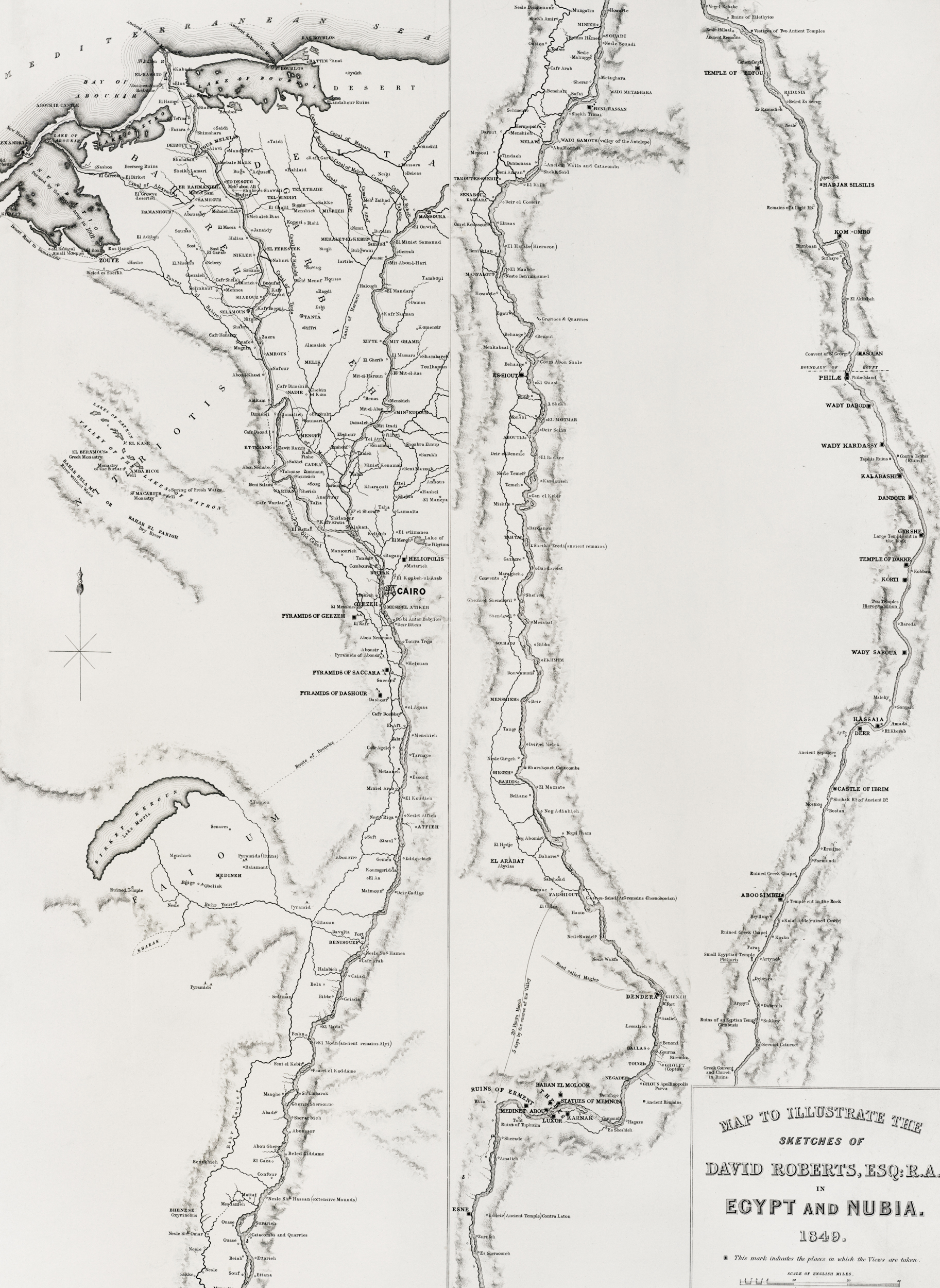
212. [Mapa] que ilustra los bocetos de David Roberts Esq. en Egipto y Nubia, 1849.

### Volumen 6

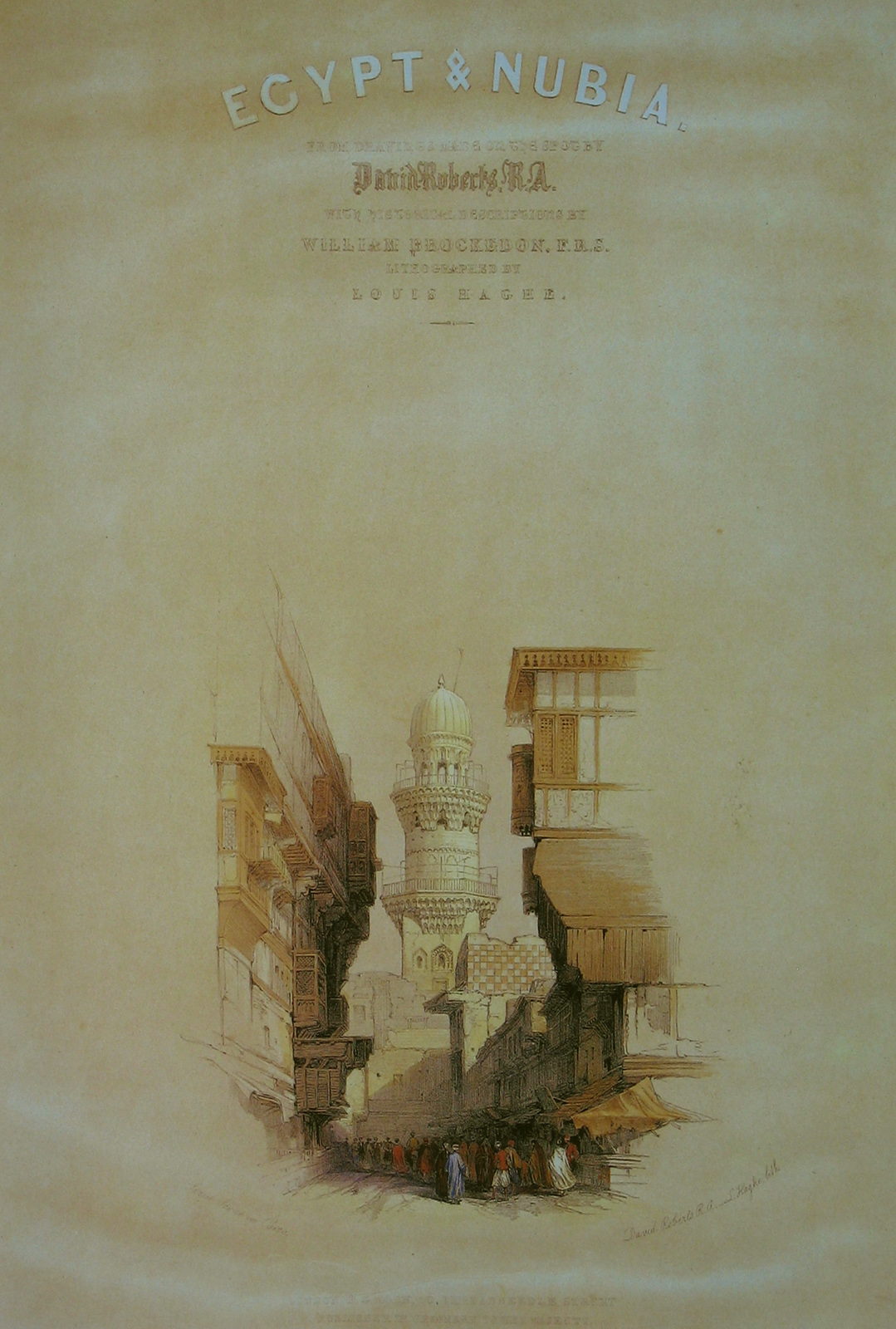
214. Portada. Escena en una calle de El Cairo.
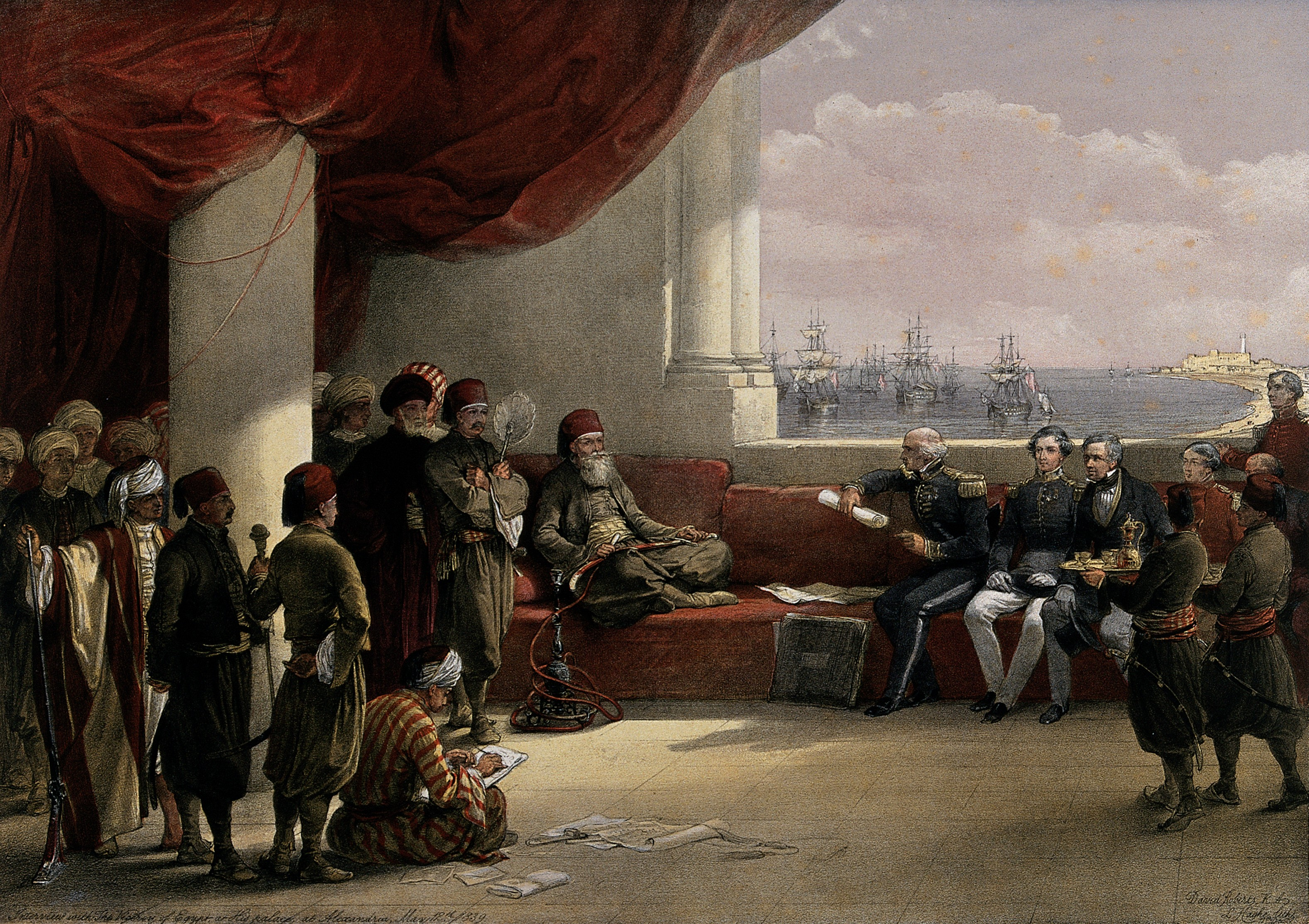
213.Frontispicio. Entrevista con Mehemet Ali en su palacio de Alejandría.
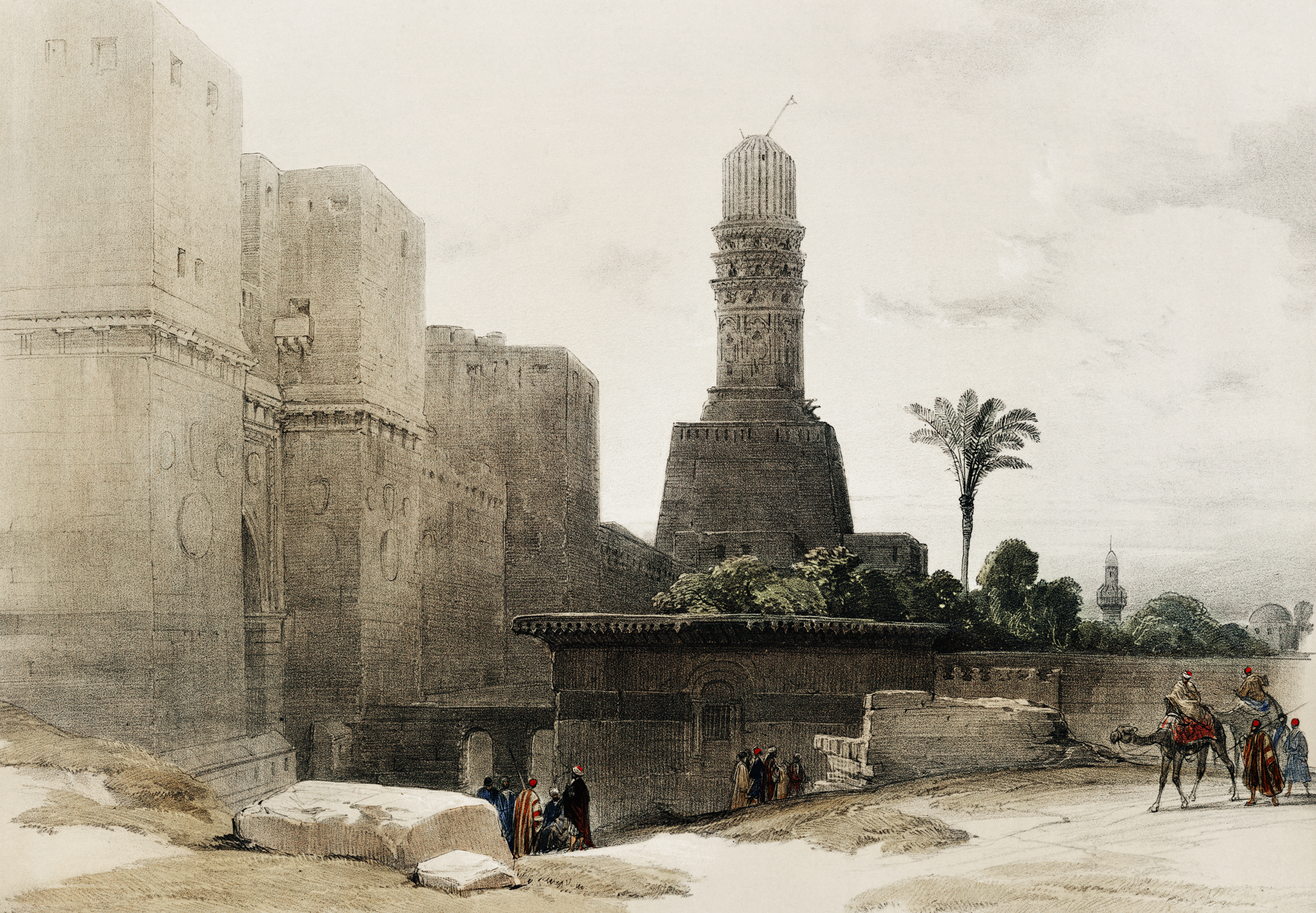
215. Bab-en-Nasr o Puerta de la Victoria y Mezquita de El-Hakim. El Cairo.
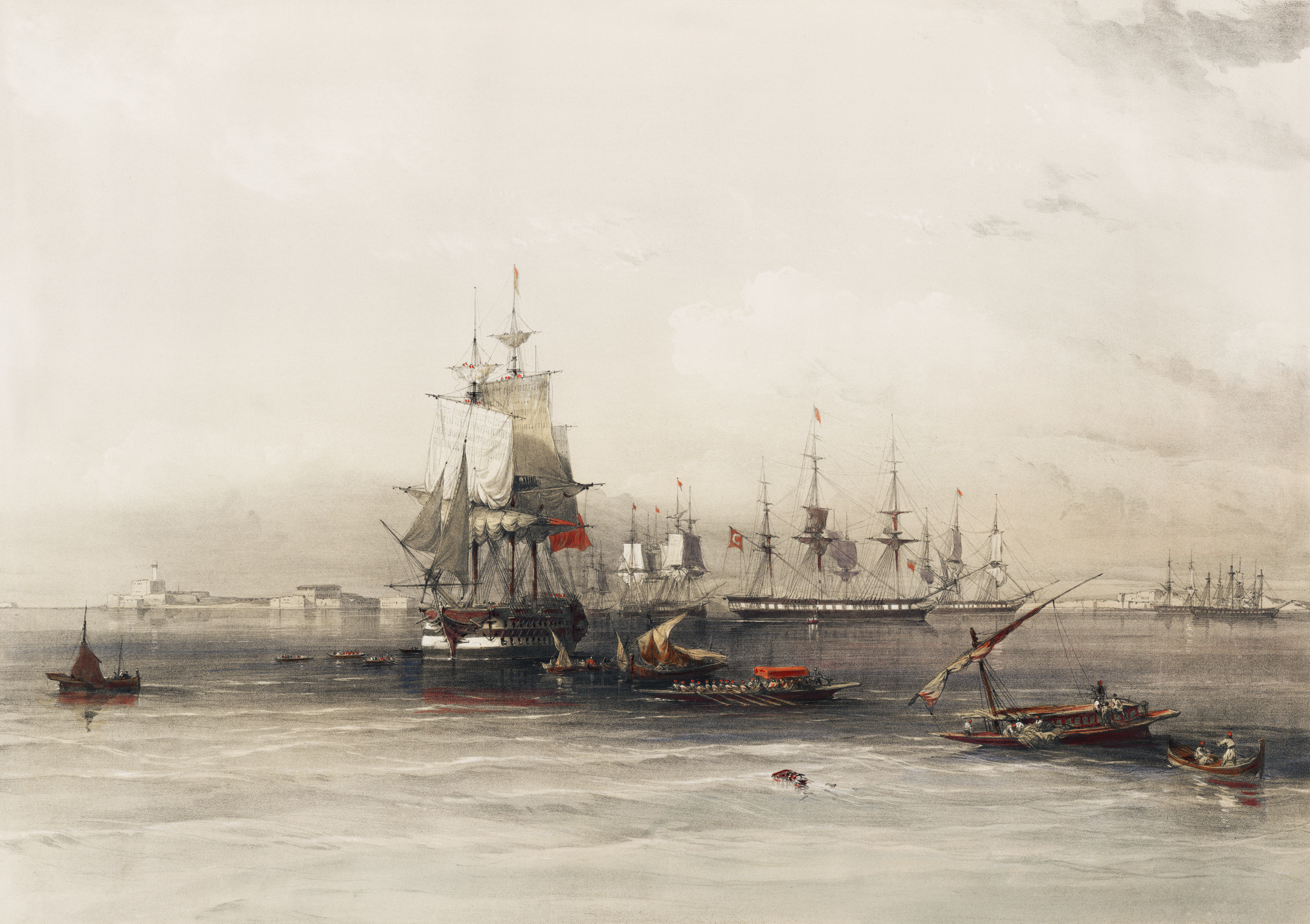
216. Aproximación a Alejandría.
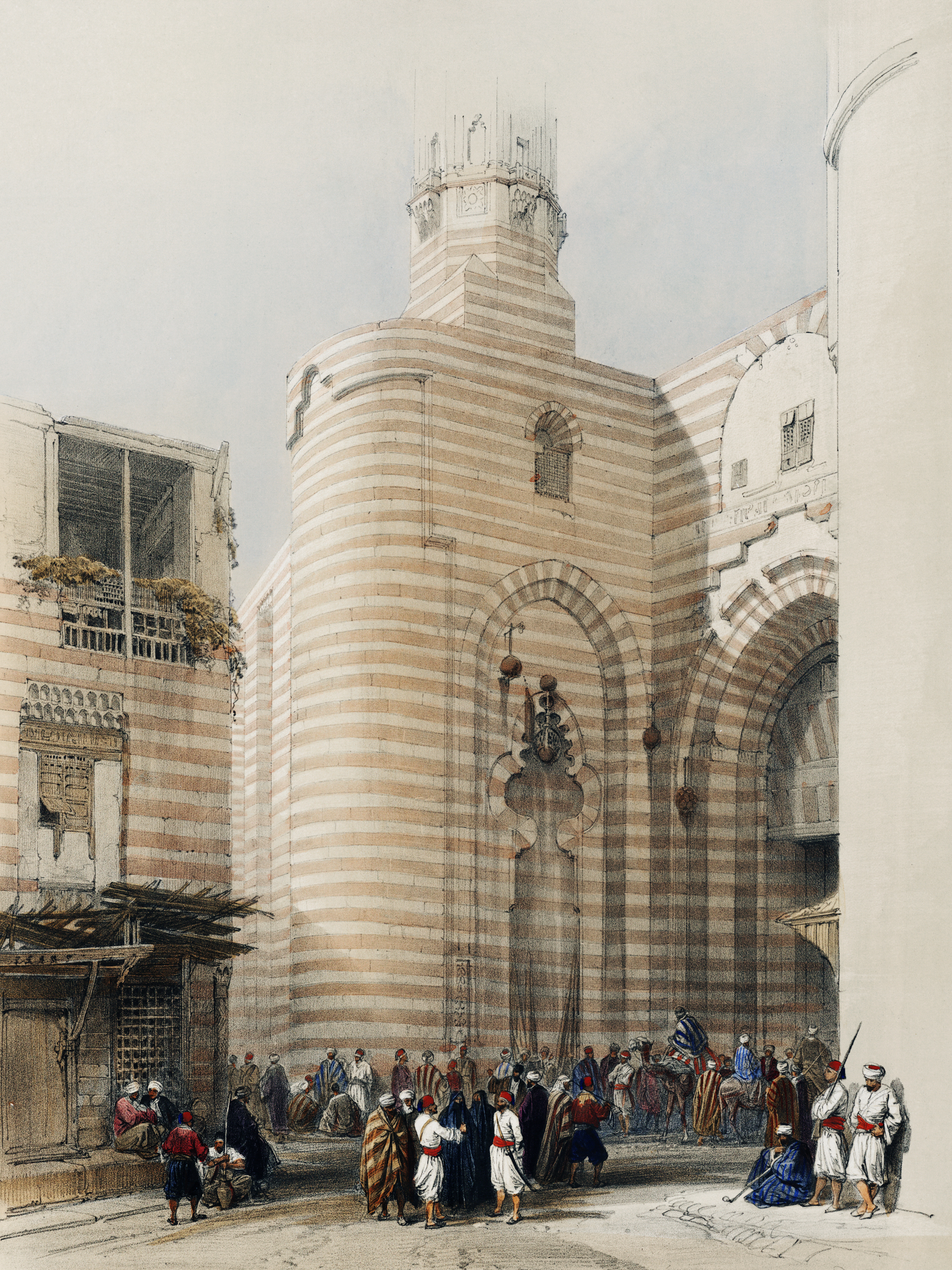
217. La puerta de los Metwalis, o Bab Zuweyleh, El Cairo.
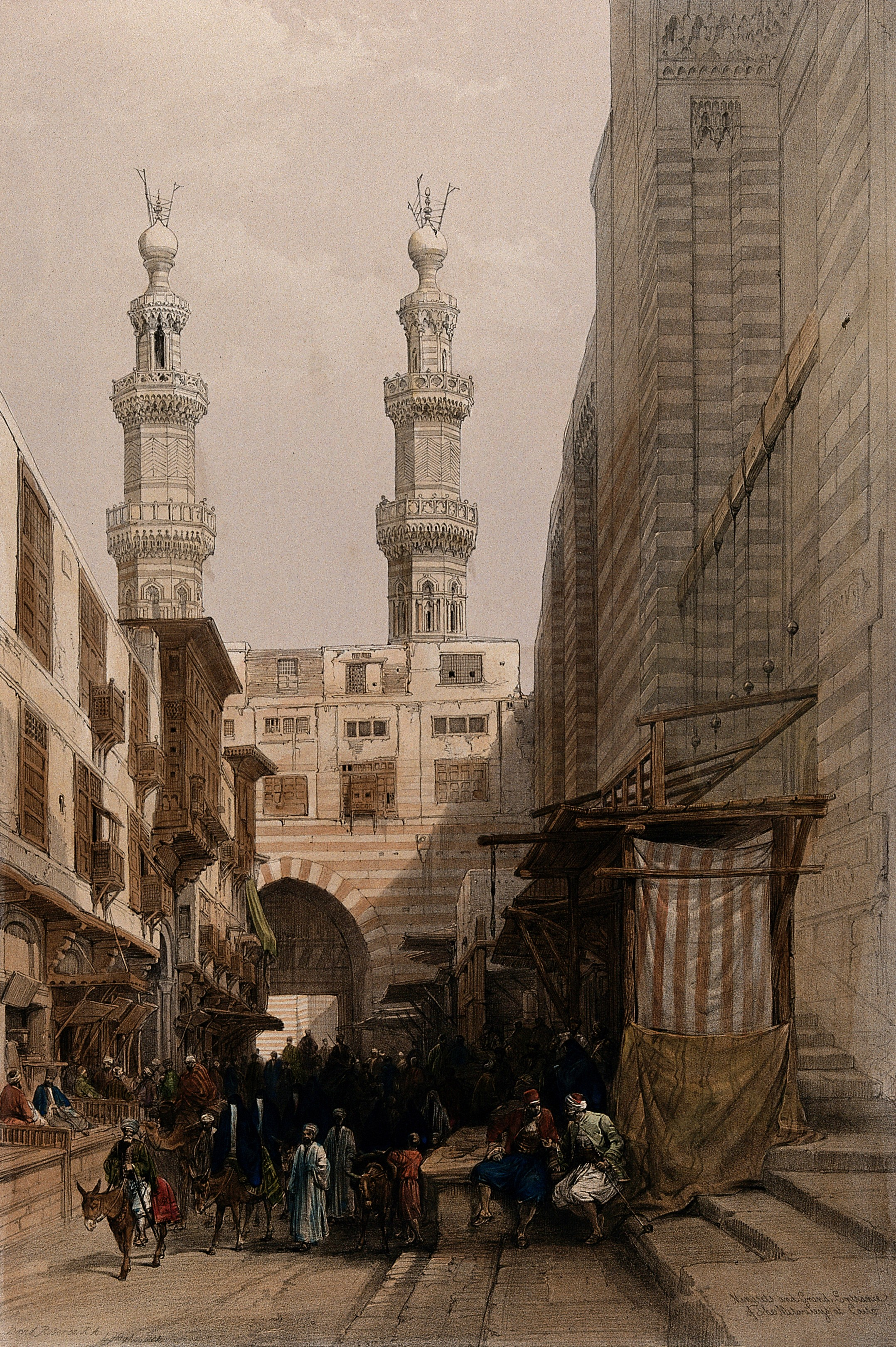
218. Los minaretes de la Bab Zuweyleh, y entrada a la mezquita de los Metwalis
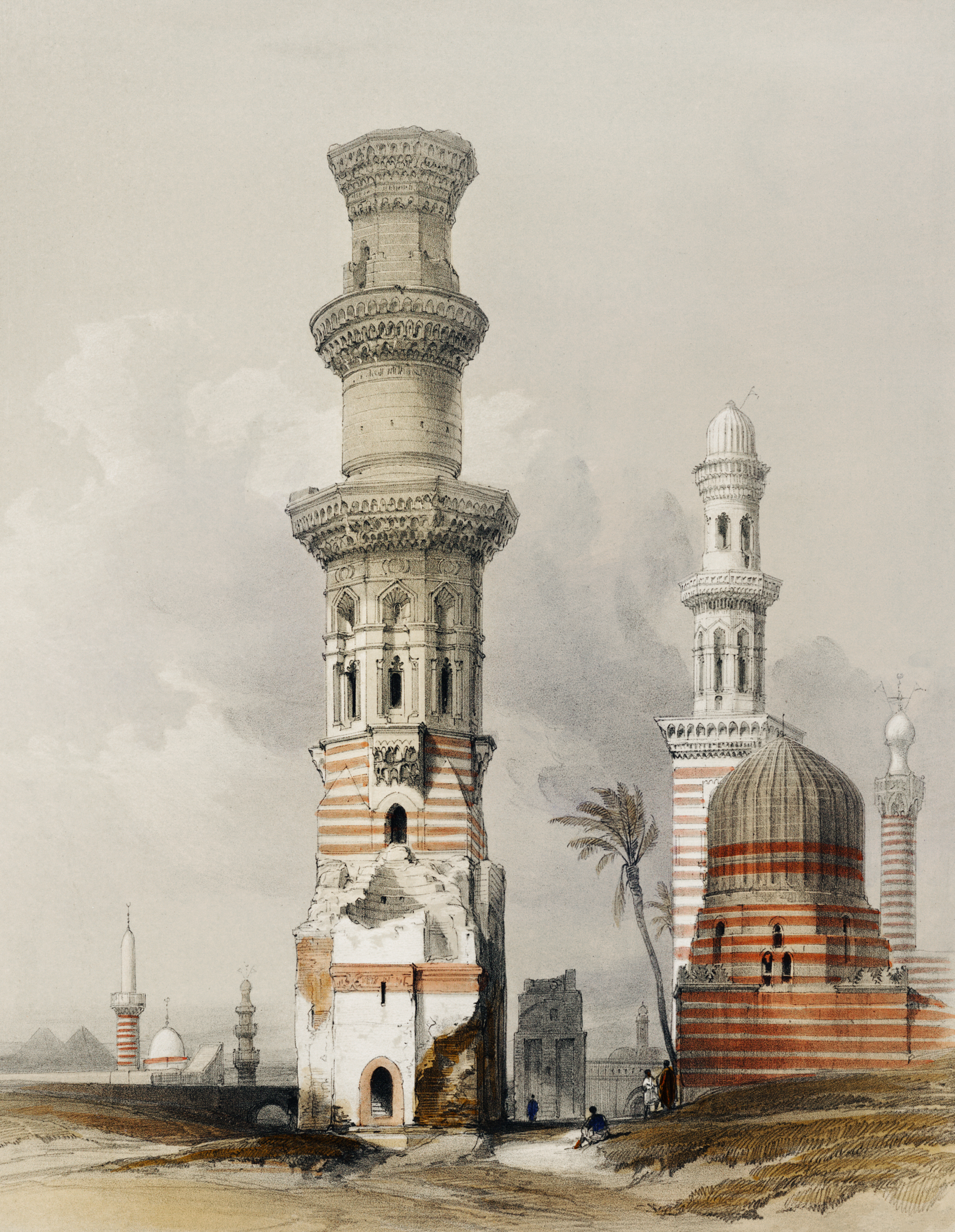
219. Mezquitas en ruinas en el desierto, al oeste de la Ciudadela.
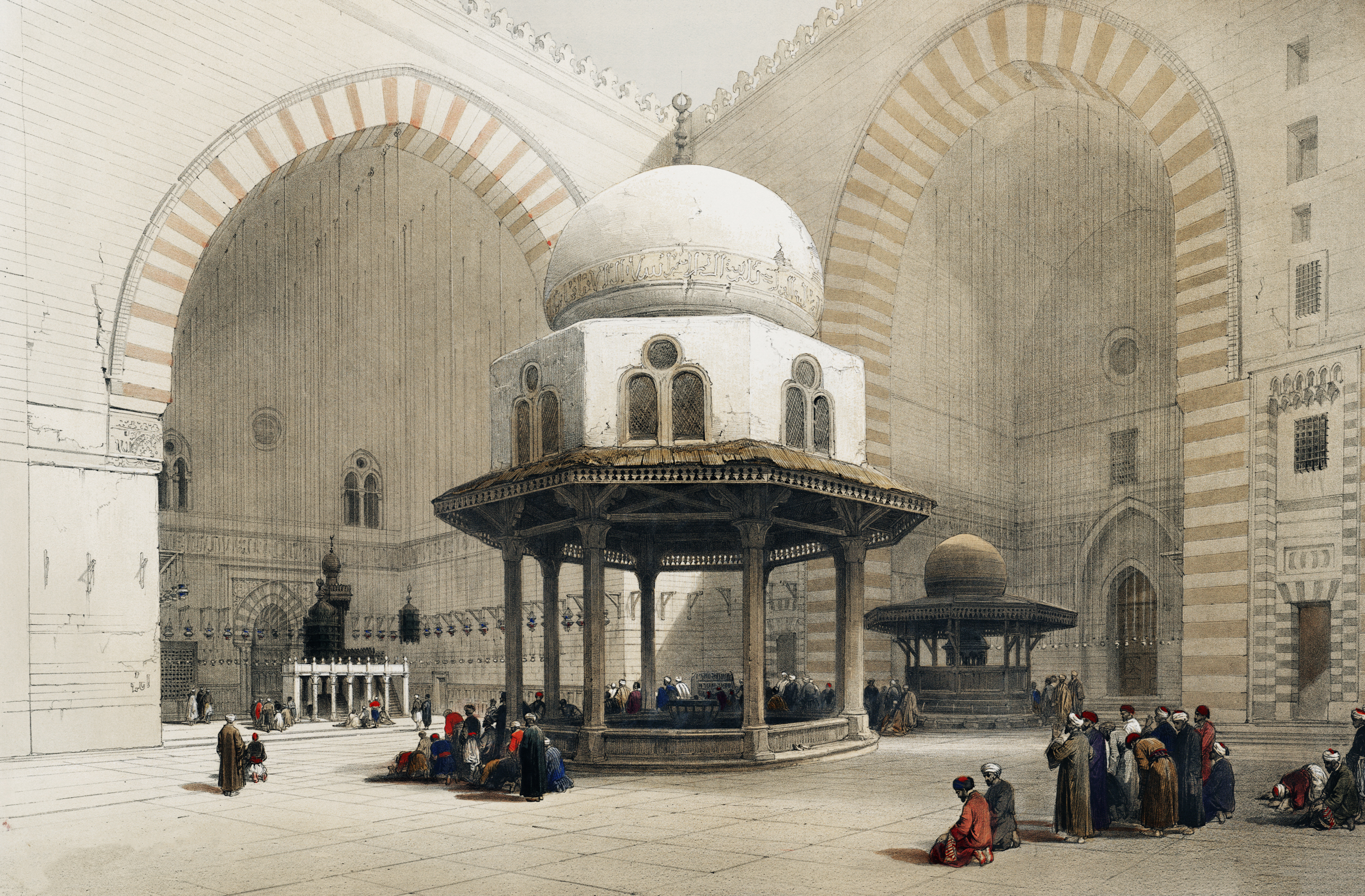
220. Interior de la Mezquita del Sultán Hassan.
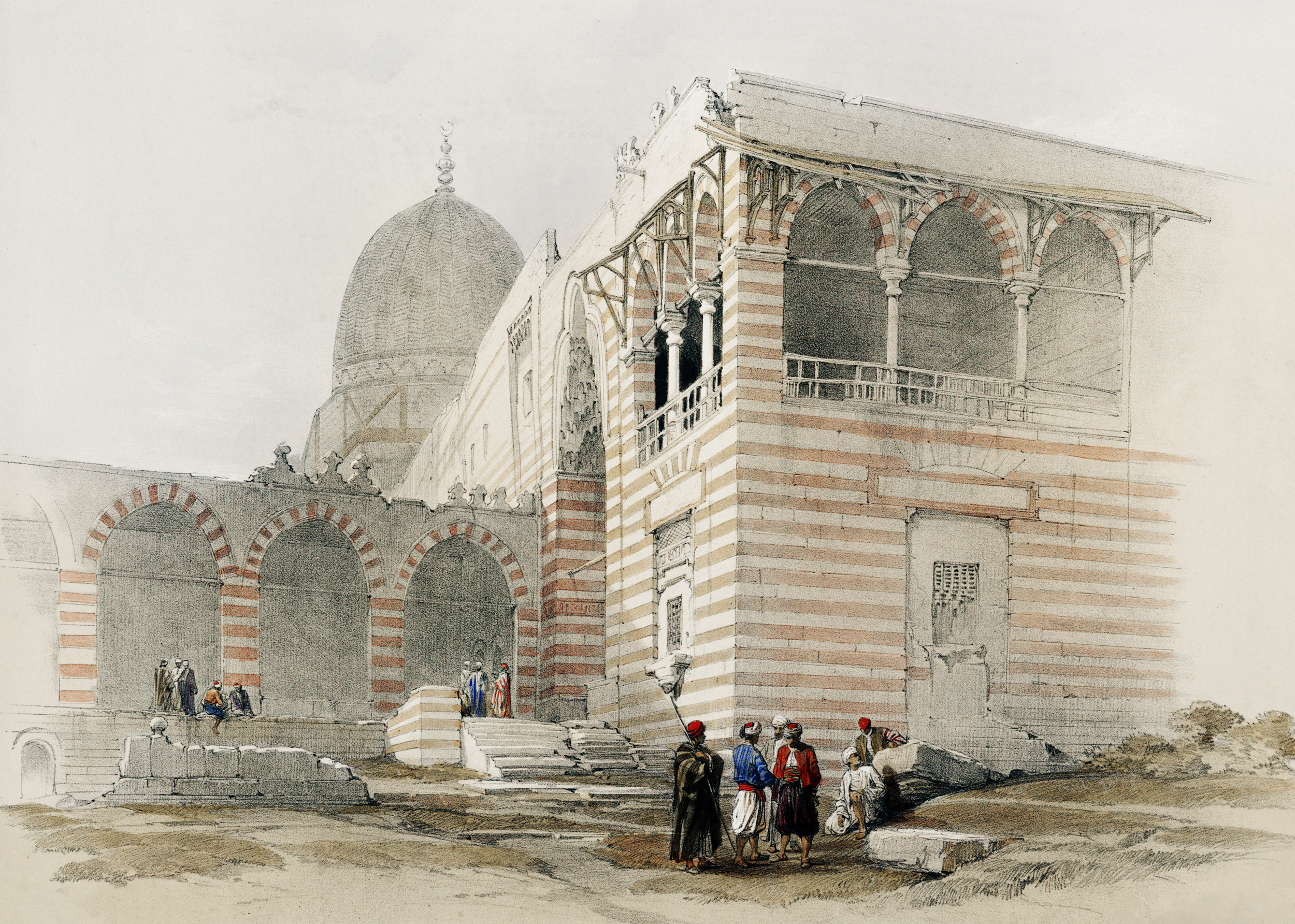
221. Una de las tumbas de los califas, El Cairo.
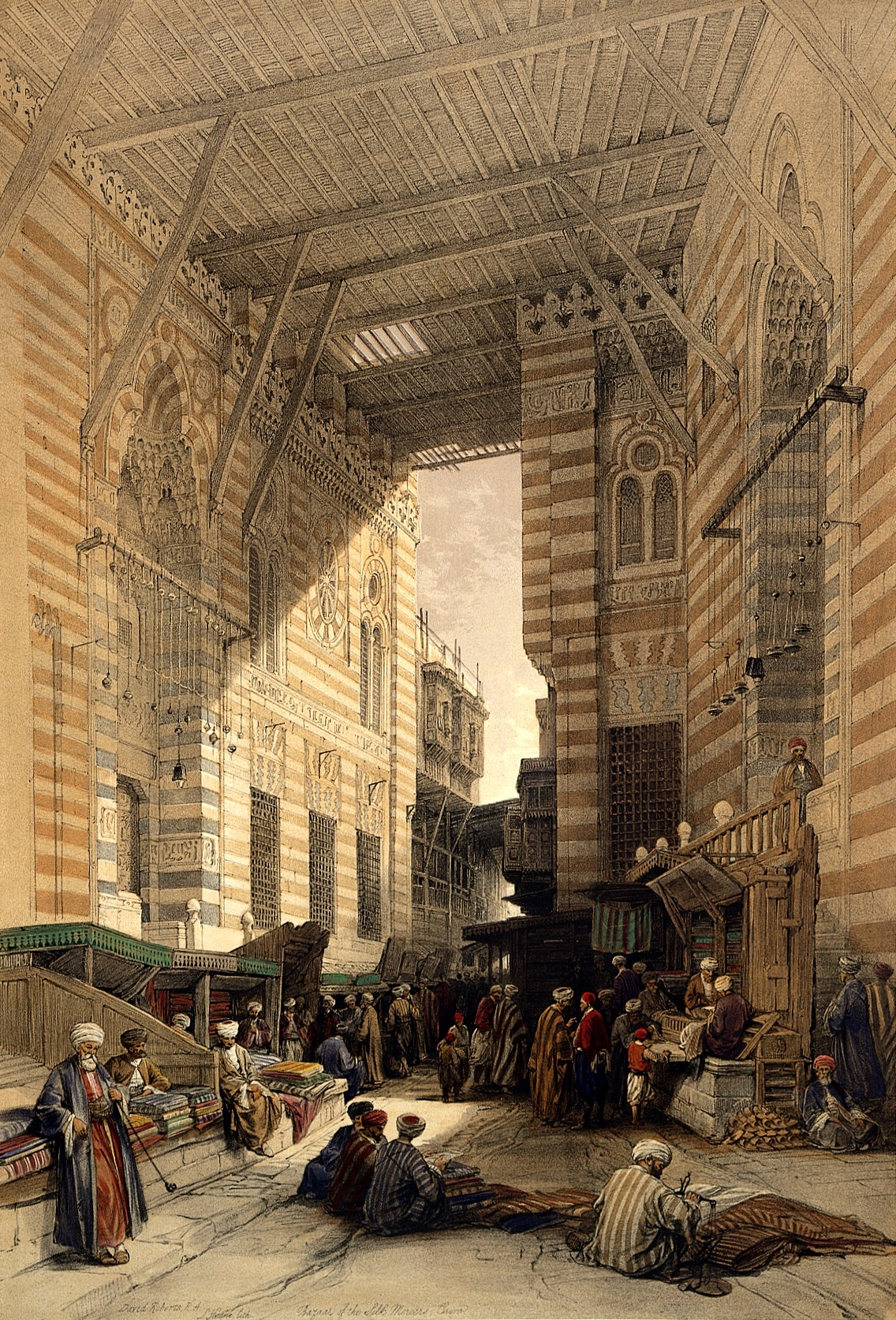
222. El Bazar de la Seda-Mercer o Complejo Sultán al-Ghuri, El Cairo.
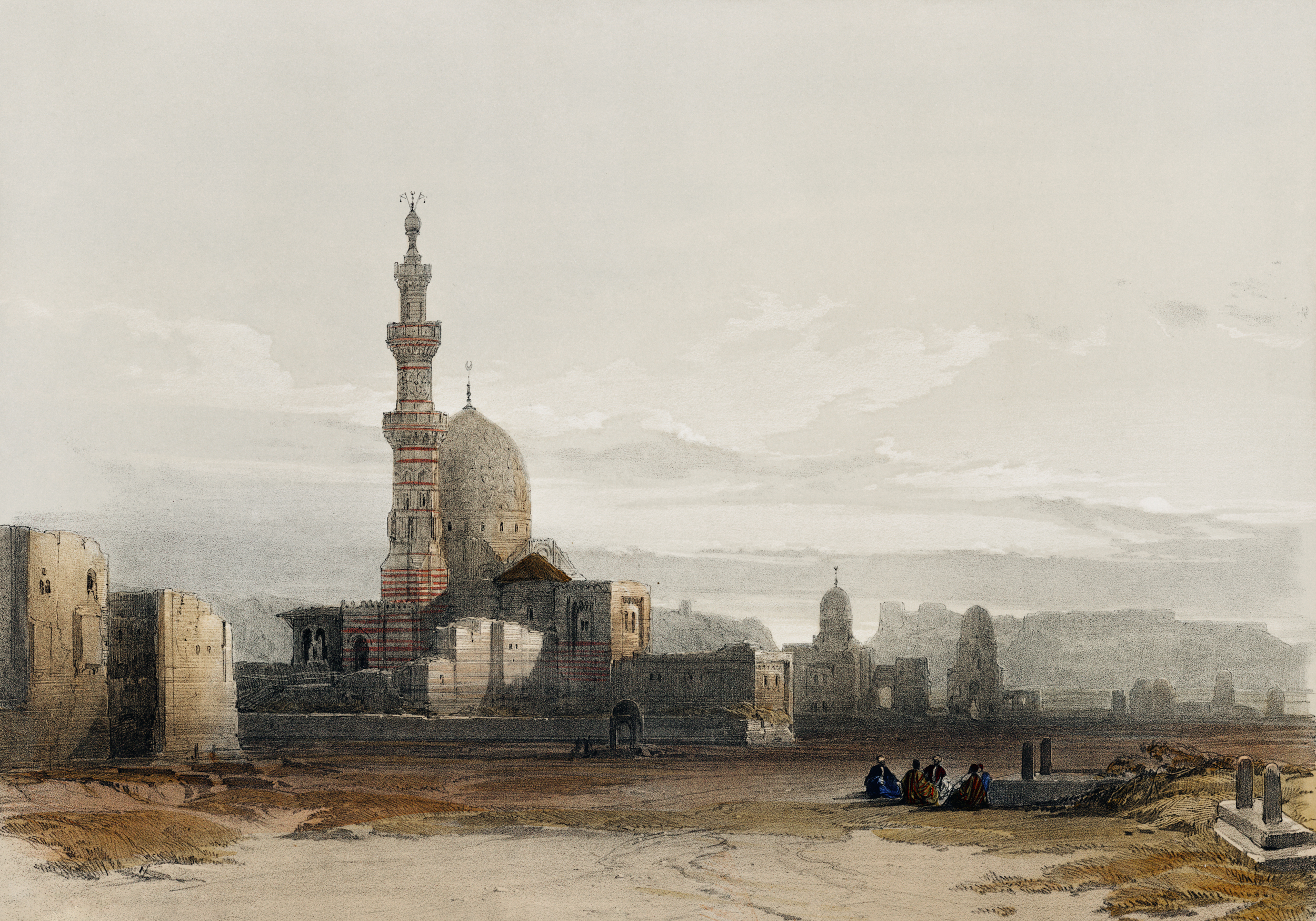
223. Tumbas de los Califas, El Cairo. La Ciudadela a lo lejos.
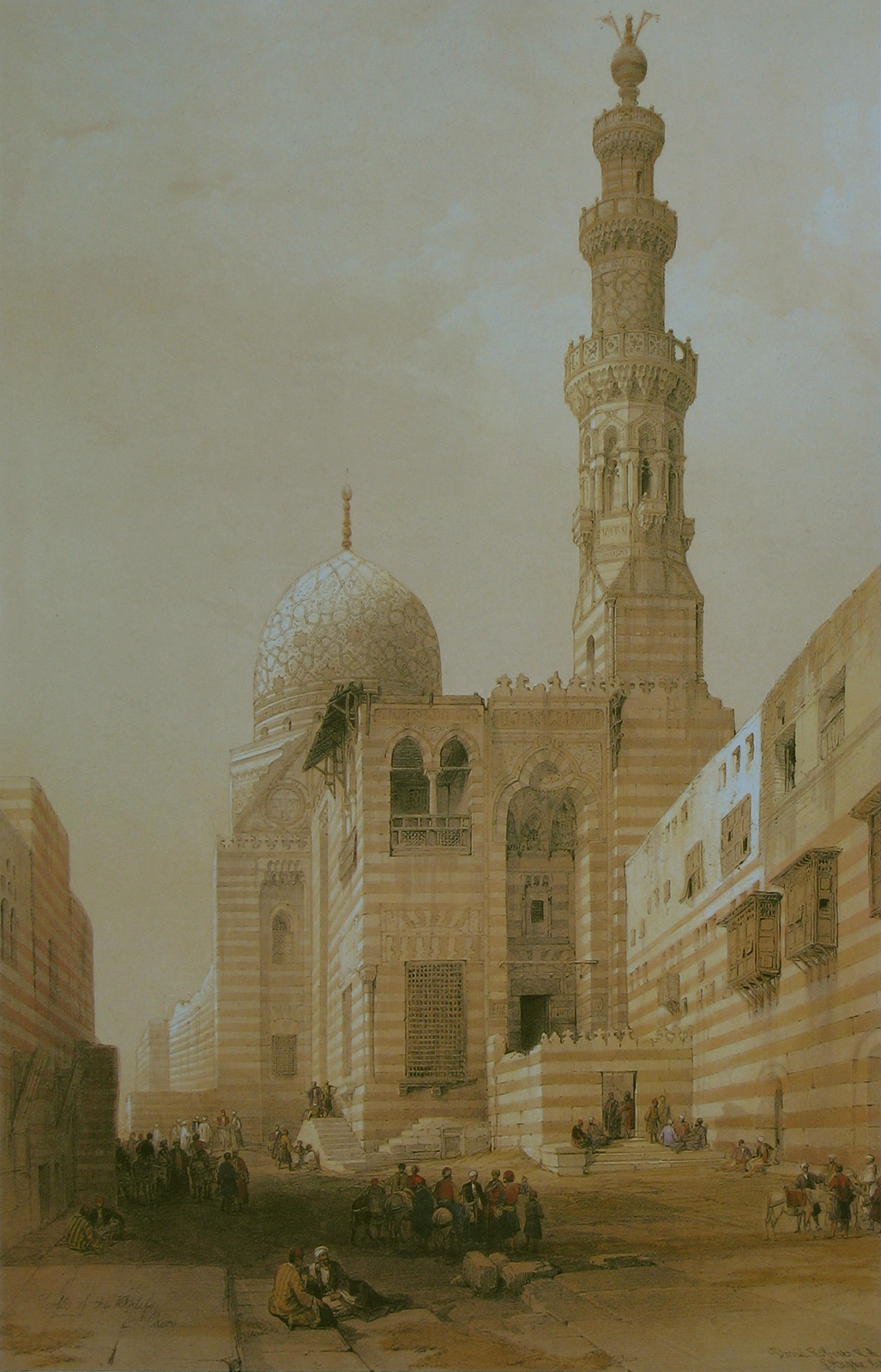
224. Mezquita del Sultán Kaitbey, El Cairo.
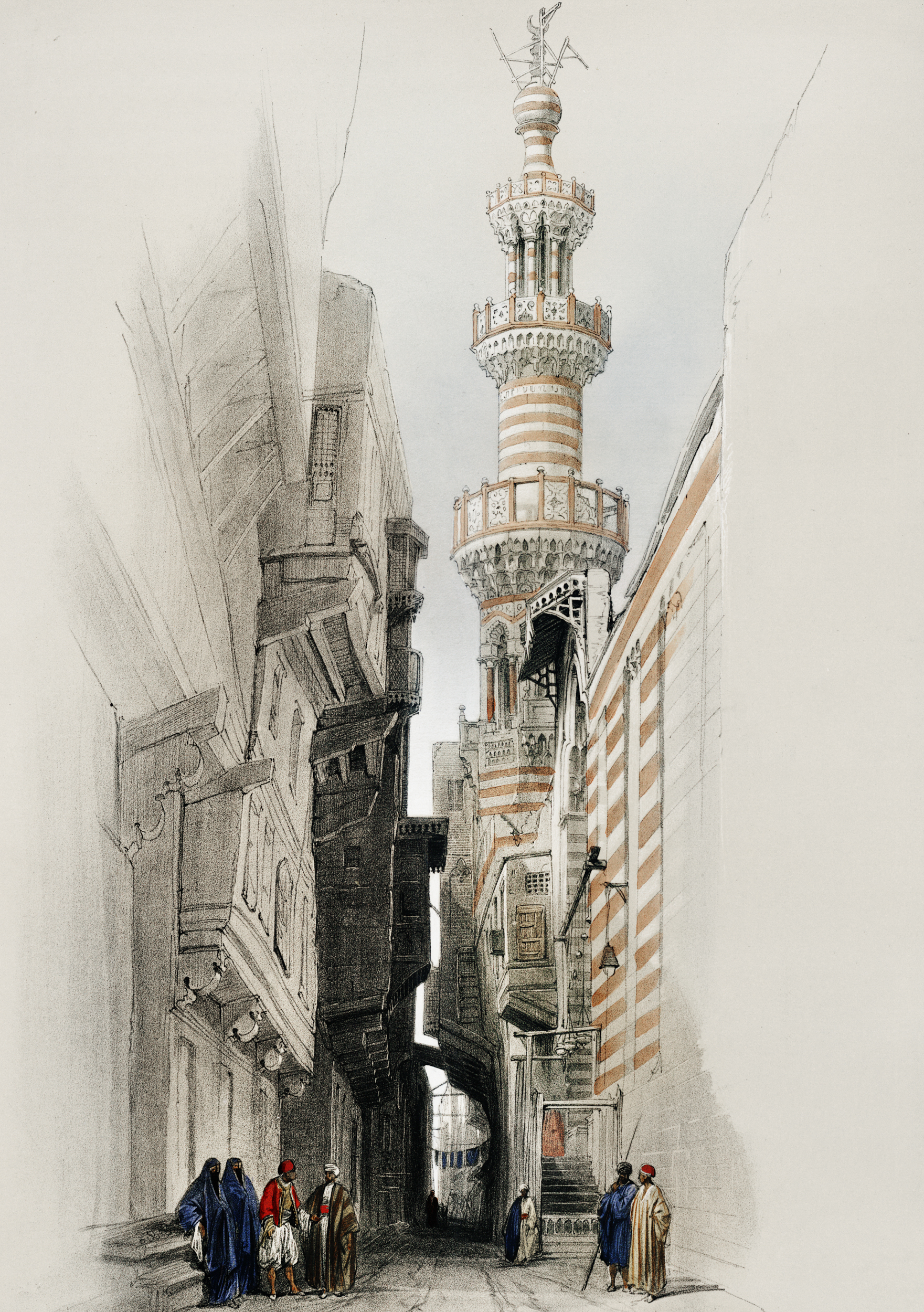
225. Minarete de la mezquita de El-Khomree.
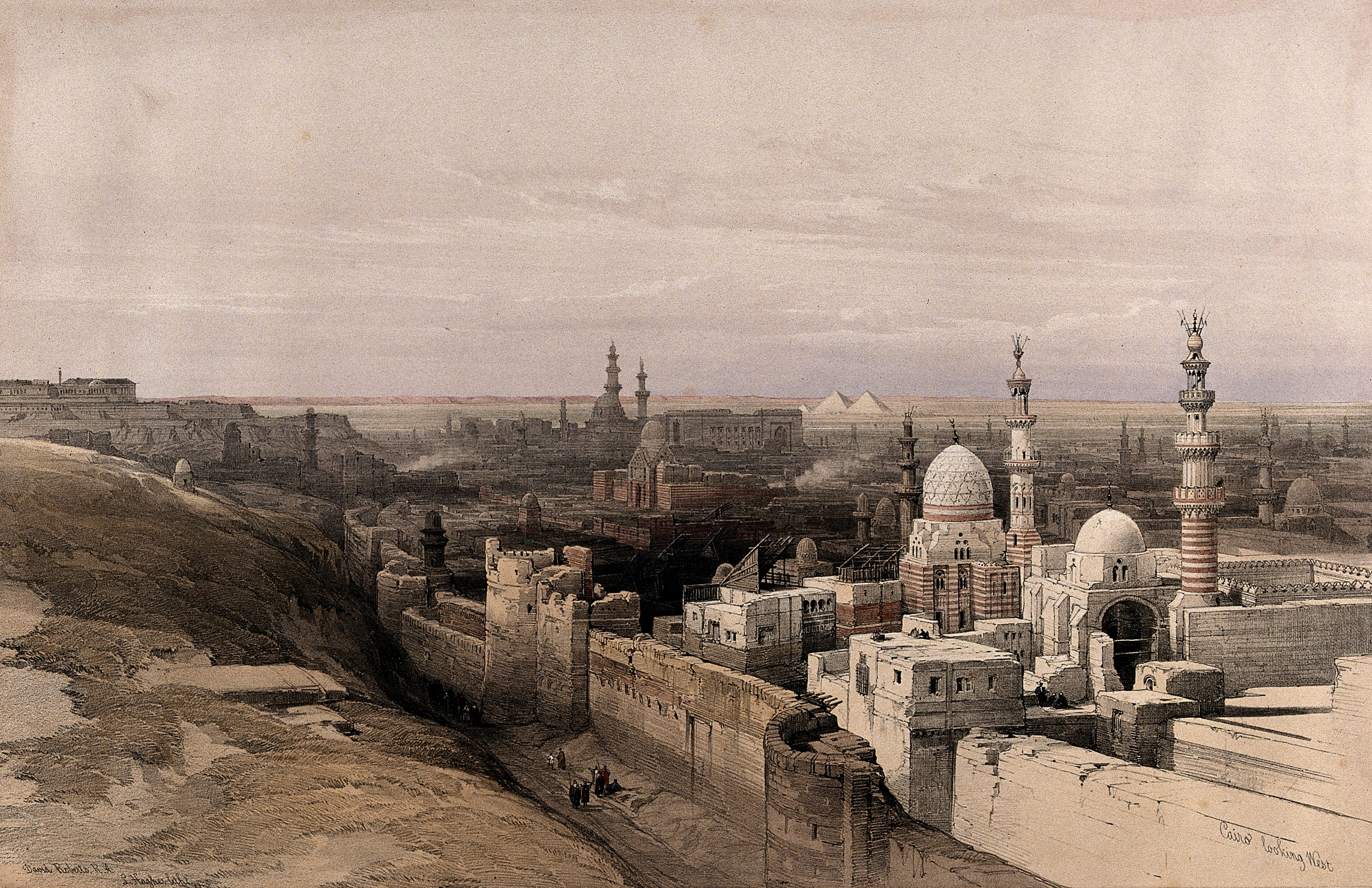
Vista general de El Cairo desde el oeste.226.
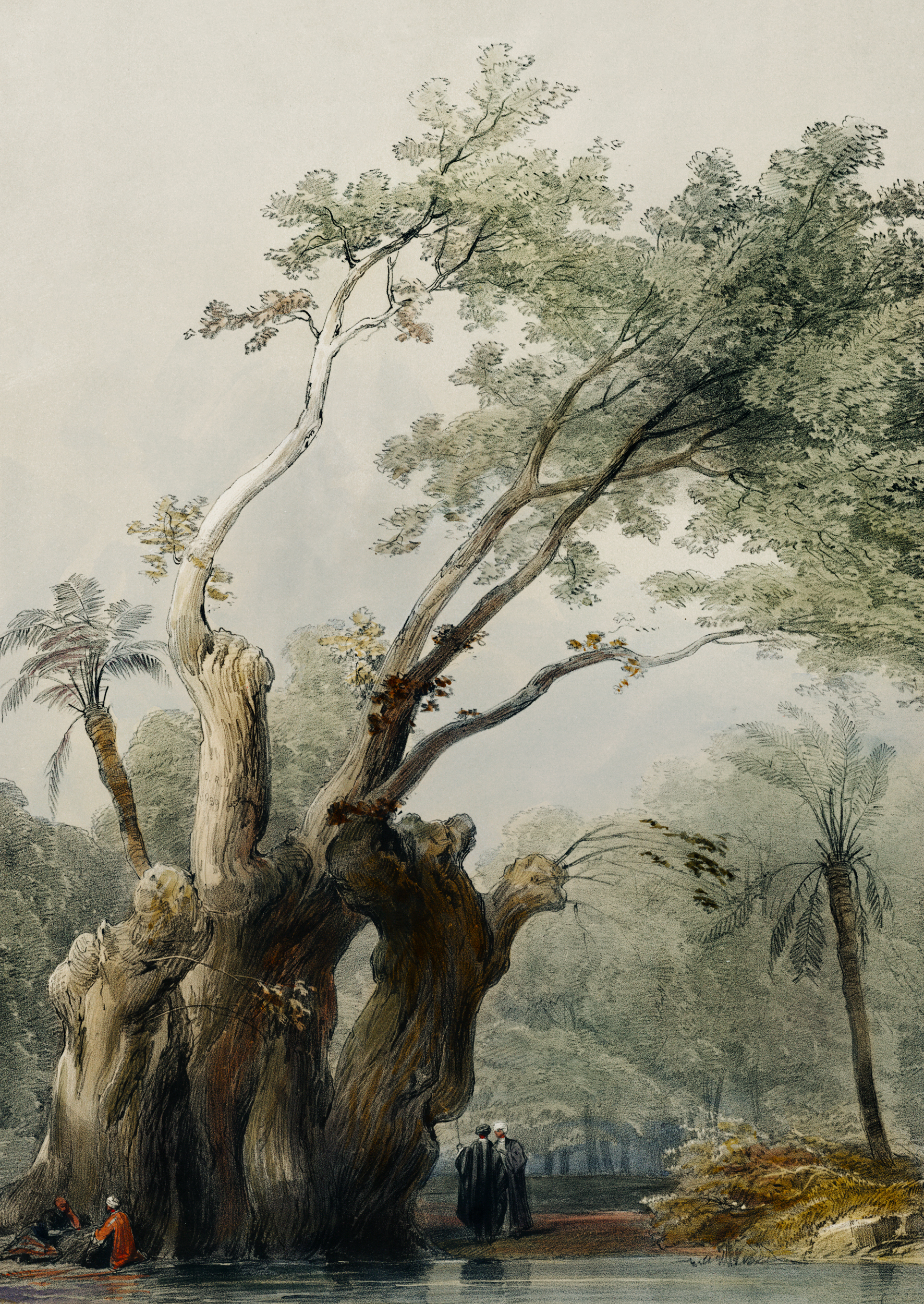
227. El Árbol Sagrado de Metereeah.
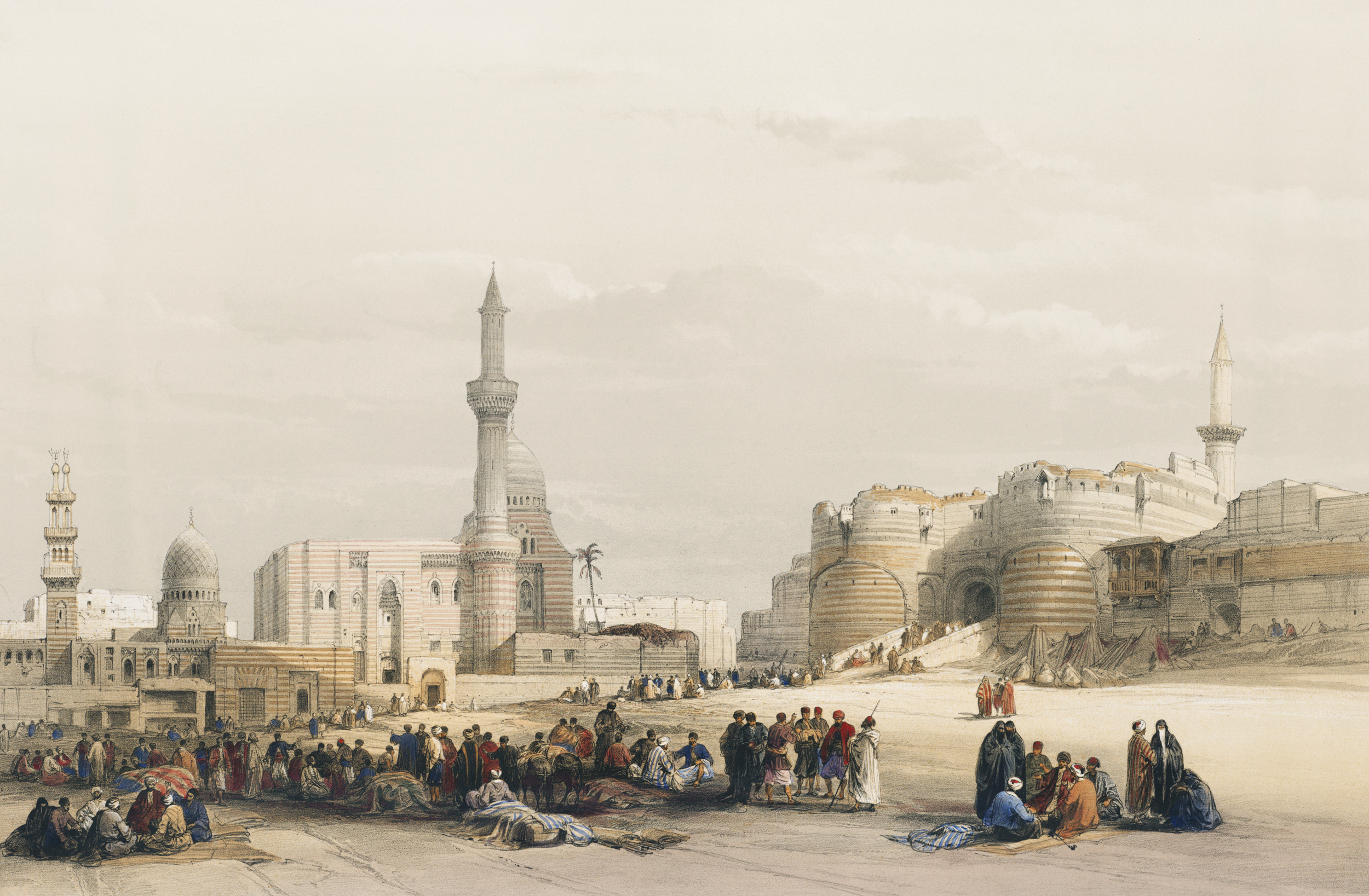
228. La entrada a la ciudadela de El Cairo.
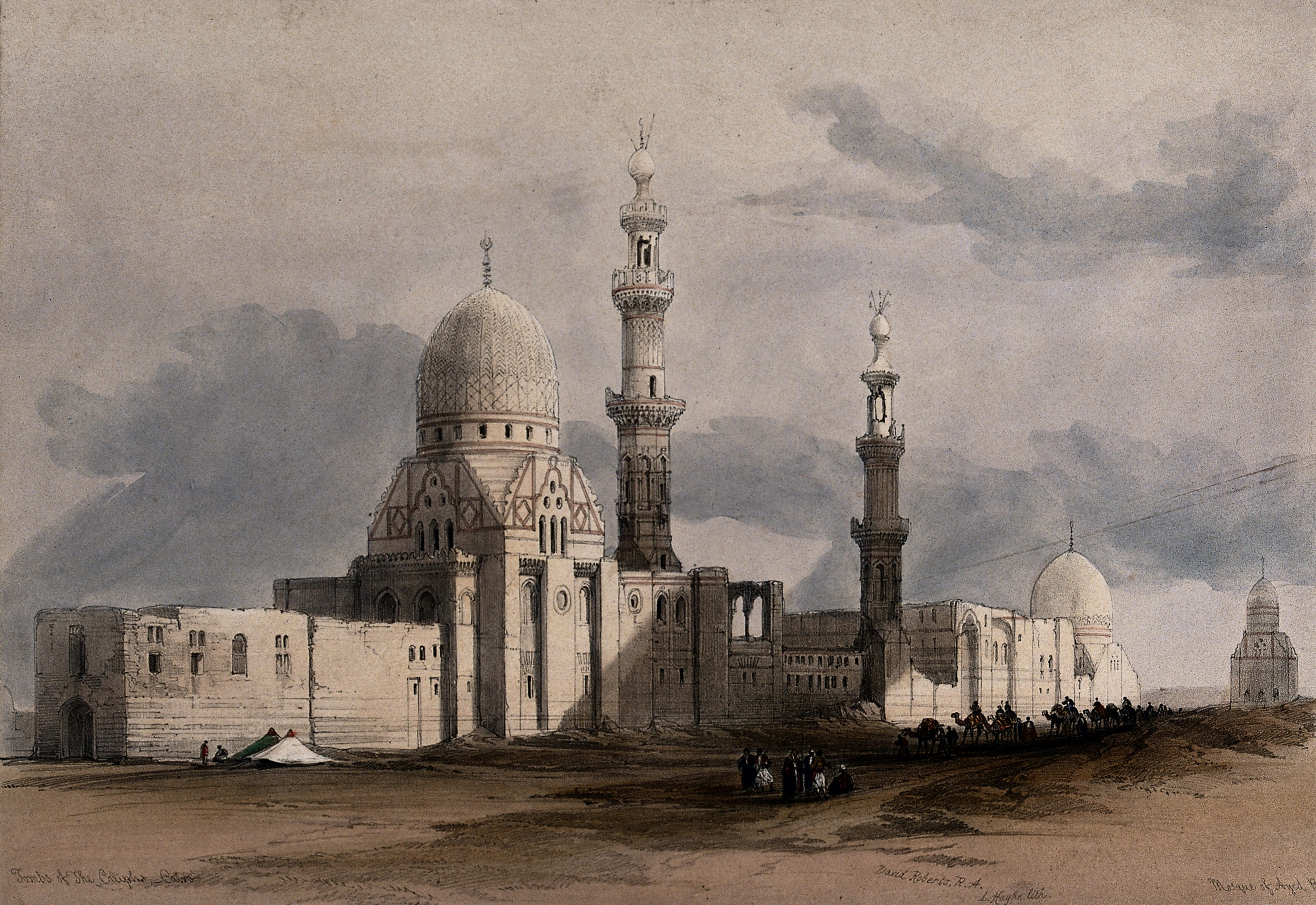
229. Mezquita de Ayed Bey en el desierto de Suez
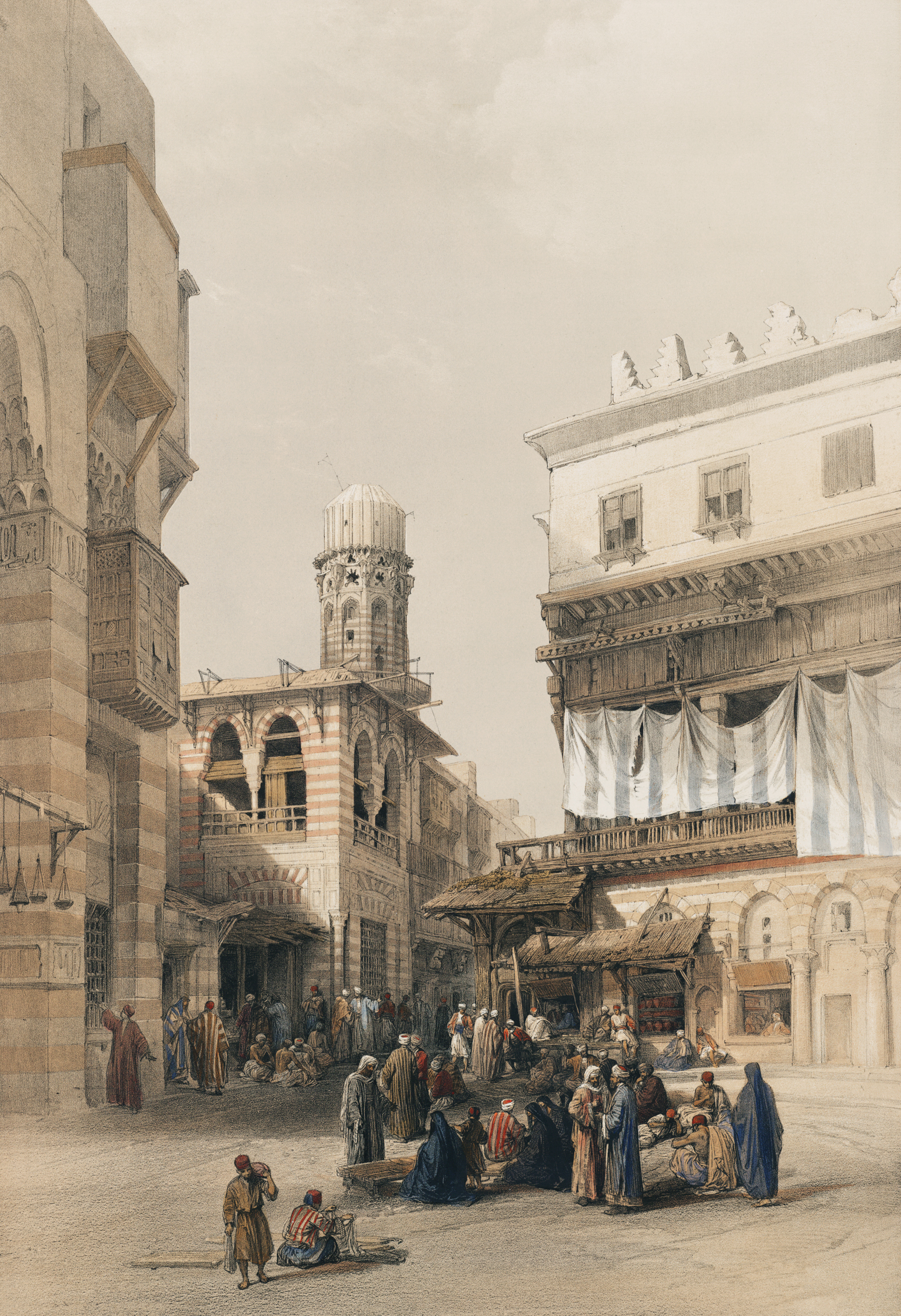
230. Bazar de los caldereros, El Cairo.
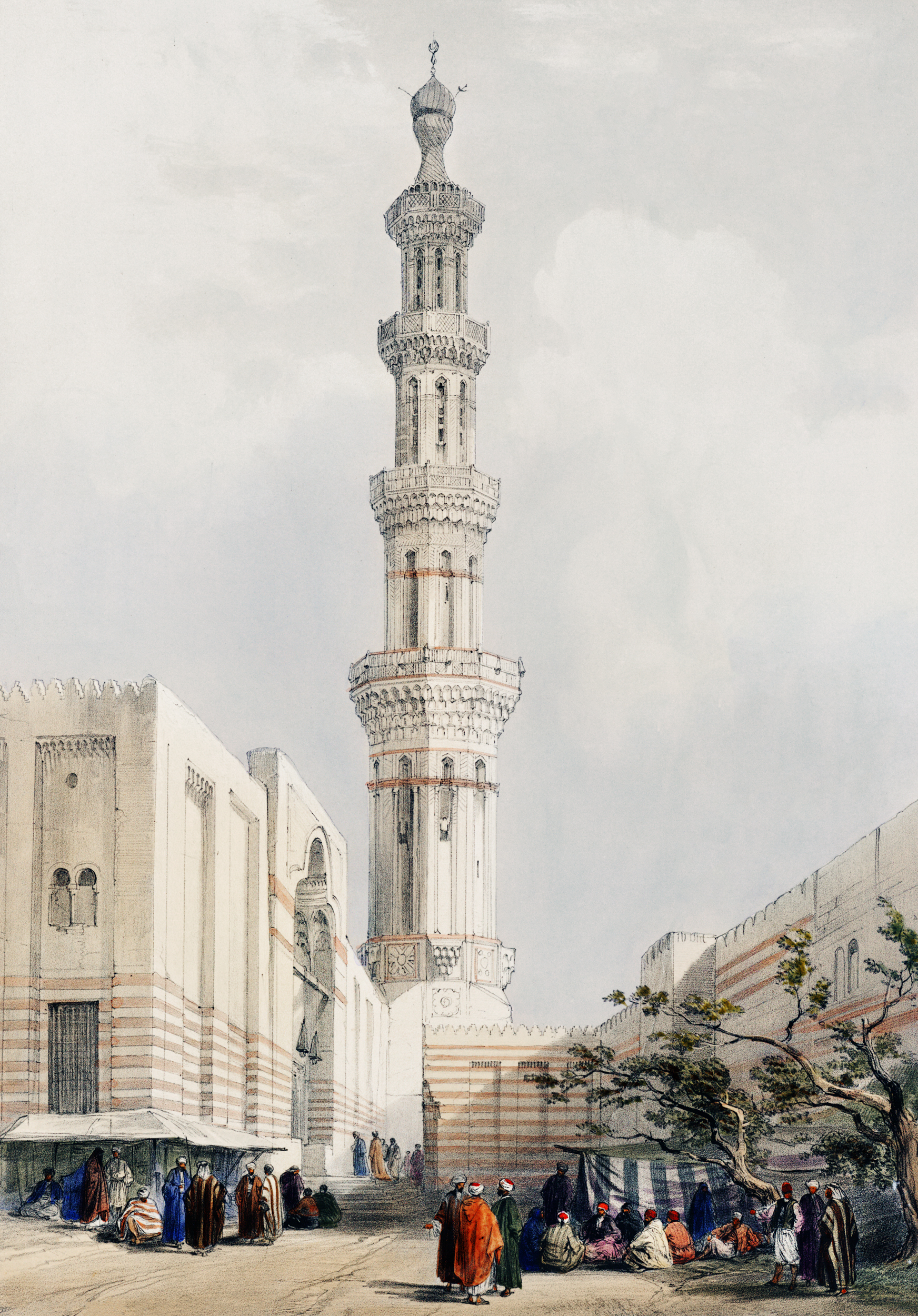
231. Minarete de la mezquita principal de Siout, Alto Egipto.
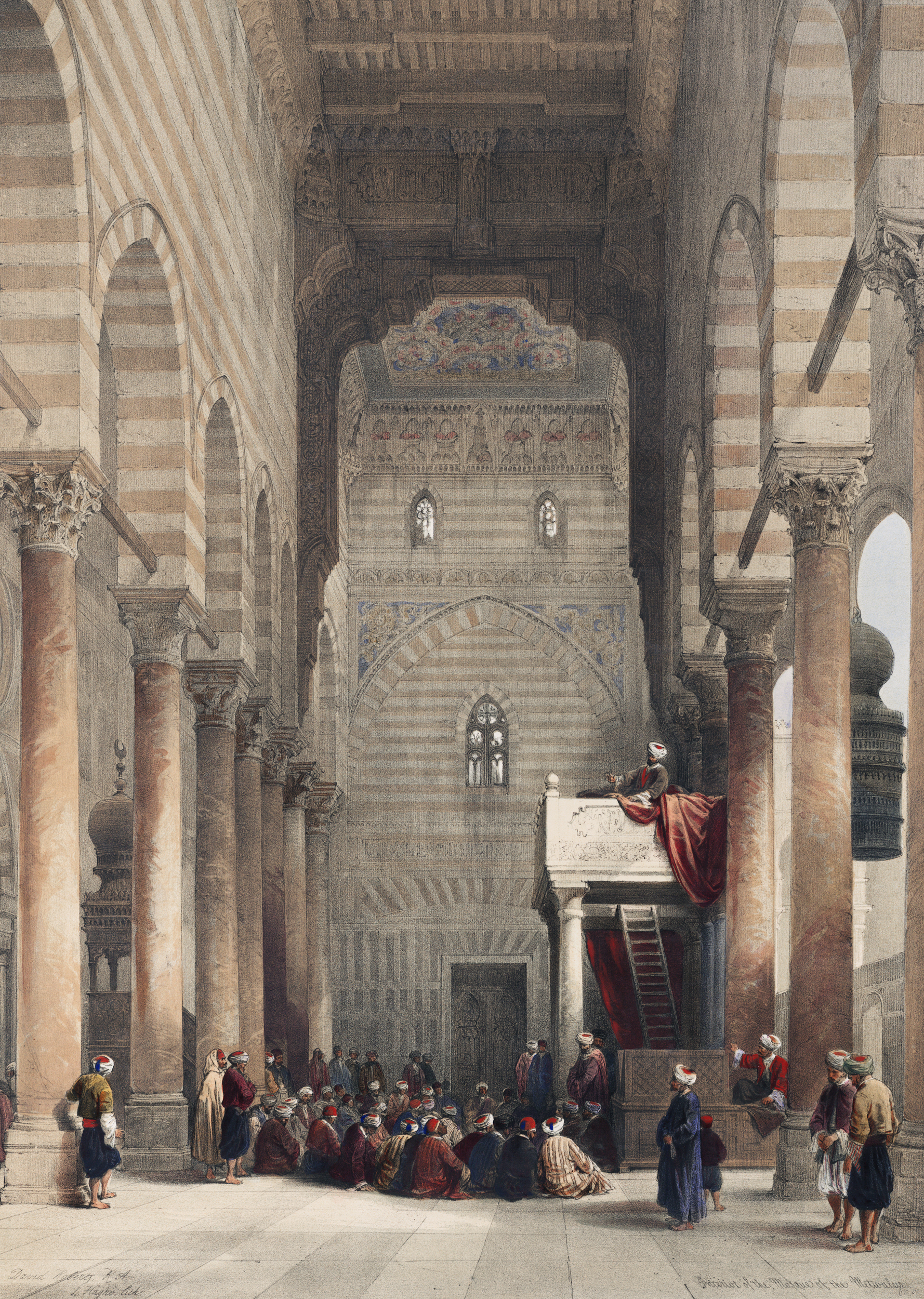
232. Interior de la Mezquita de los Metwalis.
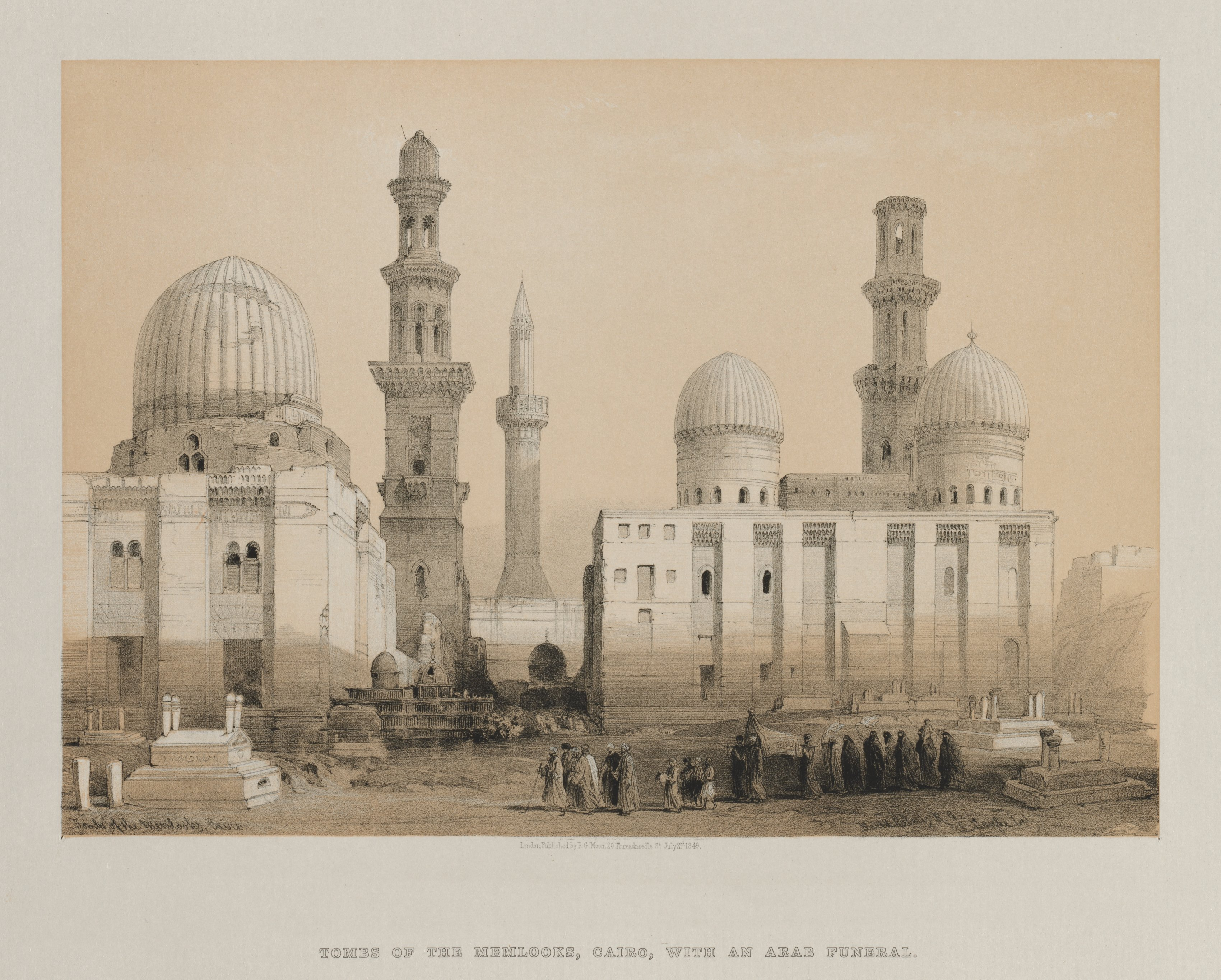
233. Tumbas de los Memlook, El Cairo, con un funeral árabe.
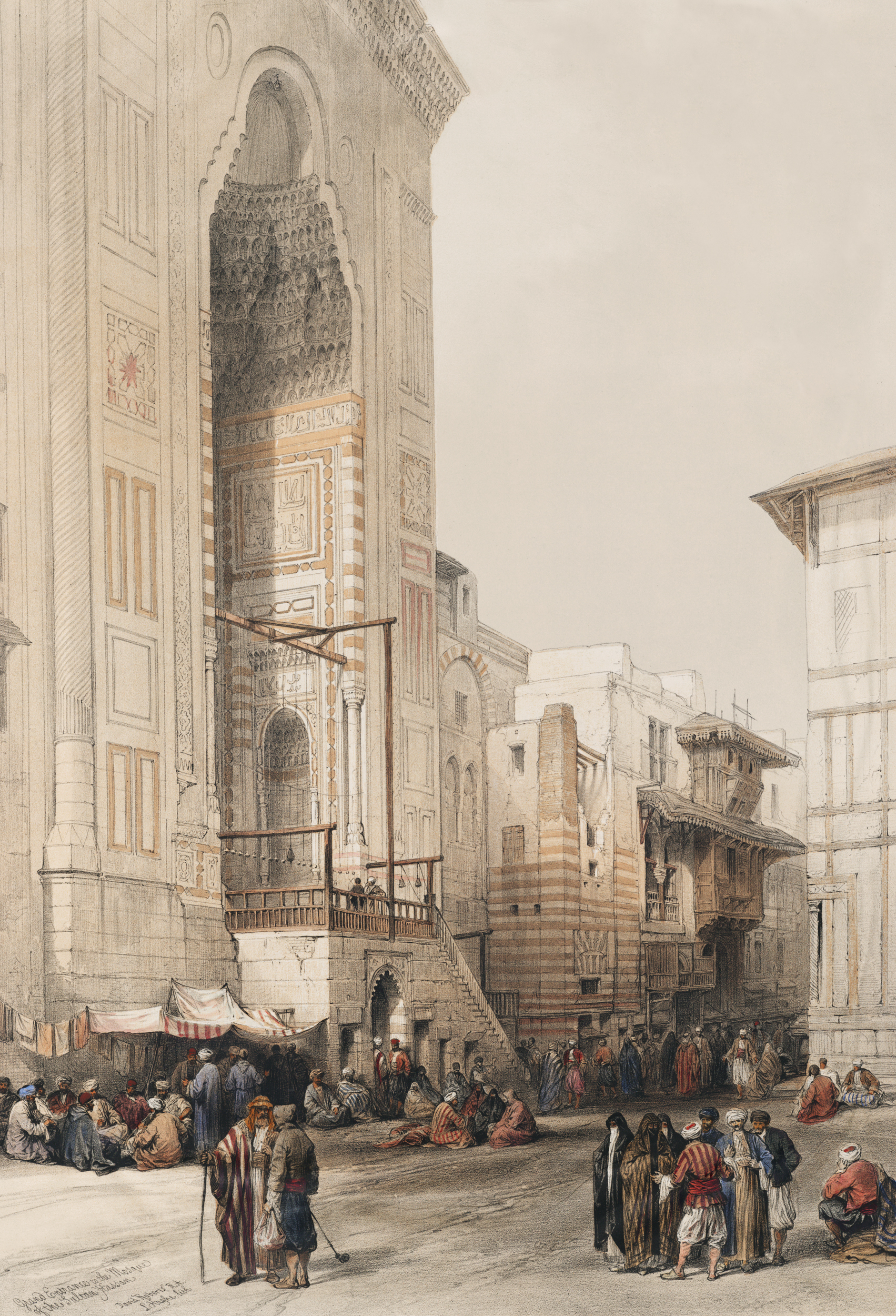
234. Gran entrada a la Mezquita del Sultán Hassan.
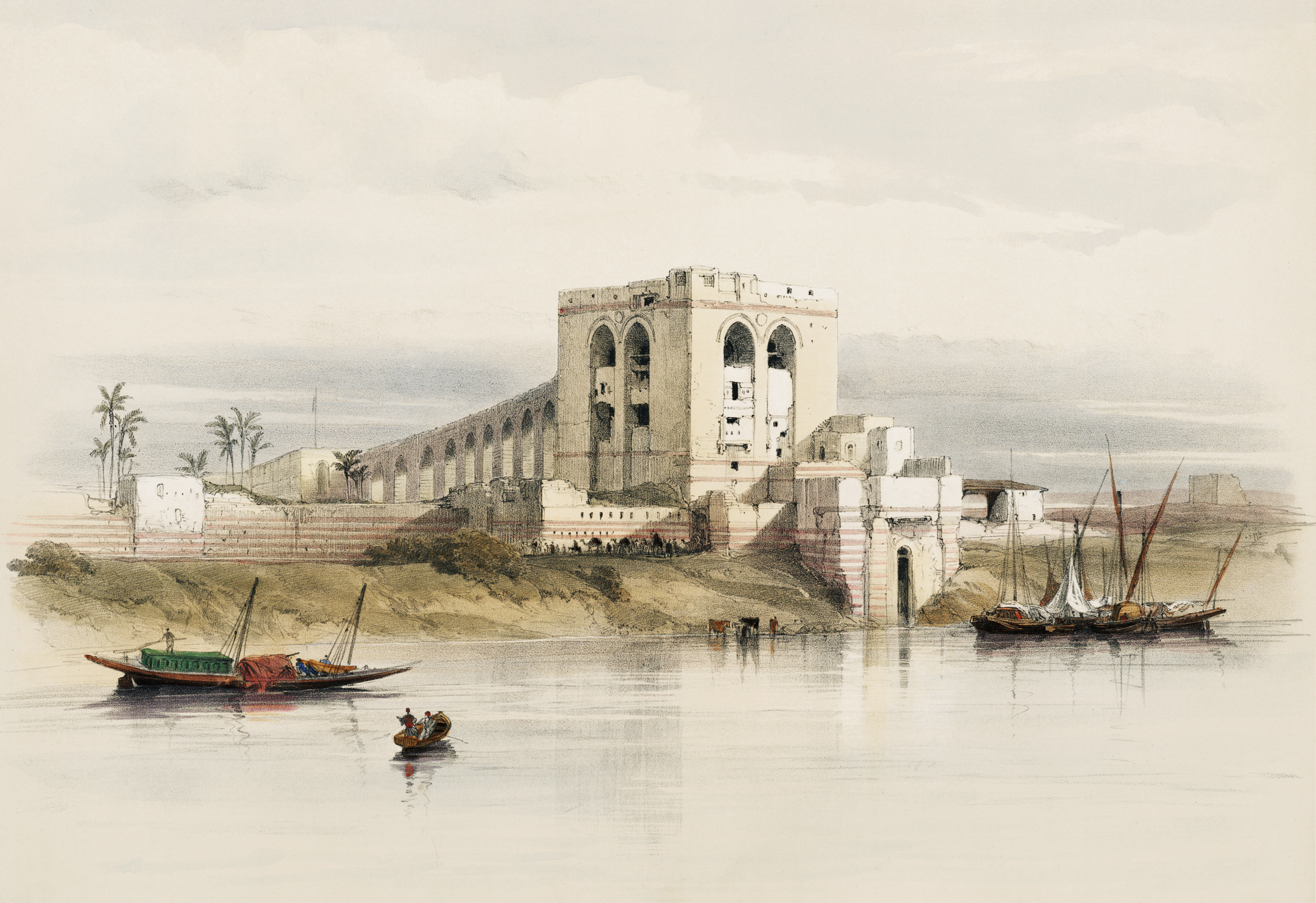
235. El Cairo, el acueducto del Nilo, desde la isla de Rhoda.
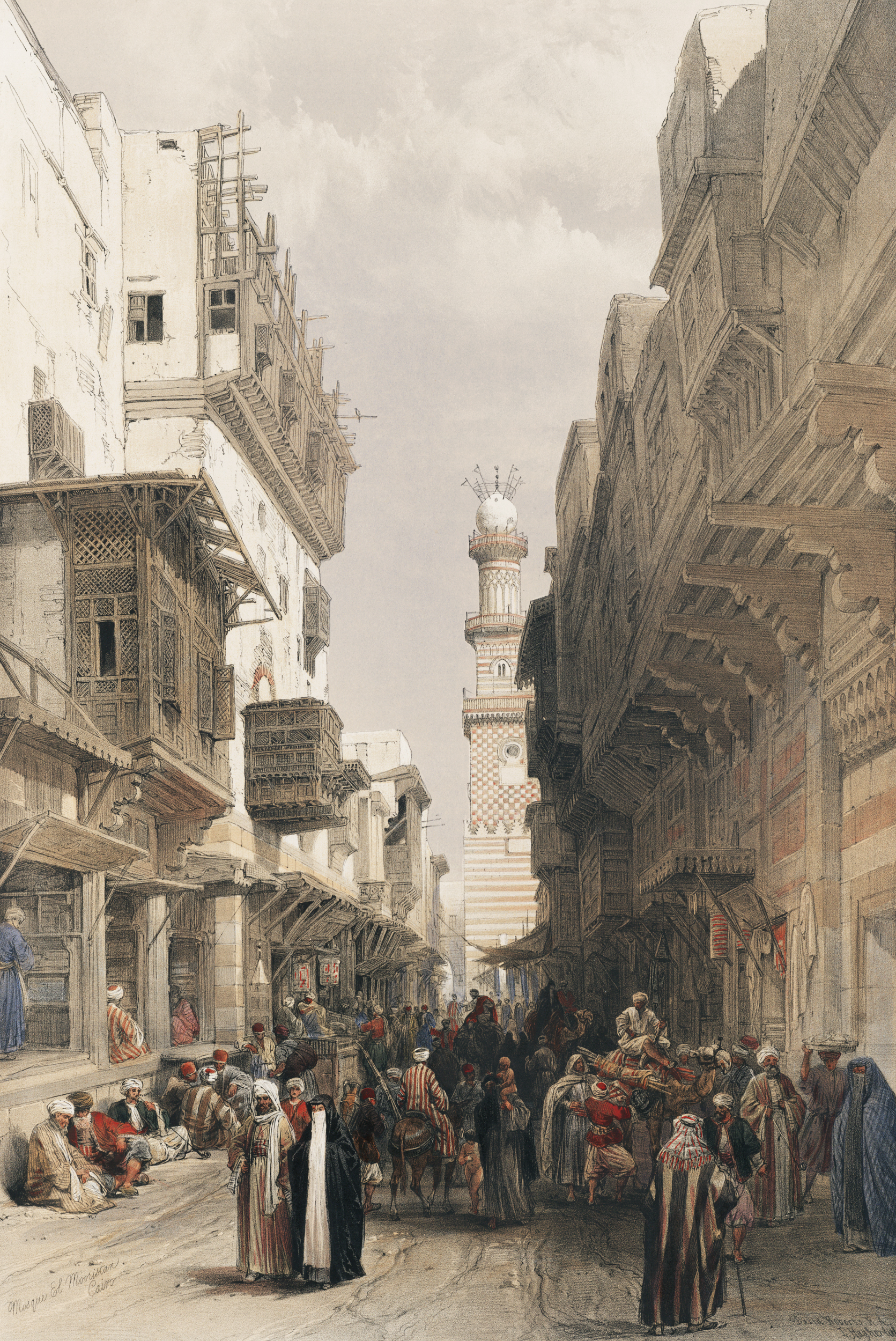
236. Bazar de la calle que conduce a la mezquita El-Mooristan, El Cairo.
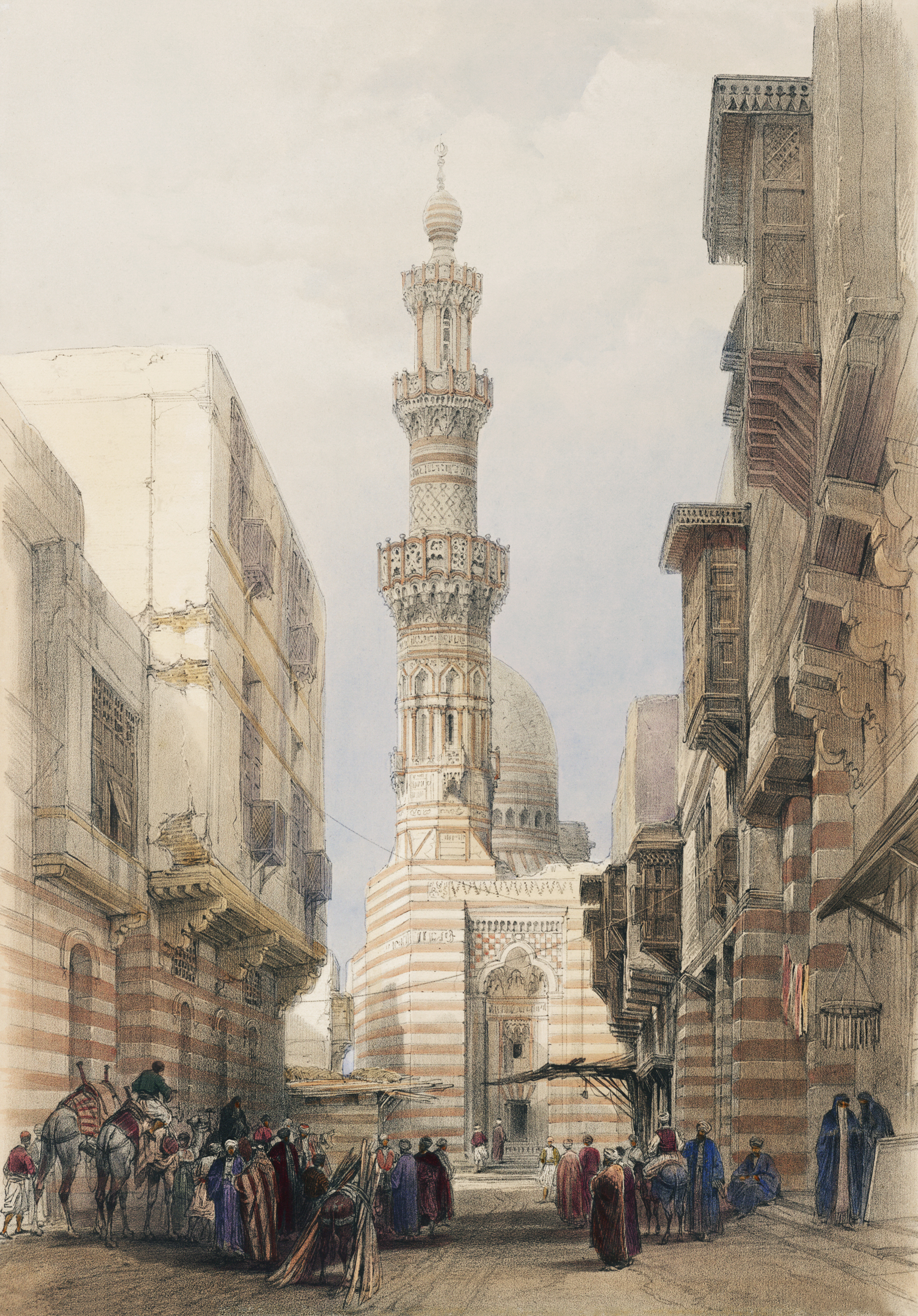
237. Mezquita Mayor de Boulak.
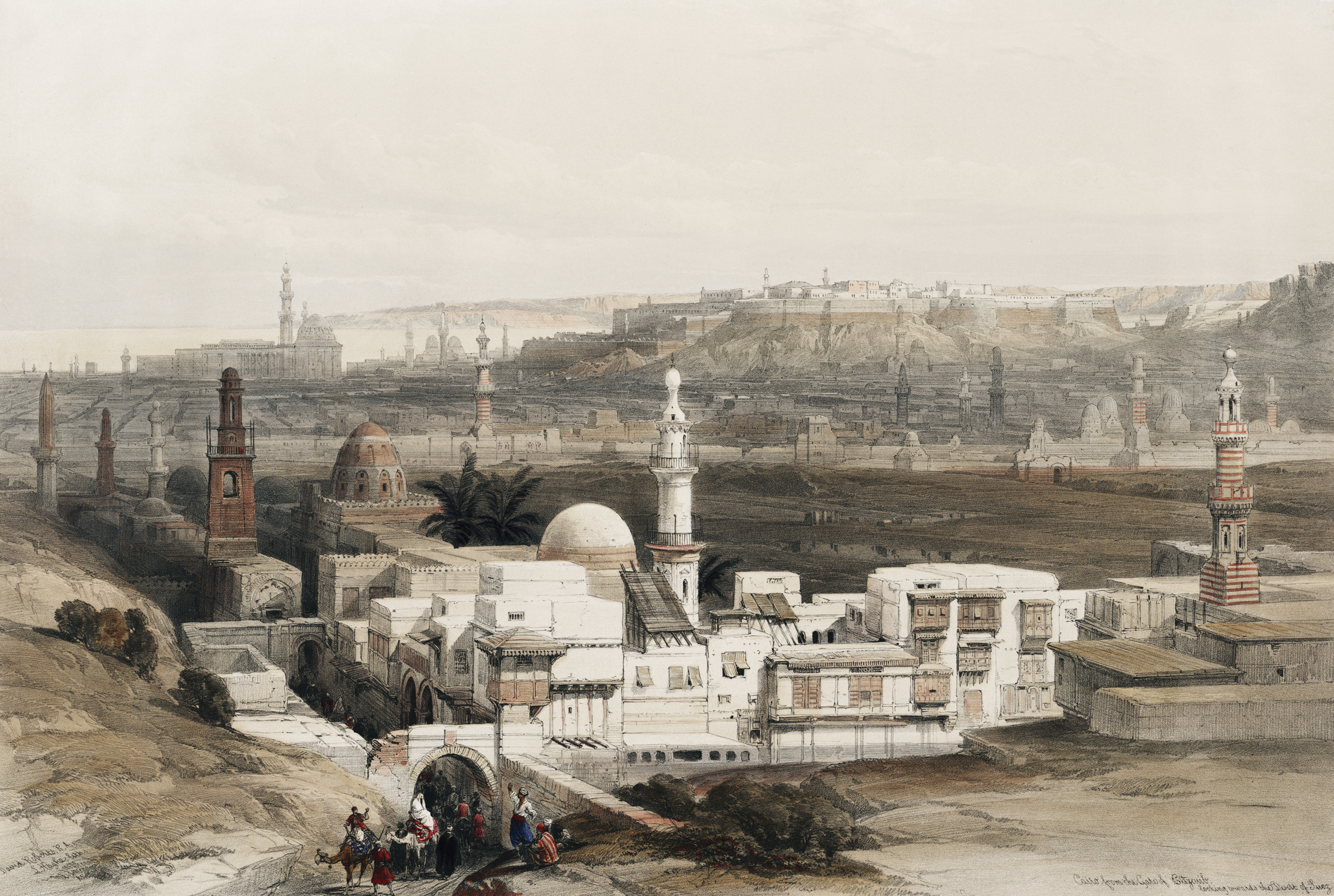
238. El Cairo, desde la puerta del Citizenib, mirando hacia el desierto de Suez.
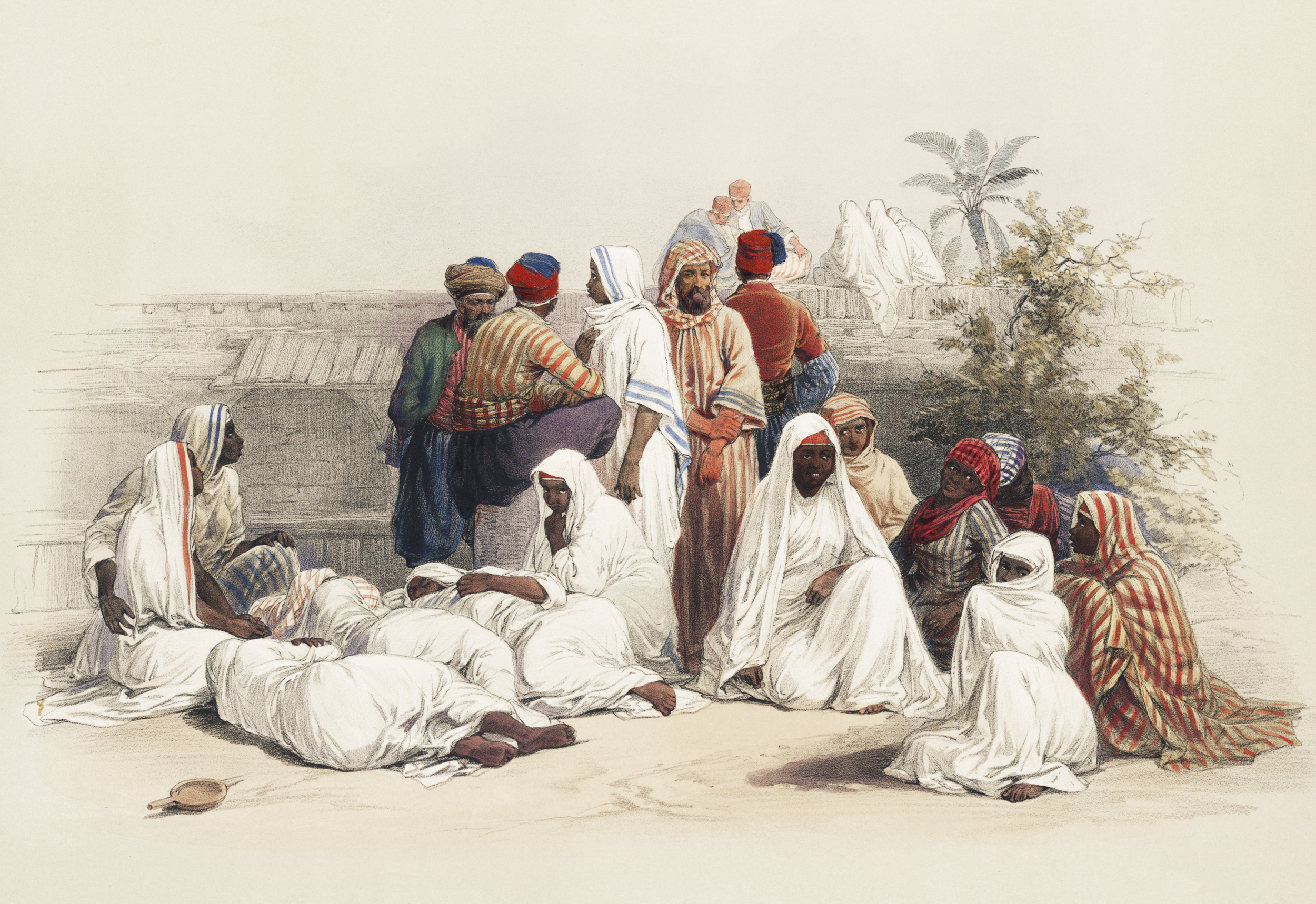
239. Un grupo en el Mercado de Esclavos de El Cairo.
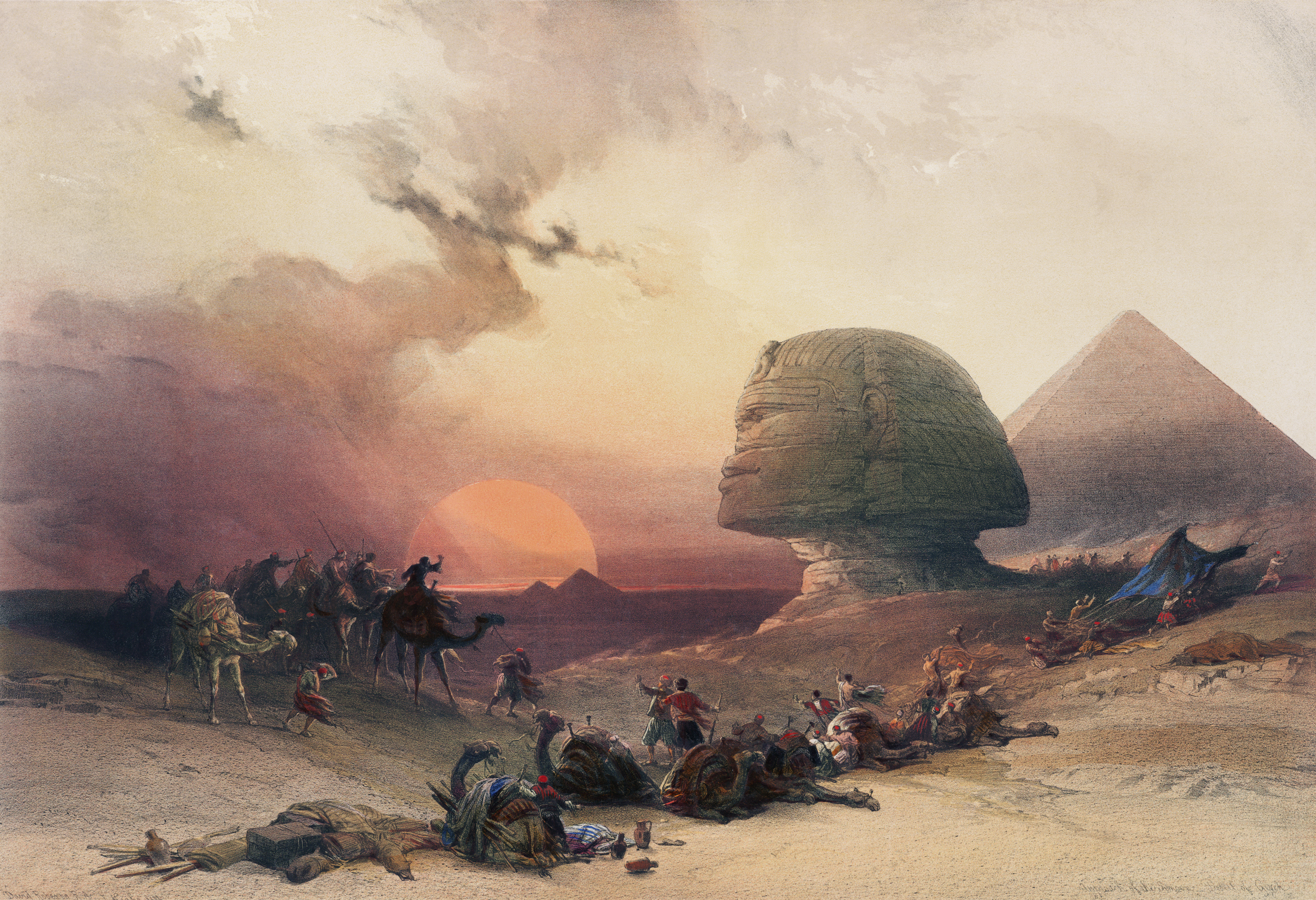
240. El Simoom en el desierto.
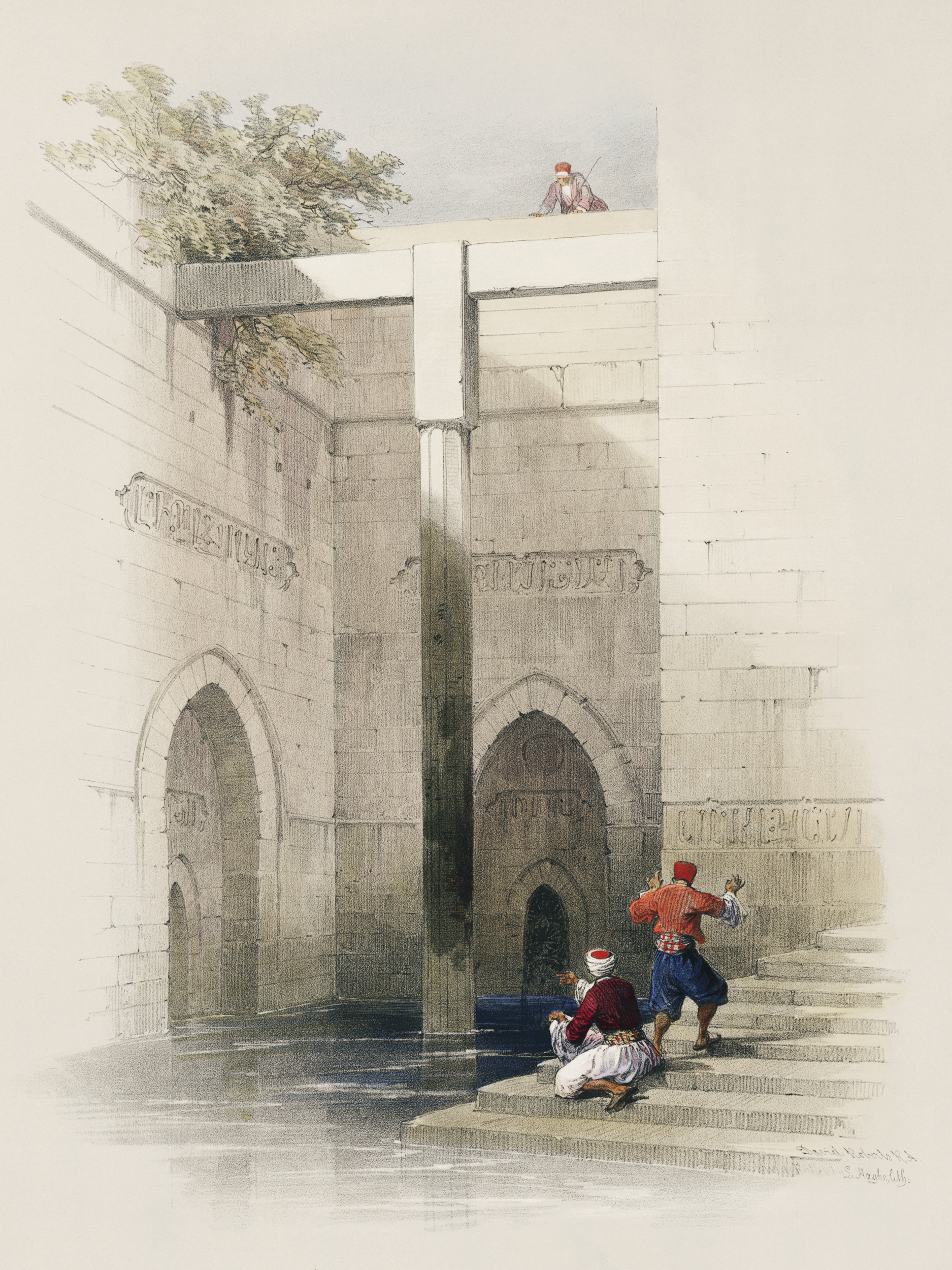
241. El Nilómetro de la Isla de Rhoda, El Cairo.
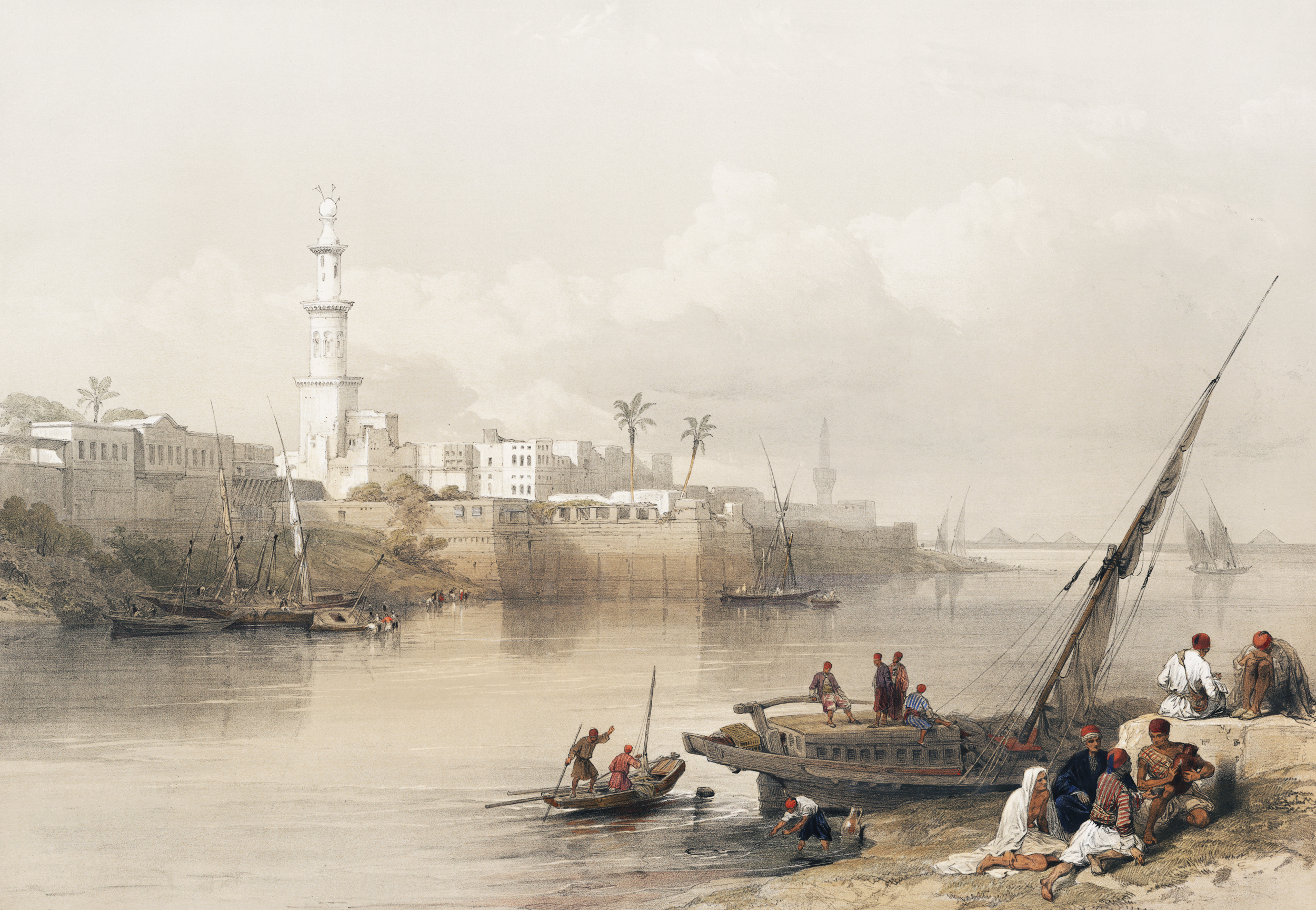
242. Vista sobre el Nilo, la isla de Roda y el transbordador de Gheezeh.
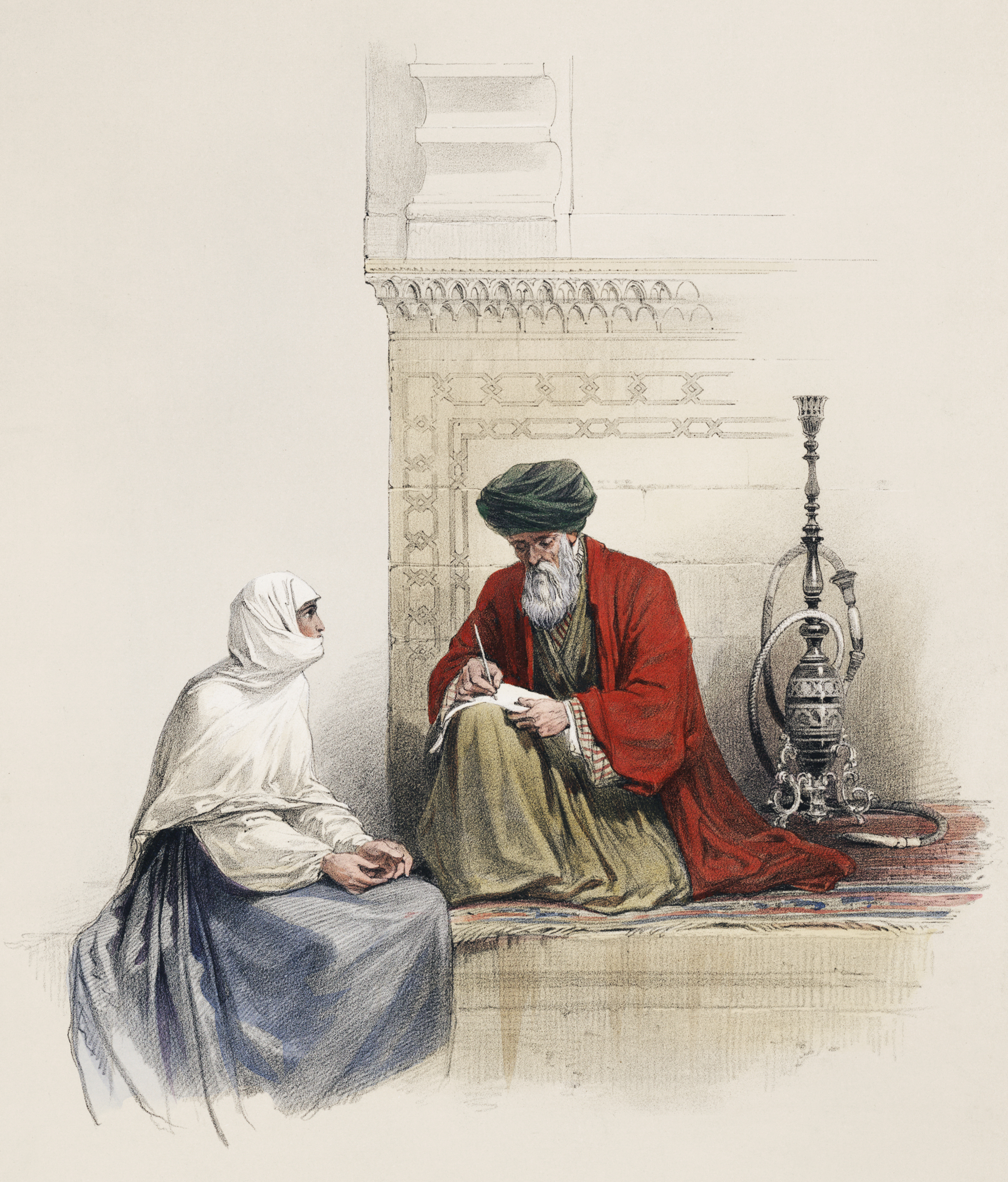
243. El Escritor de Cartas, El Cairo.
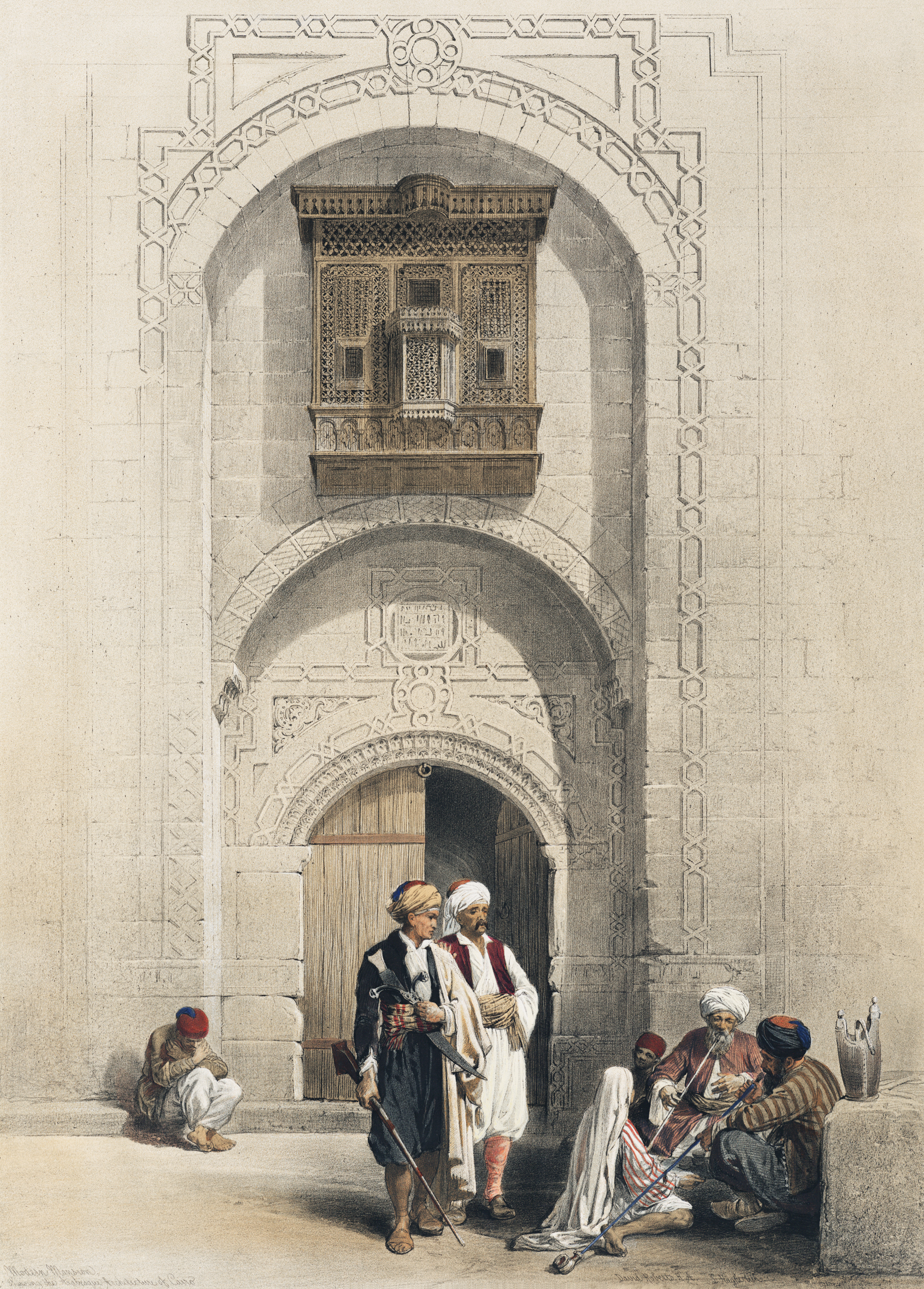
244. Entrada a una mansión privada, El Cairo.
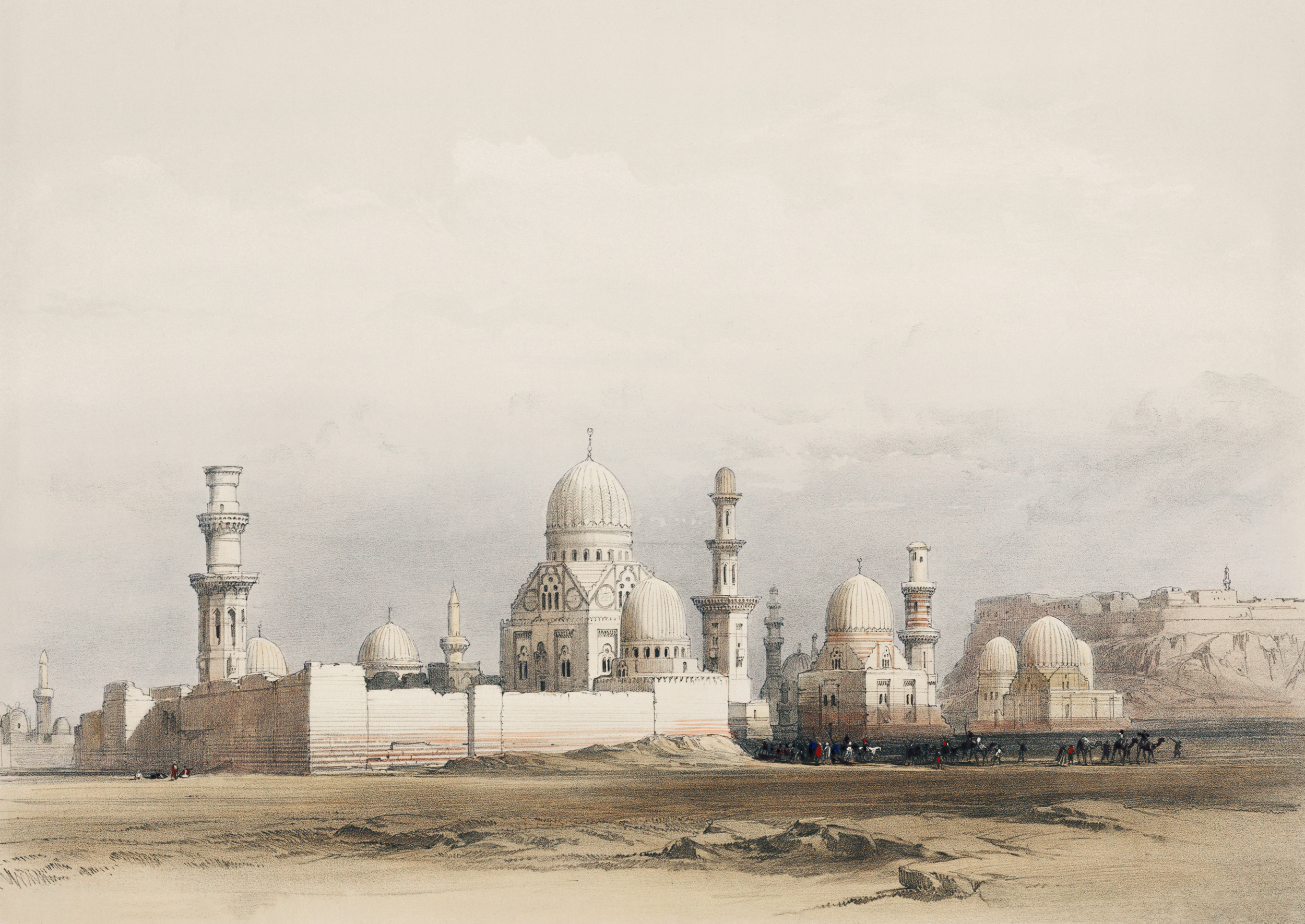
245. Tumbas de los Memlooks, El Cairo.
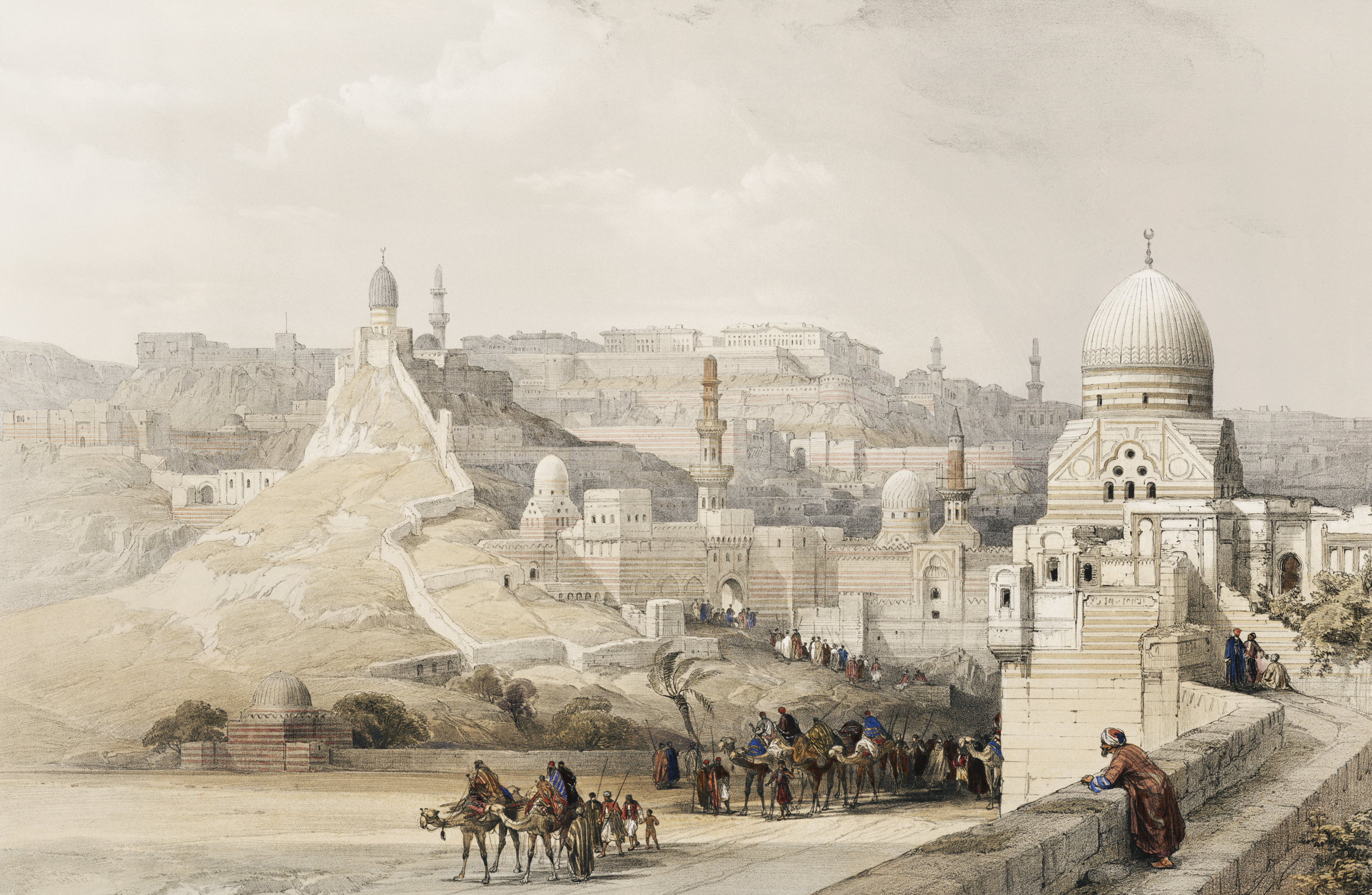
246. Ciudadela de El Cairo, residencia del Pashia.
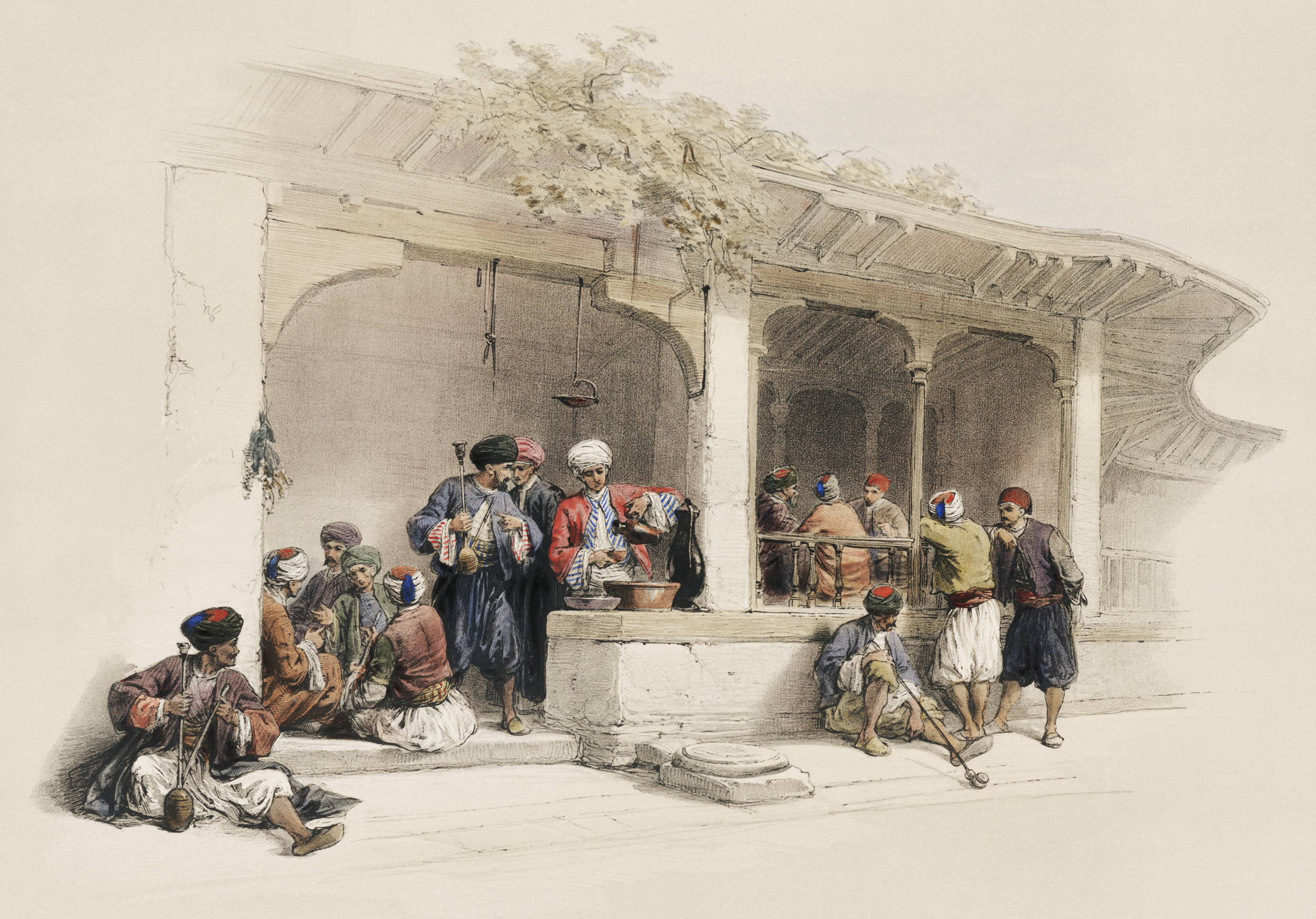
247. La cafetería de El Cairo.
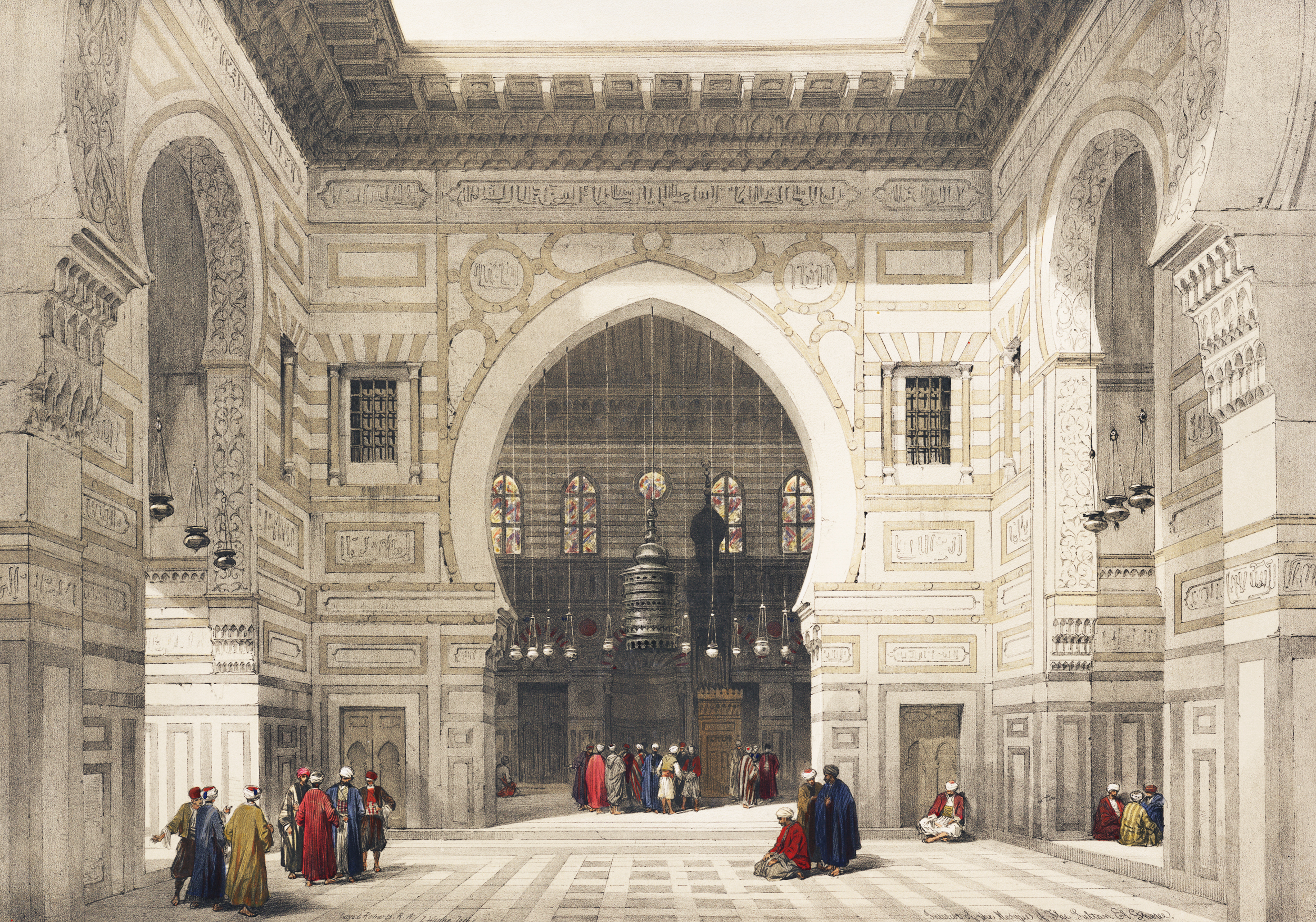
248.Interior de la Mezquita del Sultán El-Ghoree.
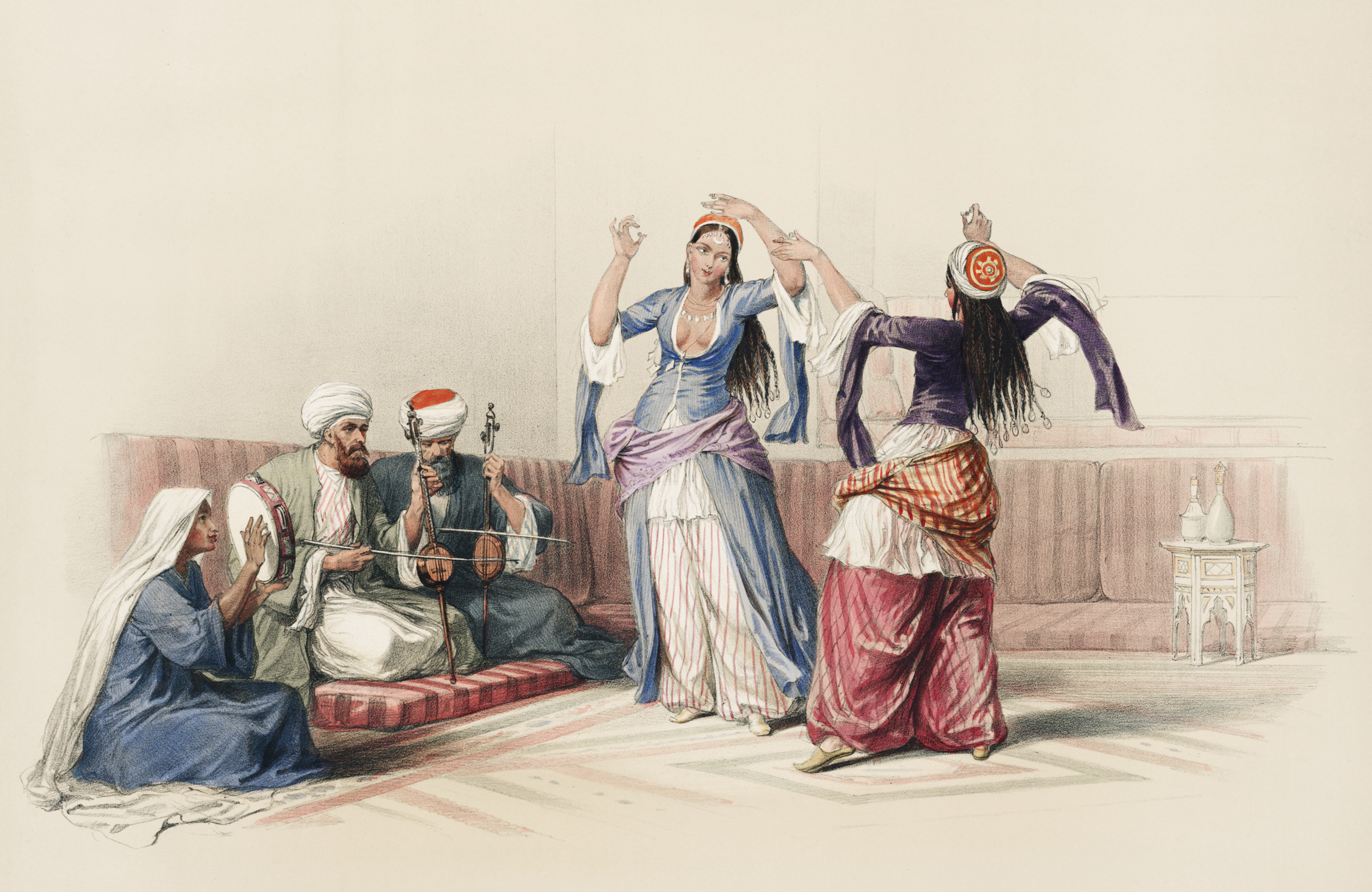
249. Las Ghawazees, o Bailarinas de El Cairo.
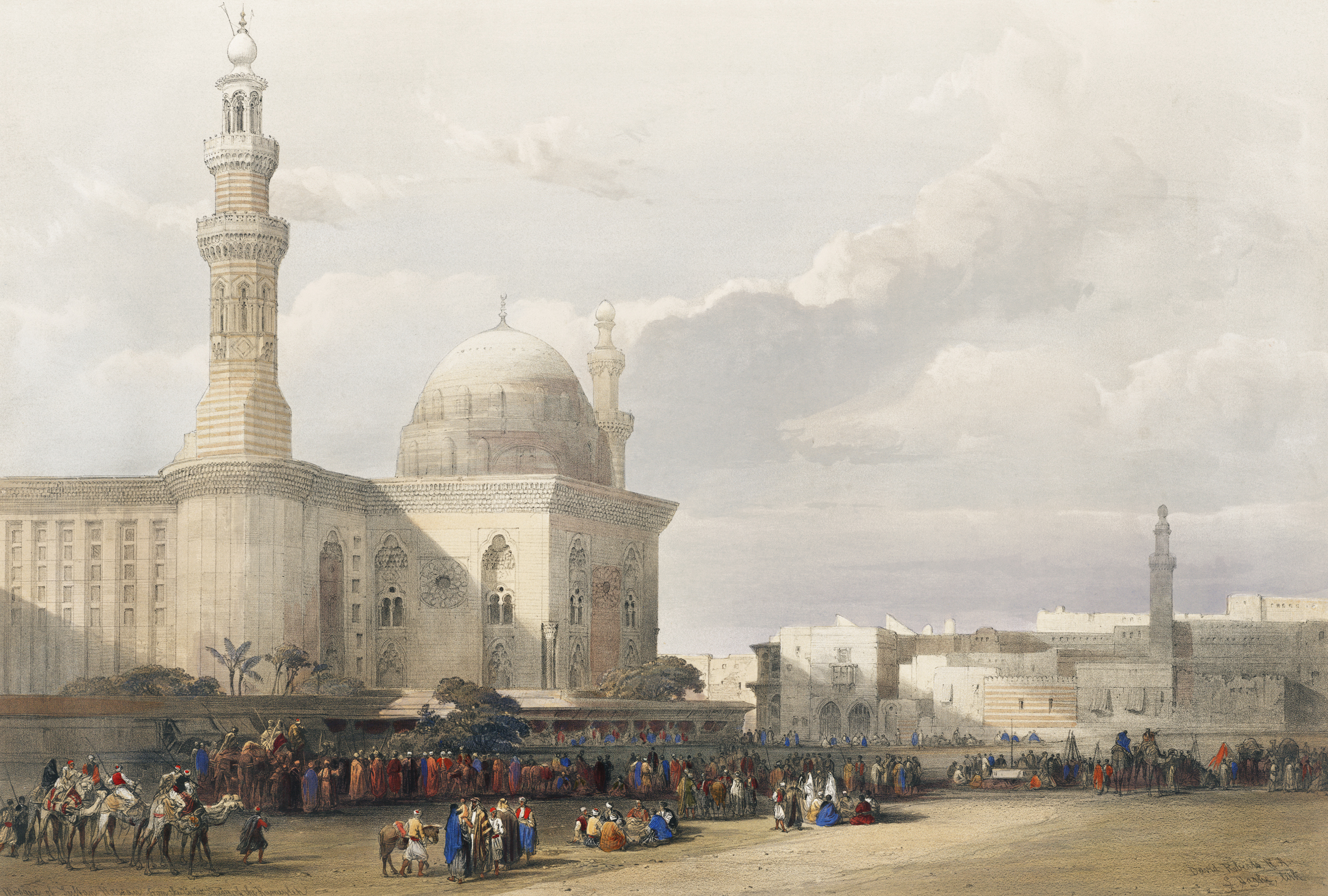
250. Mezquita del Sultán Hassan, desde la Gran Plaza del Rumeyleh.

## Crítica al orientalismo
Las imágenes han sido muy criticadas por ofrecer una perspectiva orientalista de la región. Uzi Baram escribió: "De la crítica de Said al orientalismo se desprende que Roberts creó paisajes pintorescos que encarnaban las preocupaciones y la imaginería británicas, paisajes que fueron traducidos para la mirada occidental. Roberts no se limitó a capturar los paisajes de Palestina; al igual que los demás orientalistas, modeló una imagen de Tierra Santa en lugar de representar todo lo que vio".
Meyers afirma que Roberts estaba "orientalizando el ideal pintoresco en un entorno levantino", y Proctor escribe que las imágenes no eran una representación exacta, sino más bien un producto de la imaginación occidental. Bendiner propuso múltiples influencias subyacentes al estilo orientalista de Roberts, entre ellas su conciencia social, su gusto opulento, su confianza en sí mismo, su sentido de la historia, las rivalidades internacionales contemporáneas y las cuestiones religiosas de la época. 